# ドルトムント
ドルトムント（ドイツ語: Dortmund、[ˈdɔrtmʊnt] ( 音声ファイル)、地元では[ˈdo:ɐ̯tmʊnt]）は、ドイツ連邦共和国ノルトライン＝ヴェストファーレン州アルンスベルク行政管区に属す郡独立市である。2022年12月31日現在の人口は593,317人で、人口の上ではドイツで9番目、ノルトライン＝ヴェストファーレン州ではケルンとデュッセルドルフに次いで3番目、ヴェストファーレンの最大都市であり、ルール地方では人口、面積ともに最大の都市である。ドルトムントは人口約1千万人のライン＝ルール大都市圏に含まれる。本市はルール地方東部に位置し、ルール地域連合およびヴェストファーレン＝リッペ地方連合に属している。
おそらくカロリング朝の建国時代にまで遡るこの街は、ヘルヴェーク沿いに位置する帝国都市およびハンザ都市で、現在は工業大都市から重要なサービス業・テクノロジー都市へと発展している。かつては、鉄鋼、石炭、ビールで知られていたドルトムントは、長年にわたる構造改革によって、保険業および小売業の中心都市へ変貌している。ドルトムント工科大学や19のその他の学術機関に約5万3千人の学生を擁するこの街は、ドイツの10大大学都市の1つに数えられており、重要な学術・ハイテク都市でもある。新たな起業分野は、特に流通、情報工学、マイクロシステム工学に注力している。このルール地方の中心都市には多彩なカルチャーシーンが見られ、数多くの博物館やギャラリーが存在する。たとえばオストヴァル美術館、ドルトムント芸術・文化史博物館やドイツ・サッカー博物館などである。この他に、受賞歴のあるオペラハウスや子供・青年シアターを含むテアター・ドルトムント、コンツェルトハウスなどがある。
中央駅や空港があるドルトムントは、周辺地域やヨーロッパ（特にベネルクス三国）にとって重要な交通結節点であり、中心地である。さらにヨーロッパ最大の運河港を介して北海の重要な港とつながってもいる。ドルトムントはヴェストファーレンで最新のスタジアムであるジグナル・イドゥナ・パルクをホームスタジアムとするボルシア・ドルトムントで全国的に有名である。このスタジアムは、81,000人以上を収容できるドイツ最大のサッカー専用スタジアムである。この他のこの街のランドマークや象徴的建造物としては、ドルトムントのU、ドイツで最も人出の多いショッピングストリートであるヴェステンヘルヴェーク、ライノルディ教会、ヴェストファーレンハレン、フローリアン塔、フェニックス湖がある。都市景観やスカイラインは特徴的な高層建築によっても決定づけられている。さらに数多くの産業文化財や広いグリュンダーツァイト地区がある。観光業は年々重要性を増しており、2019年には延べ144万泊の宿泊客があった。

## 地理

### 位置
ドルトムントは、海抜 86 m、北緯 51° 30′ 51″ 東経 07° 27′ 50″ に位置している。ノルトライン＝ヴェストファーレン州測量局の報告によれば、アプラーベッカー・マルク市区の北緯 51° 28′ 42″ 東経 07° 33′ 18″ がノルトライン＝ヴェストファーレン州の中心点にあたる。ドルトムントはドイツ全土と同様に中央ヨーロッパ時間帯に属している。街の中心部における実際の現地時間は、時計の時間に対して30分7.7秒の遅れている。
ドルトムントはヴェストファーレン盆地の南西部に位置する。これは北ドイツ平野の南端がドイツ中部山地に接する境界にあたる。南にはザウアーラントの張り出し部とアールダイ山地があり、その北端である市東部にドルトムンダー・リュッケンがそびえる。この背後に、ヘルヴェーク盆地の一部であるヴェルル＝ウナ盆地があり、その北部はミュンスターラントのリッペタールやリッペ高地に接する。西側は人口集積地のルール地方で、ドルトムントはその東部に含まれている。
ドルトムントの中心部は、北の平地と南の丘陵地との間、ヴェストファーレン・ヘルヴェークと呼ばれる地域にある。この街はヘルヴェーク盆地とヴェストヘルヴェークの自然地区にまたがっていることになる。エムシャー川上流がドルトムントを流れているため北の広い部分がエムシャーラントに含まれる。南のホーエンジューブルクの麓はルール川中流が市境をなしている。ハーゲナー地区でレネ川が流れ込み、ヘングスタイ湖を形成している。ドルトムント市港から北に向かってドルトムント-エムス運河が始まっている。

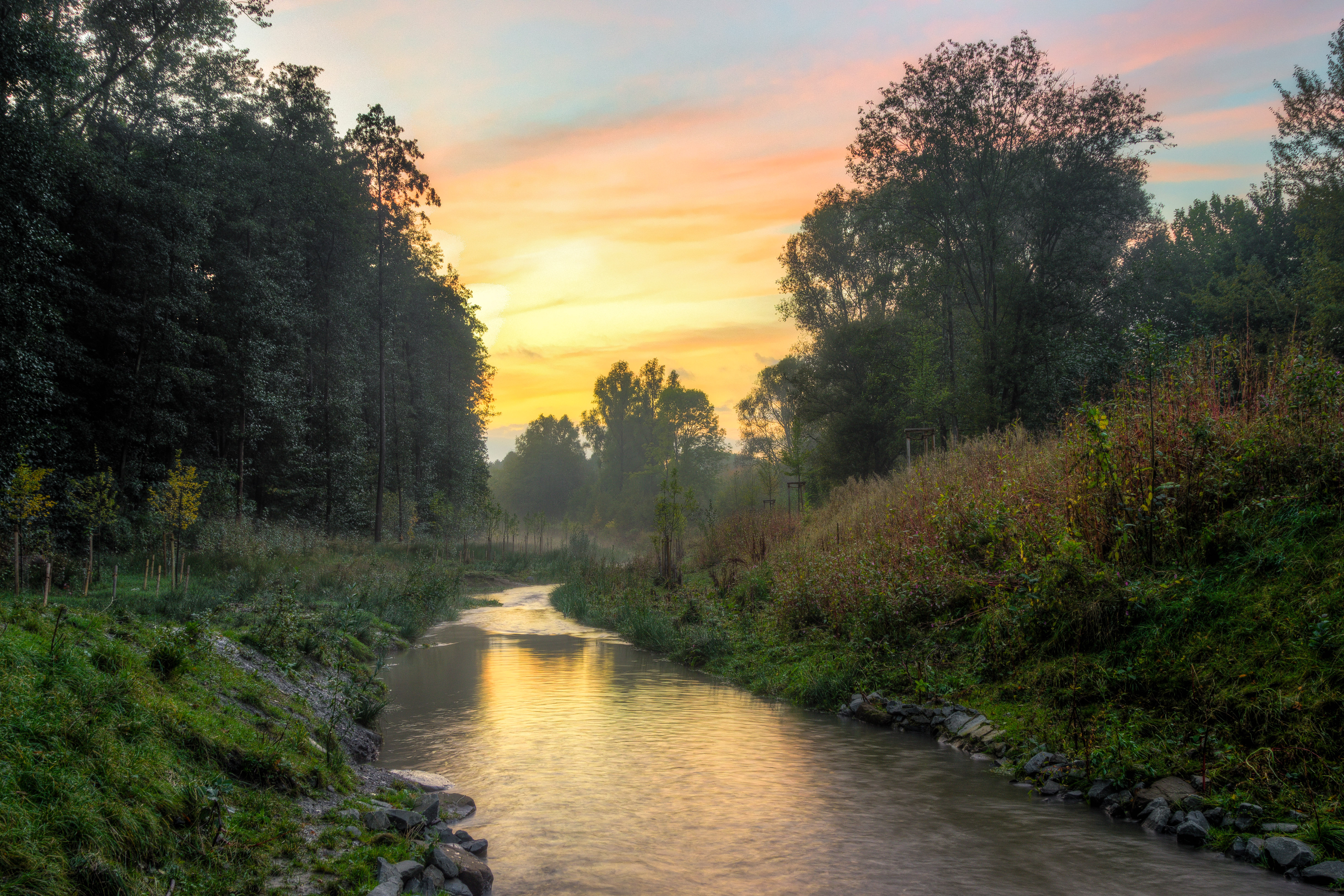
ドルトムントを流れるエムシャー川

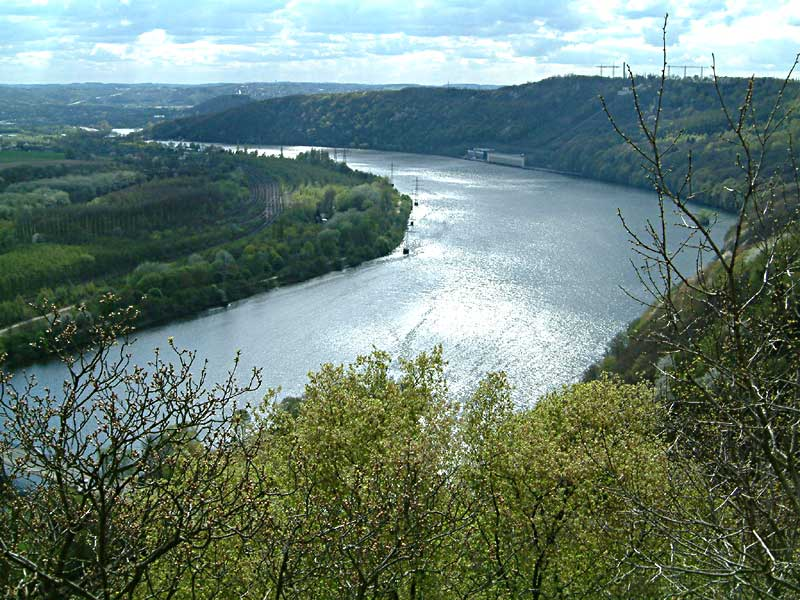
ヘングスタイ湖

### 河川・湖沼
ドルトムントの市域には自然の河川や湖沼が比較的少ない。大きな川としては、ドルトムントの南部を流れハーゲンやヘルデッケとの市境をなしているルール川の他には、市域を東から西に流れるエムシャー川があるだけである。この他に小さな川が多くある。たとえばヘルダー・バッハ、リューピングスバッハ、ションデレ、ロースバッハ、ケルネバッハなどでいずれもエムシャー川に流れ込むか、リッペ川水系に属している。これらの川の多くが排水目的に利用されていたが、エムシャー川およびゼゼーケ川の再自然化処置に伴い再び自然な流れの状態に戻されている。再自然化により小川の環境は大きく改善された。この他に、ドルトムント市港とパーペンブルク/エムスとを結ぶ連邦水路のドルトムント-エムス運河がある。
ベーレンブルーフ自然保護区のハレライ、ランストローパー湖、プレッケンブリンク湖、ブルーノ湖の4つの湖は、ドルトムントの鉱業史と密接な関係がある。これらの湖は地盤沈下によって形成された。また、ヘングスタイ湖とフェニックス湖の2つの湖は人工的に形成された。

### 市域の広がり
ドルトムントの市域の面積は 280.707 km2 である。これはドイツで26番目に広い自治体で、大都市では9番目の広さにあたる。ノルトライン＝ヴェストファーレン州でこの街よりも広いのは、ケルン、ミュンスター、シュマレンベルクだけである。
ドルトムント市の北端は、グロッペンブルーフ市区旧シュヴィーリングハウゼンとリューネン＝ブラムバウアーとの間（北緯 51° 36′ 05″ 東経 07° 25′ 11″）、南端はここから 21 km 離れたレネ川河口の対岸（北緯 51° 25′ 01″ 東経 07° 29′ 38″）、東端はヴィッケーデ市区の空港北側のウナ＝マッセンとの市境（北緯 51° 31′ 44″ 東経 07° 38′ 20″）、西端はここから 23 km 離れたホルテ市区とボーフムとの市境（北緯 51° 30′ 32″ 東経 07° 18′ 12″）である。大雑把に言えば、この2つの軸を対角線とする四角形にドルトムントの市域が収まる。ドルトムントの最高地点はジューブルク市区にあるクルーゼンベルクの海抜 254.33 m、最低地点はデルネ市区の海抜 49.5 m の地点である。

### 隣接する市町村

ドルトムントの都市管区、統計管区地図

ドルトムントは、その西側のレックリングハウゼン郡との間に 21 km の市境を持つ。接しているのは西がカストロプ＝ラウクセル、北西がヴァルトロプである。北から南東は 76 km にわたってウナ郡と接している。北がリューネン、北東がカーメン、東がウナ、南東がホルツヴィッケデおよびシュヴェールテである。続く 2 km は南のハーゲン市である。ドルトムントの南西はエネペ＝ルール郡で、17 km の市境がある。ヘルデッケとヴィッテンが境を接している。真西はボーフムで、市境の長さは 10 km である。ドルトムント市の市境は合計 126 km である。

### 行政上の地理
ドルトムントは歴史上ヴェストファーレンの一部であり、現在はノルトライン＝ヴェストファーレン州に属す。本市は郡独立市でアルンスベルク行政管区に含まれる。本市はヴェストファーレン＝リッペ地方連合およびルール地域連合に加盟している。その他に、ライン＝ルール運輸連合、ルール連合、エムシャー共同体、リッペ連合といった目的連合にも所属している。ドルトムントはノルトライン＝ヴェストファーレン州のオーバーツェントルム（上級中心）であり、ライン＝ルール欧州大都市圏の一部である。この街は、エッセン、デュースブルク、ボーフムと並ぶルール地方4大中心都市の1つである。これらの都市はいずれもヘルヴェークゾーンと呼ばれる地域に位置している。
ドルトムント市は1975年1月1日以降、12のシュタットベツィルク（都市管区）で形成されている。
ヴェスト（西）、ノルト（北）、オスト（東）の3つのイネンシュタット（内市街）管区と、北から時計回りに、エーヴィング、シャルンホルスト、ブラッケル、アプラーベック、ヘルデ、ホムブルーフ、リュトゲンドルトムント、フッカルデ、メンゲーデの9つの管区がこれを囲んでいる。これらの管区はそれぞれ住民選挙によって管区議会を選出し、その中から管区長を選ぶ。外郭管区（内市街以外の管区）には、この他に管区行政事務所が設けられている。
都市管区の下位区分として 62の統計管区があり、さらに合計170の統計小管区に分割される。内市街管区以外は、ドルトムント市に統合された旧自治体にあたる場合が多い。こうした公式な都市区分の他に、フィールテル（街区）の呼称も存在する。

### 気候
ドルトムントは、ドイツ全土がそうであるように、温帯気候に属す。本市は北西ドイツ気候区にあり、ミュンスターラント気候区とザウアーラント気候区との境界に位置している。大西洋海洋性気候から大陸性気候への移行部にあたる。
特徴的なのは、人口密度の高いルール地方に位置することによる、穏やかな冬とかなり暑い夏である。真夏には、気温は 40℃にまで上昇することがある。年間平均気温は11-12℃、年間降水量の長期平均値は 810 mm である。風向きは主に南西風である。降水は年間を通してほぼ一定であるが、冬は長時間降り続くのに対して、夏は時間は短いが激しい雨が降る。最大降水量は冬、特に2月に 90 mm、最小降水量は春で、4月の 40-50 mm である。気温の変動幅も 20℃以下でかなり小さい。最も寒いのは1月で約 2-7℃、最も暑いのは8月で約 13-25℃である。ドルトムントでは、都市型の気候に特徴的なヒートアイランド現象などの、人口密集地の気候が見られる。
| ドルトムント（2019年4月-2024年3月）の気候 | ドルトムント（2019年4月-2024年3月）の気候 | ドルトムント（2019年4月-2024年3月）の気候 | ドルトムント（2019年4月-2024年3月）の気候 | ドルトムント（2019年4月-2024年3月）の気候 | ドルトムント（2019年4月-2024年3月）の気候 | ドルトムント（2019年4月-2024年3月）の気候 | ドルトムント（2019年4月-2024年3月）の気候 | ドルトムント（2019年4月-2024年3月）の気候 | ドルトムント（2019年4月-2024年3月）の気候 | ドルトムント（2019年4月-2024年3月）の気候 | ドルトムント（2019年4月-2024年3月）の気候 | ドルトムント（2019年4月-2024年3月）の気候 | ドルトムント（2019年4月-2024年3月）の気候 |
| 月                                        | 1月                                       | 2月                                       | 3月                                       | 4月                                       | 5月                                       | 6月                                       | 7月                                       | 8月                                       | 9月                                       | 10月                                      | 11月                                      | 12月                                      | 年                                        |
| ----------------------------------------- | ----------------------------------------- | ----------------------------------------- | ----------------------------------------- | ----------------------------------------- | ----------------------------------------- | ----------------------------------------- | ----------------------------------------- | ----------------------------------------- | ----------------------------------------- | ----------------------------------------- | ----------------------------------------- | ----------------------------------------- | ----------------------------------------- |
| 最高気温記録 °C （°F）                    | 17.4 (63.3)                               | 19.7 (67.5)                               | 26.2 (79.2)                               | 26.6 (79.9)                               | 29.4 (84.9)                               | 35.4 (95.7)                               | 40.5 (104.9)                              | 35.4 (95.7)                               | 32.9 (91.2)                               | 25.4 (77.7)                               | 20.5 (68.9)                               | 17.9 (64.2)                               | 40.5 (104.9)                              |
| 平均最高気温 °C （°F）                    | 6.8 (44.2)                                | 9.6 (49.3)                                | 12.1 (53.8)                               | 14.8 (58.6)                               | 18.6 (65.5)                               | 24.9 (76.8)                               | 24.4 (75.9)                               | 24.8 (76.6)                               | 21.5 (70.7)                               | 16.6 (61.9)                               | 10.8 (51.4)                               | 7.7 (45.9)                                | 16.05 (60.88)                             |
| 日平均気温 °C （°F）                      | 4.4 (39.9)                                | 6.1 (43)                                  | 7.1 (44.8)                                | 9.1 (48.4)                                | 12.8 (55)                                 | 18.9 (66)                                 | 18.6 (65.5)                               | 18.8 (65.8)                               | 15.4 (59.7)                               | 12.3 (54.1)                               | 7.3 (45.1)                                | 5.2 (41.4)                                | 11.33 (52.39)                             |
| 平均最低気温 °C （°F）                    | 1.7 (35.1)                                | 2.1 (35.8)                                | 1.9 (35.4)                                | 2.8 (37)                                  | 6.1 (43)                                  | 12.1 (53.8)                               | 12.5 (54.5)                               | 12.9 (55.2)                               | 9.6 (49.3)                                | 8.2 (46.8)                                | 3.6 (38.5)                                | 2.3 (36.1)                                | 6.32 (43.38)                              |
| 最低気温記録 °C （°F）                    | −8.7 (16.3)                               | −19.5 (−3.1)                              | −6.5 (20.3)                               | −5.0 (23)                                 | −1.3 (29.7)                               | 4.2 (39.6)                                | 5.7 (42.3)                                | 7.2 (45)                                  | 1.5 (34.7)                                | −1.2 (29.8)                               | −6.5 (20.3)                               | −11.9 (10.6)                              | −19.5 (−3.1)                              |
| 降水量 mm （inch）                        | 70 (2.76)                                 | 92 (3.62)                                 | 60 (2.36)                                 | 44 (1.73)                                 | 57 (2.24)                                 | 59 (2.32)                                 | 73 (2.87)                                 | 77 (3.03)                                 | 53 (2.09)                                 | 65 (2.56)                                 | 65 (2.56)                                 | 87 (3.43)                                 | 802 (31.57)                               |
| 平均降水日数 （≥1.0mm）                   | 20                                        | 18                                        | 16                                        | 11                                        | 14                                        | 12                                        | 15                                        | 16                                        | 14                                        | 19                                        | 19                                        | 21                                        | 195                                       |
| 出典：Wetterdienst.de                     |                                           |                                           |                                           |                                           |                                           |                                           |                                           |                                           |                                           |                                           |                                           |                                           |                                           |

## 住民

### 統計的概要
2022年12月31日現在、ドルトムントでは593,317人が暮らしている。この数値は、EUで39番目、ドイツで9番目、ノルトライン＝ヴェストファーレン州ではケルン、デュッセルドルフに次ぐ3番目で、ルール地方では最大の都市である。ドルトムントは人口1千万人のライン＝ルール欧州大都市圏に含まれる。この大都市圏は、モスクワ、ロンドン、パリ、イスタンブールに次ぐ5番目に大きな欧州大都市圏である。大都市圏内でドルトムントはルール人口密集地の一部であり、西に位置するルール地方の諸都市と切れ目なくつながっている。ルール地方の目的連合であるルール地方連合地域だけで510万人が住んでいる。この人口から算出される人口密度は 2,114人/km2 である。これによりドルトムントはドイツで39番目に人口密度が高い街となっている。
内市街の外側では内市街に比べてかなり人口密度が低いというのが大都市の典型的な姿である。人口密度は、ホルトハウゼン統計小管区（エーヴィング管区）の約1,600人/km2 からノルトマルクト＝ジュートオスト統計小管区（内市街ノルト統計管区）の 42,630人/km2 まで差がある。

### 住民構成
2022年現在、住民の 50.6 % が女性、49.4 % が男性である。
ドルトムントは中世から既に人口流入都市であったが、工業化の始まりとともに人口流入は大きく増加した。こうした移住者の中にはポーランド人も多く、初めは信仰が異なる非ドイツ語話者の大きなグループが形成され、次第に同化していった。特に1960年代には、鉱山業での労働力不足を補うために、意図的にガストアルバイターの採用が行われた。
この街の外国人比率は 21.3 % である（2022年12月31日現在）。これはドイツ西部の大都市としては平均的な値である。移民を祖先に持つ住民の比率は、2023年時点で 41 % である。
市内においてもルール地方特有の明確な差異がある: ドルトムンダー・ノルト都市管区およびその市区では外国人比率が高い傾向にある。2022年12月31日現在、ドルトムントの全外国人の 1/4 以上が内市街ノルト管区に住んでいる。ここでの外国人比率は 57.5 % である。ドルトムント北部の他の市区の多くでも外国人比率は比較的高い。シャルンホルスト＝オスト (35.2 %)、リンデンホルスト (32.7 %)、エーヴィング (32.1 %)、デルネ (26.5 %) がそれにあたる。外国人比率はドルトムト西部の市区でも比較的高く、たとえばヴェスターフィルデ (29.3 %)、ネッテ (22.4 %)、フッカルデ (22.4 %) といった具合である。ドルトムントの東部や南部では外国人比率がやや低い傾向にある。しかしその中でヘルデでは比較的高い値 (26.6 %) を示している。ドルトムントには国別に大きな違いがあり、郊外ではEU-出身者の比率が顕著に高い。ドルトムントにおける外国人の中で特別なグループが、大学に在籍している留学生のグループである。彼らは通常、短期間この街に住むだけであり、アジア人やアフリカ人がその多くを占めている。市内の大学を合計すると、約5万人が在籍している。
2023年、ドルトムントの世帯の 49.5 % が単身世帯、26.6 % が子供のいないペア世帯、13.8 % が子供のいるペア世帯、5.0 % が子供を持つ1人親世帯、5.1 % がその他の世帯であった。。

### 収入および社会福祉の構造
ドルトムントの失業率は2024年3月時点で 11.7 % である。失業率は市内の地域間で大きな違いがある。
ドルトムントの北部には、社会的援助が必要な人や失業者の比率が高い市区が多くある。特に内市街ノルト管区の全統計管区に当てはまるが（失業率: 21.3 %）、シャルンホルスト＝オスト (18.9 %)、エーヴィング (14.7 %)、リンデンホルスト (13.6 %) もこれに該当する。しかし北部には失業率が低く、高収入者の多い市区も存在する。たとえばブレヒテン、ホルツハウゼン、北東部のフーゼン、クルル、グレーフェルなどがそれである。
ドルトムント西部の都市管区の社会構造は比較的雑多である。多くの地区では失業率がドルトムント全体の平均に近いかやや高い。大きな市区で見ると、フッカルデ (12.8 %)、キルヒリンデ (11.2 %)、リュトゲンドルトムント (11.2 %) といった具合である。低い失業率と高い収入構造は、特にドイゼンおよび郊外に位置するエスペルやヴェストリヒで見られる。これに対して他の一部、たとえばヴェスターフィルデ (16.5 %)、ネッテ (15.7 %)、マルテン (14.3 %) では、失業率は平均よりもかなり高い。
ドルトムント東部では失業率が低く、平均かそれよりもやや高い収入構造の市区が多い。一番郊外に位置するヴィッケーデ (12.0 %) を除いて、東部の失業率はドルトムントの平均以下である。中でも比較的失業率が低いのは、アプラーベック (6.4 %) とアセルン (6.1 %) およびゼルダーホルツ (3.6 %) をはじめとする小さな市区である。
ドルトムント南部には失業率が低く収入が高い構造の市区が特に多く存在する。特に連邦道 B54号線の西に面する南部の市区であるブリュニングハウゼン、リュックレンベルク、キルヒヘルデ、ビッターマルクや、ヴィットブロイッカー通り沿いの南東部の市区アプラーベッカー・マルク、ヘーヒステン、ホルツェン、ヴィヒリングホーフェン、ジューブルクなどがそれである。失業率が高いのはヘルデ (14.8 %) だけである。これらに対し、平均的な社会構造なのがホムブルーフである。
2018年末時点でのドルトムント住民の平均年齢は、43.3歳であった。18歳から60歳までを労働人口とすると、2022年末時点での労働人口の非労働人口に対する比率は 10:9 である。この値はノルトライン＝ヴェストファーレン州全体とほぼ同様である。

1871年以降のドルトムントの人口推移

### 人口推移
ドルトムント市の人口は1895年に10万人を超え、グロースシュタット（大都市）となった。ヘルデ市、ドルトムント郡、ヘルデ郡との合併後1929年には約536,000が住む街となった。第二次世界大戦によって破壊されたドルトムントから住民たちは減少した。1945年4月の人口は約34万人であった。その後周辺の田舎に避難していた人々や難民や故郷を逐われた人々がドルトムントに定住した。人口は急速に増加した。1965年に人口は 657,804人の最高値に達した。その後人口は、ルール地方の周辺の街と同様に減少していった。1987年の国民調査時の人口は584,089人であった。しかしこの傾向はやがて反転した。2011年から2019年までの間に人口は増加し、2019年12月31日の公式人口は588,250人にまで増加した。統計官庁によればその後人口はわずかに減少している。ノルトライン＝ヴェストファーレン州情報・技術局 (IT.NRW) は、ドルトムントの人口は2040年までに約 5.1 % 増加し、604,100人となると予測している。

## 歴史

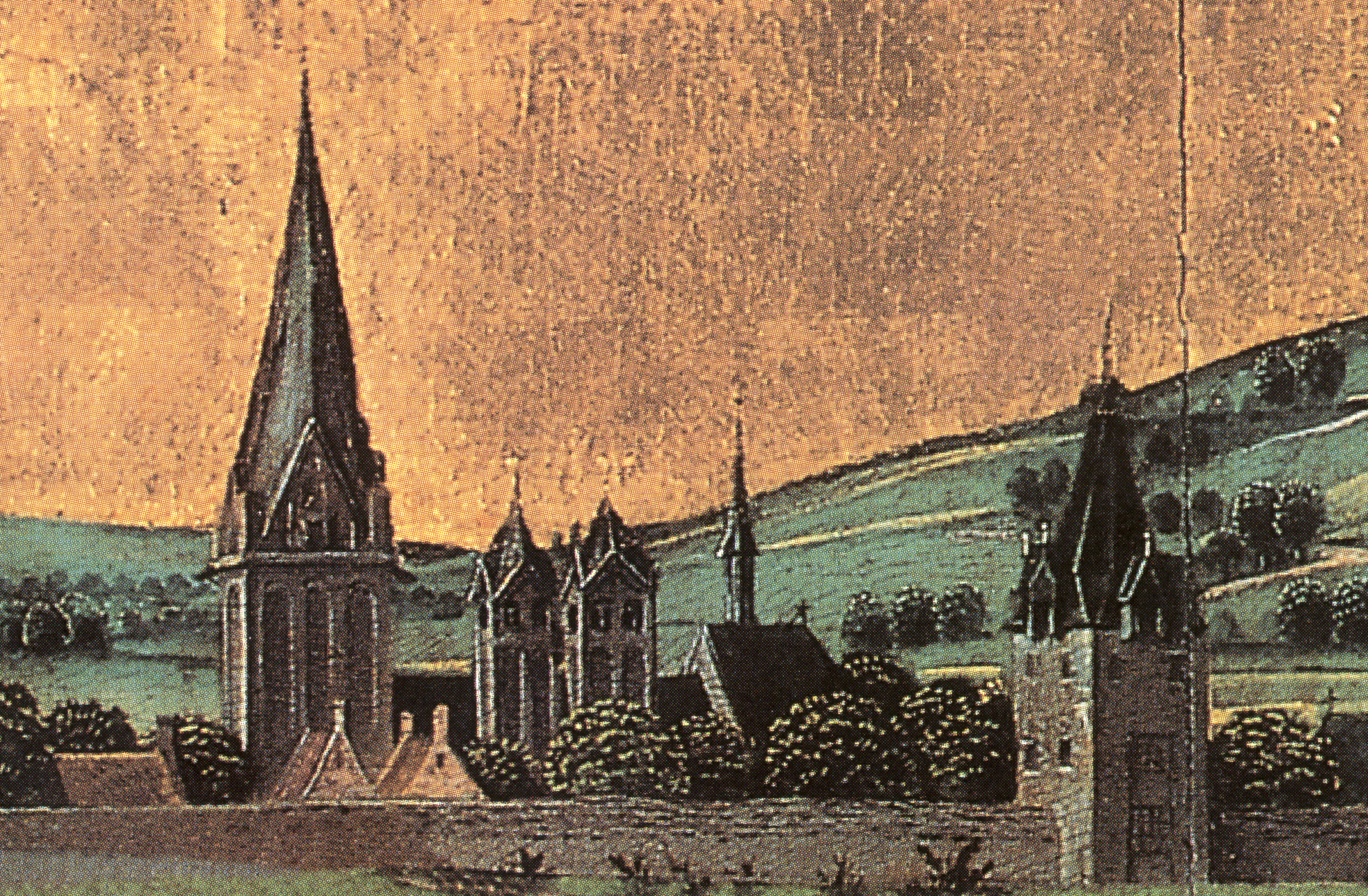
ドルトムントを描いた現存する最も古い1470年の絵画

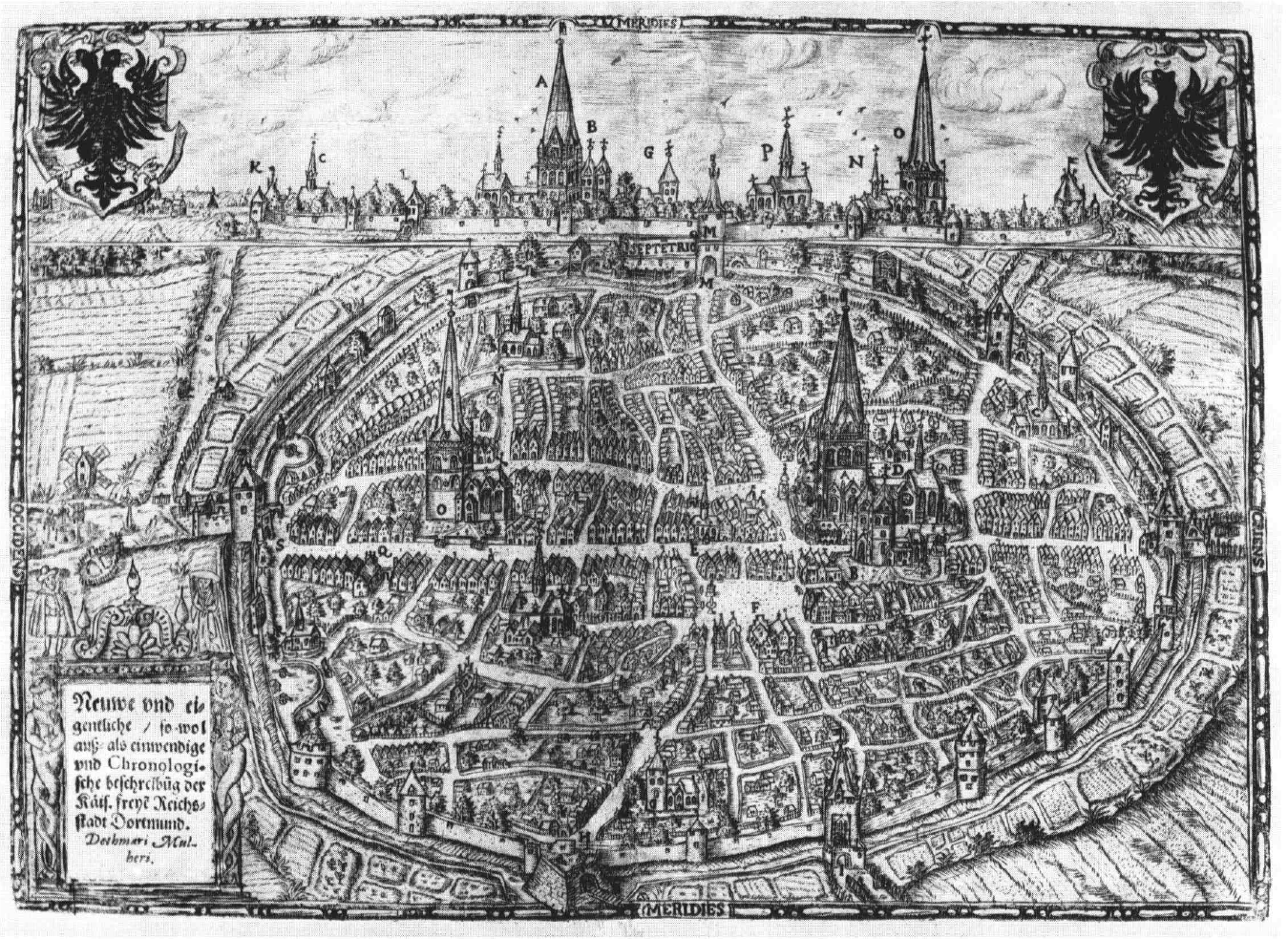
デトマーリ・ムーラーによって制作された1610年頃のドルトムントの都市図

### 都市の歴史
現在のドルトムントの市域における最初の定住の痕跡は新石器時代にまで遡る。ドルトムントは882年に Throtmanni として初めて文献に記録されている。ドルトムントの市場開催権に関する最初の記録は990年である。11世紀にライノルドゥスが街の守護聖人になったという伝承がある。
1152年、後に皇帝となる王フリードリヒ・バルバロッサによりドルトムントで諸侯会議が開催された。その結果、職人や商人が王宮周辺に住み着き、ドルトムントの緩やかな都市発展に貢献した。1200年には既に都市中心部は82ヘクタールと現在の規模に達し、市壁によって護られていた。1232年（または1231年）に街は大火に見舞われた。おそらく放火によるもので、街はほぼ完全に焼失した。炎は特にヘルヴェークの北側の人口が密集した中心街を焼き、小売商や職人の木造の家だけでなく石造りのライノルディ教会をも破壊した。この火災で街の文書館も失われ、火災以前の文書が灰燼に帰した。この都市火災で失われたドルトムントの特権は1236年にフリードリヒ2世によって復権され、ドルトムント市 (ラテン語: [burgus] Tremonia) は初めて帝国都市（civitas nostra Tremoniensis imperialis）として記録されている。
1293年にビール醸造権が与えられ、市内でビール産業の比類のない発展が始まった。都市火災の後、ドルトムント市民の影響力も強化された。その影響力は市域を超え、1252年頃にドルトムント商人の協力によってバルト地方の都市メーメルが建設された際にこの街を「ノイ＝ドルトムント」と呼ぶことが検討されたほどであった。こうした市民や貴族は自信を持って rempublicam Tremoniensem gubernantes（ドルトムント国家の地域領主といった意味）と自称しており、クレピング家、ズーダーマン家、フォン・ヴィッケーデ家、シュヴァルト家、ムッデペニング家、フォム・ベルク家、レムベルク家、ベルスヴォルツ家、ヴァーレ家、ブラーケ家といった強い影響力を持つ家が生まれた。後者はいずれもヨーロッパ全土、特にイングランドに優れた貿易関係を築いた。ドルトムント商人の覇権はイングランド王エドワード3世にまで及んだ。王は1339年にイングランドの王冠をドルトムント商人が率いる共同体に質入れした。

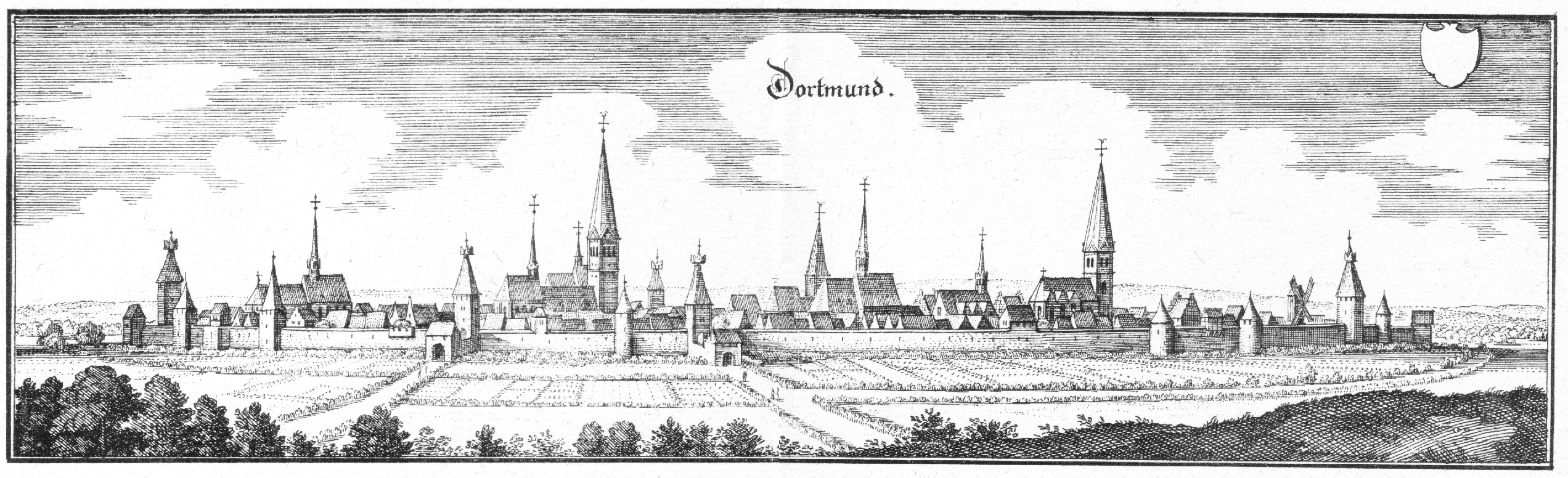
1647年頃にマテウス・メーリアンによって制作されたドルトムントを描いた銅版画

ドルトムントは1389年にマルク伯とケルン大司教およびその同盟者たちに対するドルトムントの大フェーデを切り抜けた。しかし街の経済的衰退はゆっくりと進行していった。この衰退は三十年戦争によって続いた上に激化した。この街は農耕小都市にまで衰退し、1793年までに人口は4500人に減少した。ドルトムントは1803年の帝国代表者会議主要決議で自由帝国都市の地位を失い、オラニエ＝ナッサウ侯領の飛地となった。1808年にはナポレオンのベルク大公国ルール県の県庁所在地となった。ルール県はドルトムント、ハム、ハーゲンの3つの郡で構成された。県知事にはロムベルク男爵ギスベルトが就いた。ドルトムントは立地条件が良く、適切な行政府用の建物があったことから県庁所在地に選ばれた。かつて帝国都市だったことから数多くの行政や司法のための建造物があったのである。プロイセンがナポレオンに勝利した後、ドルトムントは最終的に1815年にプロイセンのヴェストファーレン州に編入された。1817年にアルンスベルク県内の郡庁所在地となったが、1875年にシュタットクライス（都市郡＝郡独立市）となってこの郡から除外された。
19世紀初めに工業化が始まったことでやっと衰退が収まった。1826年の登録簿によれば、市壁の中には940戸に約4千人が住み、453軒の厩舎や納屋があった。都市景観は、狭い石畳の通りや路地、多くの木組み建築によって形成されていた。4つの大きな中世都市教会、旧市庁舎、いくつかの石造りの世俗建築だけが過去の偉大な文化的遺産を証明している。

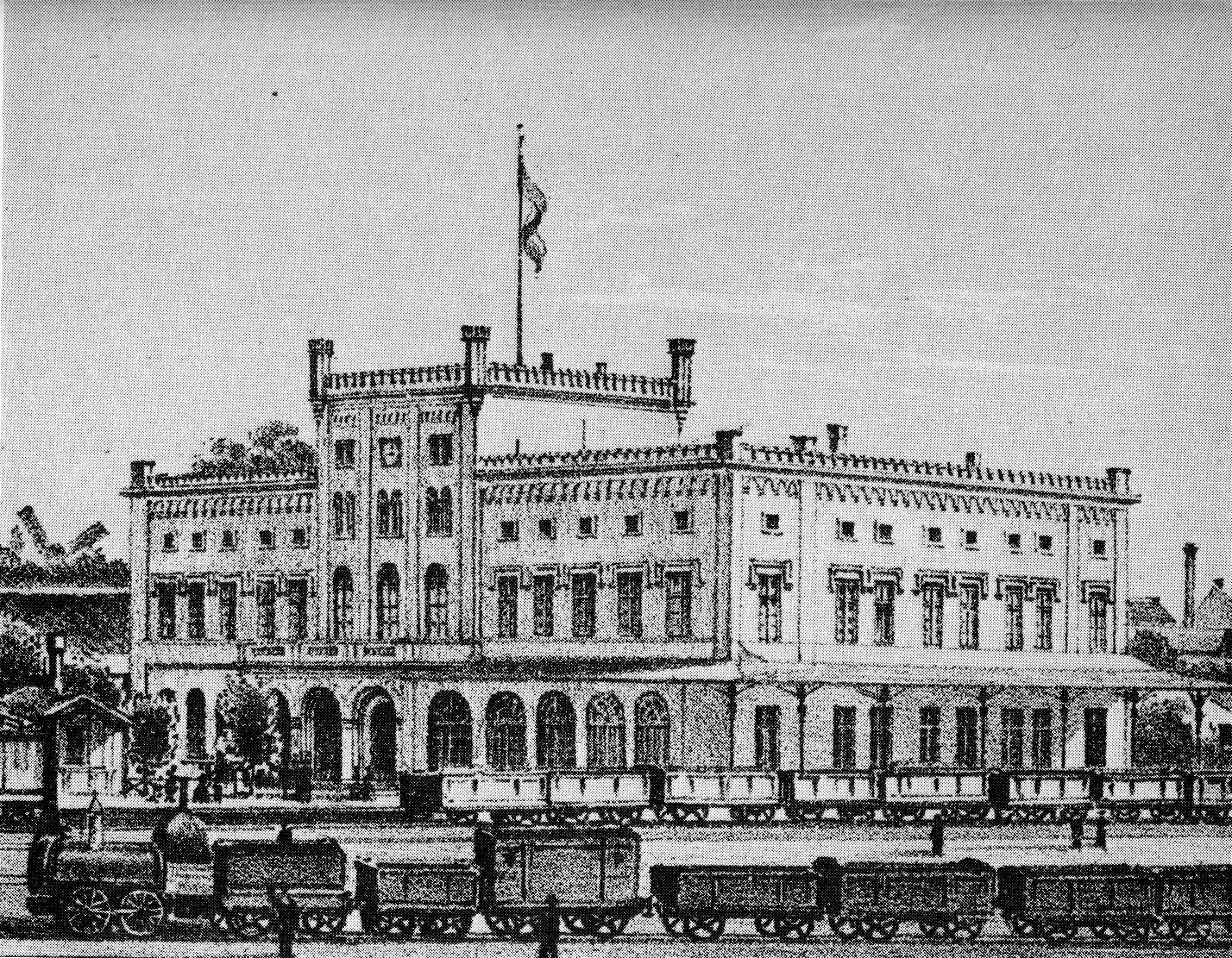
1850年頃のドルトムント駅

19世紀半ばから、石炭採掘と鉄鋼加工によって新たなドルトムントの発展が始まり、工業都市へ変貌していった。1847年にケルン-ミンデン鉄道が開通して以降、ドルトムントはルール地方の重要な交通結節点となった。経済発展のためのもう1つの重要な要素が、1899年のドルトムント-エムス運河とその港の開港であった。これらのインフラが大都市への道を切り拓いた。街は手狭になった中世の市壁の境界を超えて成長した。拡張工事は当初、新しい中央駅の北側で行われた。1858年から市の建築責任者ルートヴィヒによって装飾的な広場（シュタイン広場、ノルトマルクト、ボルジーク広場）を持つ直交する道路網がドルトムントのノルトシュタットに整備された。
1874年にドルトムント南駅へ向かうライン鉄道会社の路線が開通すると歴史的な防塁の南東地区で都市建設目的の開発が始まった。ノルトシュタットのコンパクトなブロック型の街区とは異なり、カイザーフィールテル（カイザー街）やジュートシュタットでは堂々とした邸宅を持つ緩やかな建築計画が企図され、実業家や企業家に人気の住宅地となった。1876年に約16ヘクタールのオストパルクが公園風緑地として開園した。これは、現在ヴェストパルクとなっている「ヴェステントーテンホーフ」に次ぐ2番目の市営墓地として開設された。この2つめの墓地は、ルール地方の工業化に伴う急速な人口増加に関係している。ヴェステントーテンホーフが建設された1811年のドルトムントの人口は約4,000人であったが、1876年には5万人を超えていた。

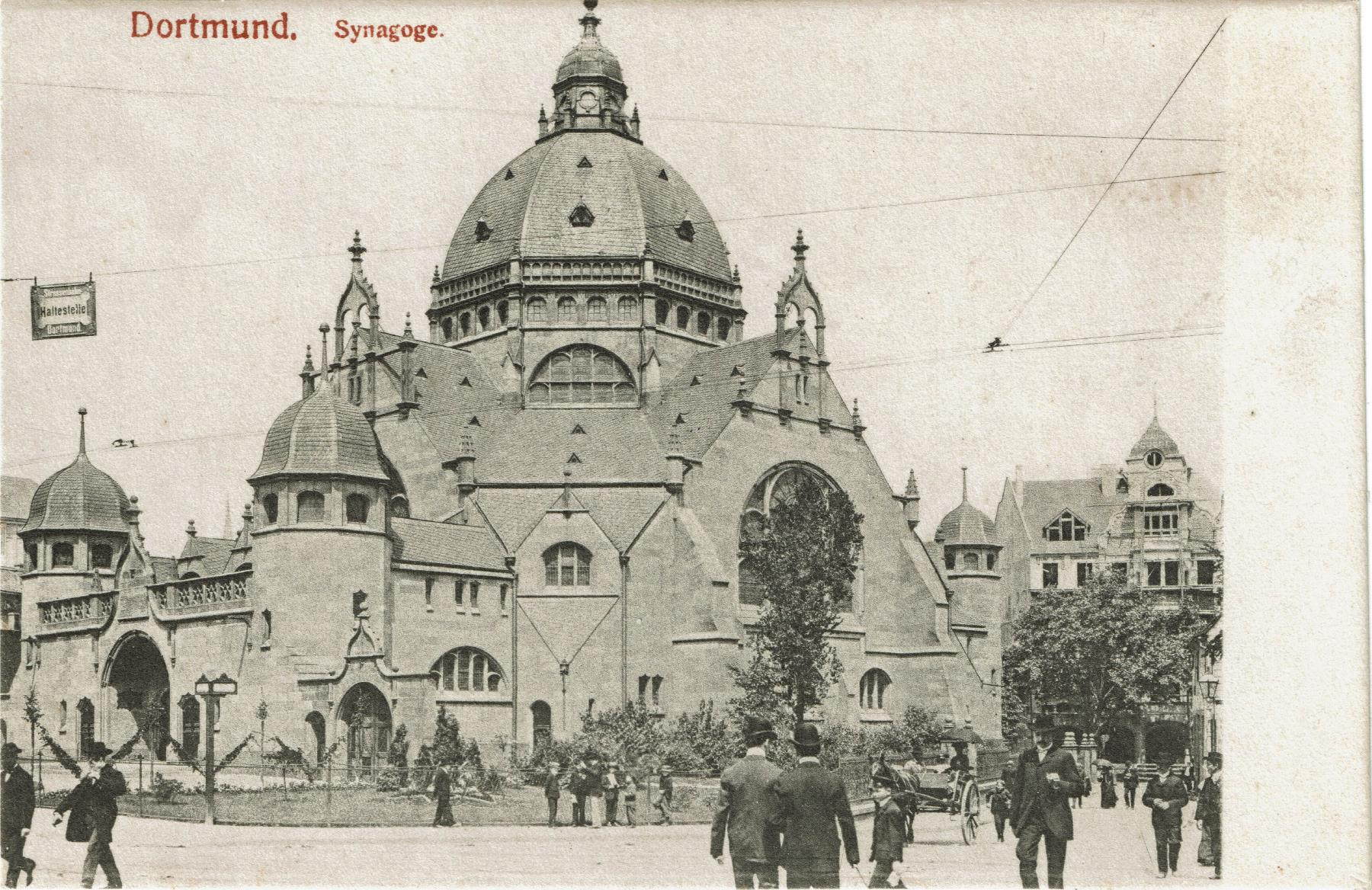
1906年から1910年頃のシナゴーグ

歴史的な防塁施設の南にも市の施設が建設された。たとえば、孤児院、ルイーゼン病院、1896年に創設された機械製造のための王立工業マイスター学校（同じ場所に立つドルトムント専門単科大学の前身である）などである。これらは、この時代まで主に広大な庭園を特徴としていた地域に建設された。1902年から1908年までの間に大規模な建設工事によって公務員居住区が設けられ、工業マイスター学校のすぐ近くに大きな家屋が造られた。こうしたグリュンダーツァイトの建物は主に公務員の宿舎として利用された。都市化に伴って、学校や教会といったインフラ施設がその後建設された。現在クロイツ通りにその名を残す聖十字架教会の建設は1914年に始まり、その2年後に落成された。第一次世界大戦によって都市建設は停止したが、約1万人がここに住んだ。
1905年のケルネの合併以後、市町村合併の波が始まった。この動きは、1928年のルール地方の自治体新設に関する法律によってヘルデ市（1340年にはすでに都市権を有していた伝統ある都市）が合併したことでピークを迎えた。1928年および1929年の市町村統合以降、ドルトムントの市域は、その大部分が旧帝国都市ドルトムントよりも旧マルク伯領に属す地域となった。第二次世界大戦の勃発までに、都市景観は農耕小都市から大都市風の外観に変化した。市の中心部には数年のうちに堂々たる新建築が設けられた。例えばシナゴーグ、1904年建造のアルトホフ百貨店、1912年のクリューガーハウス、さらには中央駅、劇場、郵便局、貿易センターのレーヴェンホーフが建ち並ぶ駅周辺、あるいはハンザ通り開通などの都市計画で街は劇的に変化した。

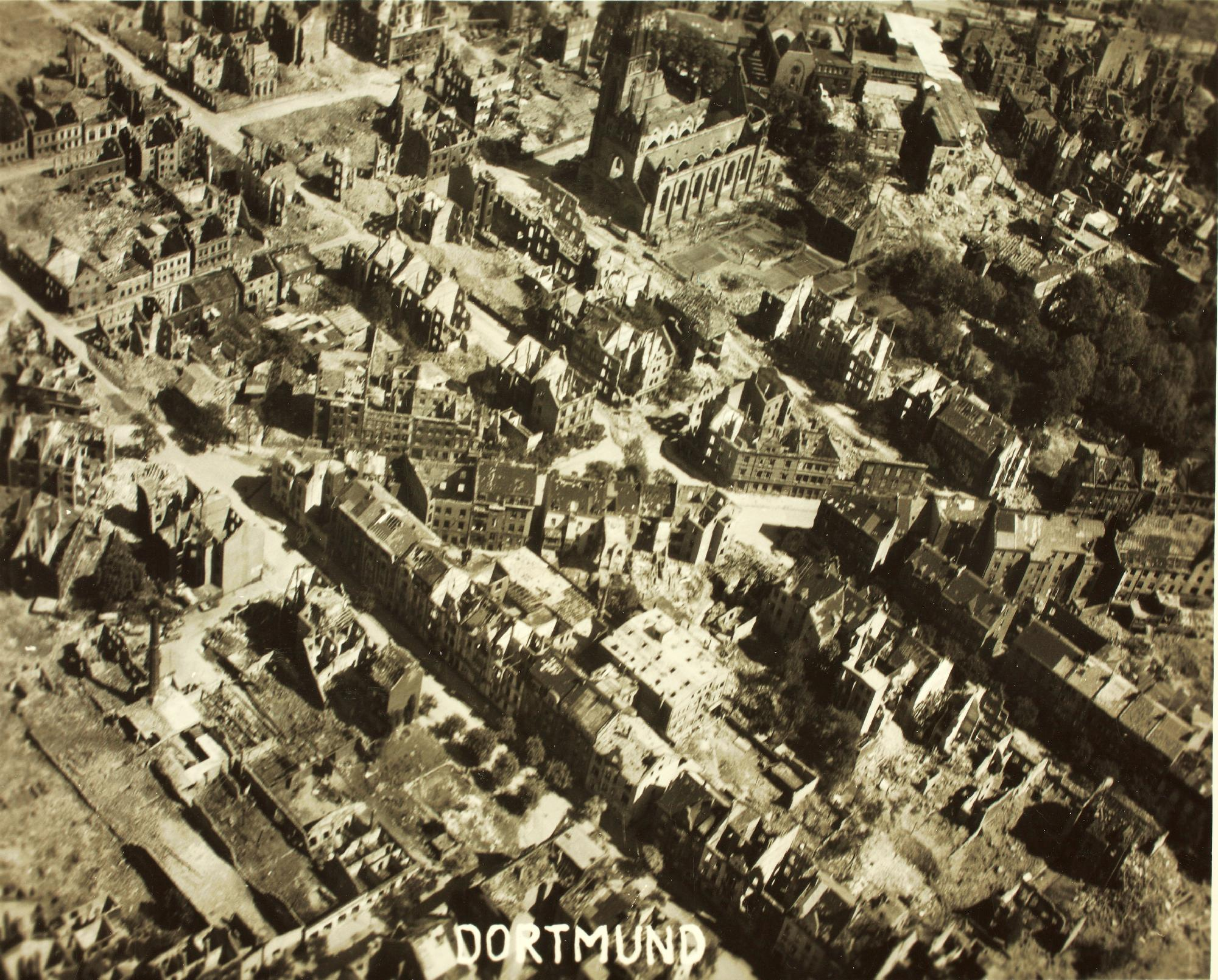
1941年から1945年、第二次世界大戦時のドルトムント偵察写真

第二次世界大戦中、この街は105回の空爆で合計22,242トン以上の爆撃を受け、中心部の 90 % が破壊された。この高い破壊率は、ドルトムントを単独目標とする8回の空爆によるところが大きい。1945年3月12日の大空襲では4,800トン以上の爆弾がこの街に投下された。この攻撃はドイツの都市に対するものの中で最も苛烈なものであった。この最後の激烈な攻撃によって社会的・経済的生活は命脈を絶たれた。同時代の報告では、内市街を復興しないことが検討されたほどであった。

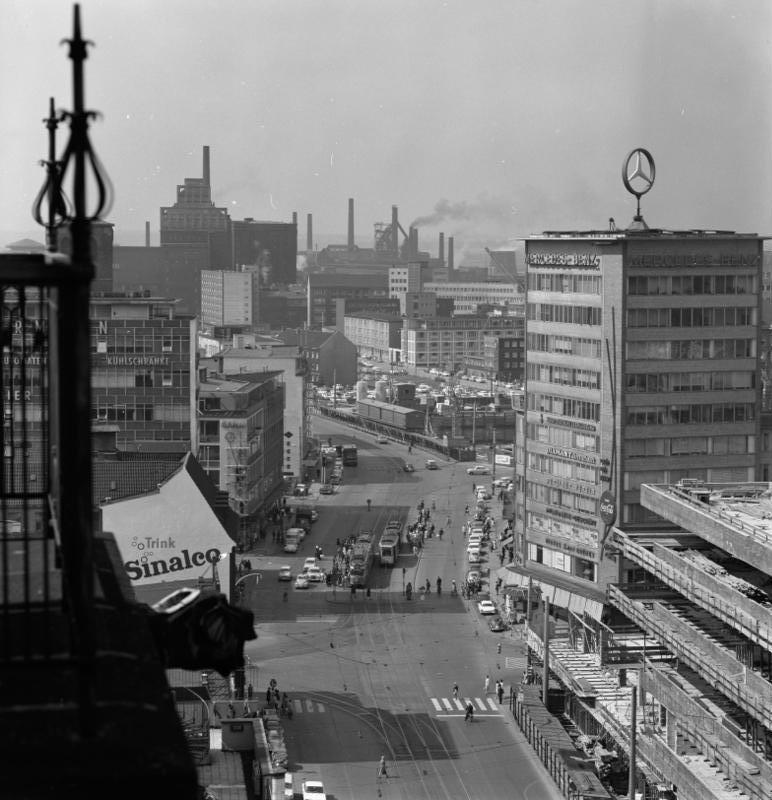
戦後モダン様式で復興されたドルトムント内市街（1966年）

実際の復興は、地中のインフラ整備と、戦後の日常生活における輸送路および連絡路となる道路の整備から始まった。内市街を回避するバイパス道路は完全な新設ではなく、復興と改造の機会と認識された。しかし、中世都市の区割りの上に工業化の産物である都市状況を再現することは望まないという戦後の公共の意識があった。復興計画の目標は、新しく、開放的で、未来志向のドルトムントであり、それは過去や古い歴史的遺産から決別することであった。しばしば起こるドルトムント市民の反対にもかかわらず、旧市庁舎やシナゴーグなど多くの都市景観を形成してきた建物が取り壊され、あるいは再建されなった。
復興は急速に進み、1950年には人口50万人を数えた。失業率は 2.3 % であったが1952年には完全雇用に成功し、優れた経済状況は特に東部地域からの難民を引き寄せた。1956年にはドルトムントの人口は624,000人まで増加し、1965年には658,075人の歴史的ピークを迎えた。

### 地名
ドルトムントは、880年から884年に書かれたヴェルデン修道院の土地台帳に初めて記録されている。ここにはラテン語で "In Throtmanni liber homo Arnold viii den nob solvit."（Throtmanni では自由民アルノルトが８プフェニヒを支払う）と記されている。その後同じ音韻に由来すると思われる異なる地名が多数存在する。史料における表記は恣意的で無秩序に思われる。
フリードリヒ・バルバロッサ王は、ドルトムントに滞在した1年後の1152年にケルン大司教アルノルト2世フォン・ヴィートに手紙を書いたのだが、その中に in burgo Tremonia（Tremonia市において）と記している。Tremonia という名前は、Throtmanni に由来する。この地名が用いられるようになったのは響きの良さと、それによって想起される意味合いに理由があると推測される。この名前は、tres あるいは tria（「3」を意味する）と moenia（「壁」を意味する）との組み合わせで、3つの壁に囲まれた街というような意味になる。
14世紀にドイツ語の史料が出現して初めて、古い表記の変遷が再び研究されるようになった。ヴェストファーレン方言では、[dyœɐpm] と短縮された。[dyœɐpm] は現在ではほとんど用いられないが、ラテン語の Tremonia は時々用いられている。
ドルトムントの言葉の意味は、一般的には限定複合語であると解釈されている。規定語はおそらくゲルマン語の *þrut-、*þrūt- で、喉/うがい/口を意味する。基礎語の意味は明かではない。一説には古ザクセン語で「水」を表す -manni、-menni、-minni であるとされる。別の説では、山/丘/高台/隆起を意味するゲルマン語の *-munt とするものもある。前者の説では現代ドイツ語に直訳すると Kehlbach / Gurgelbach で、ザワザワと音を立てる水辺という意味になる。後者の説では *Throdmend、すなわち切れ込みのある山/切れ目のある山あるいは丘という意味になる。どちらの説も、現在では後世の開発によって見られなくなった地理的特徴が含まれている。後者の説ではクッケルケ川によって切り離された市壁の北側の城について言及している可能性がある。しかしこの城の存在については議論の余地がある。
中世後期の年代記には民間語源説による以下の解釈が紹介されている。アルデとノイエス・ドルプという2つの村がムンダ城の近くにあった。城をめぐってザクセン人とローマ人（あるいはフランク人）との間で争いが起こった。城兵たちは戦闘の雄叫びを truz あるいは trot と聞きなして、攻撃側を嘲って Trotmanni (Trutzmänner) と呼んだ。この呼び名がその後村の名前に転化した。
かつてこの街は、オランダ語では Dortmond、スペイン語では Tremonia、古フランス語では Trémoigne と呼ばれていた。しかしこうした別名は使われなくなり、現在では国際的にドイツ語の名称で呼ばれている。

### 市町村合併
現在のドルトムントの市域の特長は、それぞれの市区が隣接する市区から野原、森、交通用地などによってはっきりと互いに隔てられていることである。こうした環境は、かつて独立していた自治体が比較的小さく、それが組み込まれたことに起因している。ヘルデ管区、アプラーベック管区、メンゲーデ管区といったいくつかの大きな市区は、地区中心部やショッピング街の規模からその独立性を明らかに感じることができる。
ドルトムント市には以下の自治体が合併した。
- 1905年4月1日: ケルネ
- 1914年6月10日: ドイゼン、ドルストフェルト、エーヴィング、フッカルデ、ケンミングハウゼン、リンデンホルスト、ラーム、ヴィシュリンゲン
- 1918年4月1日: ブラッケル、ヴァンベル
- 1928年4月1日: ヘルデ市、廃止されたドルトムント郡から以下の町村 アセルン、ボーデルシュヴィング、ヴェーヴィングハウゼン・バイ・リュトゲンドルトムント、ブレヒテン、ブリューニングハウゼン、デルネ、エリングハウゼン、グレーフェル、ホルトハウゼン・バウ・ブレヒテン、フーゼン、キルヒデルネ、キルヒリンデ、クライ、クルル、ランストロープ、リュトゲンドルトムント、マルテン、メンゲーデ、ネッテ、エスペル、ヴェスターフィルデ、ヴィッケーデ
- 1929年8月1日: ゾンボルンの一部（ボーフム郡から）および廃止されたヘルデ郡からアプラーベック、バロープ、ベルクホーフェン、キルヒヘルデ、シューレン、ジューブルク、ヴェリングホーフェン、ゼルデの一部
- ノルトライン＝ヴェストファーレン州の自治体再編に伴う1975年1月1日のルール地方法によりホルツェン、リヒテンドルフがドルトムントに合併した。ただしこれらの自治体の農場のいくつかはシュヴェルテ市に留まった。ドルトムントはその他にヴェストホーフェン市からいくつかの農地を編入し、さらにハーゲンに編入されていたガレンフェルトの農地をザウアーラント/パーダーボルン法により編入した[53]。

## 宗教

### 宗教統計

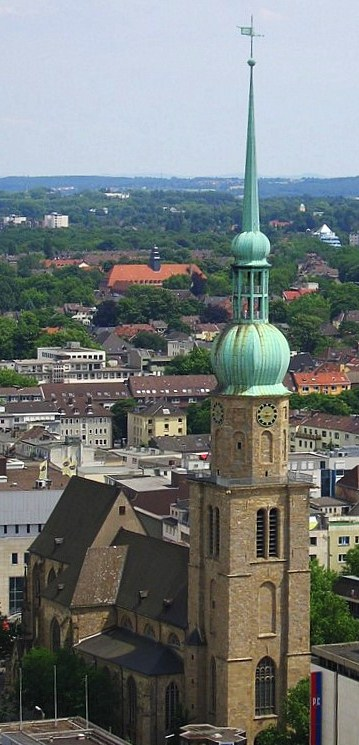
ライノルディ教会

ドルトムントの人口 609,546人（2022年12月31日現在）のうち、23.7 % が福音主義教会、22.6 % がローマ＝カトリック教会に属している。53.8 %（327,748人）がその他の宗教を信仰するか無宗教である。2019年末の統計では 26.1 %（157,806人）が福音主義教会、24.9 %（150,373人）がローマ＝カトリック教会に属していた。その他の宗教を信仰するか無宗教の住民は 49.0 % であった。
移民をルーツに持つ住民に関する Zensus（国勢調査にあたる人口調査）の報告によればドルトムントでのムスリムの割合は、2011年時点で 9.5 %（約54,200人）であった。

### キリスト教
ドルトムントは創設以来ケルン大司教区に属し、司教座教会首席助祭の所在地である。1523年から次第に宗教改革の足場が築かれていった。しかし聖餐が両宗派の形式で行われるようになったのは1562年以降であった。この街はその後主にプロテスタントの街となっていった。自由帝国都市としてドルトムントは自身で宗教を規定することができ、市は1570年に新しい教会制度を採り入れた。それは主にルター派の教義に拠っていた。改革派教会の信仰は1786年になるまで許されていなかった。1625年に市議会はドルトムント教会監督区を設立した。プロイセンへの移行後これからプロイセン福音主義教会およびヴェストファーレン州教会内のドルトムント教会クライスが発足した。1960年にドルトムント教会クライスは4つの教会クライスに分割された。2013年末まで、2002年にドルトムント＝ミッテ教会クライスとドルトムント＝ノルトオスト教会クライスが統合されて成立したドルトムント＝ミッテ＝ノルトオスト教会クライス（12の教会組織からなる）、ドルトムント＝ジュート教会クライス（8つの教会）、ドルトムント＝ヴェスト教会組織（5つの教会）とこれに所属する教会組織が隣接するリューネン教会クライス（4つの教会）とともに「ドルトムント連合教会クライス − ドルトムントおよびリューネンの福音主義教会および教会クライス連合体」を形成していた。2014年1月1日にこれら4つの教会クライスはドルトムント福音主義教会クライスに統合された。これに属す28の教会組織（24がドルトムント、3つがリューネン、1つがゼルム）はヴェストファーレン福音主義教会の一部をなしている。
宗教改革の影響後もドルトムントには少数のカトリック信者がおり、引き続きケルン大司教区に属していた。これらの信者たちは、当初、修道院教会を礼拝に用いていた。しかし1616年にドミニコ会修道院は再び教区の権利を回復した。1803年以後ローマ＝カトリックの修道院教会は世俗化されるか、あるいは取り壊されるものもあった。廃止されたドミニコ会修道院は教区教会として存続した。カトリック信者は1821年にパーダーボルン大司教区（あるいは司教区）に属すこととなった。19世紀から20世紀初めにかけて、特に当時のポーゼン州から多くの移民があり、カトリック信者の数も増加した。1832年にドルトムントはカトリック首席司祭の所在地となった。エッセン「ルール司教区」が創設された後もドルトムントはパーダーボルン大司教区に留まった。
福音主義州教会やローマ＝カトリック教会の他にドルトムントには様々な自由教会がある。たとえば多くの福音主義＝自由教会（バプテスト）、自由福音主義教会ドルトムント＝ケルネ、福音主義メソジスト教会ドルトムント＝ミッテなどである。独立福音主義ルター教会の聖三位一体教会組織や古カトリック聖マルティン教会もドルトムントで活動するAltkonfessionelle教会である。

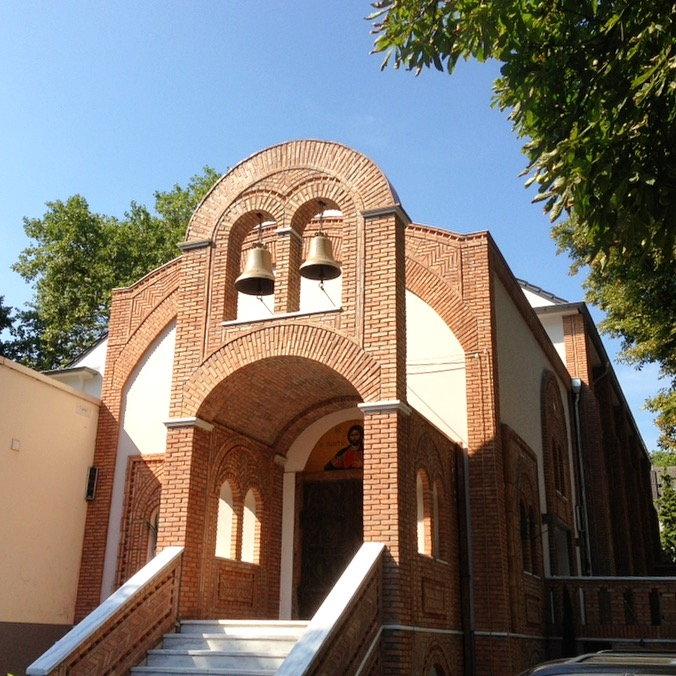
ギリシア正教聖使徒教会

ドルトムントではギリシア正教会、セルビア正教会、ロシア正教会、マケドニア正教会が活動を行っている。1961年、掌院 Ánthimos Drakonákis の下でドルトムントにギリシア正教会を創設することが決定された（ドルトムント聖使徒教会）。ガストアルバイターの募集と関連してギリシア正教会が設立されたのは、おそらくこれが最初の例であろう。それまでは、ギリシア人は200年以上にわたって商人としてのコミュニティを形成しているだけであった。当時のドイツ府主教 Polyeuktos (Finfinis)（ギリシア名: Πολύευκτος Φινφίνης）は、新たに創設されたドイツのギリシア正教会組織をそれぞれのアムトベツィルク（地域管区）に割り付けた。彼は1965年に新たに創設されたドルトムントの教会組織を新たに叙任された長老 Tilémachos (Margarítis) に譲り、ルール地方郷部の正教徒の司牧運営を任せた。Tilémachos は2006年10月までその職責を果たした。後任は掌院の Dr. Filótheos である。
ドルトムントはドイツにおける正教会主教会議事務局の所在地である。
この他にキリスト教をルーツとするその他の宗教団体も存在する。エホバの証人や末日聖徒イエス・キリスト教会（モルモン教）などがそれである。モルモン教はドルトムントに系譜研究所を設けている。新使徒教会は、1896年にドルトムント＝ノルトが自治体として創設されて以来（2008年にドルトムント＝エーヴィングに統合された）ドルトムントにも存在している。西部ドイツ新使徒教会の運営機関がドルトムントにある。社会の人口動態の変化や活動を行わない教会員の増加により、いくつかの場所では教会が放棄され統合されている。2012年には24の教会があったが、2015年には17に減少した。

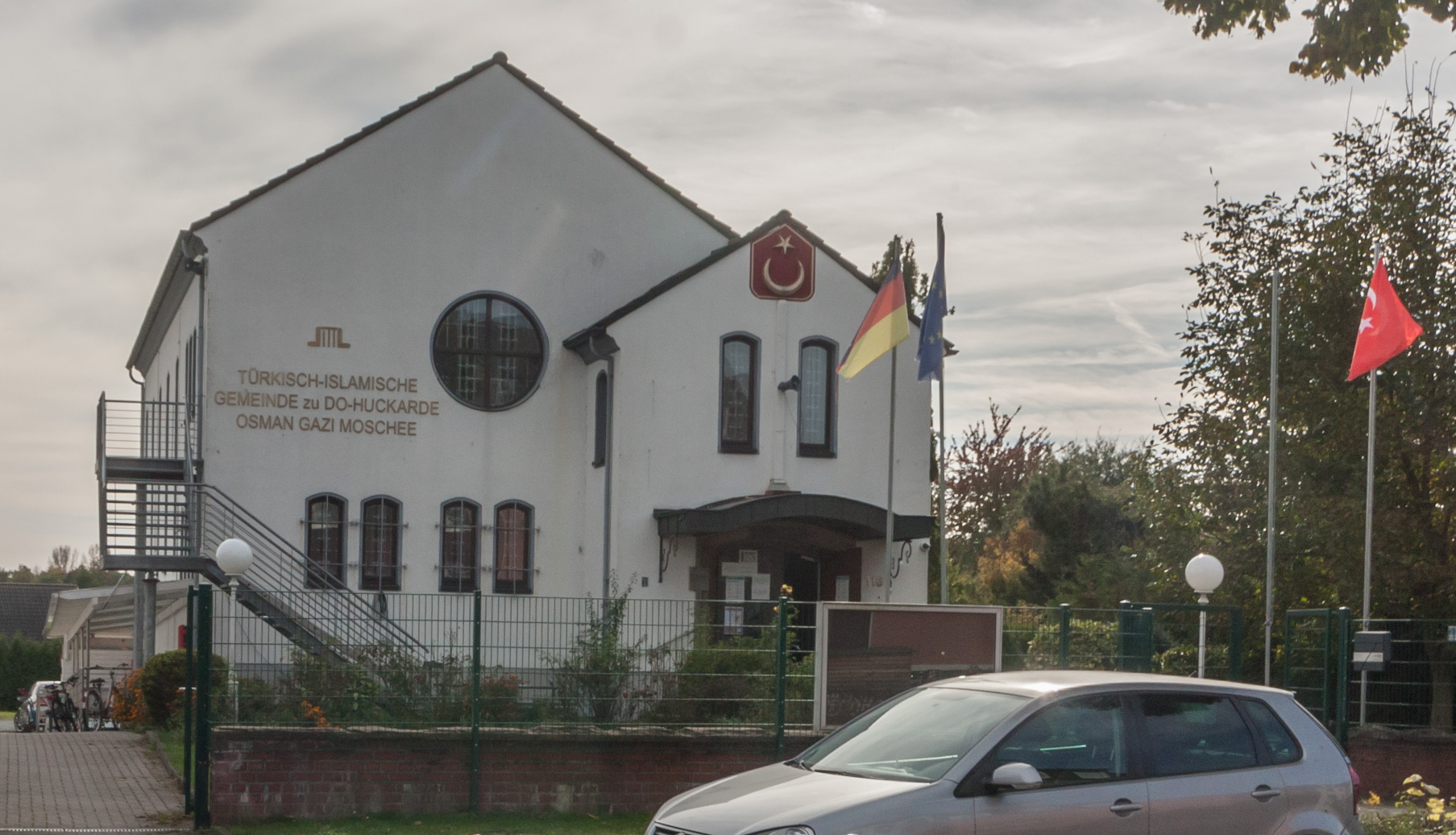
DITIB Osman Gazi モスク

### イスラム教
ドルトムントにおけるキリスト教以外の宗教団体で最も重要なのはイスラム教である。多くのモスクや礼拝所があること（特に移民が多い北部内市街）は、これを明確に表している。ドルトムントには約30のモスク組織があり、2007年9月以降共同のモスク議会をドルトムントに設けている。
ドルトムントにおけるイスラム教組織は、主にトルコ人ガストアルバイター移民によって創設されたが、モロッコ人の団体もある（たとえば、マリンクロット通りの Al-Fath-モスクなど）。1996年に創設されたドルトムントとその周辺のトルコ人労働者協会は、1973年にドルトムントのノルトシュタットにある旧福音主義救難教会に最初のイスラム教礼拝所を設けた。1970年代半ばに宗教上のアイデンティティーを共有する多くの組織が創設された。これらの組織は多くの場合、宗教を扱う役所（トルコ語で Diyanet İşleri Başkanlığı、略称: DİB）の支援を受けている。1970年代にトルコで学んだイスラム教神学者をドイツのモスク団体に派遣している。1976年11月に最初のイスラム教神学者が教師兼祈祷の先唱者としてドルトムントに赴任した。
1979年から1983年までの間、ドルトムントには独立したイスラム教の上位組織としてドルトムント・イスラム教会が存在した。この組織は、1983年にトルコ大使館の宗教担当官によって Diyanet教団と呼ばれる組織が創設されることになったために廃止された。この教団は結局実現せず、ドルトムントの教団はトルコ＝イスラム宗教連合（トルコ語で Diyanet İşleri Türk İslam Birliği、略称: D.I.T.I.B.）に加盟した。ドルトムントでは10のイスラム教団体がD.I.T.I.B.に加盟している。
ドルトムントには、こうしたトルコの国家組織に加わっているモスク組織の他にイスラム教組織が存在する。たとえば、異なる精神性をもつ Millî Görüş イスラム教団や、Alevitische 教団などである。
1990年代に移住労働者がドルトムントに住み続けたことで、モスク教団にも影響が現れた。それまでの緩やかにまとまった組織から、ドイツの団体法に則った非営利団体の認可を受けようとした。それまではしばしば建物の奥まった場所にあった礼拝所が前面に移された。イスラム教の見える化が図られた。ドイツ全土で起こったのと同じように、立派なモスク建設の傾向がドルトムントでも見られる。
2007年秋に、ほとんどのモスク教団代表者が組織し、ドイツの主要なイスラム組織が参加する「ムスリム組織のドルトムント議会」が開催された。

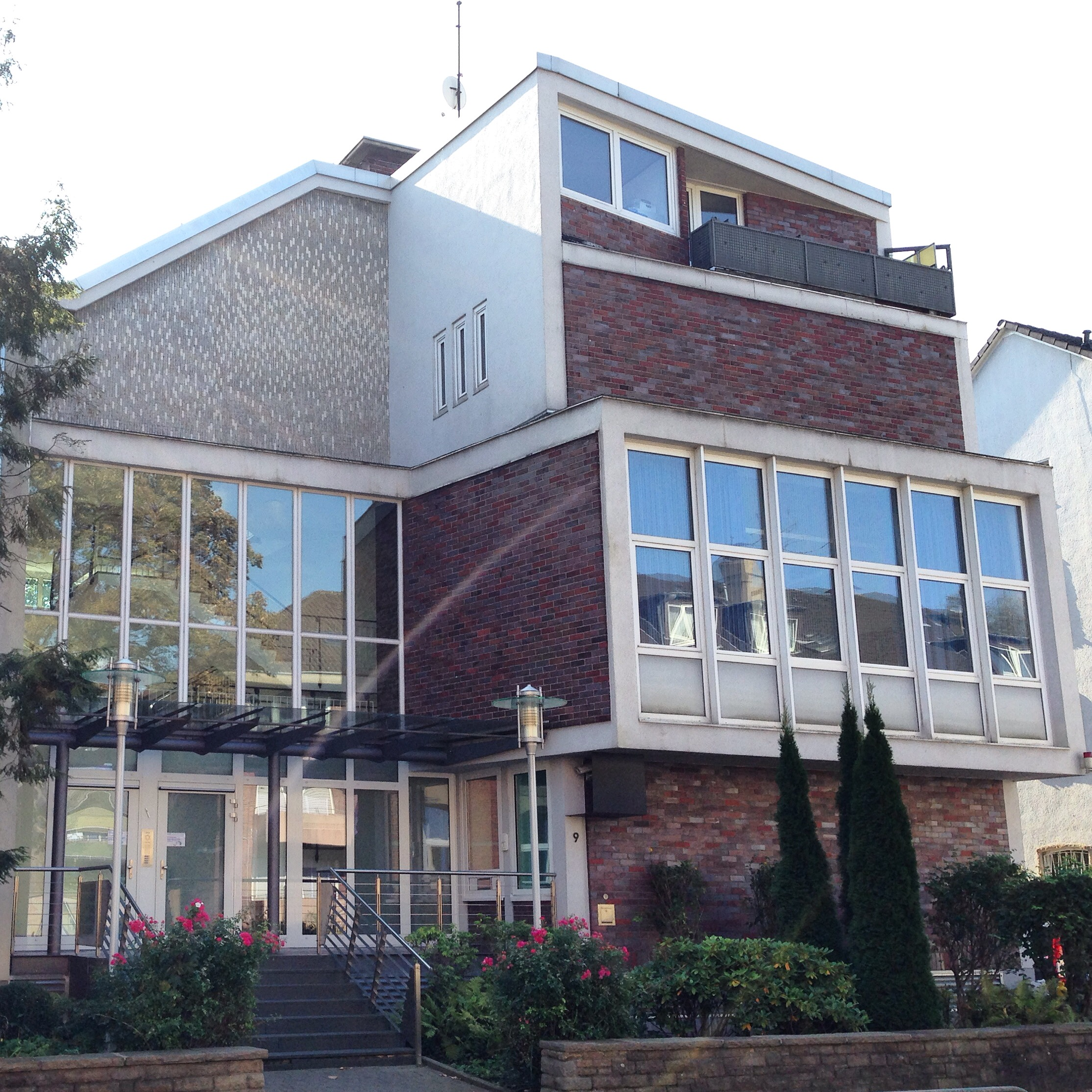
ドルトムントのシナゴーグ

### ユダヤ教
かつてのハンザ都市・帝国都市ドルトムントにユダヤ人が存在した最も古い記録は1074年のハインリヒ4世の特許状である。そしてユダヤ人に関する第2の文書は1096年に作成されている。ドルトムントのユダヤ人の住居のほとんど、礼拝所、ミクワーは中核市区の西部にあった。1460年/1465年のペスト禍と関連して、ユダヤ人はドルトムントから追放され、16世紀になってやっと周辺地域（たとえばドルストフェルト、ヘルデ、シュヴェルト、ウナなど）に再び住まうようになった。ドルトムントの市壁内にユダヤ人コミュニティが再び形成されたのは19世紀初めになってからであった。19世紀半ば以降、ルール地方の工業発展に伴い、ドルトムントに住むユダヤ人の数は増加した。
こうした流れを承けて、1895年に中心的な立派な礼拝堂として旧シナゴーグが建設された。1300人を収容でき、このうち750人が1階の男性用フロア、450人がドームの上階フロアが女性席であった。これは当時ドイツ最大のユダヤ教礼拝施設の1つであった。この教団は、ドイツにおける重要なユダヤ教団の1つとして、1938年11月のユダヤ人排斥運動（水晶の夜）以前に財産を剥奪され、取り壊された。内市街の大シナゴーグの他に、ドルトムント＝ヘルデやドルトムント＝ドルストフェルトにもシナゴーグを持つユダヤ教団があったが、やはり破壊された。これに続く国家社会主義者による強制移住とホロコーストによりドルトムントのユダヤ人は急激に減少した。
ユダヤ教団は、1990年代に旧ソヴィエト連邦からのユダヤ人移住により再び大きく成長した。この宗教グループは2594人の信者を擁する統一組織となっている。この教団はシナゴーグの他に幼稚園も運営している。ドルトムント中央墓地のユダヤ人区画も再び利用されている。
ドルトムントは、ヴェストファーレン＝リッペのユダヤ教会州連合の本部所在地である。

### その他の宗教団体
ドルトムントには2つのタイ仏教組織がある。ヒュッテンブルーフヴェークの Wat Metta Parami とエンゲルベルト通りの Wat Dhammabharami である。上座部仏教に基づくこの2つの教団の他に、密教の宗教センターも存在する。これらは仏教の上部組織である Diamantweg e. V. に加盟している。
ドルトムントに住むタミル人のヒンドゥー教組織にとっては、ハムの Sri-Kamadchi-Ampal寺院が大変に重要である。
この他にバハイ信教の教団も存在する。

### 宗教間対話
ドルトムントにおけるキリスト教-イスラム教対話の起源は、1969年にライン＝ヴェストファーレン外国協会が始めた「宗教と世界観に関するワーキンググループ」にある。1990年代にキリスト教会とイスラム教団との最初のコンタクトが教会とモスクでワーキンググループの形で行われた。このワーキンググループはすでに存在していない。
1993年からキリスト教徒とイスラム教徒が共同で開始したドルトムント・イスラムセミナーは、イスラム教徒とキリスト教徒との宗教的共同作業に注力している。このイスラムセミナーの運営者は、ドルトムント Abu-Bakr-モスク、ドルトムント文化友好協会（Al-Fath-モスク）、VIKZ のバッハ通りモスク、フランシスコ修道会 (OFM)、ドルトムント DITIB-協会である。
ドルトムント・キリスト教-ユダヤ教ワーキンググループ協会 e. V. は、ドルトムントにおけるユダヤ教徒とキリスト教徒との共存に注力している。

## 行政

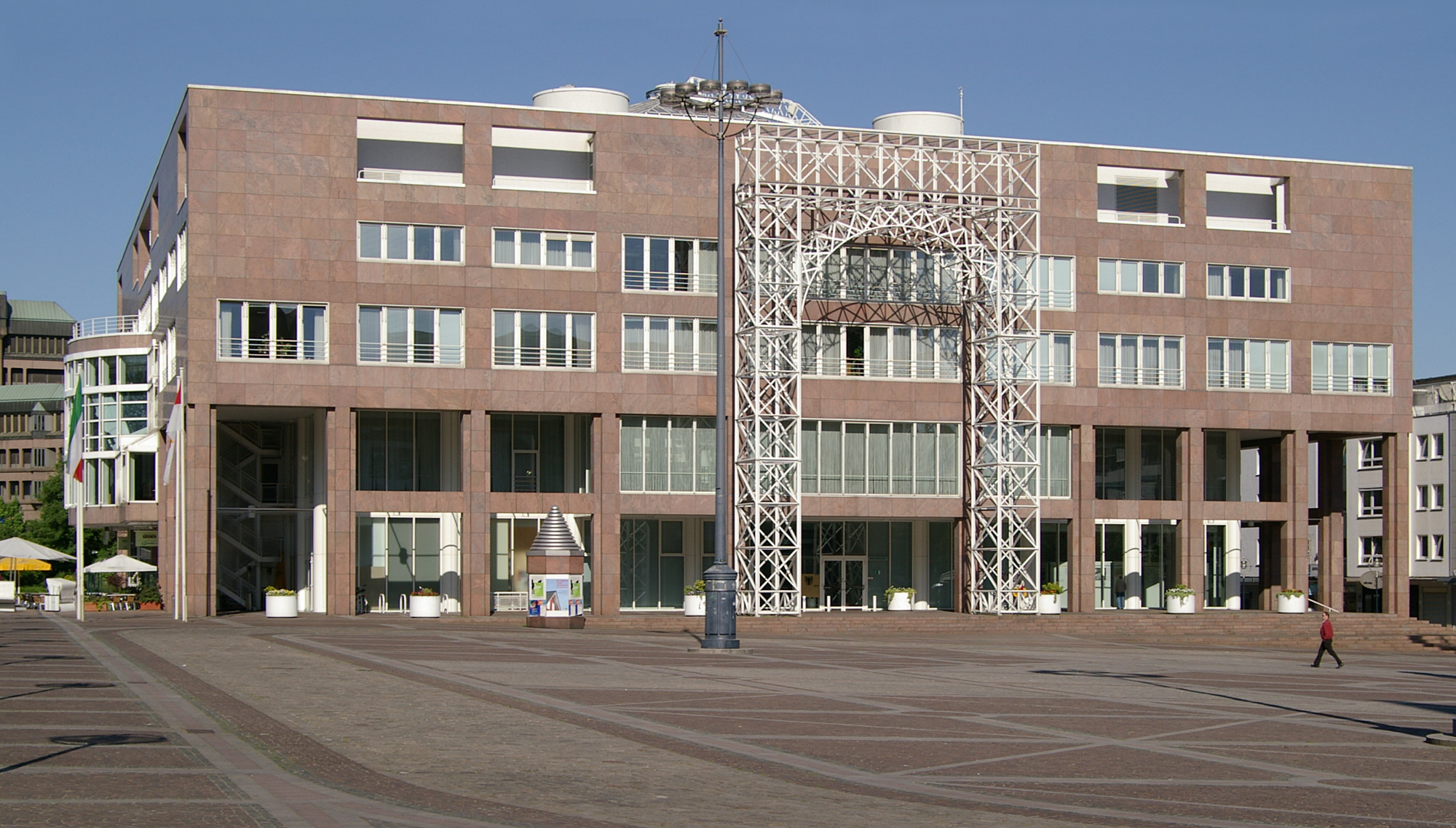
ドルトムント市庁舎

### 概要
ドルトムントは、ノルトライン＝ヴェストファーレン州アルンスベルク行政管区の郡独立市であり、独自の行政体による自由な自治権を有している。ノルトライン＝ヴェストファーレン州の自治体選挙に関する法律、ノルトライン＝ヴェストファーレン州自治体法およびドルトムント市の基本条例によれば、議会とオーバービュルガーマイスター（上級市長）がこれにあたる。ドルトムント市民は5年ごとに82人の名誉職のドルトムント市市議会議員と専任の上級市長を選出する。市議会はかつては2人の、2020年からは3人のビュルガーマイスター（大都市以外では市長にあたる職名）を上級市長の代理者として選出する。12の都市管区では、この他にそれぞれ19人の名誉職の管理委員会を選出し、その中からベツィルクビュルガーマイスター（管区長）と1人または複数の管区長代理を選ぶ。上級市長は日々の行政の責任を持ち、市議会の議長を務め、市の代表者となる。上級市長は市議会の決議について責任を負う。市議会はこの他に、1人の都市監督官と9人までからなる評議員を選出し、市行政における上級市長の代理者とする。9つの外市街管区には管区運営事務所が設けられている。
市の自治行政組織の他に、ドルトムントでは4人の州議会議員と2人の連邦議会議員が直接選挙によって選出される。欧州議会選挙は名簿制である。

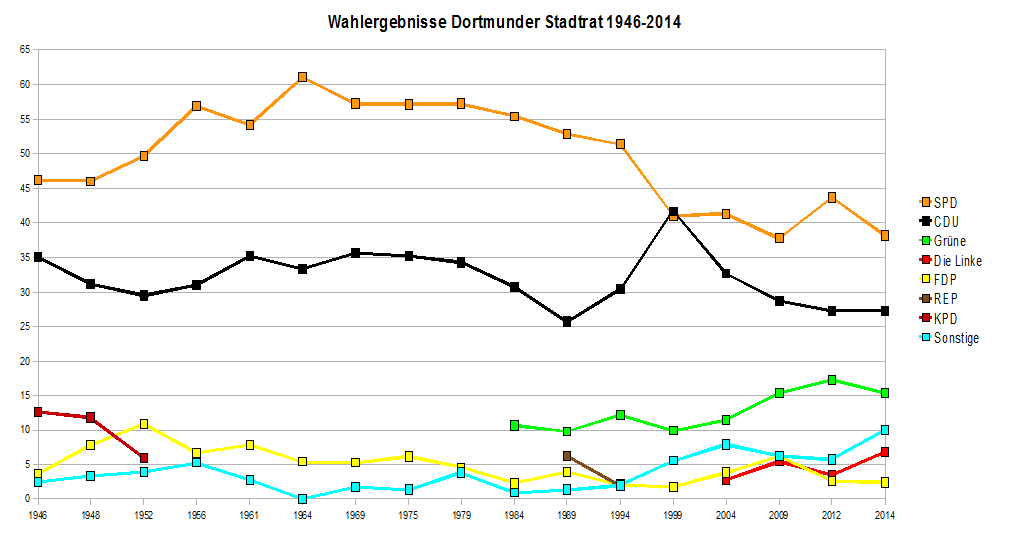
1946年から2012年までの市議会議員選挙における主要政党の得票率の変遷

ドルトムントの政党情勢には、ドイツの主要政党がすべて名を連ねている。純粋な自治体グループとしては、FDPと共同会派を組む Bürgerliste für Dortmund がある。最大勢力は SPD である。この政党は1946年から上級市長を輩出し続け、1999年までは議会において絶対多数の議席数を有しており、さらに直接選挙で選ばれた州議会議員や連邦議会議員は 40 % 近い支持票を得ている。ヘルベルト・ヴェーナーはかつて、ドルトムントのこうした状況を「社会民主主義の心臓」と称した。しかし、連邦議会選挙や州議会選挙における SPD の CDU に対する優位性は他のルール地方の都市に比べて著しく小さい。

### 行政史
ドルトムントの自治には長い伝統がある。1240年頃から議会が設けられ、王の許可を得ていた。1288年に市長に関する最初の記録があり、1504年には市周辺のドルトムント伯領に対する諸権利が伯から市に移譲された。自由帝国都市時代のドルトムント市のトップは18人（後に12人）の貴族議会で、時代とともに様々に構成を変化させた。任期は当初は1年であったが、議員は持ち回りであり、このため「旧議会」と「新議会」または「現議会」が併存した。15世紀末以後議員は終身で選ばれた。6人の最上位の議員のうち2人に「ビュルガーマイスター」（市長）の肩書きが与えられた。7人目の議席はフライグラーフのために確保されていた。1803年以降は諸侯出身の都市管理官が行政業務を引き継ぎ、フランス時代には市議会の補佐を承けるメール（フランスで市区村長を意味する）がいた。1815年にドルトムントはプロイセン領となり、1人の市長と議会が設けられた。1835年に市条例が導入され、マギストラート（上級官僚の職名）と市長が議長を務める市議会とが行政を運営することとなった。1860年から市のトップは「オーバービュルガーマイスター」（上級市長）という職名に改められた。
国家社会主義の時代には、上級市長は NSDAP によって任命された。第二次世界大戦後、イギリス管理地区の軍事政府は新たな上級市長を任命し、1946年からイギリスをモデルとした自治体条例を運用した。その後、住民によって市議会の議員選挙が行われ（当初はイギリス式に多数決に基づいて選出された）、その議員は「シュタットフェアオートネーテ」と呼ばれた。議会は当初、議長であり市の代表者である名誉職の上級市長を議員の中から選出していた。さらに1946年以降議会は、市の運営指導者として専任の「オーバーシュタットディレクター」（上級都市監督官）を選出した。1999年にこの市行政における二頭制が廃止された。これ以後専任のオーバービュルガーマイスターだけが存在することとなった。

### 議会と上級市長

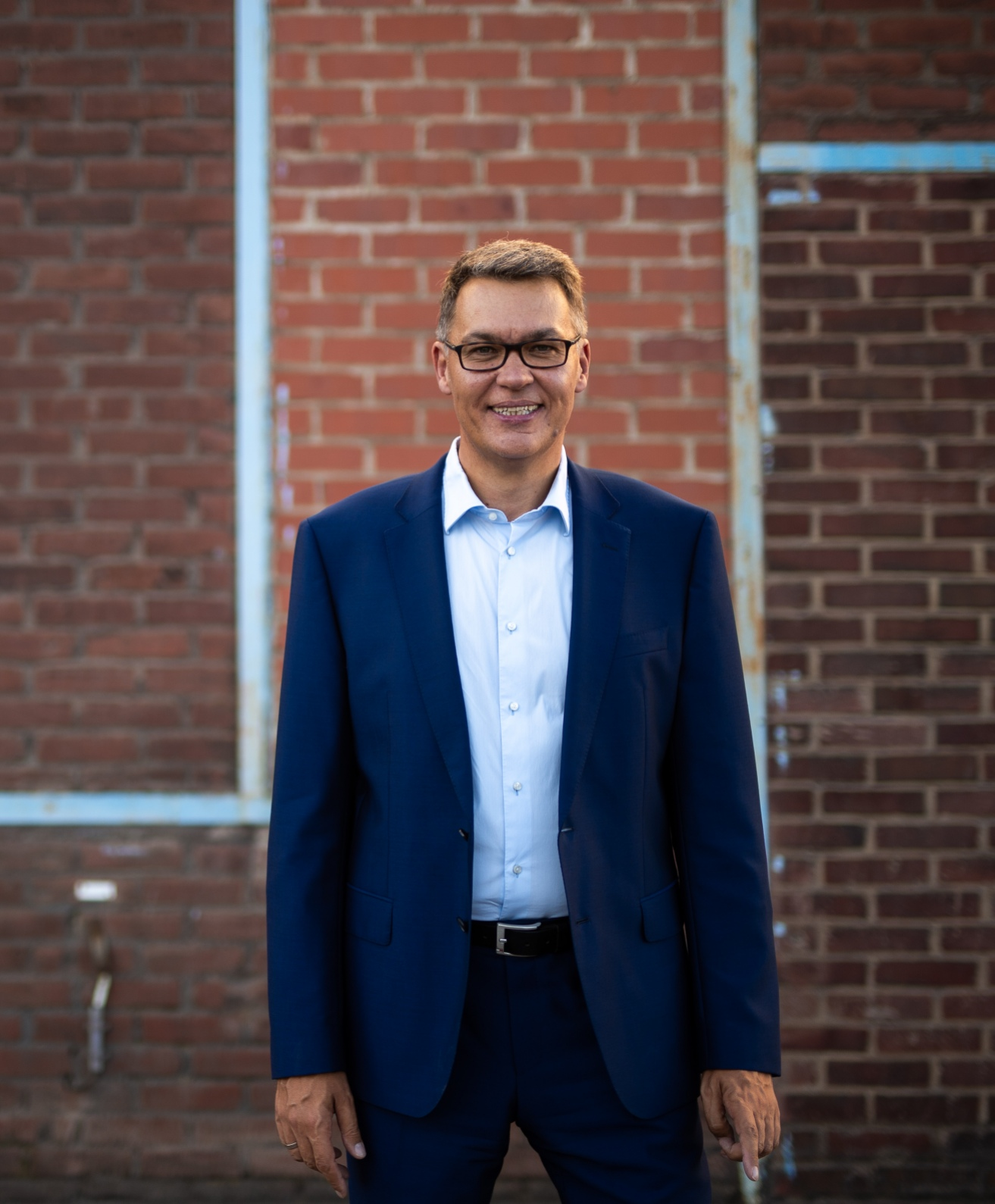
上級市長トーマス・ヴェストファール

2020年9月13日の選挙結果は以下の通りであった。
| 政党                              | 得票率 (%) | 獲得議席数 |
| --------------------------------- | ---------- | ---------- |
| SPD                               | 30.0       | 27         |
| GRÜNE                             | 24.8       | 22         |
| CDU                               | 22.5       | 20         |
| DIE LINKE                         | 5.6        | 5          |
| AfD                               | 5.5        | 5          |
| FDP                               | 3.5        | 3          |
| PARTEI                            | 2.8        | 3          |
| DIE RECHTE                        | 1.1        | 1          |
| Tierschutzpartei                  | 0.9        | 1          |
| PIRATEN                           | 0.9        | 1          |
| Bündnis für Vielfalt und Toleranz | 0.8        | 1          |
| Bürgerliste                       | 0.6        | 1          |
| Freie Bürger Initiative           | 0.5        | 0          |
| Basisdemokratie jetzt             | 0.4        | 0          |
| DOS                               | 0.1        | 0          |
| Heinz Augat - Miteinander         | 0.0        | 0          |
| WiR in Dortmund                   | 0.0        | 0          |
| DKP                               | 0.0        | 0          |

同日に行われた上級市長選挙ではどの候補者も過半数の支持票を得ることができなかった。最多得票者はトーマス・ヴェストファール (SPD) で 35.9 %、次点はアンドレアス・ホルシュタインで 25.9 % であった。このため2020年9月27日にヴェストファールとホルシュタインとの間で第2回投票（決選投票）が行われた。その結果は、ヴェストファールが 52.1 %、ホルシュタインが 47.9 % であり、トーマス・ヴェストファールが上級市長に選出された。
Grüne との連立（2004年-2009年）が紛争によって解消されて以降、SPD は絶対多数を失い、多数派は流動的である。予算案は通常 SPD と CDU によって決定されているが、場合によっては SPD と Grüne との間で決定されることもある。

### 紋章と配色

ドルトムント市の旗

図柄: 金地に右向き（向かって左向き）、単頭の、シュタウフェンの、帝国都市の、黒い鷲である。鷲は赤い爪と嘴を持っている。
紋章の由来: ドルトムントは13世紀に自由帝国都市・ハンザ都市に発展し、紋章や印章に、皇帝都市の象徴である帝国鷲を用いた。現存する最も古い1241年のドルトムントの印影には、市壁の背後に塔が描かれている。紋章に市の象徴である帝国鷲が描かれるのはその少し後からである。中世から近世の皇帝の鷲と区別するために、元々ドルトムントの鷲は銀地に描かれていた。早くも1514年のヘルマン・ボーテの台帳には現在の配色で描かれている。しかし公式な鷲の紋章は、長らく銀地に描かれていた。1946年に、歴史的なヴァイマル国の配色である金地が採用された。1871年にはサポーターとして2頭の獅子と、クラウンが追加された。しかし、これらは1888年と1908年に再び除去された。
市の旗は、長辺と並行に赤と白に塗り分ける。印章には紋章と「Stadt Dortmund」の文字が含まれる。

### 姉妹都市
ドルトムントは、8つの国外の都市と1つの都区内の都市との間で姉妹都市協定を締結している。
| - アミアン（フランス、ソンム県）1960年 - リーズ（イギリス、ウェスト・ヨークシャー）1969年 - ロストフ・ナ・ドヌ（ロシア、ロストフ州）1977年 - バッファロー（アメリカ合衆国、ニューヨーク州）1977年 - ネタニヤ（イスラエル、中央地区）1981年 | - ノヴィ・サド（セルビア、ヴォイヴォディナ自治州）1981年 - ツヴィッカウ（ドイツ、ザクセン州）1989年 - 西安市（中華人民共和国、陝西省）1991年 - トラブゾン（トルコ、トラブゾン県）2014年 |

さらにドルトムント市は、数多くの国際的なプロジェクトパートナーシップに参加し、自治体開発政策やプロジェクト形式の国際自治体共同活動を強化している。その目的は、パートナー同士が相互に付加価値創造に寄与し、両国あるいは両地域にとって持続的なゴールに向かって対等な立場で共同作業を行うことにある。プロジェクトに加盟する自治体は、両者が解決策を見いだすために互いにサポートすることができるテーマを探す。
| - ピッツバーグ（アメリカ合衆国、ペンシルベニア州） - クルジュ＝ナポカ（ルーマニア、クルジュ県） - ドゥーラー（パレスチナ国、ヘブロン県） - クマシ（ガーナ、アシャンティ州） | - ムバンダカ（コンゴ民主共和国、赤道州） - カンカン（ギニア、カンカン州） - ボンド（ケニア、シアヤ） - ジトーミル（ウクライナ、ジトーミル州） |

最も古くからの姉妹都市はフランスのアミアンである。この姉妹都市関係の第一歩は、市長の個人的な交流と外国研究所の検討によるもので、早くも1952年に踏み出された。1957年から両都市の交流が強化され、1960年4月2日にドルトムント市議会によって宣言がなされた。
イギリスのリーズとの関係は、もっと古くにまで遡る。1949年末にはすでにイギリスのドイツ管理委員会が、ウェストリディング・オブ・ヨークシャーとアルンスベルク行政管区が構造的に似ていることから関係樹立を決定した。実際の姉妹提携議論は、1957年にルール地方の首長数人がこの地方を訪れたことに遡る。この際にリーズとドルトムントとの姉妹都市協定が検討された。その接触が頻繁になり、最終的には1969年6月2日にドルトムント市が姉妹都市協定に署名した。
これら2つの協定は、まだ第二次世界大戦の影が残る中、このような惨劇を繰り返さないという意志を明確にした。また、国際協調とヨーロッパの友好を住民に根付かせる狙いもあった。
アメリカ合衆国ニューヨーク州のバッファローとの姉妹都市協定においても国際協調の狙いが反映されたが、この関係においては姉妹都市からの働きかけがより強く、さらにドイツ出身者の文化が色濃いことが要因となった。バッファロー側からの最初のアクションは、早くも1950年になされたが、広範な交流が行われるようになったのは1970年代半ばからであった。公式な締結は1977年7月4日であった。
ちょうどその1年後に市議会は当時のソビエト連邦（現在のロシア）のロストフ・ナ・ドヌとの姉妹都市調停締結を決定した。その関係は1973年のソビエト連邦との外国文化会議から発展した。地理的に遠く離れており、異なる政治ブロックに属していることからこの姉妹都市関係は初めから特殊なものであった。集中的な交流は冷戦終結後にやっと始まった。
1980年6月12日に市議会が決定したイスラエルのネタニヤとの姉妹都市関係は、ユダヤ人としてドイツから逃れなければならなかった旧ドルトムント住民を1972年にこの街へ招待したことが契機となった。その後ドルトムント側からイスラエルの都市連合に対してイスラエルの都市と友好都市協定を締結したいという要望を行った。するとすぐにネタニヤの市長からこの姉妹都市協定に関心があるとの回答があった。ここから6つの姉妹校協定が結ばれた。
旧ユーゴスラビア（現在のセルビア）のノヴィ・サドとの姉妹都市協定もドルトムントの外国文化会議に由来する。1978年のイベント終了後、ノヴィ・サド市長がドルトムントとの姉妹都市協定をユーゴスラビア領事館が検討していると発表した。議会は最終的に1981年3月26日に姉妹都市協定に署名を行った。
中華人民共和国西安市との関係は、ティッセンクルップ・ウーデ GmbH のビジネス上の交流や、ドルトムント工科大学と西安交通大学との学校交流を端緒とする。1986年2月にドルトムントはいくつかの都市に姉妹都市の提案を行い、最終的には、すでに交流があり、交通の便が良いという理由で西安に決定した。さらに活発な交流が行われ、1989年4月1日に西安人民会議は姉妹都市協定に署名した。天安門事件のためこの時点では非公式な関係であったが、1991年6月27日に公式な協定が結ばれた。
トラブゾンとドルトムントとの姉妹都市協定は2014年6月2日に署名された。当時の外国人評議会（現在の統合評議会）は、2008年にはすでにプロジェクトパートナーシップに賛意を表明しており、その後政官から多くの関係者の賛同が得られ、公式の姉妹都市協定確立に向けて本格的に取り組んだ。
2020年7月31日、上級市長ウルリヒ・ジーラウはルーマニアのクルジュ＝ナポカ市長エミール・ボックとともに自治体協定に署名を行った。この協定は、特にデジタル化とスマートシティ、テクノロジーと起業促進、イノベーションクラスターとしてのさらなる発展と持続可能性といったテーマを中心に据えている。このプロジェクトパートナーシップは、ドルトムント市の国際関係および持続的発展事務局と、クルジュ市の国際協調および対外投資事務局が運営している。
さらにロシアのウクライナ侵攻以後、ドルトムント市とジトーミル市は姉妹都市協定締結に向けて作業を行っている。
こうした二国間協定に加え、ドルトムント市はユーロシティーズ、欧州地域地方自治体協議会、世界都市自治体連合にも参加している。他の都市との歴史的な関係は、新ハンザ同盟の中で生き続けている。2008年1月14日以降は、首長誓約のメンバーでもある。
第二次世界大戦後に援助協力サークル「ヴァルデンブルガー山地/ドルトムント」が発足した。2008年まで2年ごとにヴァルデンブルク市や同郡のためのヴァルデンブルク郷土集会がヴェストファーレンハレンで開催されていた。現在でも Kulturportal West-Ost （直訳: 東西文化ポータル）を介して活動が行われている。

### 青年政治
ドルトムントは、学生・青年政治の牙城として知られている。ドルトムント地区学生委員会はドイツで最も強力な学生組織の1つである。この学生委員会は2005年から公共共同体で重要性を増している。地区学生委員会は、ドルトムント青年議会で投票権を有しており、ドルトムント市議会の学校委員会の諮問メンバーでもある。
ドルトムントの政党青年組織に資金を分配提供する「ドルトムント政治青年同盟」には、ユンゲ・ウニオーン、グリューネ・ユーゲント、ユーンゲン・リベラーレン、リンクスジューゲントが属している。若者たちによって企画・運営されたプロジェクトで最も有名なものとして、15,000人以上の来客を集め、2013年まで毎年 Juso AG Hörde と SPD-シュタットベツィルク・ヘルデによって組織されていた「ロック・イン・デン・リューネン」が挙げられる。

## 文化と見所

### 都市景観

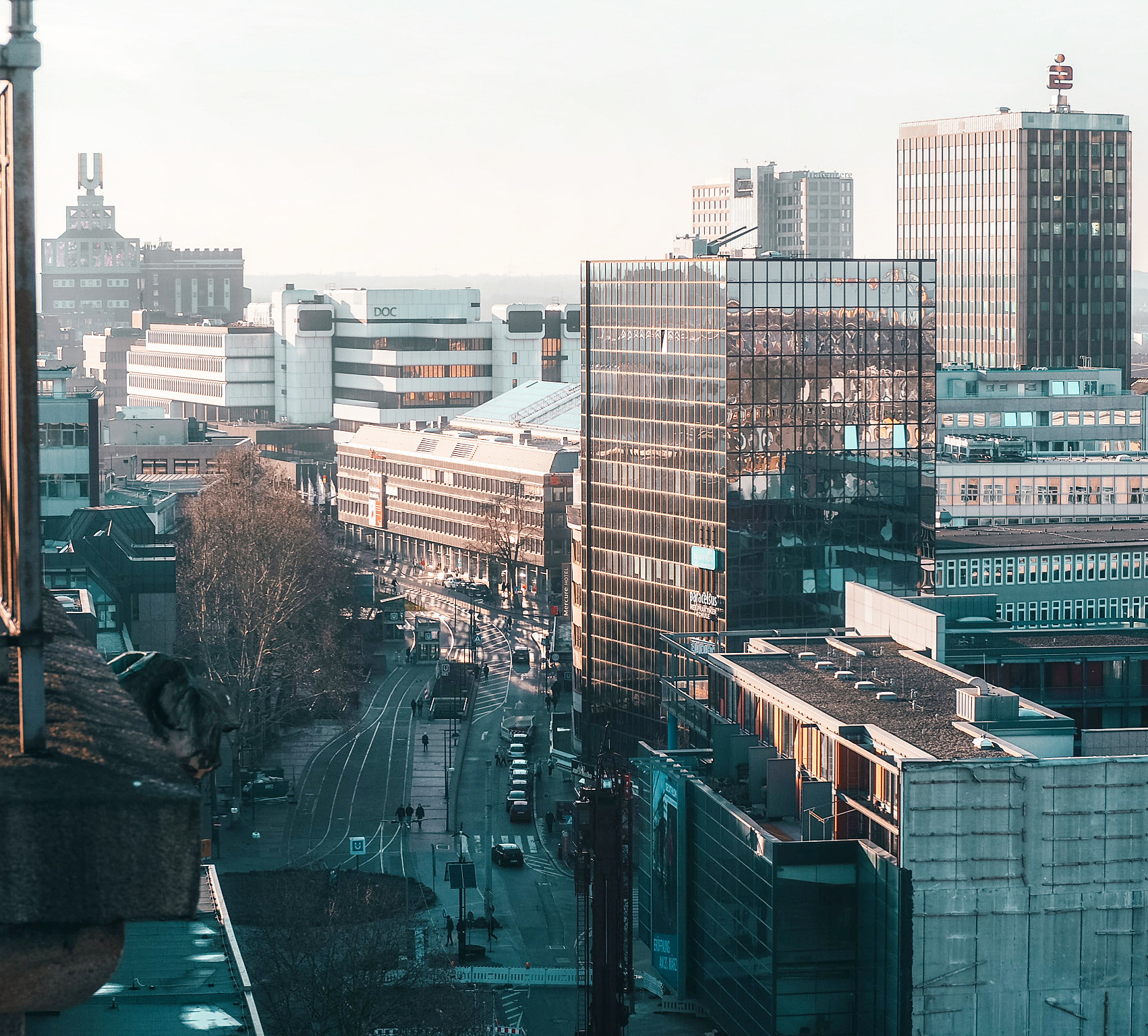
カンプ通り（2019年）

第二次世界大戦中、合計105回の空爆、22,242トンの爆弾によって市壁内の旧市街は 95 % 近くが破壊された。これにより、中世の市教会、旧市庁舎や主に1890年から1930年に建設されたいくつかの世俗建造物を含むドルトムント中心部の都市景観は爆撃の雨の中で完全に破壊され尽くした。イギリス軍事政府とドルトムントの建設監督官ヴィルヘルム・デルフスは、瓦礫を戦争に対する悔恨の記念碑としてこのまま遺し、別の場所にドルトムントを建設することを検討したほどであった。
しかし復興は、地中の既存のインフララインとその上にある道路網によってほぼ決定づけられた。例外は、内市街のクレッピング通りに沿った南北軸とカンプ通り沿いの東西軸で、これらは車中心の都市開発計画という時代精神に基づき、旧市街を切り拓いて造成された。しかし復興の際、建物は1950年代の建築様式で再建されたが、街路の本質的なレイアウトや通りの名称は保持された。戦後の一般的な意識や復興計画は、工業化の産物である都市の状況を中世都市の基本計画の上に構築し直す事は避けたいという願望を色濃く示していた。このため、内市街の広い範囲が戦後建築で特徴付けられ、その間に戦前から遺る建物が点在することとなった。戦争による破壊と戦後の都市計画のため一貫した歴史的都市景観は遺されておらず、街には様々な時代、特に戦後モダニズム様式の多くの建物が存在し、郊外にはグリュンダーツァイトの街区が広がっている。
近年ではカンプ通りの拡幅改造や、ショッピングセンター「ティーアー＝ガレリー」の建設などが都市景観に衝撃を与えた。

### 建築物
ドルトムントは建築上矛盾に満ちた街である。この街は一見、戦後建築およびポストモダン建築に強く特徴付けられ、若い都市であるとの印象がある。しかし実際には1125年以上の歴史を有する都市であり、様々な時代様式の建築が多く存在している。特に見るべき価値のある建築について以下に記述する。

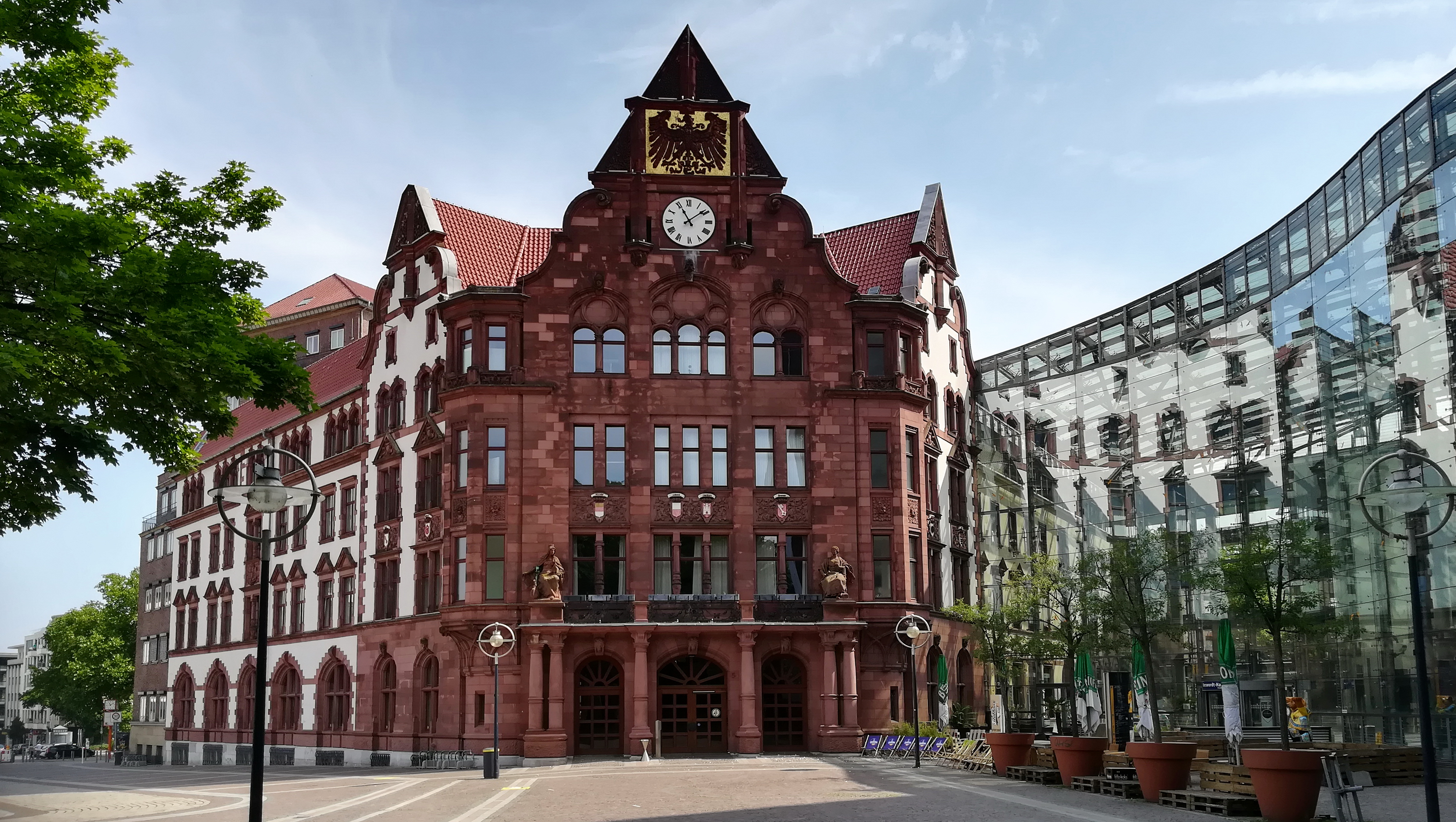
ドルトムント・アルテス・シュタットハウス

#### ヴァルリング（旧市壁）内の建築
ドルトムントのオストヴァル（直訳: 東壁）沿いに、中世ドルトムントの都市防衛施設の構造と広がりが今も見て取れる。オストヴァルには、1810年から1874年に造られた栗の木の並木道を持つ古い中央遊歩道が遺された唯一の市壁跡がある。オストヴァル沿いの主な建物には、シュヒターマン記念碑、旧オストヴァル博物館、アドラー塔、800年以上の歴史がある旧市壁の一部がある。
アルテス・シュタットハウス（旧行政庁舎）は、1899年に市の建設責任者フリードリヒ・クルリヒの設計に基づきネオルネサンス様式で建設された。この建物は、ドルトムントの多くの建物と同様に、第二次世界大戦で深刻な損傷を負った。西側の窓の間に、ヴェストファーレン方言で「So fast as düörpm」、すなわち「ドルトムントのように堅固」と記されている。前面には、8つのハンザ都市ハンブルク、ケルン、リップシュタット、リューベック、ミュンスター、オスナブリュック、ゾーストの紋章が掲げられている。玄関上部の梁に2体の女性擬人化像がある。左側は中世のドルトムント最盛期を象徴している。この像は片手に中世の市庁舎を持ち、もう片方の手をハンザのコグ船に添えている。右側の像は、新たに始まった工業化の時代を象徴しており、蒸気ハンマーの上に腕を置き、手には計測器と計画書を持っている。
アルテス・シュタットハウスに隣接するオルペ通りとクレッピング通りの角に1929年に造られたアルテス・シュタットハウスの増築部があり、1952年建造のジュートヴァル（直訳: 南壁）のノイエ・シュタットハウス（新行政庁舎）、2002年建造のベルスヴォルト＝ハレなどとともにドルトムント市庁舎と向かいあう都市行政複合体を形成している。
ジュートヴァルのノイエ・シュタットハウスの他にドルトムントのノイトーア（直訳: 新門）には、旧ヴェストファーレン電力連合本部（現在は DEW 21 本社）や、現在はドルトムント市青年局が利用している商工業者の社屋複合体、1950年代に建設された大きな建物がある。

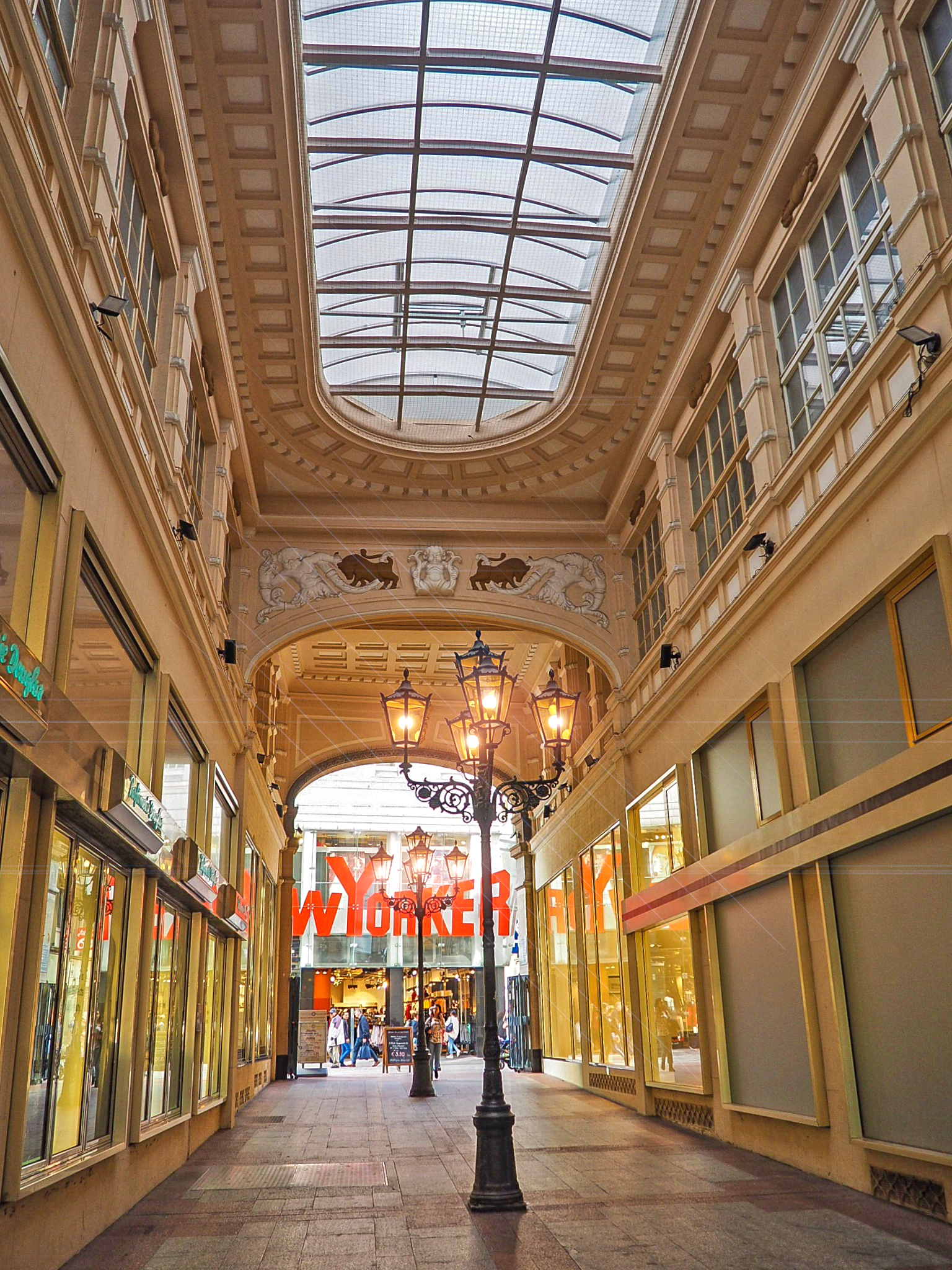
クリューガーパサージェ

ドルトムント内市街のクリューガーパサージェは、ドルトムントの市域内で最も古いアーケード街である。この通りは1912年にパウル・ルターとフーゴ・シュタインバッハによってネオルネサンス様式で建設された。しかし、第二次世界大戦で多くの重要な建造物と同様に戦争の犠牲となり、1953年に再建された。
オステンヘルヴェークのフェーホフ＝ハウスは、ドルトムント中心部で最も古い石造世俗建築物の1つである。この建物は1607年に建設され、1905年に焼失したが、基本的に歴史的建造物を復元する形で再建された。その際に、近隣の建物に合わせて高さが調整された。第二次世界大戦で破壊された後、1607年時の歴史的建造物の本来の高さで2度目の再建が行われた。この建物はドルトムントのマリエン教会に直接隣接しており、ヴェステンヘルヴェークとオステンヘルヴェークの間の交差点付近にあたる。

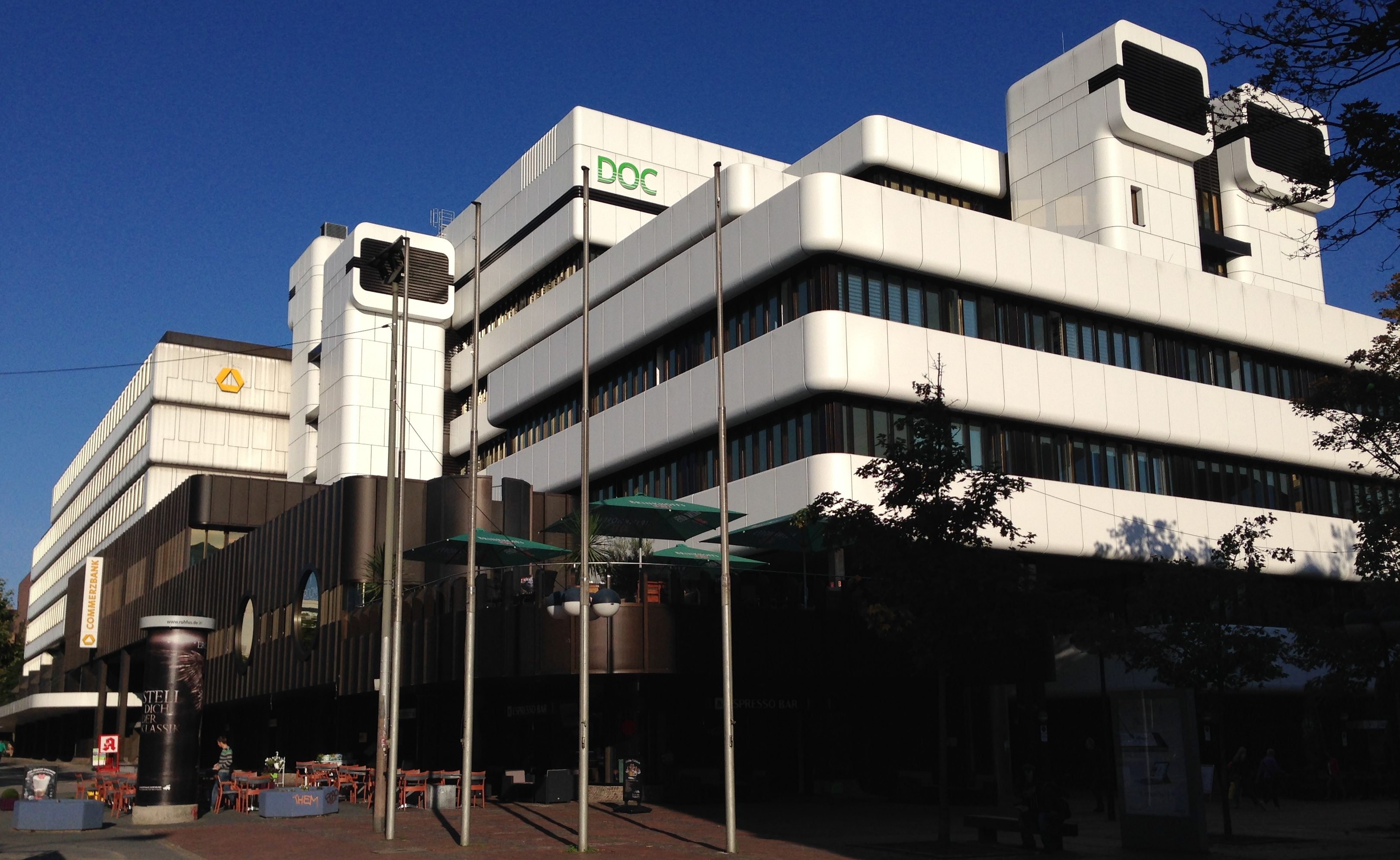
旧ヴェストLBドルトムント

戦争による破壊と戦後の都市計画のおかげでドルトムントのヴァルリング内には戦後近代建築の優れた作例が数多く存在する。ハラルト・ダイルマン、ヴィル・シュヴァルツ、フィード・シュプレーデといった著名な建築家が市内中心部で活動し、フリッツ＝ヘンスラー＝ハウス、オストヴァル博物館、ドルトムント保健衛生局などの優れた建築を創り上げた。旧ヴェストLBドルトムントが示すように、こうした建築家の作品は近年ますます注目されるようになり、大規模な修復が行われている。旧ヴェストLBドルトムントは、ポップアートに触発された建築の典型的な作例で、2011年に最も新しい建築文化財としてドルトムント市の文化財リストに登録され、専門的な修復がなされた。
この他にヴァルリング内には、保護文化財に指定されたり、ドルトムント住民の意識に深く根付いた小規模な建造物が数多くある。

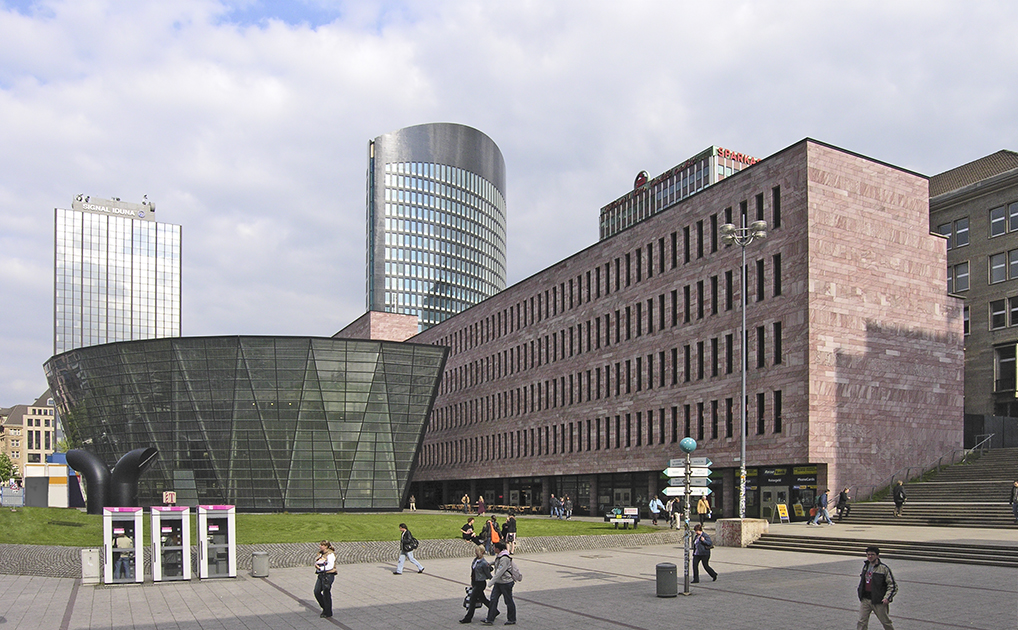
左奥の白っぽい高層ビルがIWO-ビル、中景の低層円形の建物がドルトムント市立・州立図書館、その背後の高層ビルがRWE-タワー、右手前の建物が貯蓄銀行ビル

ゲルバー建築事務所の設計により建設された RWEタワーは、ペトリ教会、ライノルディ教会に次ぐ、ドルトムント内市街で3番目に高い建物で、2005年8月24日に完成した。レンズ型の平面図上建設されたチャコールグレーの中国産花崗岩のファサードを持つ高さ100 mのこの建物は RWE AG が使っている。このタワービルは、内市街の教会群、近隣の IWO-ビルや貯蓄銀行ビルとともにヴァルリング内で最も高い建物の1つである。
ドルトムント市立・州立図書館は1999年にドルトムント中央駅の南側に開館した。建築家マリオ・ボッタによるこの建物は、バラ色の砂岩で造られた四角形の躯体と前面のガラスのロタンダで構成されている。
ブリュック通り街区のブリュック通りとルートヴィヒ通りとの交差点に面したコンツェルトハウス・ドルトムントは2002年9月に開館した。このコンツェルトハウス（フィルハーモニー・フュア・ヴェストファーレンとも呼ばれる）は、既存のファサードラインと調和しているが、同時に角の位置や角度によって際立ってもいる。他のファサード群との視覚的な結びつきは、コンツェルトハウスと隣接する建物とを結ぶガラスのアーケードによって生み出されている。夕方や夜間にはファサード全体がLED-照明でライティングされる。ブリュック通り街区は建て込んだ地区であるため前庭は諦めざるを得なかったが、入口のホワイエにあたる1階ゾーンは全面ガラスで構成されており、この建物は市街地と自然に一体化している。
33,000 m2 のティーアー＝ガレリーはヴァルリング内で最新の大型プロジェクトの1つである。近代的で広い新棟の他に、1950年代に操業停止したティーア＝ブラウエライ（ブルワリー）の旧事務棟や、1902年に建設されたヴェストヘルヴェークの古典主義様式の代表的建築物であった旧クレメンス商店が細部まで忠実に新しいテラス付きで復元されている。

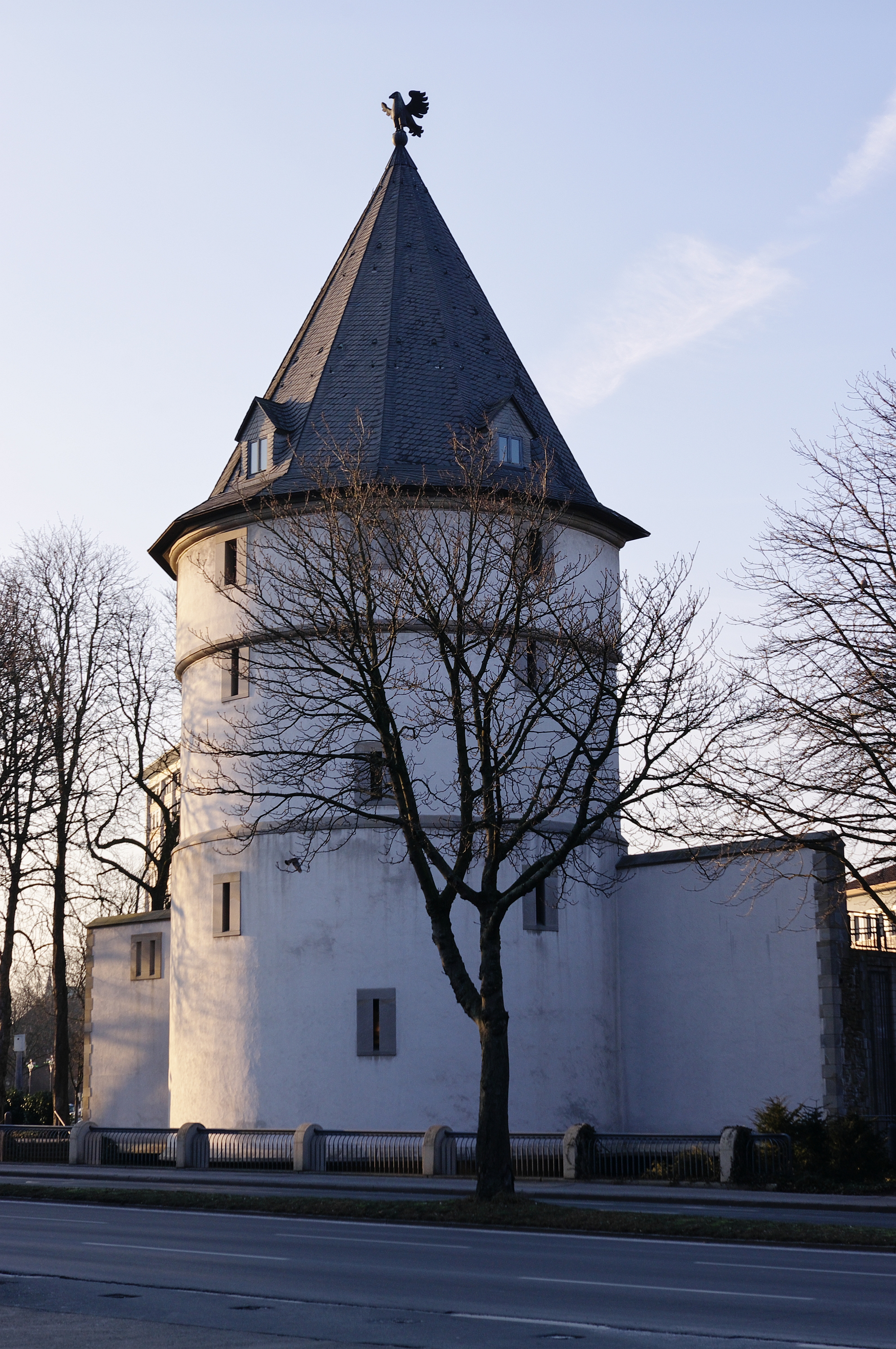
アドラー塔
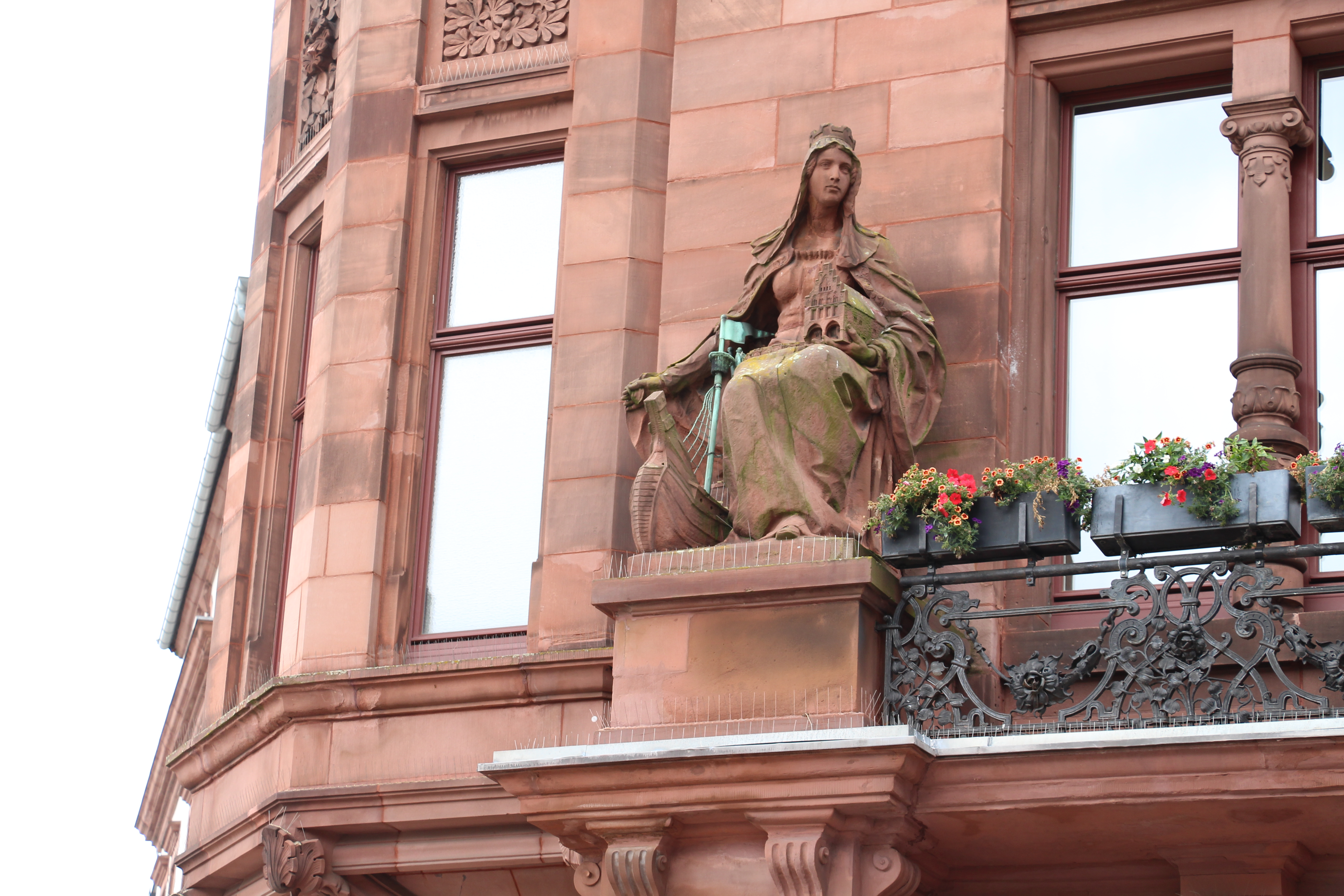
アルテス・シュタットハウスの過去の繁栄の擬人化像
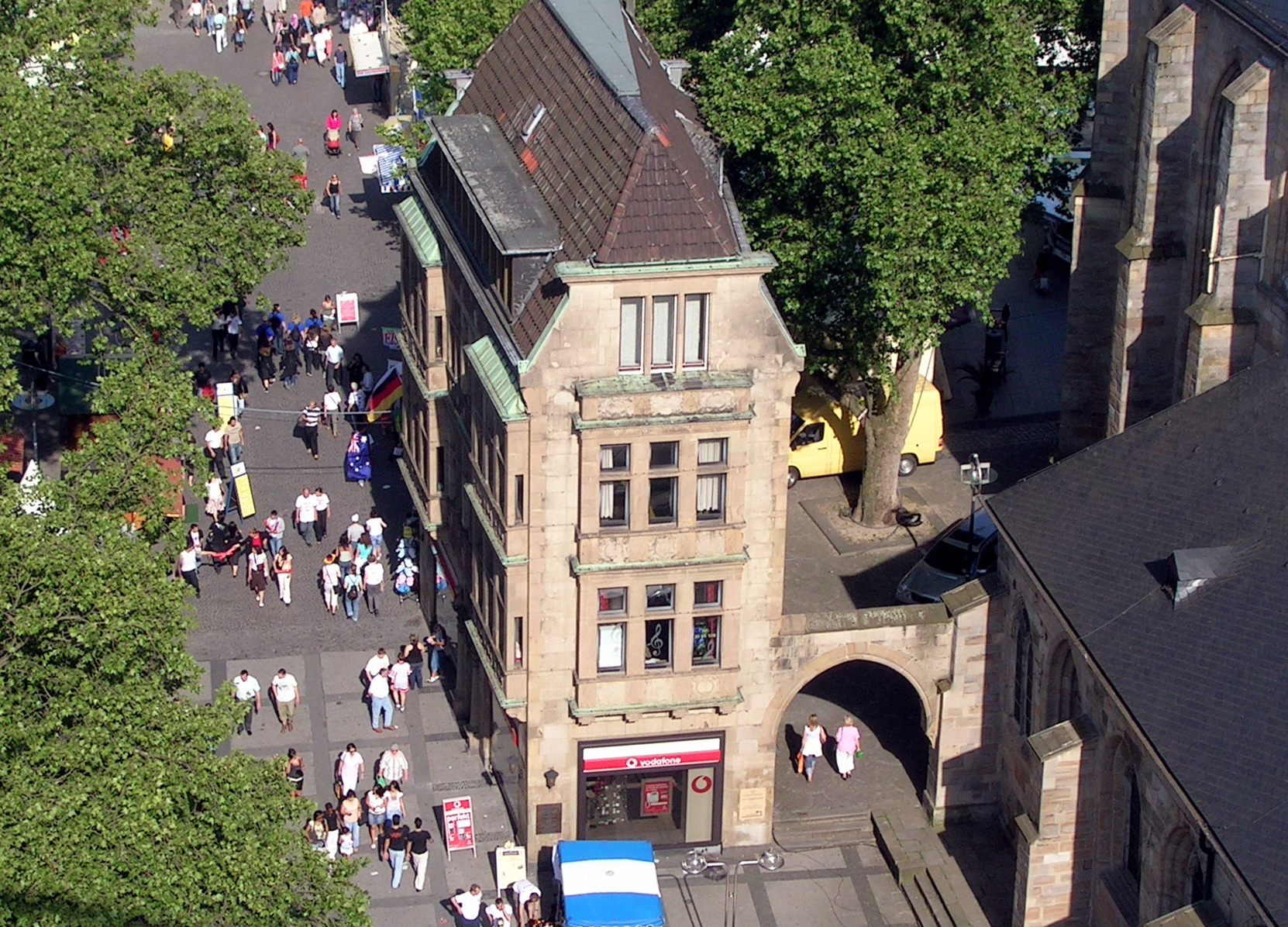
フェーホフ＝ハウス
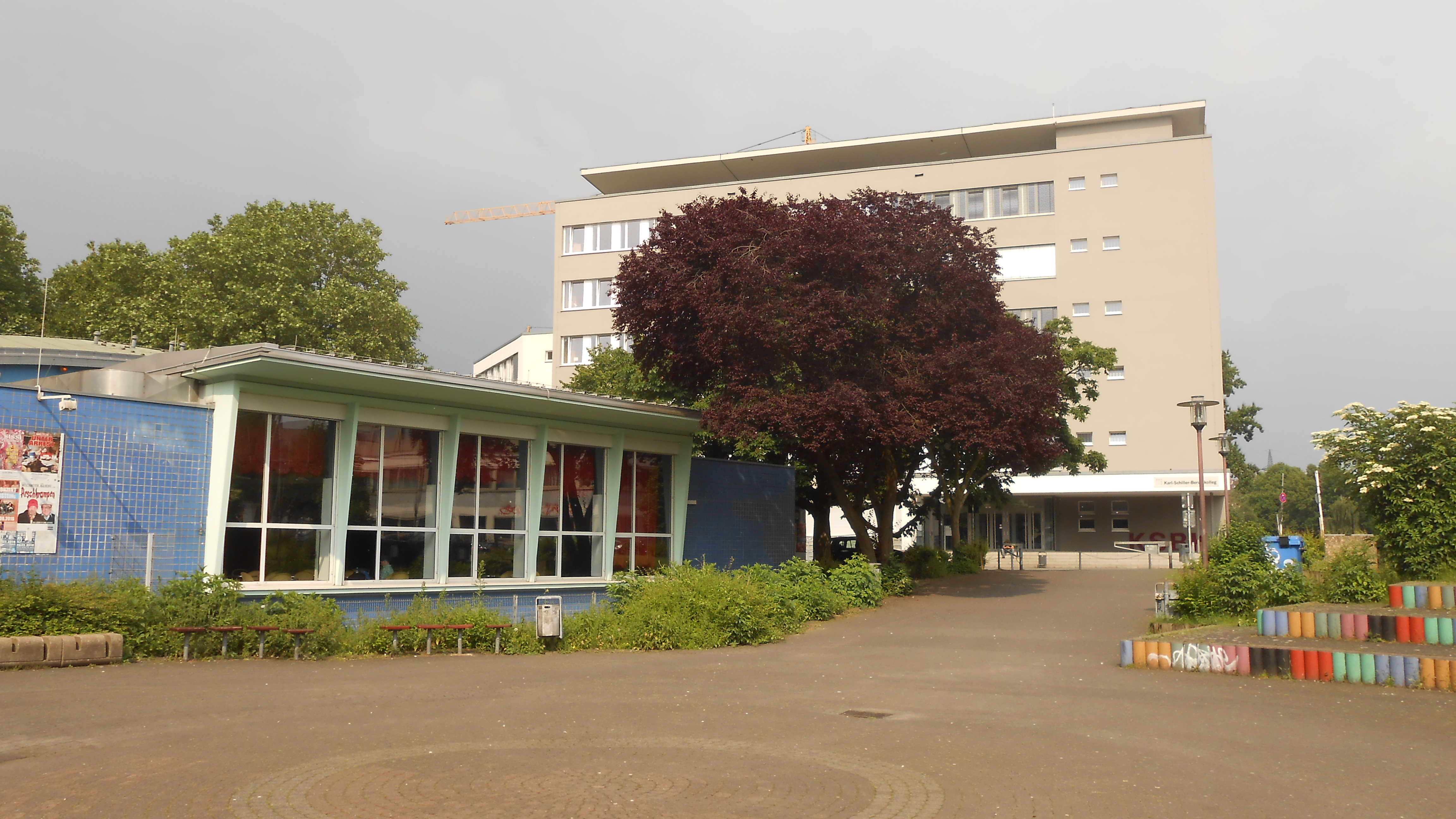
フリッツ＝ヘンスラー＝ハウス
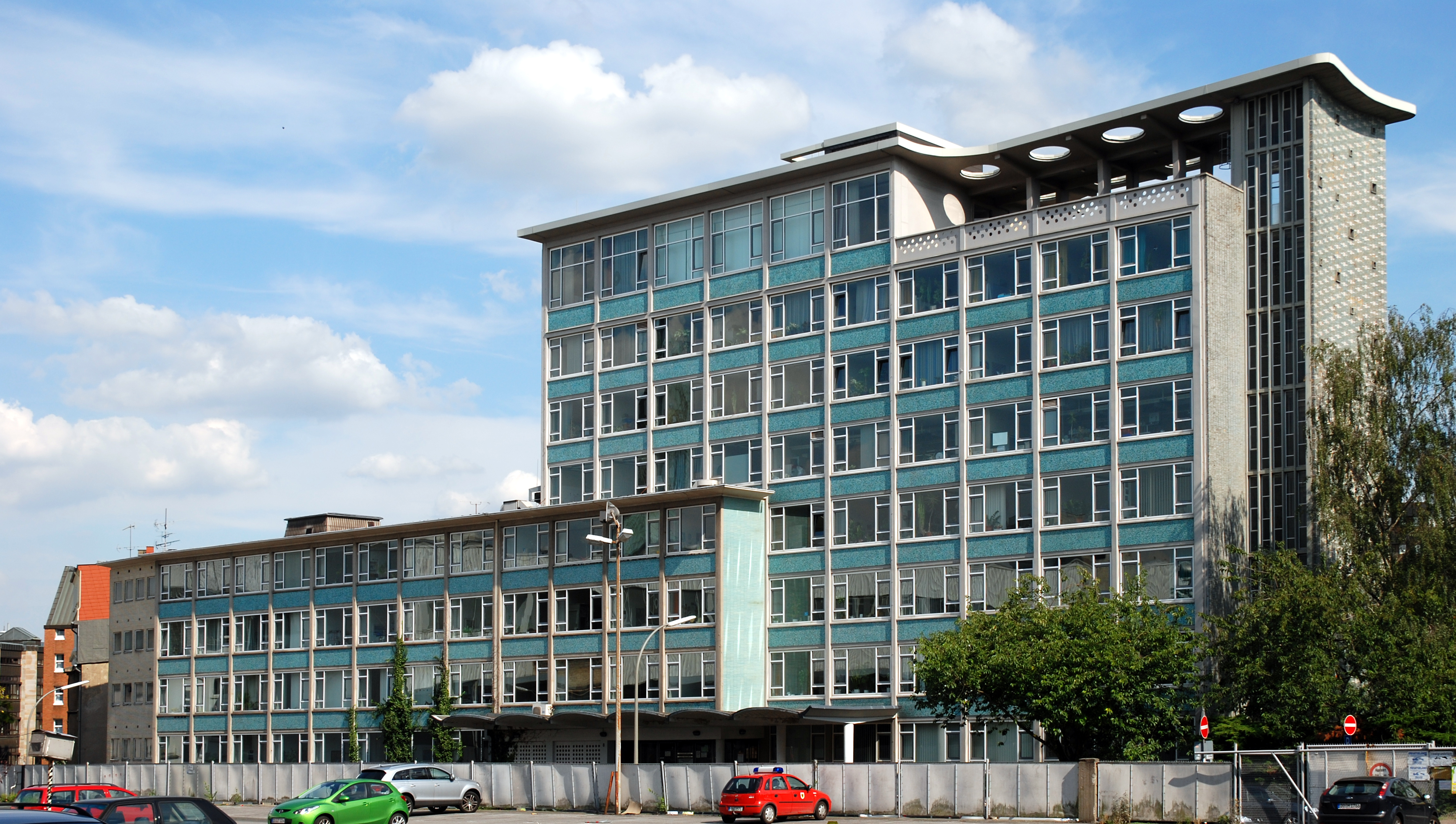
ドルトムント保健衛生局
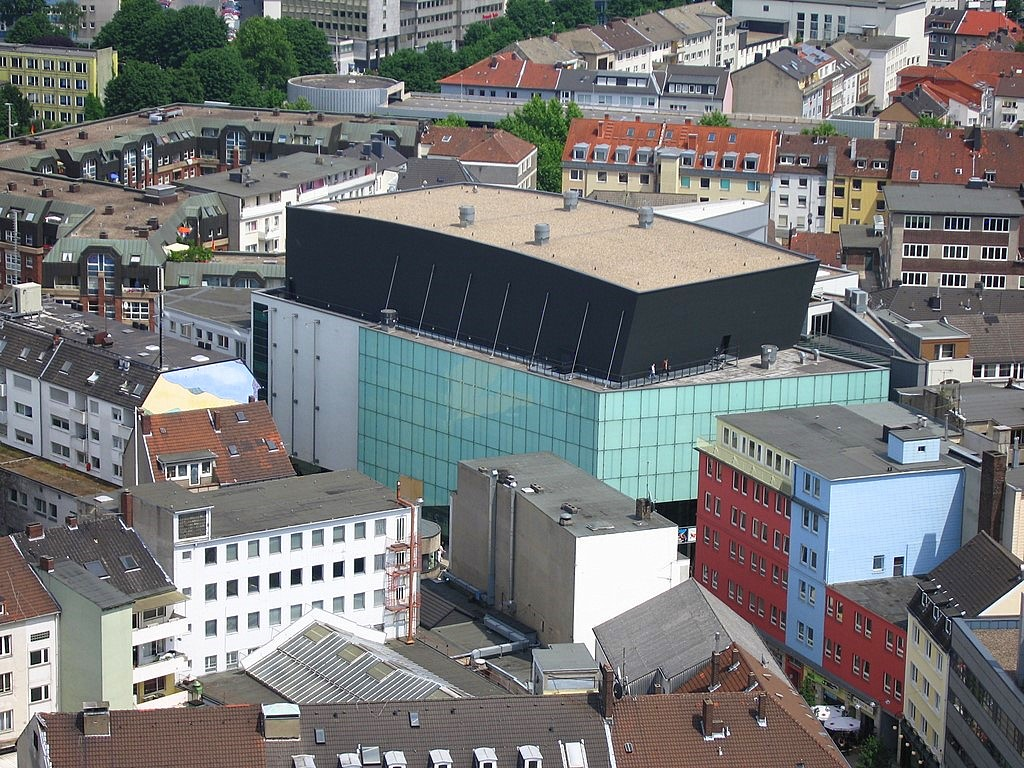
コンツェルトハウス・ドルトムント

#### ヴァルリング外の建築

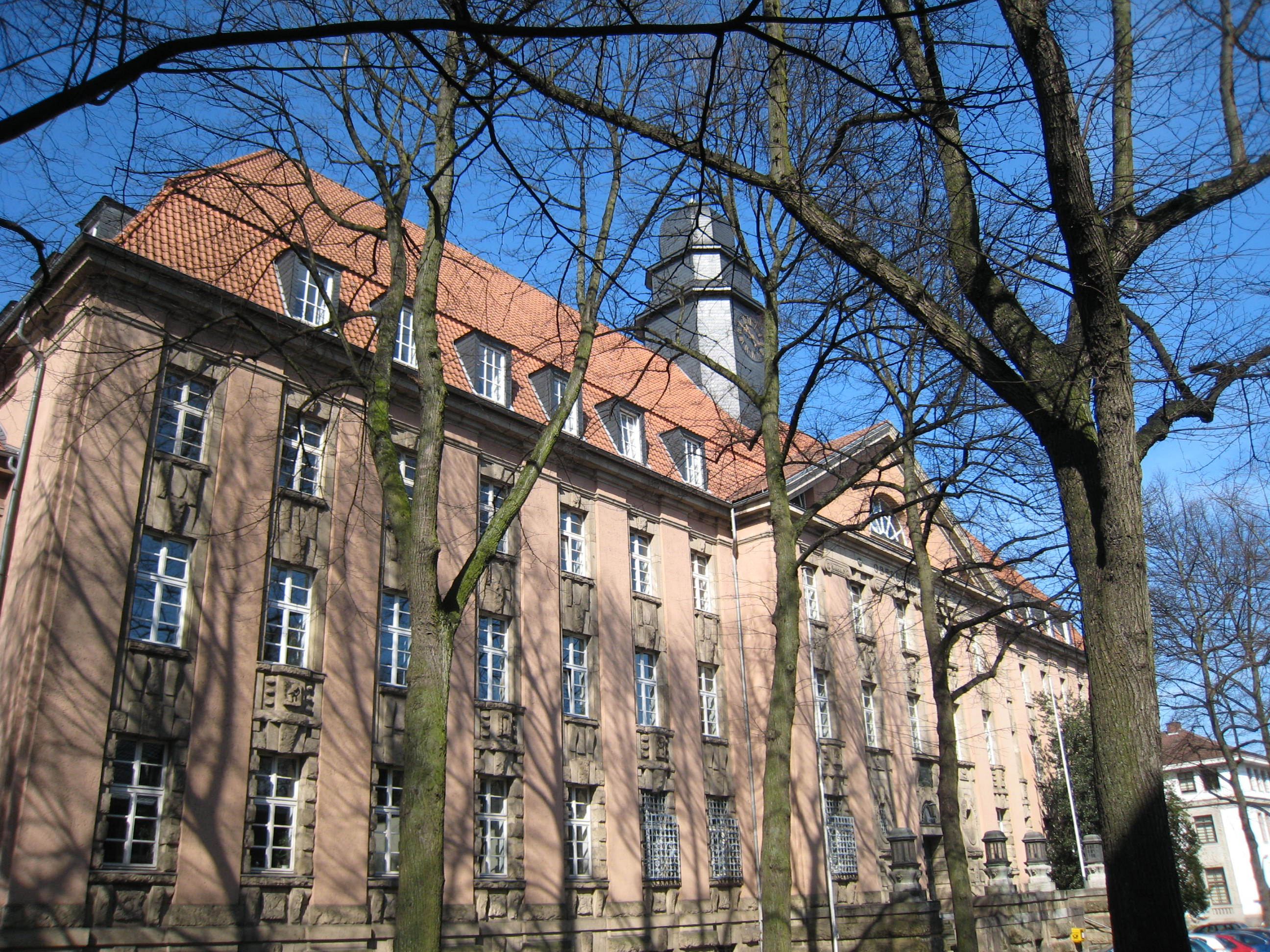
ドルトムント州高等鉱山局

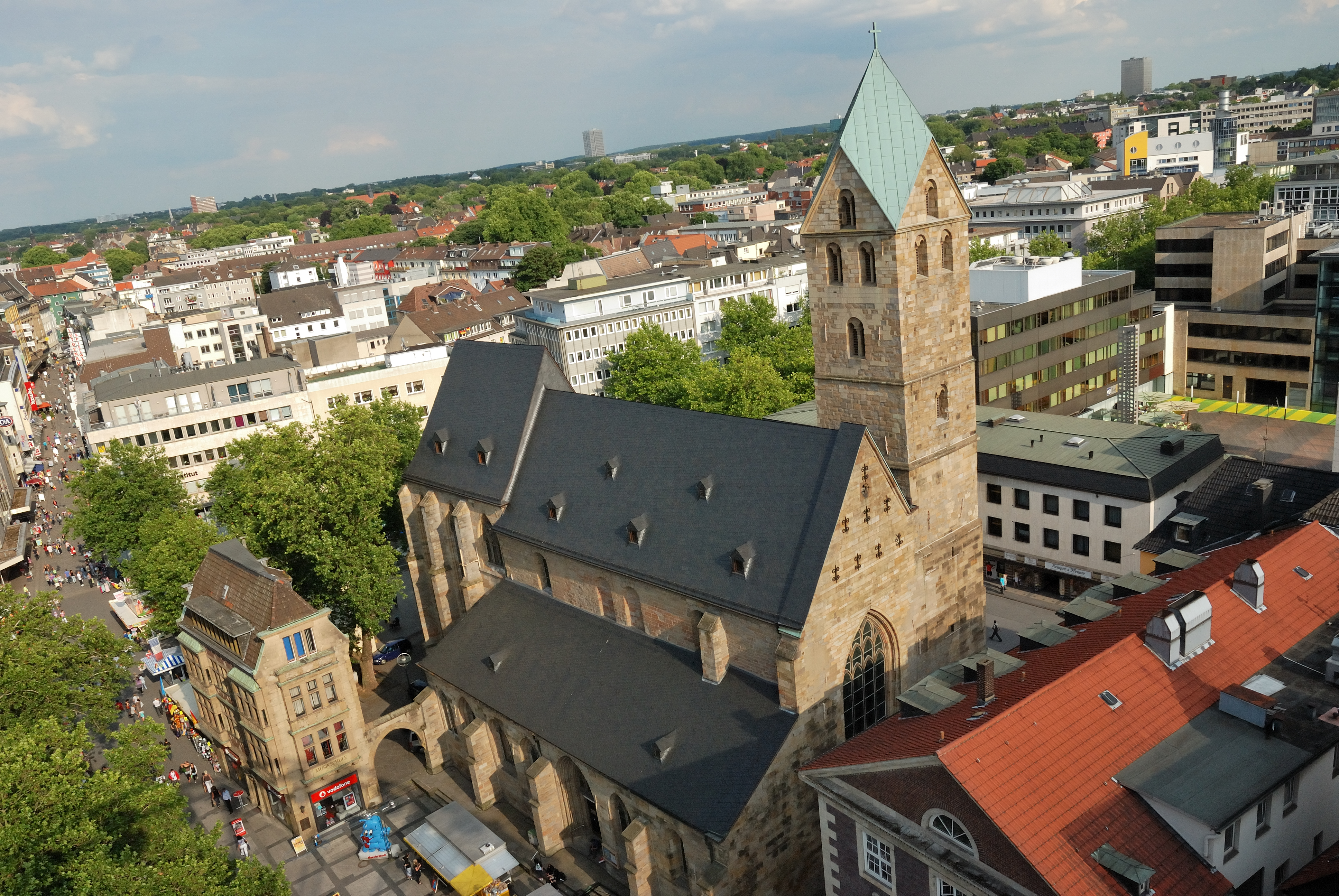
マリエン教会

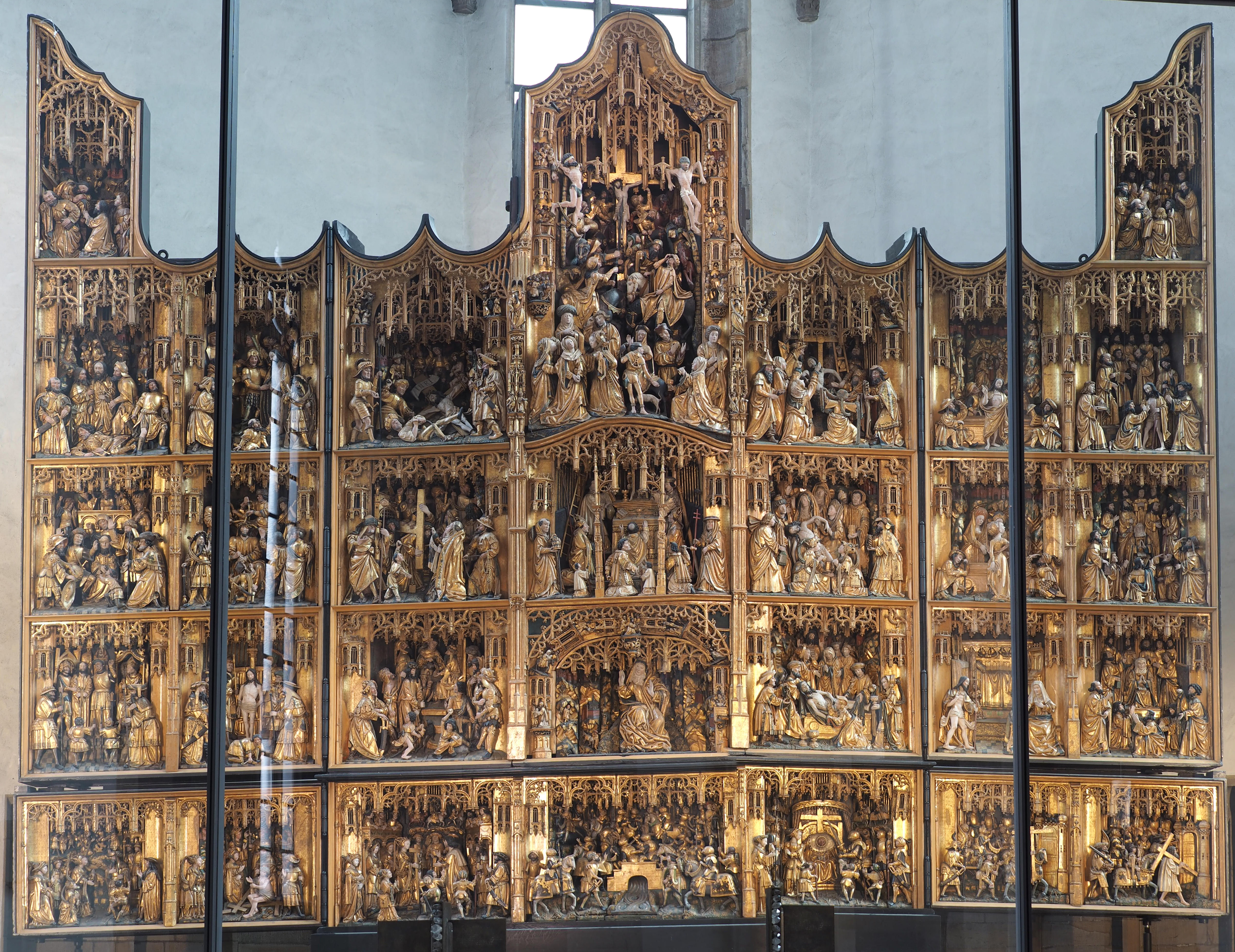
ペトリ教会の「黄金の奇跡」

RWEタワー、IWO-ビルや貯蓄銀行ビルの他にも、ドルトムントには高層ビルがある。それは近年、市内に中規模の高さのビル群がかなり集積したためである。中世の聖ライノルディ教会や聖ペトリ教会とともに、こうしたビル群がドルトムントのスカイラインを形成している。こうした開発は、市により決定された都市開発コンセプト「ドルトムント2030」に基づいている。この計画では、内市街の数箇所を「シュタットトーア」（直訳: 市門）として強調・認識することで、強く印象に残るシルエット「シティー＝クローネ」（直訳: 市の冠）を形成するとされている。1994年4月にオープンしたハレンベルク・シティー＝センターは地上19階、地下2階で高さ70 mであり、エリプソンは高さ60 mで17階建て、ホーエン・ヴァルの新しいフォルクスヴォール・ブント・ビルは高さ63 mである。さらにラインラントダムやヴェスファーレンダムには、高さ208 mのフローリアン塔、高さ88 mのテレコム＝ビル、高さ86 mのヴェストファーレンタワーがある。
カイザー通り地区にあるドルトムント州高等鉱山局（元々はドルトムント高等鉱山局）は、1910年に県の建設責任者ベーレントとドルトムントの建設官クラーレンの設計に基づいて建設された。側翼とスレート葺の時計塔を有する堂々たる3階建ての建物は、第二次世界大戦中に大きく損壊したが、戦後に元の状態に復元された。この建物にはノルトライン＝ヴェストファーレン州アルンスベルク行政管区の鉱山・エネルギー部門が入居している。
ウニオン地区ライニシェ通りのウニオン本社管理棟は、「ウニオン、鉱山および鉄鋼業株式会社」の旧本社である。1921年建造の新古典主義レンガ造りのこの建物は、建築家ディートリヒおよびカール・シュルツェによって設計されたもので、1911/12年にペーター・ベーレンスによって設計されたデュッセルドルフのマネスマン管理棟とよく似ている。ウニオンの建物は内部に3つのアトリウムを持つ。ライニシェ通りに面した外壁はモニュメンタルなブロックとして存在する。建物の頂上にはネオロマネスク様式の10本の柱がある。この列柱の上部には「人々の仕事や活動を賞賛する」という銘が刻まれている。

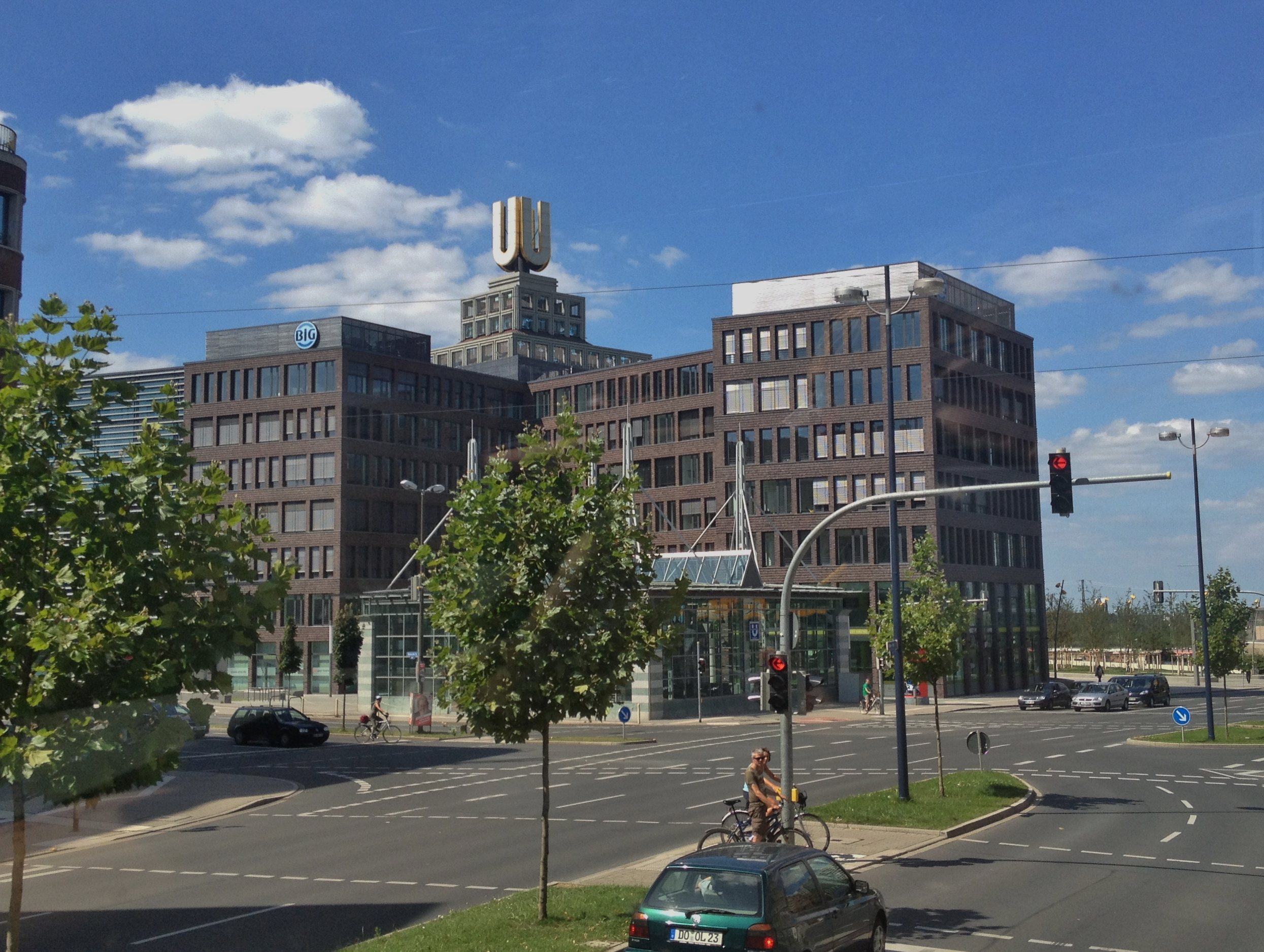
ドルトムントのU

1926年に建設された、文化財保護対象の工業ビル「ドルトムントのU」は、この街の目立つ象徴的建造物と認識されている。元々ブルワリーとして利用されていたこの建物の屋上に、ウニオン＝ブロイライの企業ロゴとして高さ9 mの金色に光る「Ｕ」が1968年から取り付けられている。ブルワリーが郊外に移転した後、2003年から周辺の建物はすべて解体された。この建物はRuhr.2010の一環として改築された後、段階的に再開され、現在は文化・創造センターとして利用されている。全8フロアのうち2つのフロアがオストヴァル博物館の展示スペースとなっている。

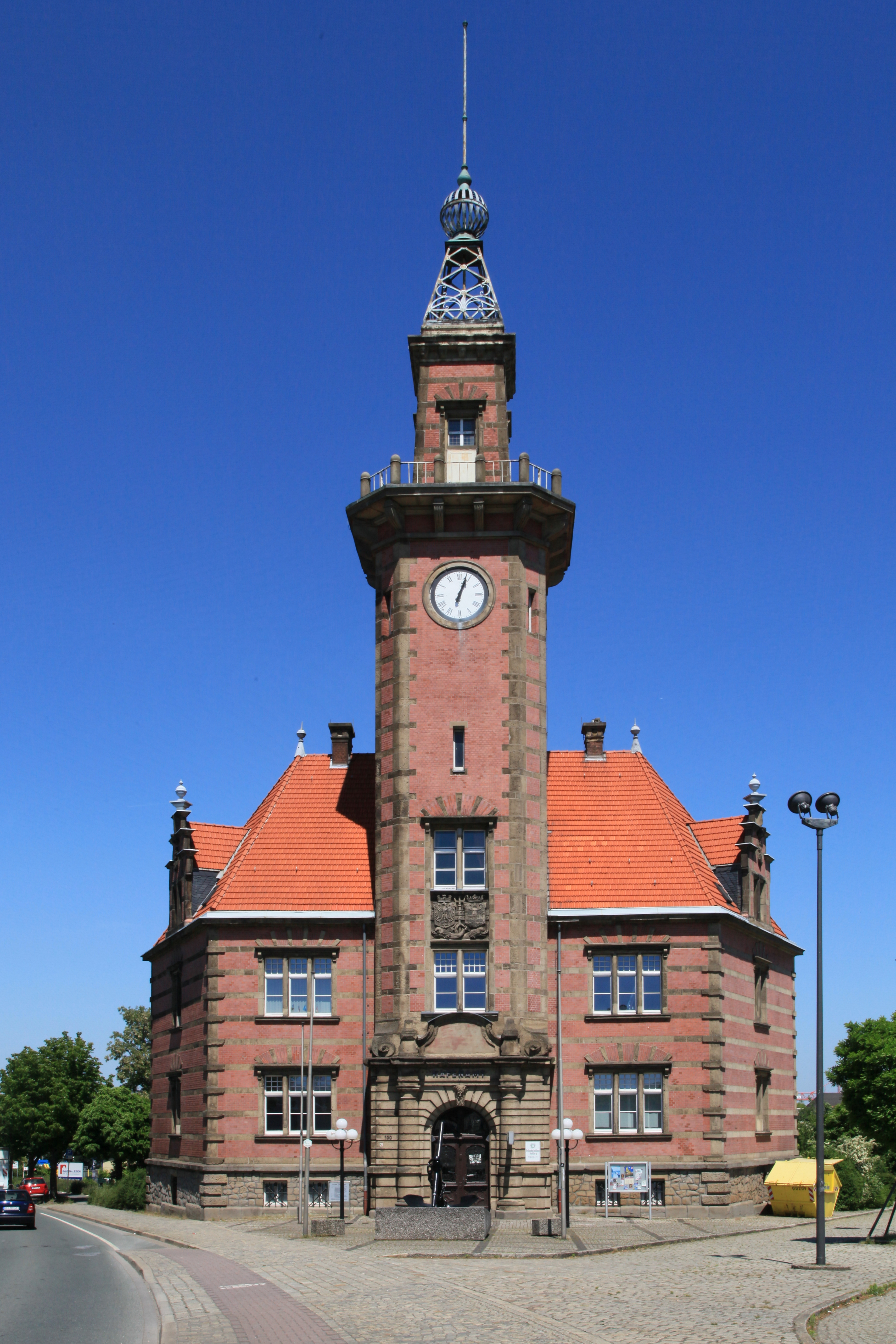
旧港湾事務所

旧港湾事務所は、1899年に都市建築官フリードリヒ・クルリヒの設計に基づいてネオルネサンス様式で建設された。中央に塔を持つ2階建てのこの建物は六角形の平面を有しており、1899年8月11日に皇帝ヴィルヘルム2世によって完成された。この建物は1962年までドルトムント港AGの本社であった。現在は水上警備警察の港湾事務所と、港の歴史を展示する港と水上交通の展示スペースが入居している。
ドルトムント商工組合のセミナー棟は、1928年から1930年にドルトムント建築家ペーター・グルント & カール・ピノによって設計され、1965年にドルトムントの建築家ヴェルナー・レーマンの計画に基づいて増築された。砂岩で覆われた平屋根のこの建物は、メルキシェ通り沿いに100 m以上にわたって伸びており、1960年代に建設された商工会議所の本棟とともに大きな前庭を形成している。商工会議所の本棟は磨き上げられたレカ＝コンクリートのパネルで覆われ、建築技術上この建築様式の代表的な作例であるとされている。

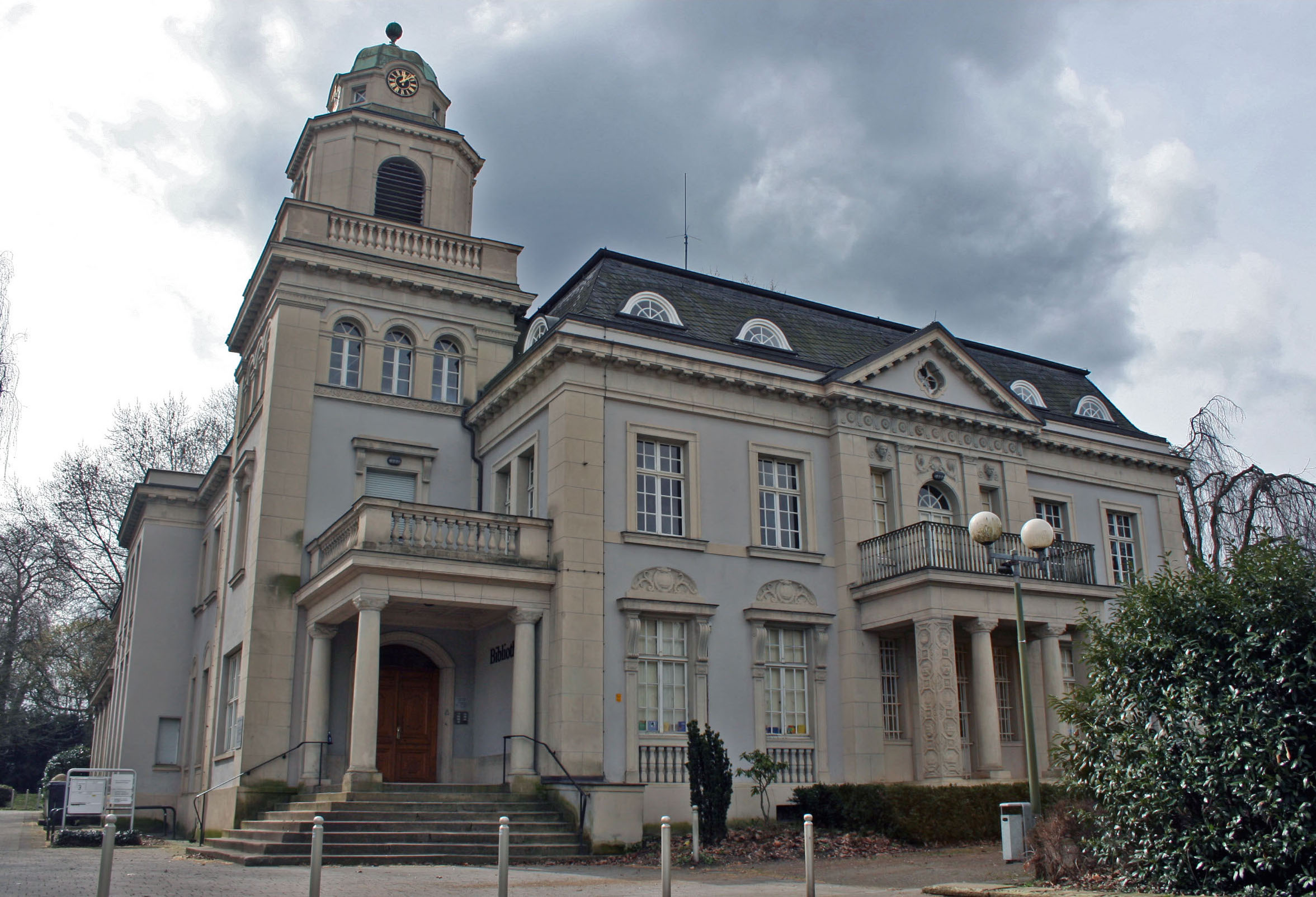
シュルテ＝ヴィッテン邸

シュルテ＝ヴィッテン邸は、ドルトムント中心街に近いドルストフェルト市区に1880年に建設された領主館である。考古学的発掘は、この場所に三十年戦争の頃に建物があったことを示している。この館の裏には広い庭園とかつての事務棟および隠居棟がある。シュルテ＝ヴィッテン邸はドルトムント市が所有しており、市立図書館としていわゆるハレの場として利用されている。
ドルトムント南駅の水道塔は、かつてのドルトムント南鉄道整備工場の高さ43 mの古い高架水槽である。1923年から1927年に鉄筋コンクリート＝フレーム構造の建築物としてドイツ国営鉄道によって建設され、様々な建築事務所や広告代理店が入居している。
カジノ・ホーエンジーブルクは、建築家ハラルト・ダイルマンの設計に基づき、2年の工期を経てホーエンジーブルクに1985年に完成した。ドイツで最も利用者の多いこのカジノはヘングスタイ湖の高台にあり、ハーゲン近郊のルールタールを一望できる。
市の森「ビッターマルク」には、ロンバー公園とビッターマルクにおけるゲシュタポによる戦争末期の犯罪に対するビッターマルク悔恨碑が建っている。

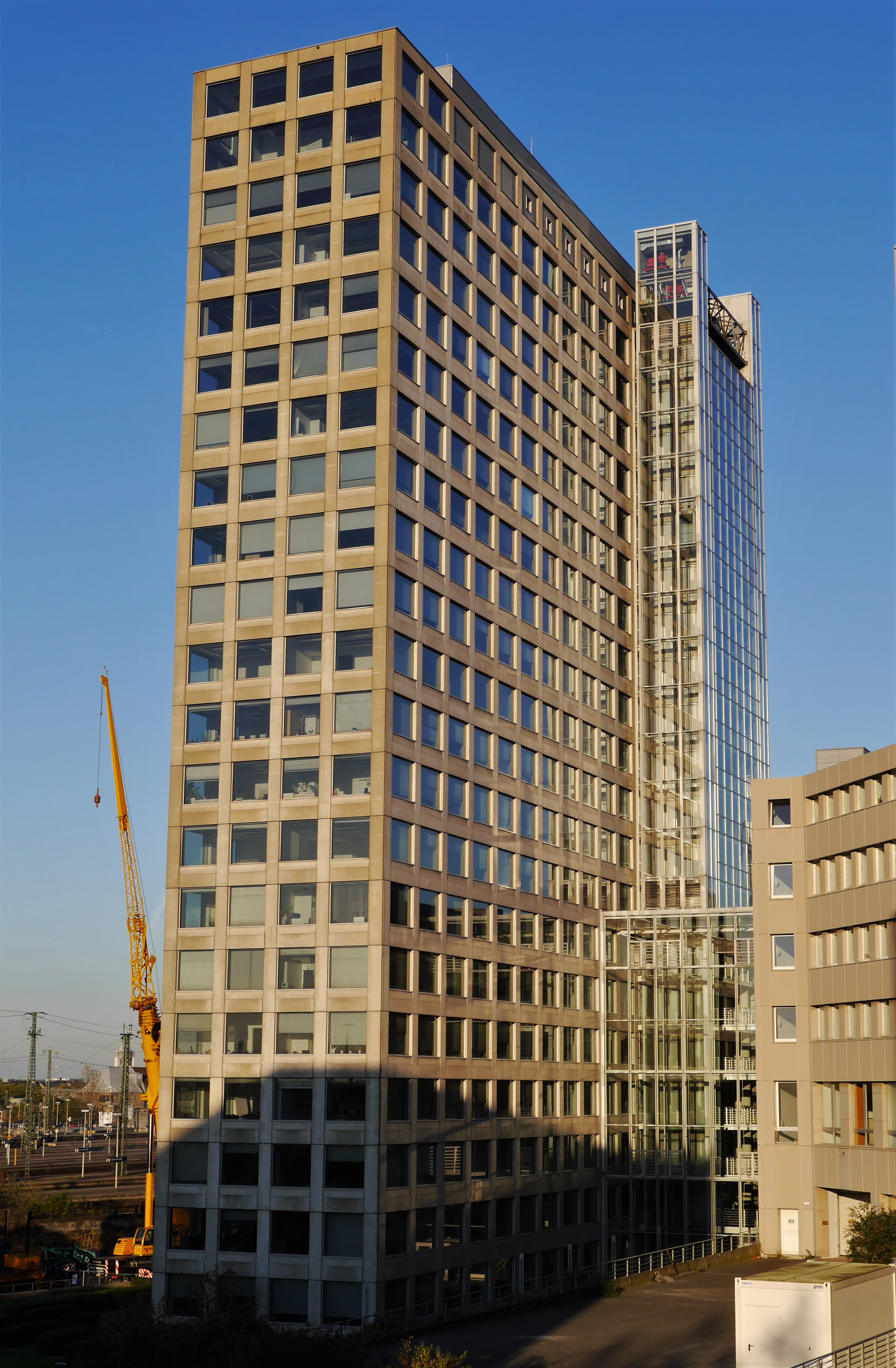
ハーレンベルク・シティーセンター
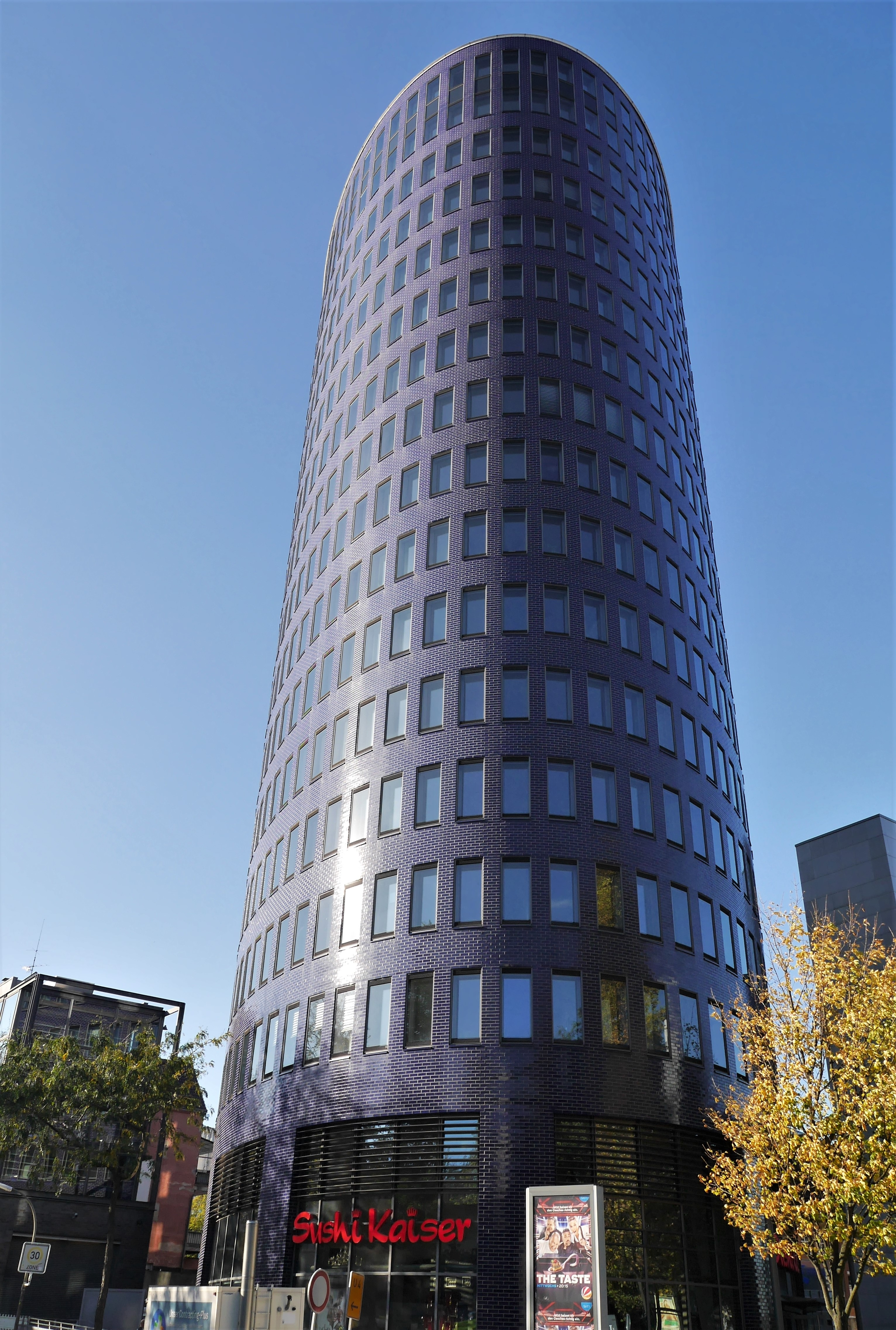
エリプソン
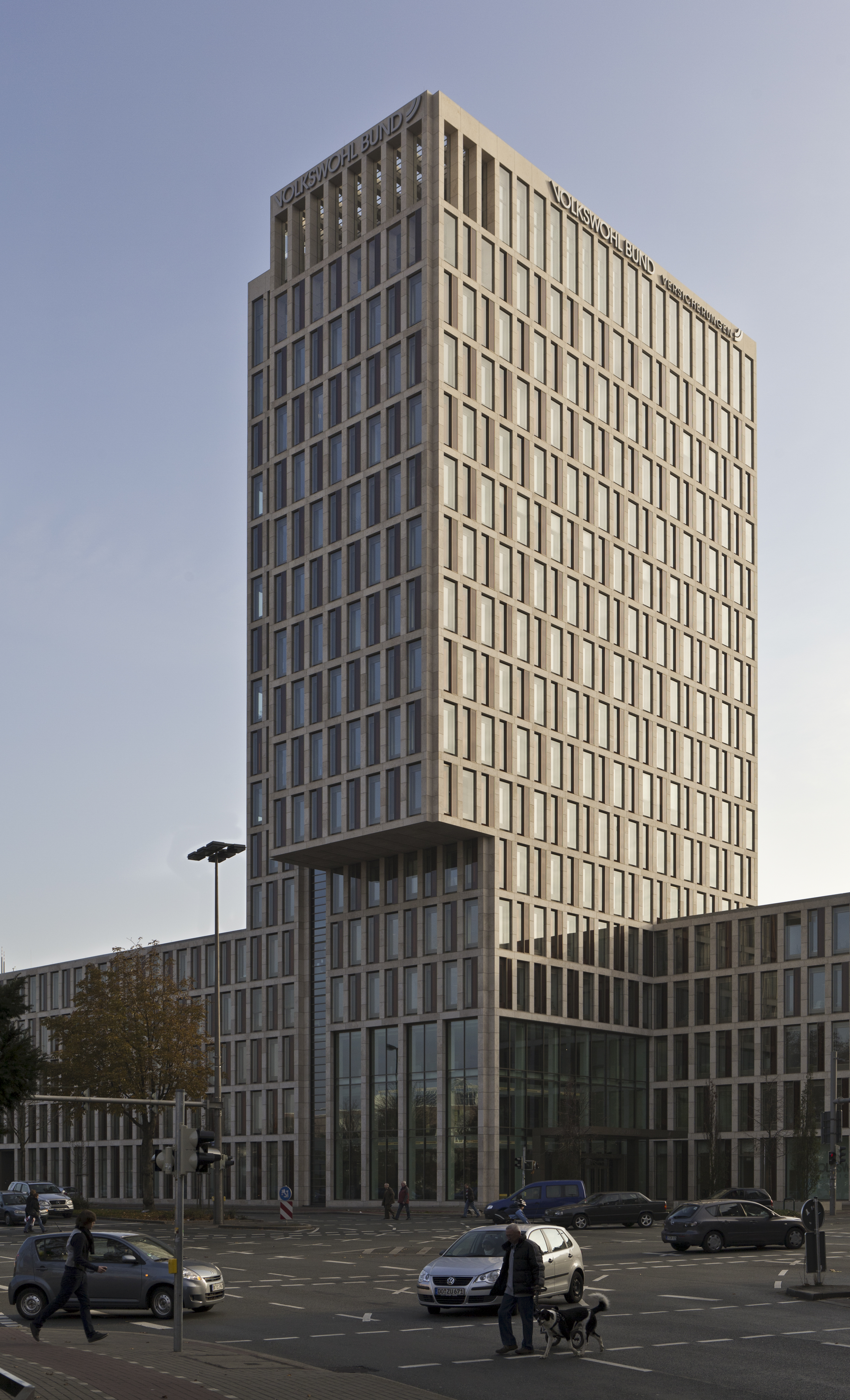
フォルクスヴォール・ブント・ビル
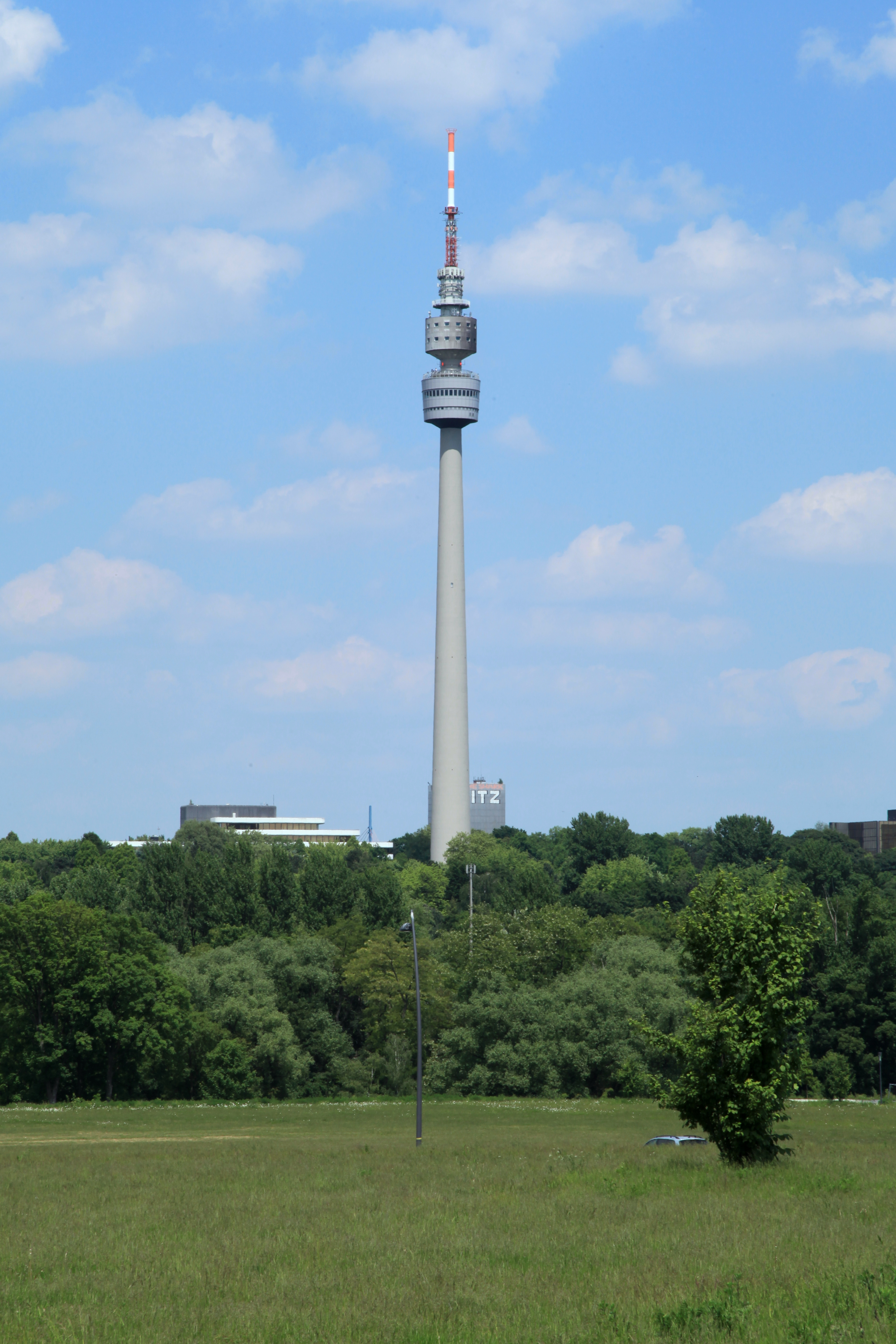
フローリアン塔
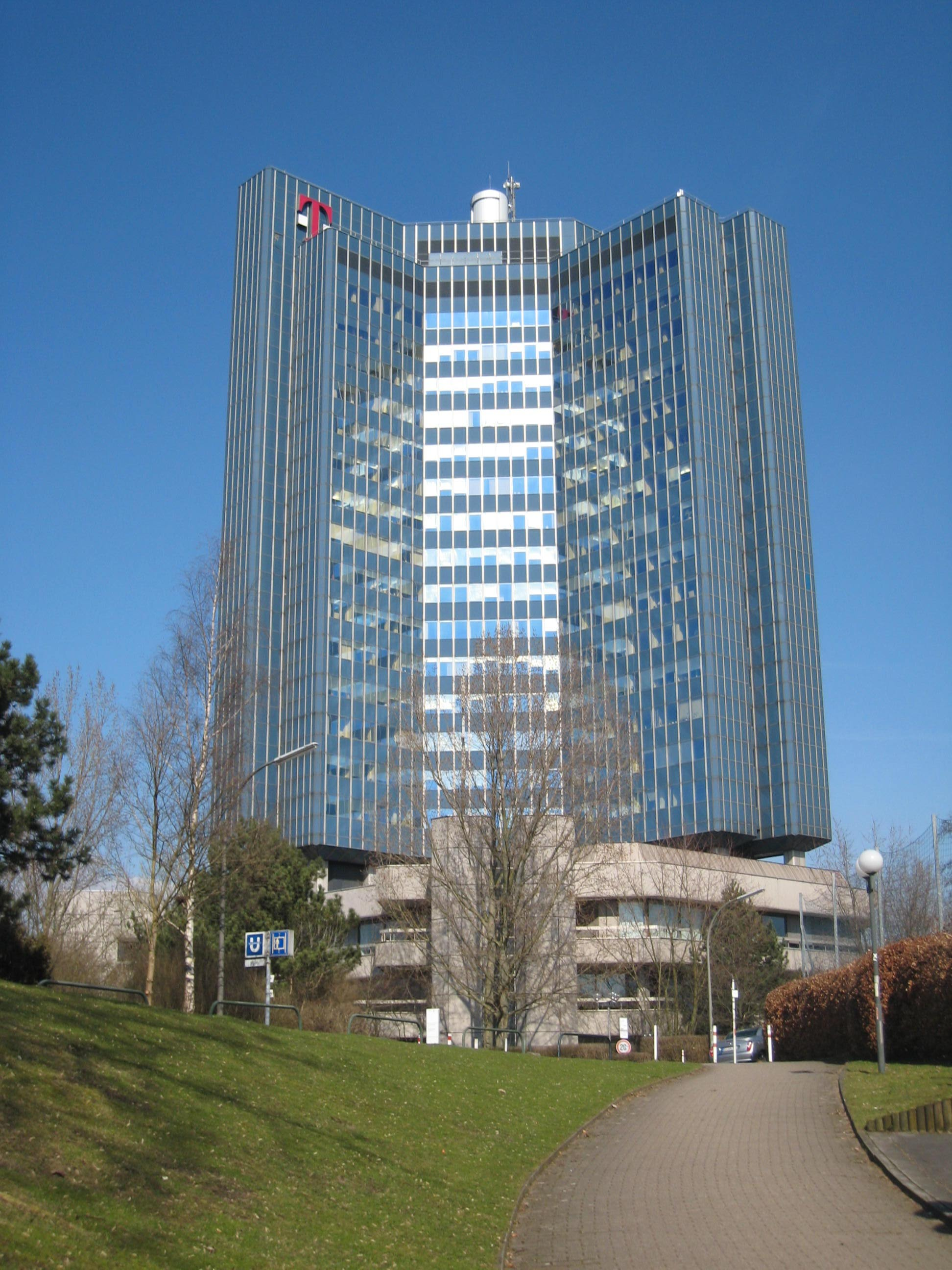
ヴェストネッツ・ドルトムント（テレコム・ビル）
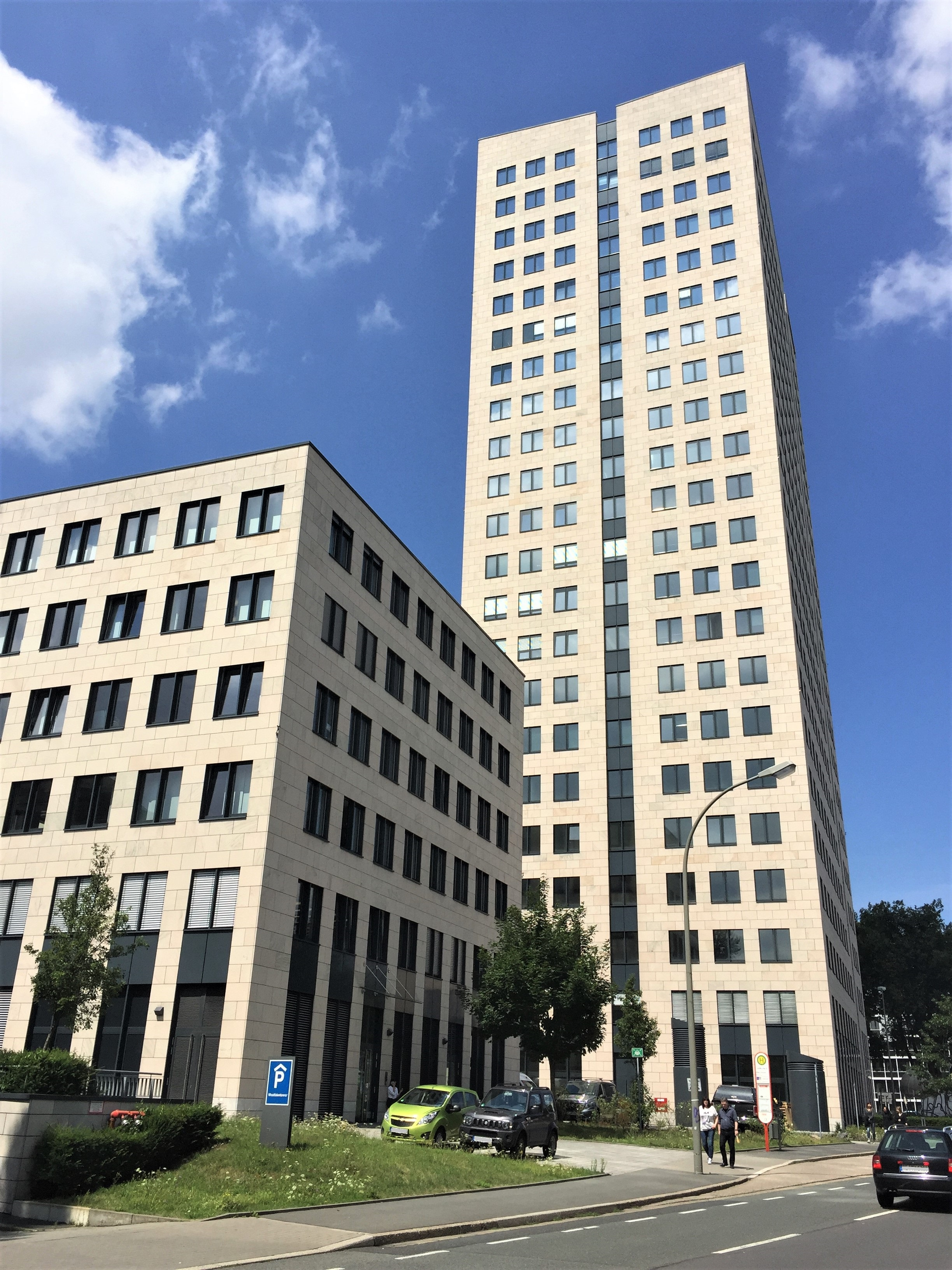
ヴェストファーレンタワー
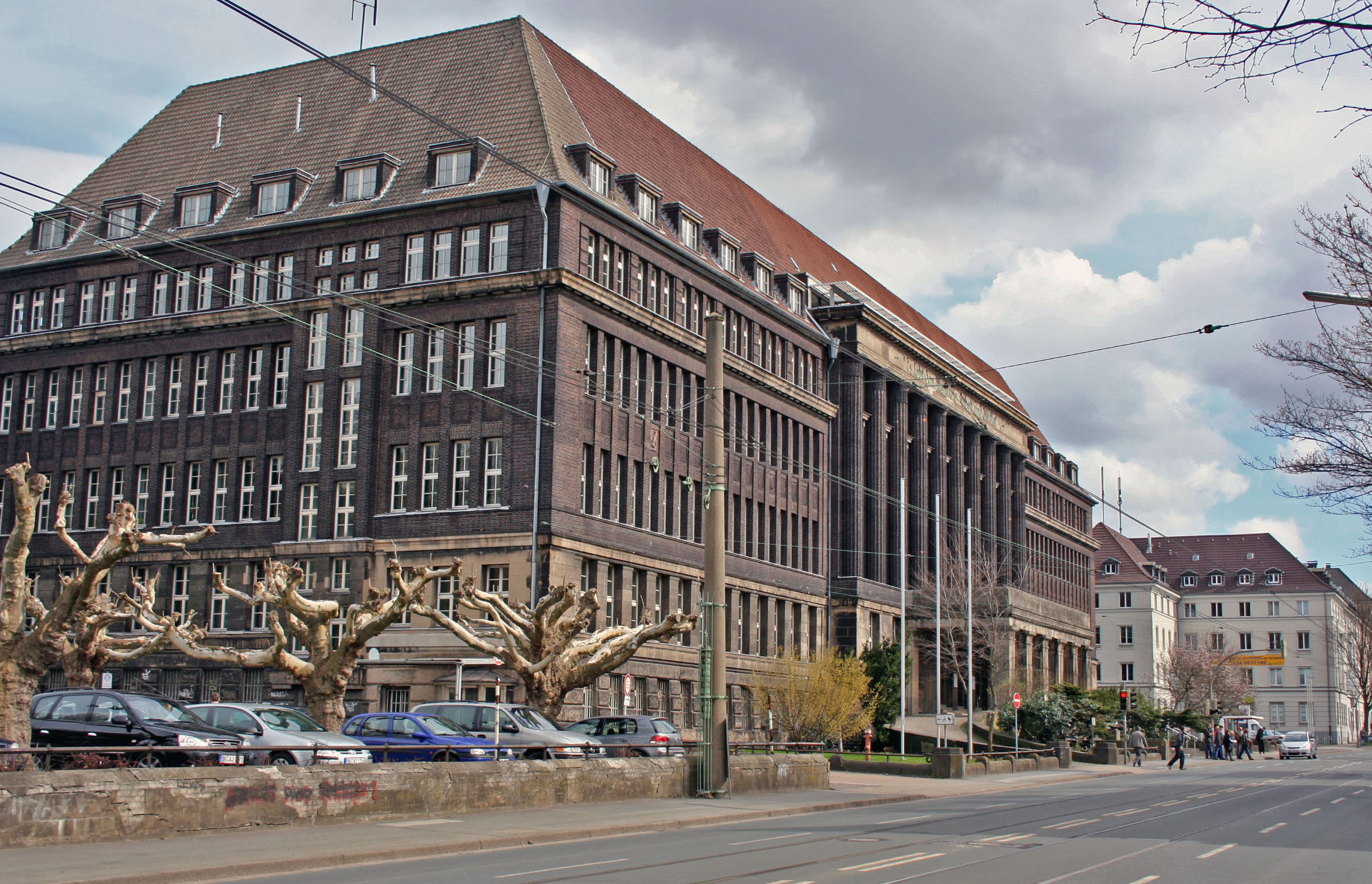
ウニオン本社管理棟
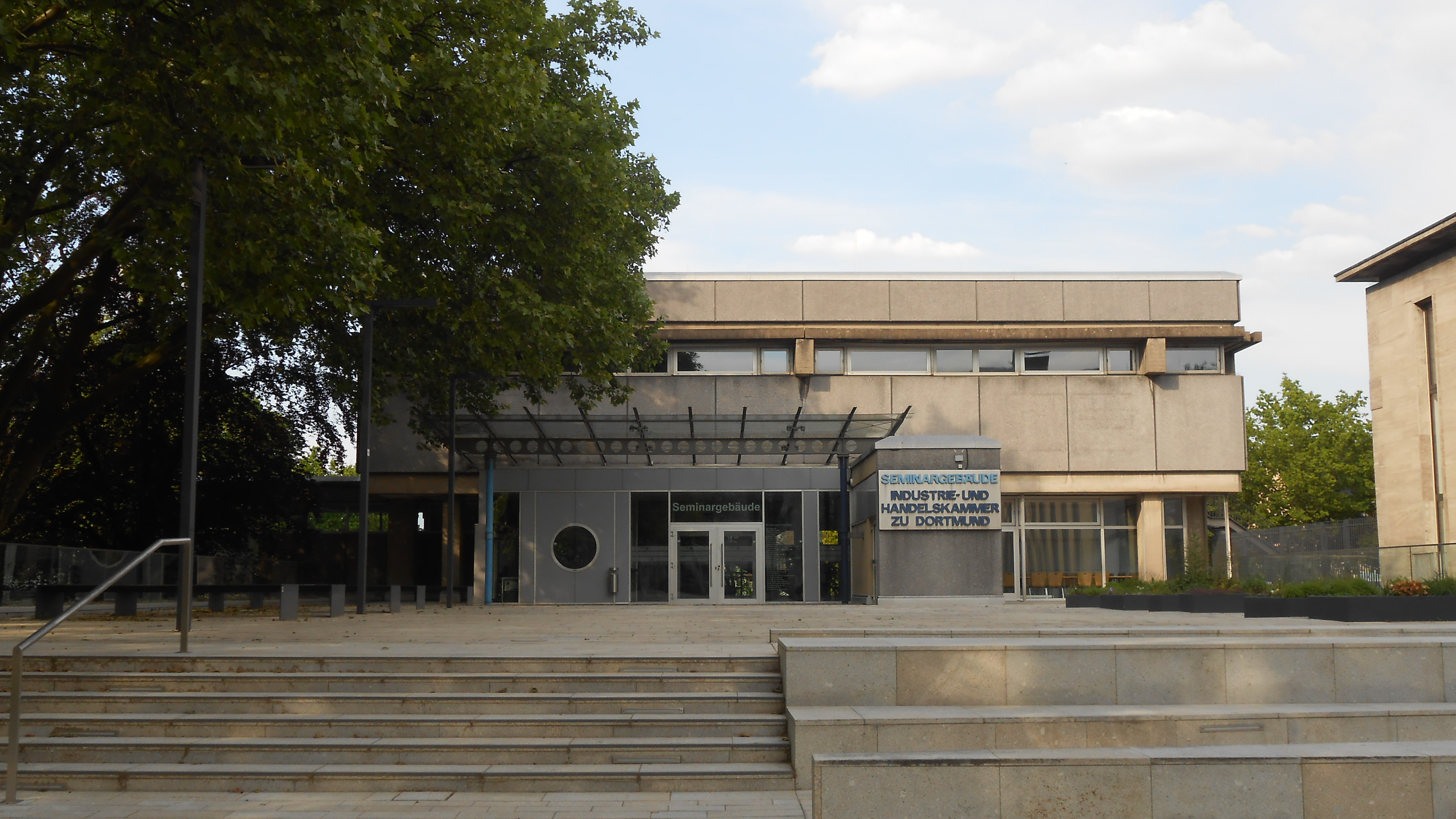
ドルトムント商工会セミナー棟
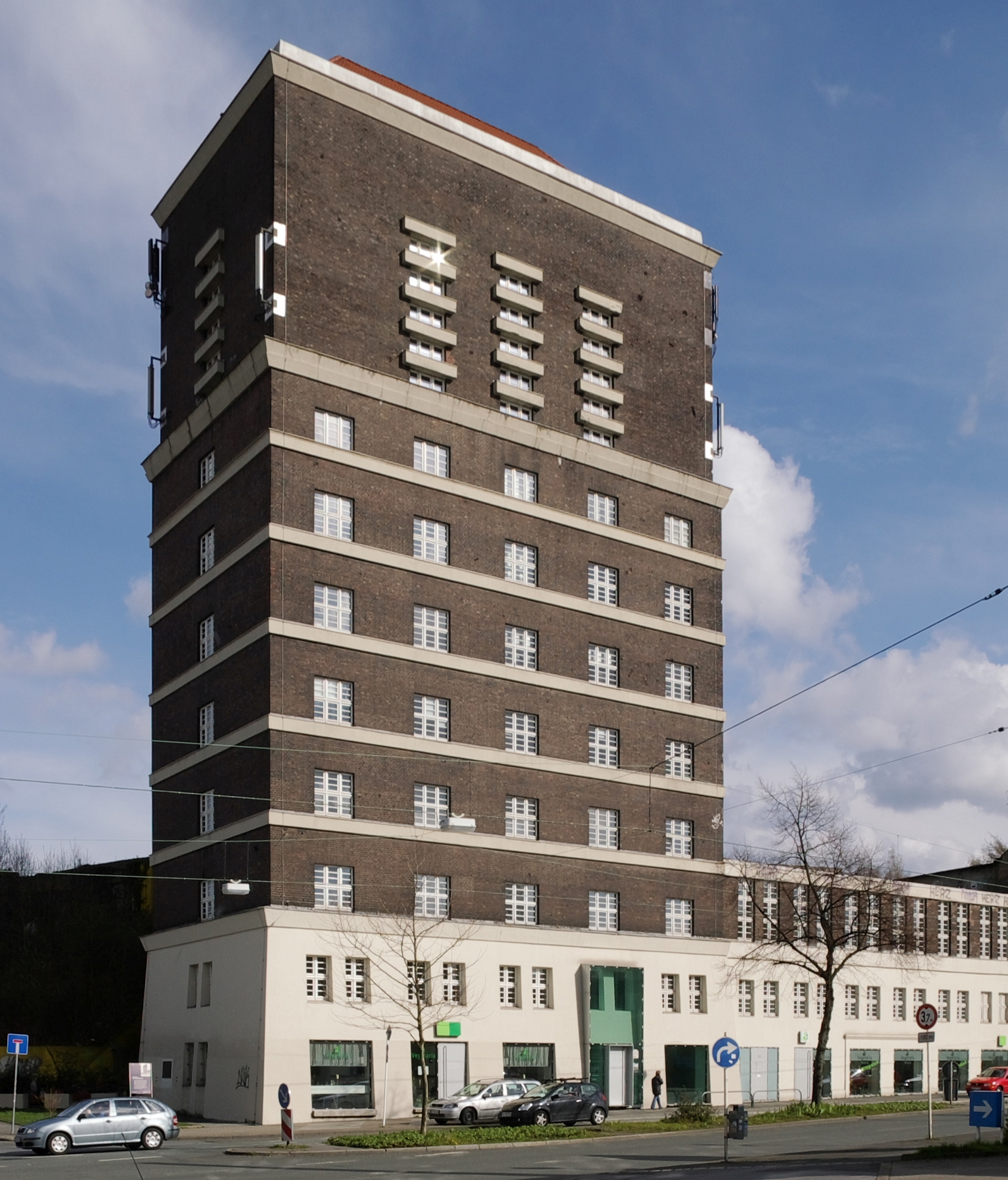
旧ドルトムント南駅水道塔
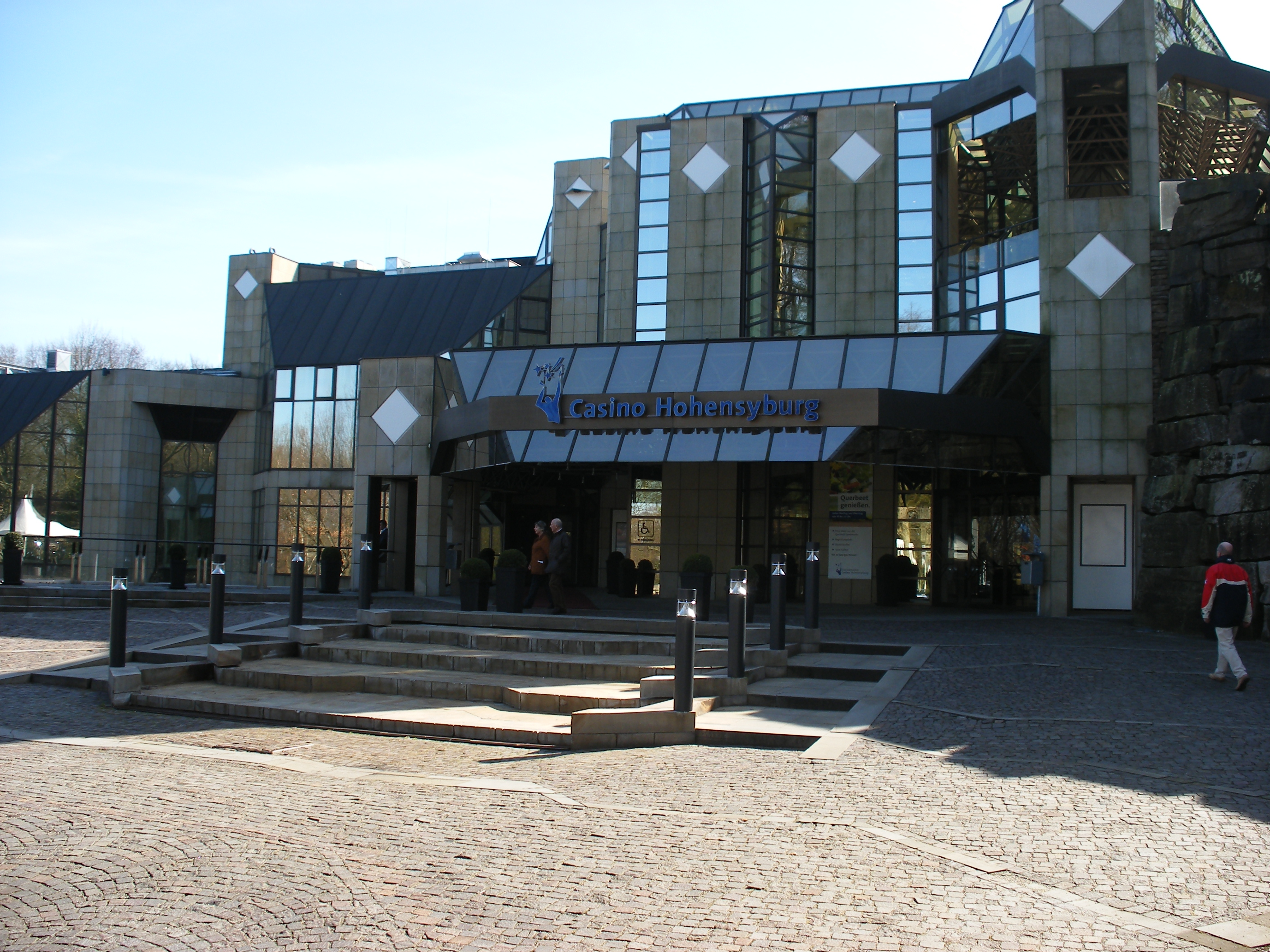
カジノ・ホーエンジーブルク
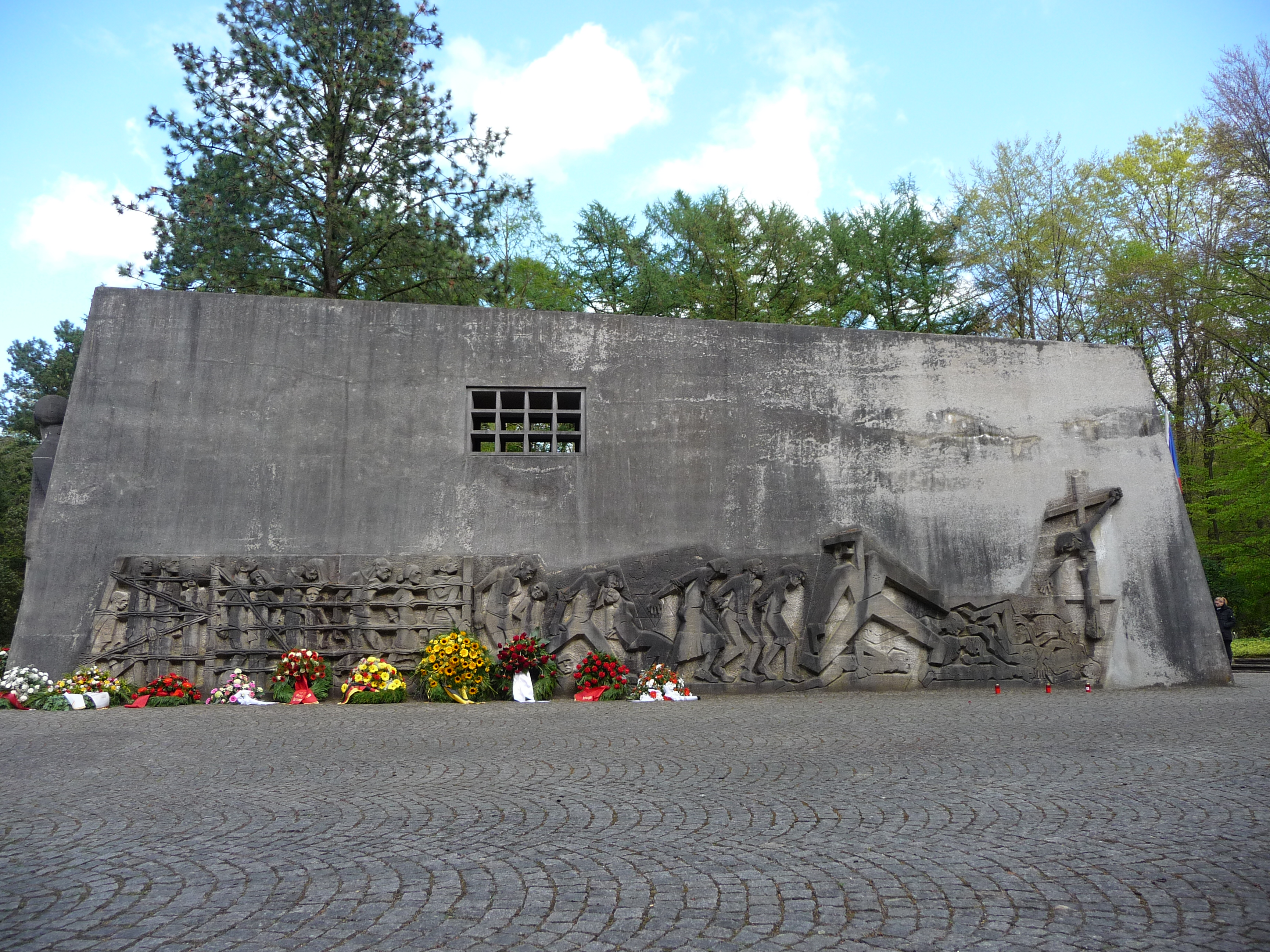
ビッターマルク悔恨碑

#### 主な宗教建築

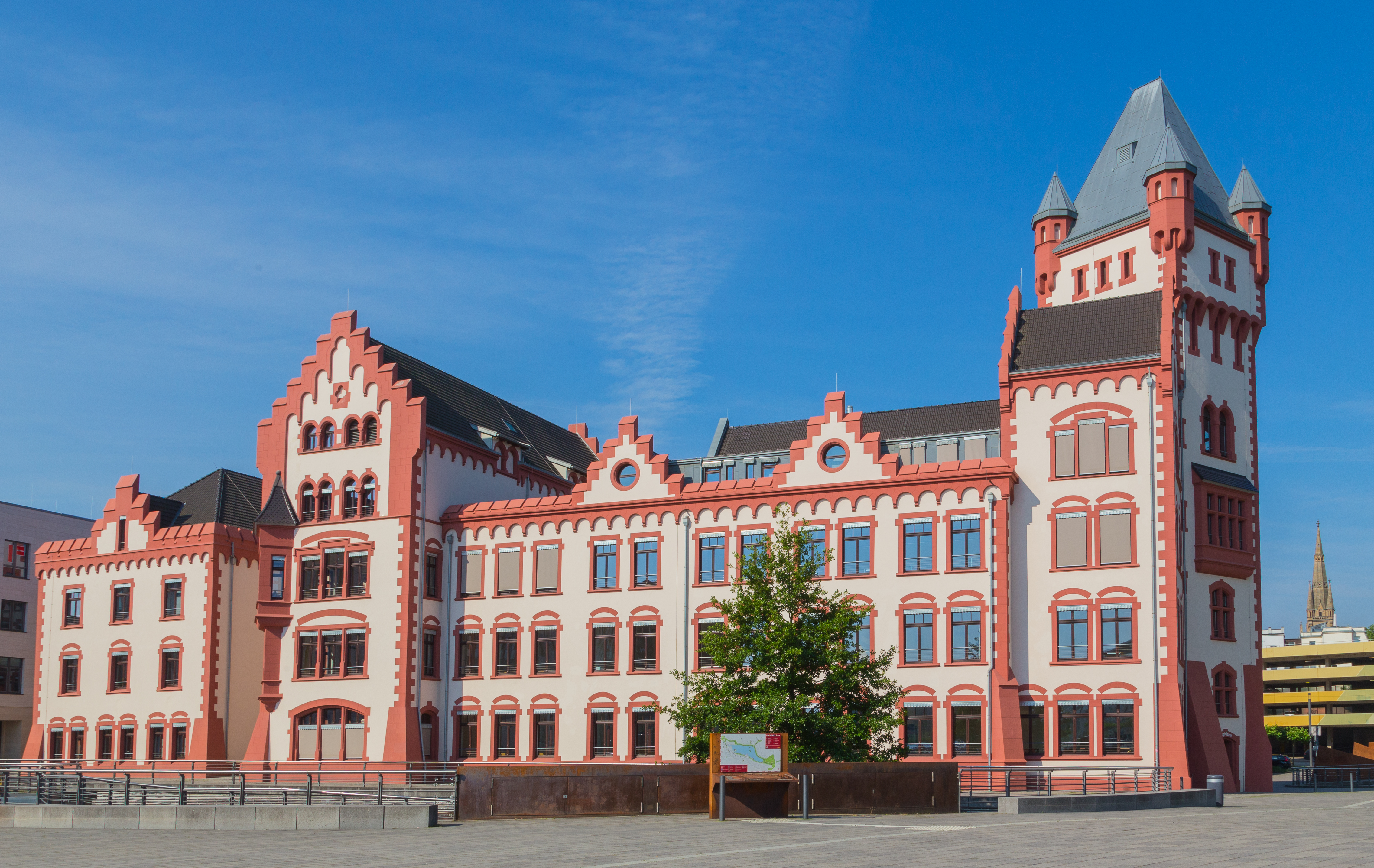
ヘルダー城

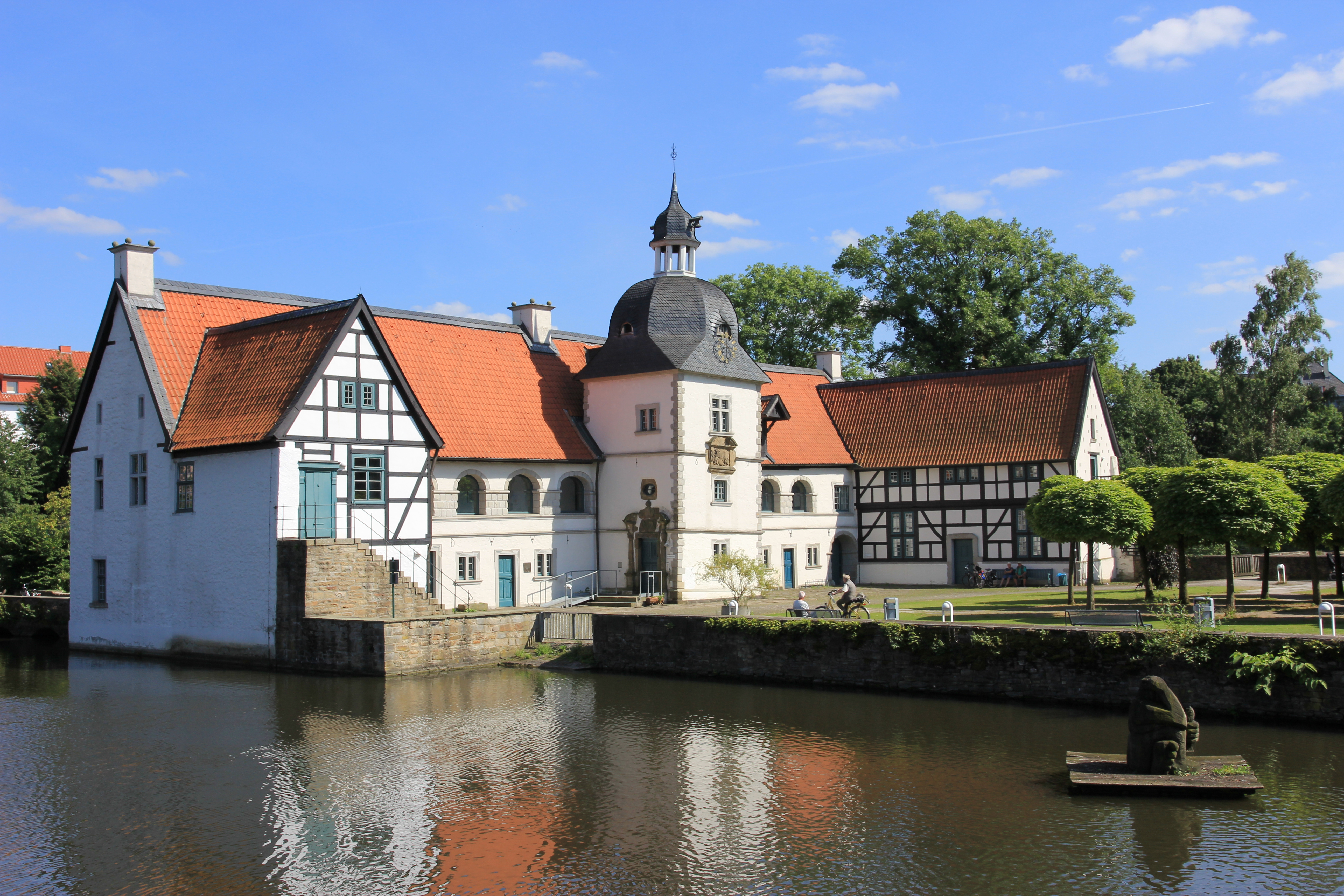
ローデンベルク館

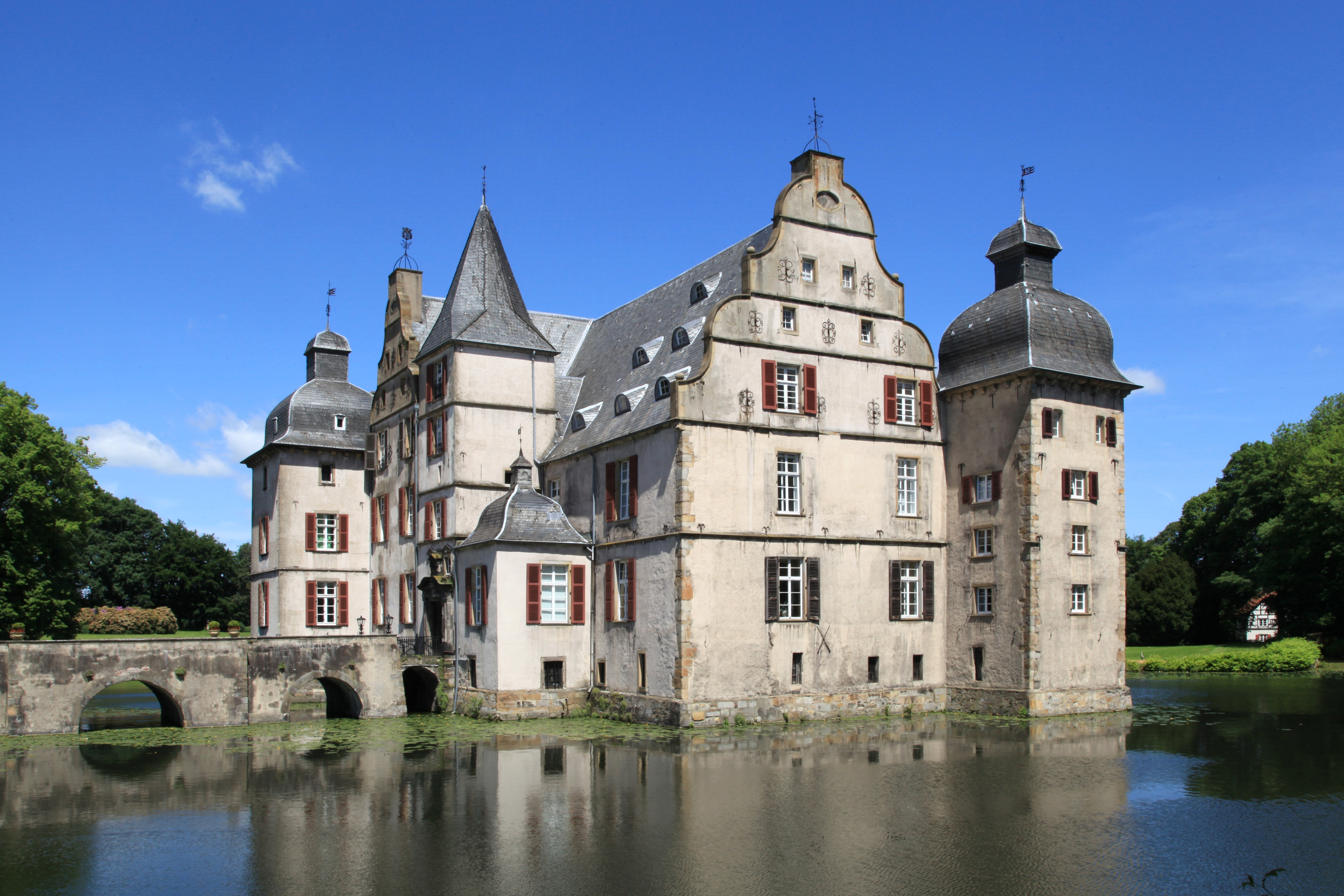
ボーデルシュヴィング館

ドルトムント市内には、様々な建築様式時代の63棟のローマ＝カトリック教会、43棟の福音主義教会およびその他の教会建築が存在する。ドルトムントはケルン、レーゲンスブルクに次いでドイツで3番目にロマネスク教会が多い街である。
ライノルディ教会の建設は1250年に始まった。この福音主義教会は街の守護聖人である聖ライノルドゥスにちなんで命名された。元々高さが112 mあったライノルディ教会の塔は、完成した1454年には「ヴェストファーレンの奇跡」とされていた。この教会は1661年に地震により倒壊したが、すぐに再建された。現在高さ104 mのライノルディ教会の塔は、鐘楼を通って最初のプラットフォームまで登ることができる。
ライノルディ教会の向かいにマリエン教会がある。この、おそらくヴェストファーレンで最も古いヴォールト建築は、12世紀後半に後期ロマネスク様式のバシリカとして建設された。14世紀末にゴシック様式の内陣が増築され、たとえば南側の窓枠など他の建築要素もゴシック化された。この教会には元々2本の塔があった。教会の内部には、ドルトムントのマイスターであったコンラート・フォン・ゾーストが1420年に制作したマリアの祭壇と、制作者の判らない磔刑を描いた古い祭壇が祀られている。
ペトリ教会もヘルヴェークに建っている。この建物は14世紀初めに建設が始まり、ゴシック様式のハレンキルヘとして完成した。聖ペトリ教会の中には、1521年に制作された豪華な有翼祭壇「ヴェストファーレンの黄金の奇跡」がある。
洗礼者聖ヨハネ教会は、1330年に創設されたかつてのドミニコ会聖ヨハン修道院の修道院教会であった。現在はドルトムント内市街で唯一のローマ＝カトリック教会である。修道院の現存する見所の1つに、15世紀ヴェーゼルの画家デリック・バーゲルトが制作した祭壇背後の装飾壁が挙げられる。
この他の内市街の教会は以下がある。
- 聖十字架教会
- 聖母教会（現在は納骨堂）
- フランシスコ会教会（ここにはフランシスコ会修道士ヨルダン・マイの遺骨が納められている）
- ニコライ教会
- パウルス教会
- 三位一体教会

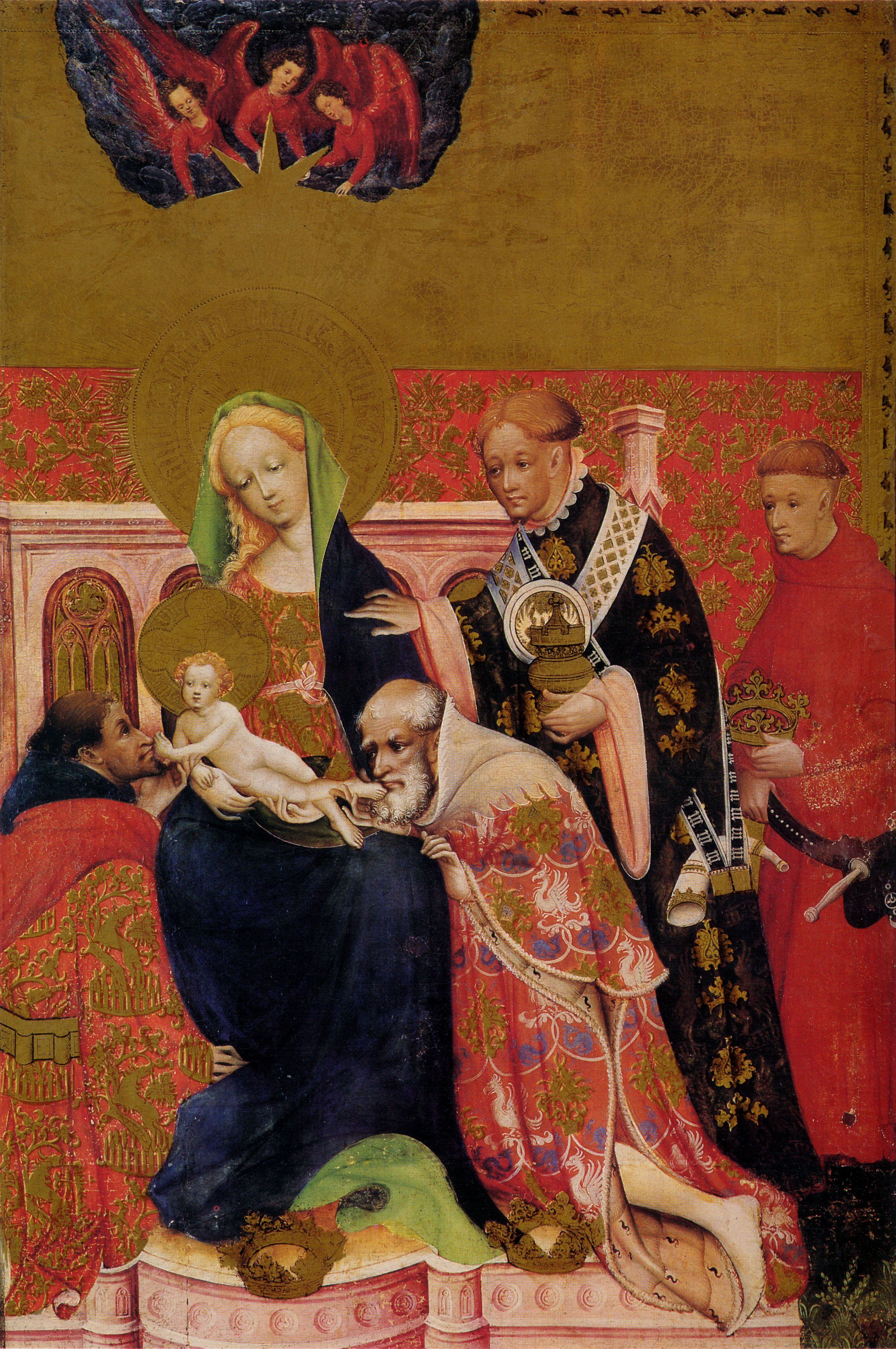
コンラート・フォン・ゾースト制作のマリエン教会のマリアの祭壇
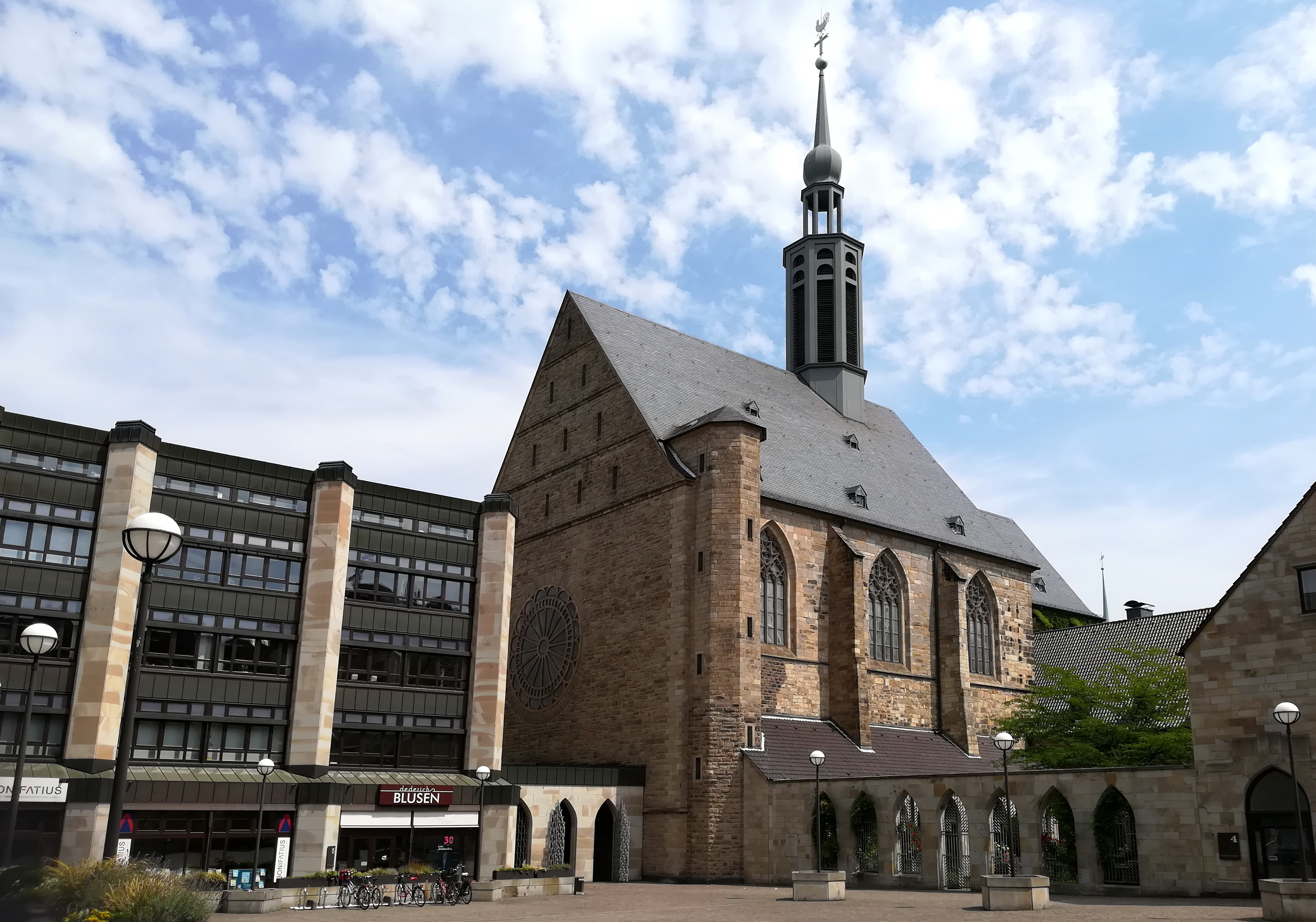
洗礼者聖ヨハネ教会
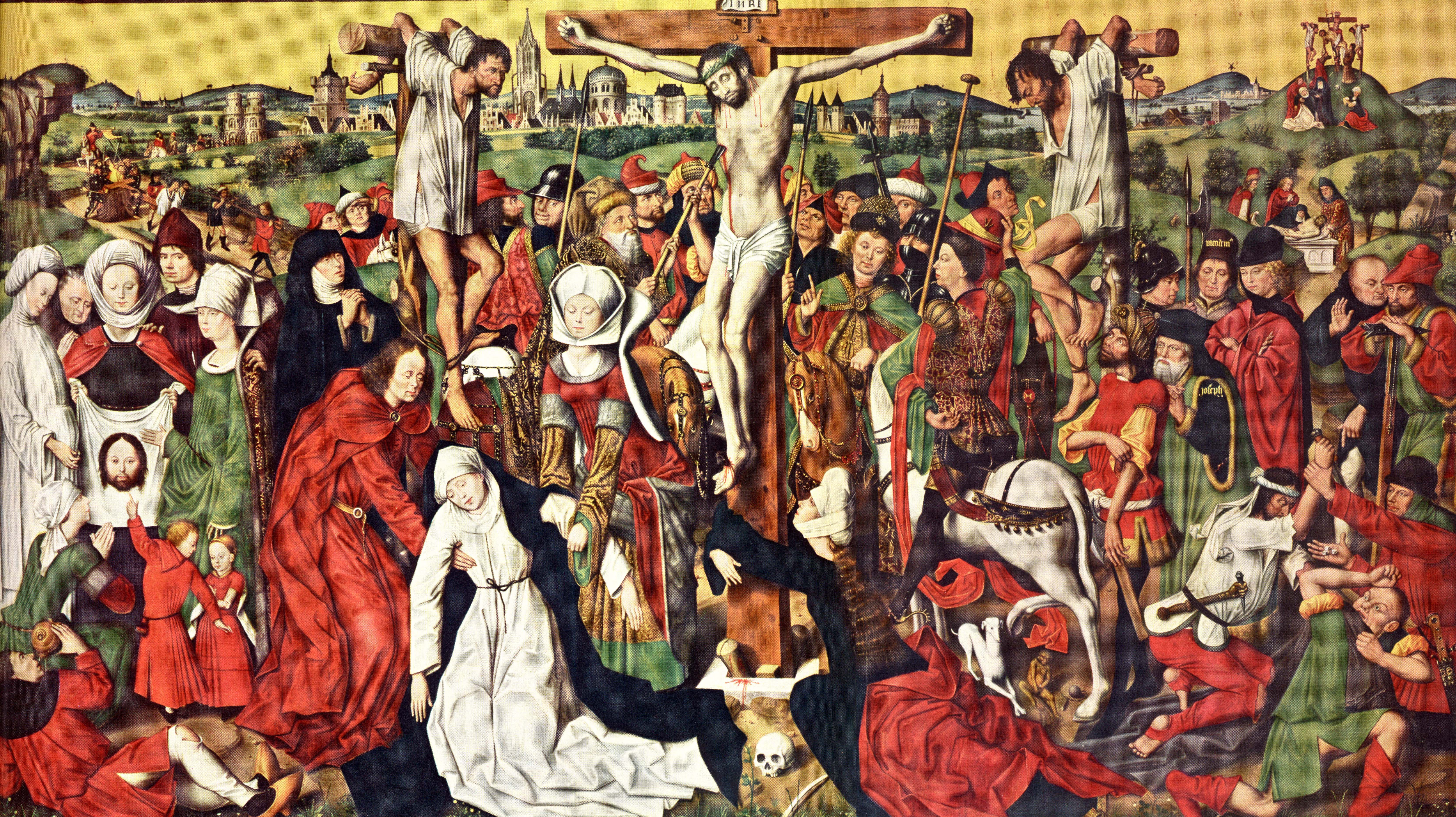
バーゲルト制作の洗礼者聖ヨハネ教会の祭壇装飾壁
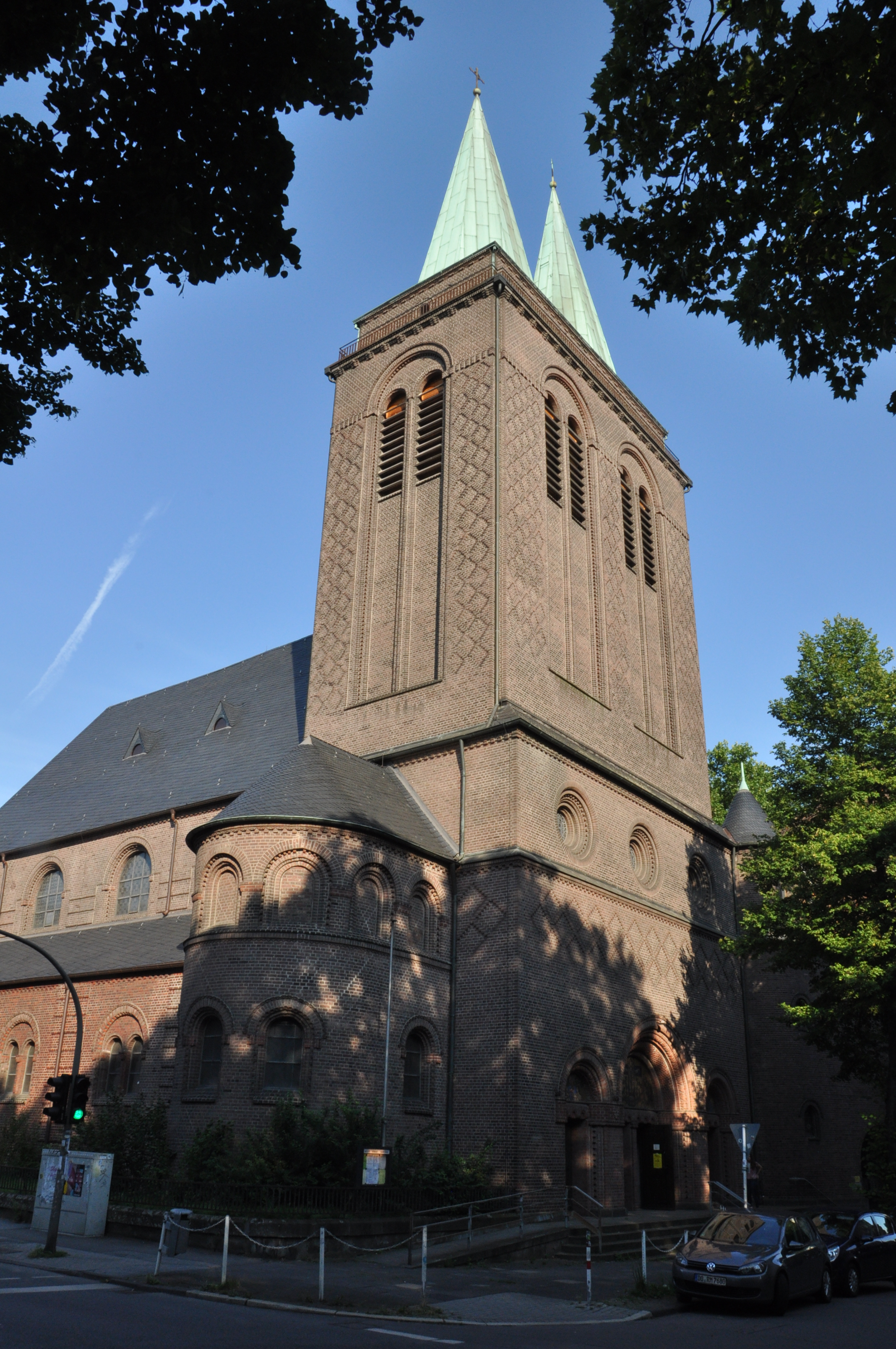
聖十字架教会
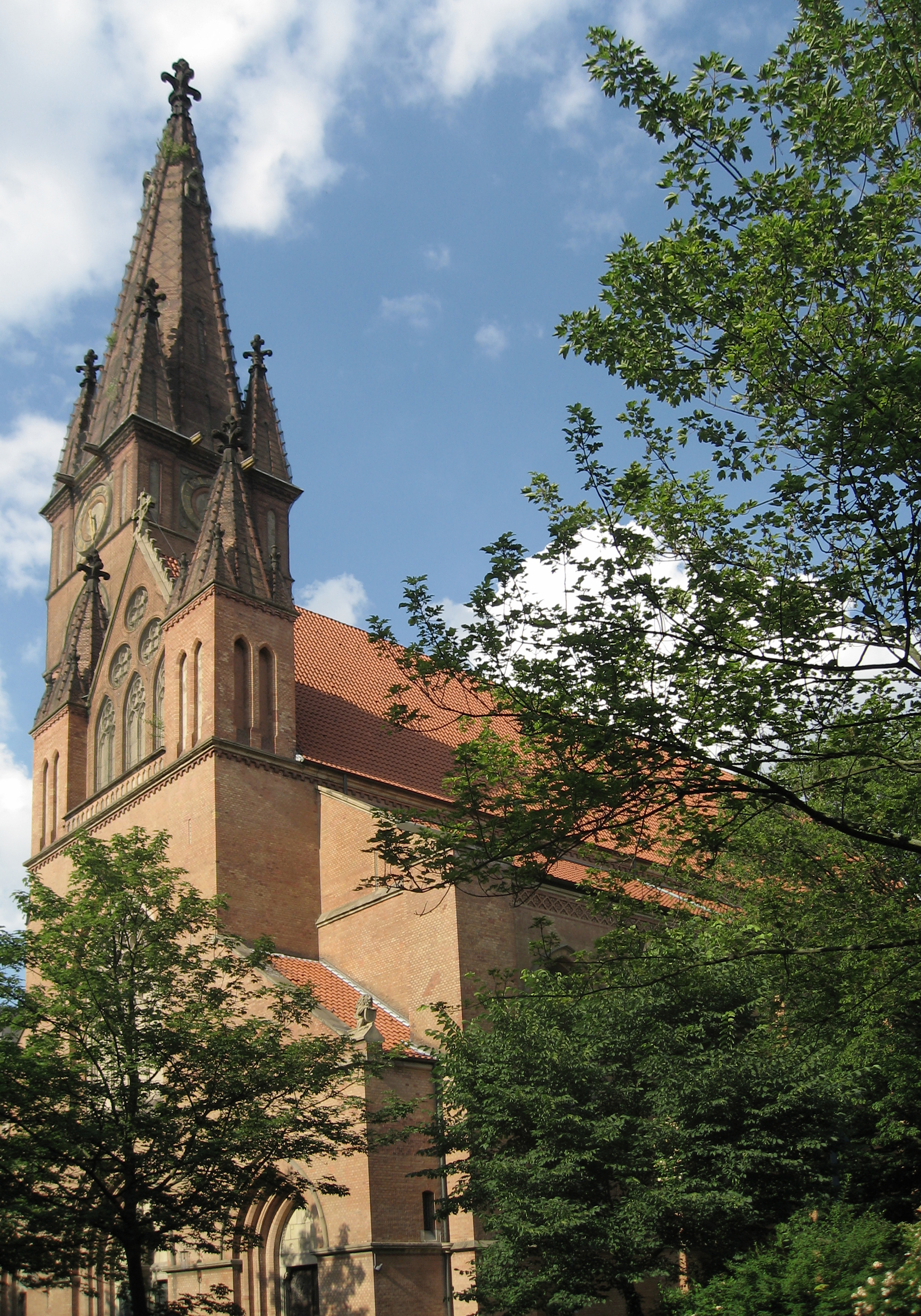
聖母教会
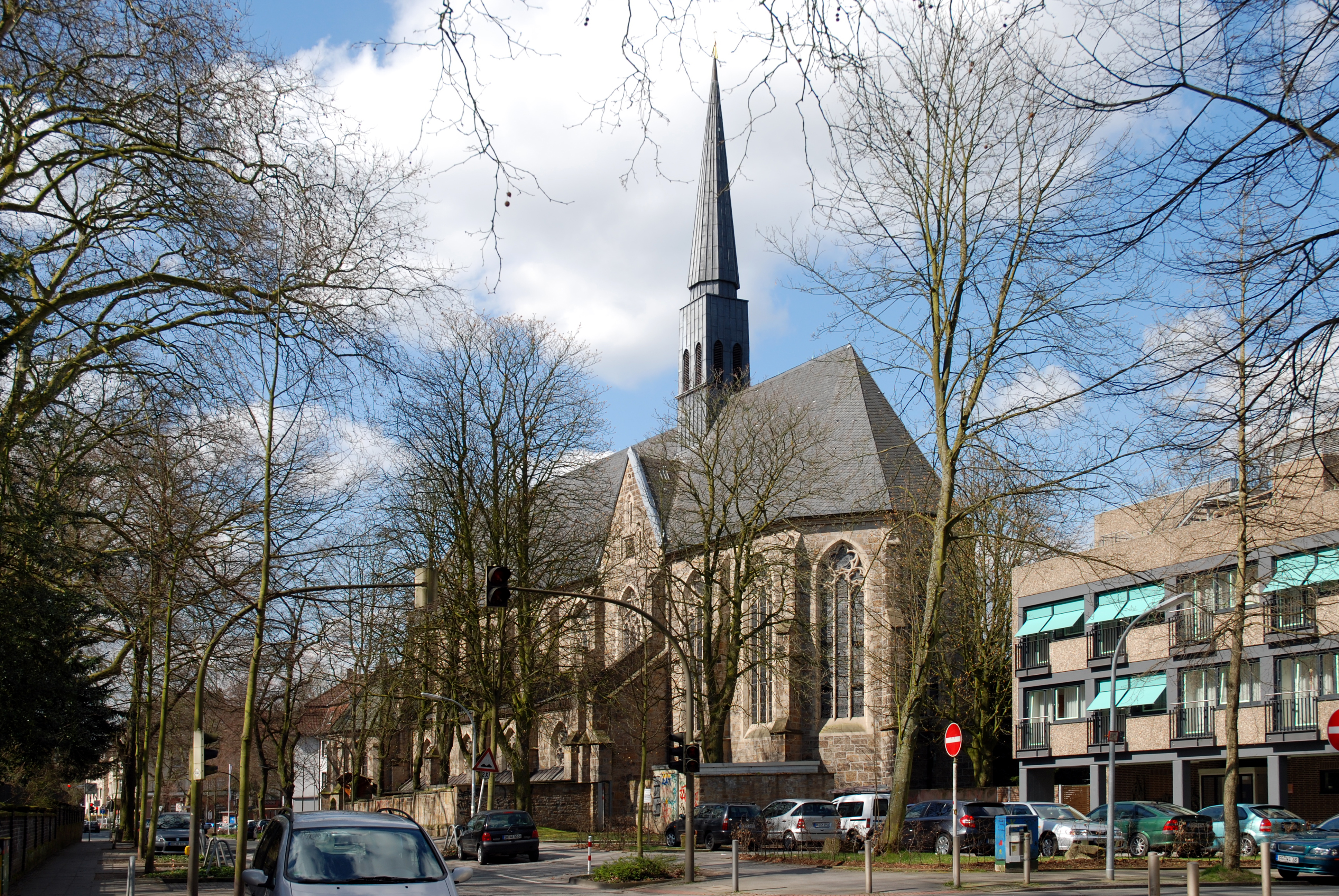
フランシスコ会教会
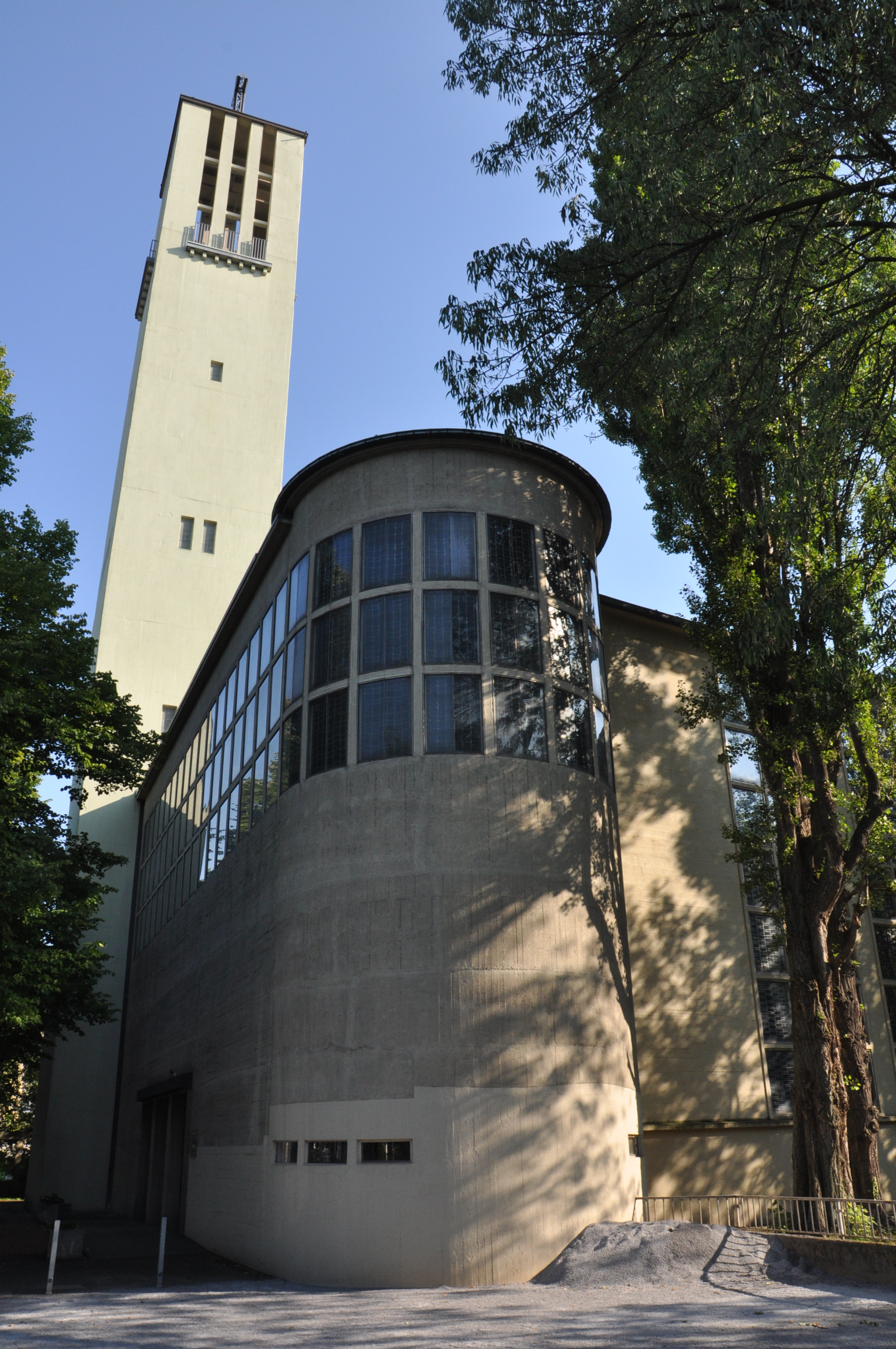
ニコライ教会
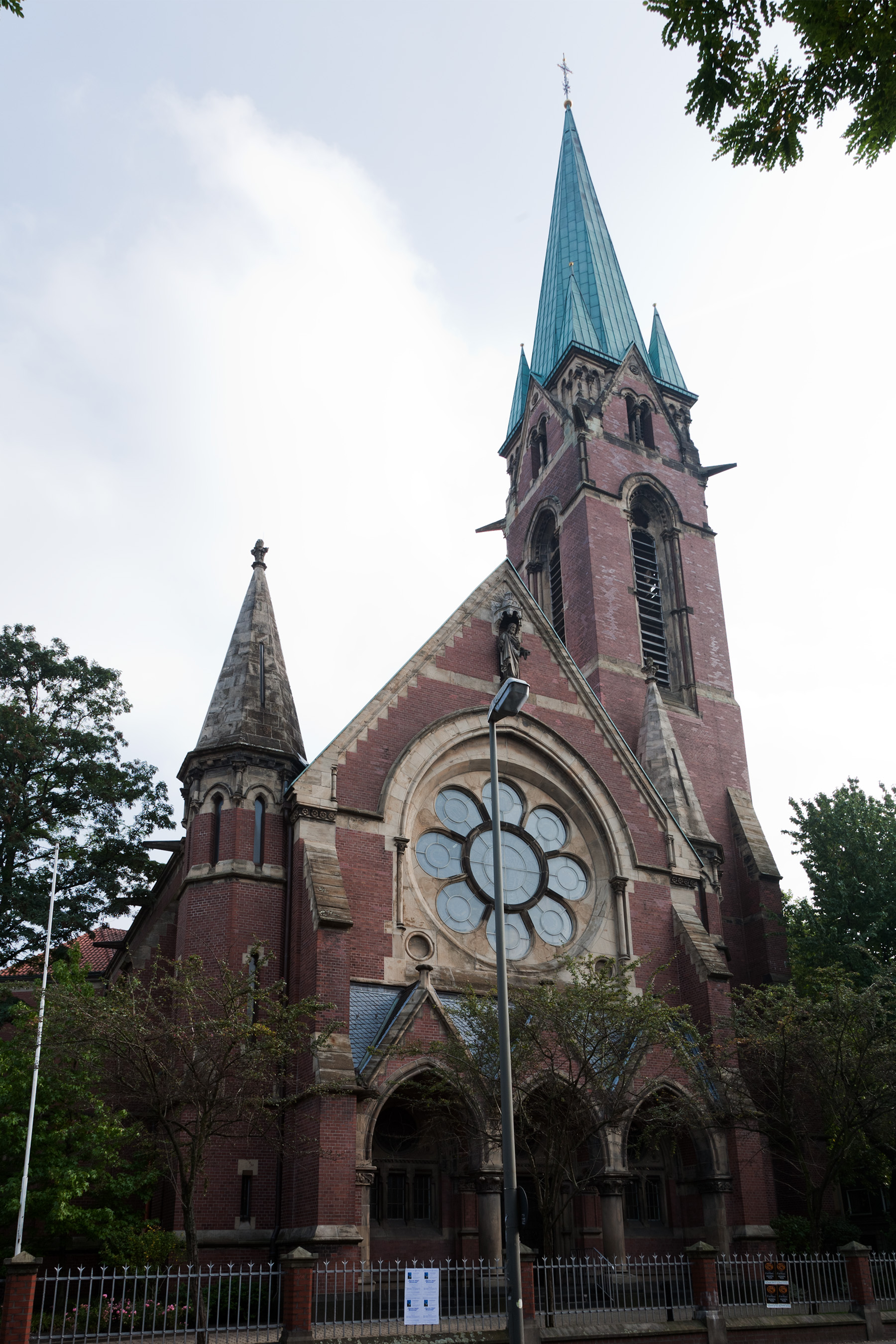
パウルス教会
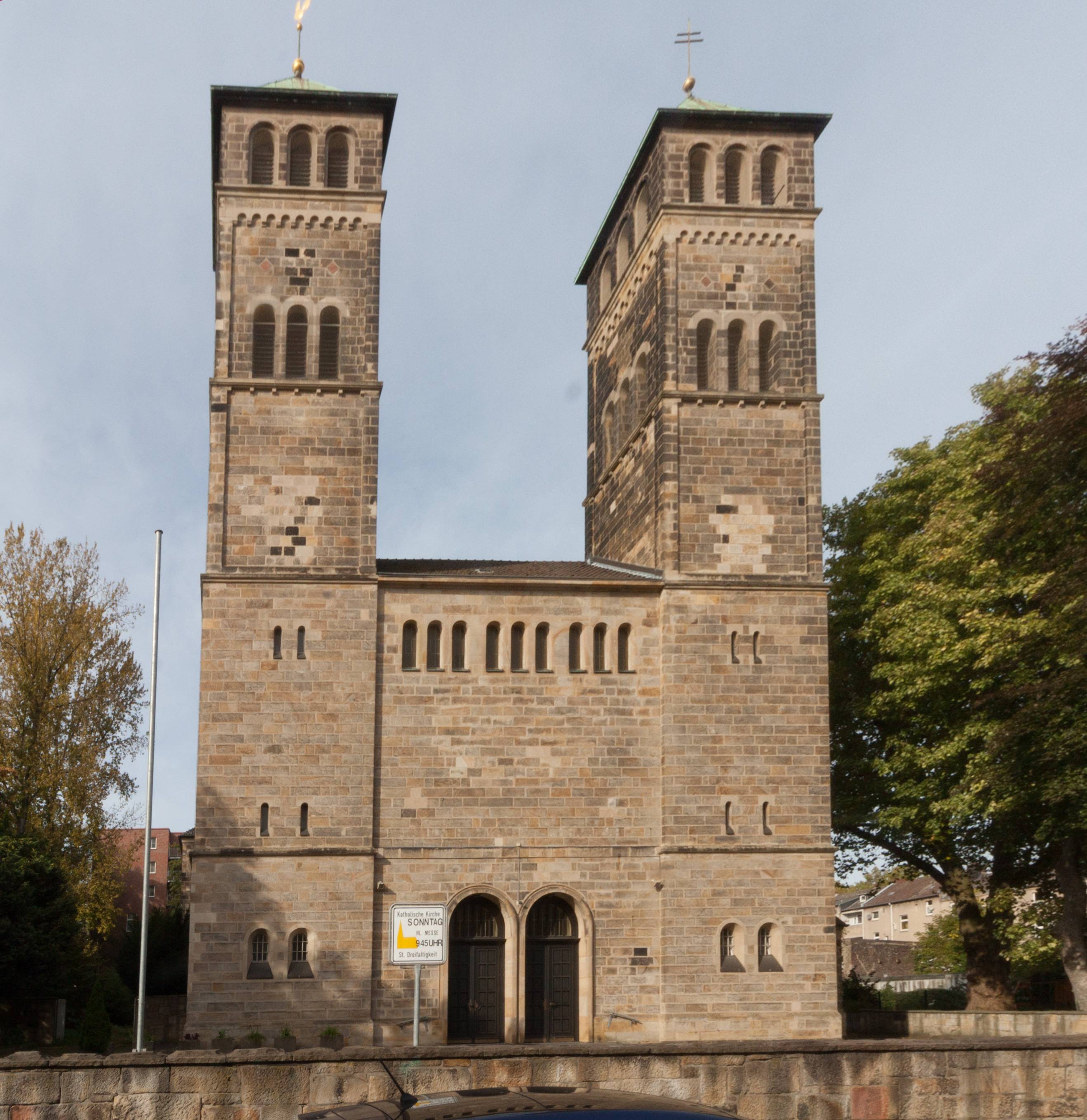
三位一体教会

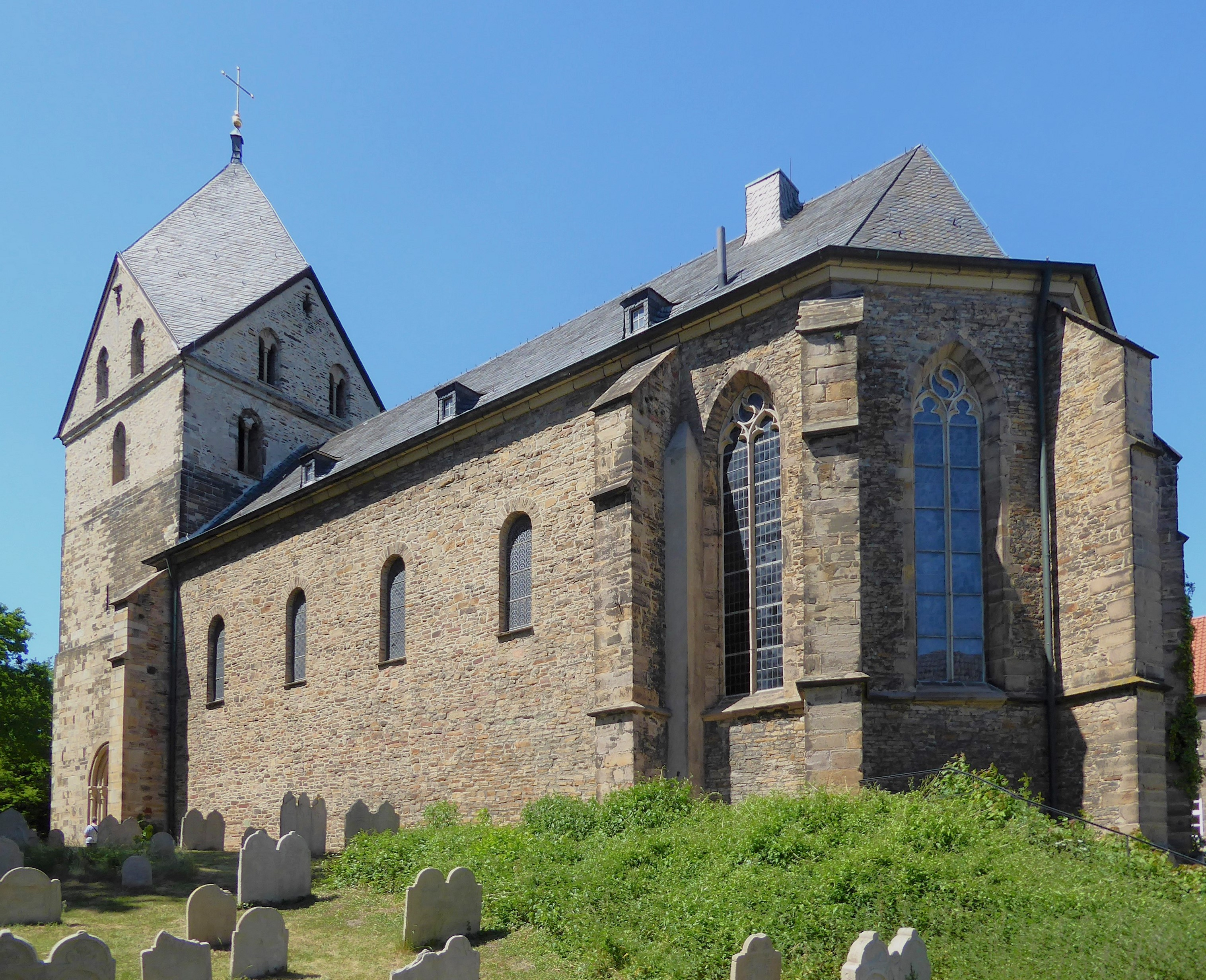
聖ペーター・ツー・ジーブルク教会

市区部にも数多くの歴史的に重要な宗教建築が存在する。その中には多くの小さなロマネスク教会やゴシック教会があるが、近代的な教会建築も存在する。特に見応えのある市区部の教会を以下に記す。
ドルトムント市内で最も古い教会が聖ペーター・ツー・ジーブルク教会である。その最初の教会堂は776年にホーエンジーブルクにカール大帝によって建設され、779年にローマ教皇レオ3世によって聖別された。この教会の遺構の上に11世紀に現存する自衛教会が建設された。ヴェリングホーフェンの古い教会は12世紀に建設された。この教会はロムベルク家の布教保護権下にあった。この教会にはロマネスク様式の洗礼盤や中世教会美術の宝物が多く所蔵されている。キルヒヘルデには、やはり12世紀に建設された「小ライノルディ」と呼ばれる福音主義パトロクルス教会（ヘルデ教会）がある。13世紀には、アイヒリングホーフェンの聖マルガレータ教会、バロプのマルガレーテン礼拝堂、キルヒリンデの聖ヨーゼフ教会、メンゲーデの聖レミギウス教会が建設された。
その他の教会は以下がある。
- ルター教会
- 聖ボニファティウス教会
- マグダラの聖マリア教会
- ランストルプの聖ミヒャエル教会

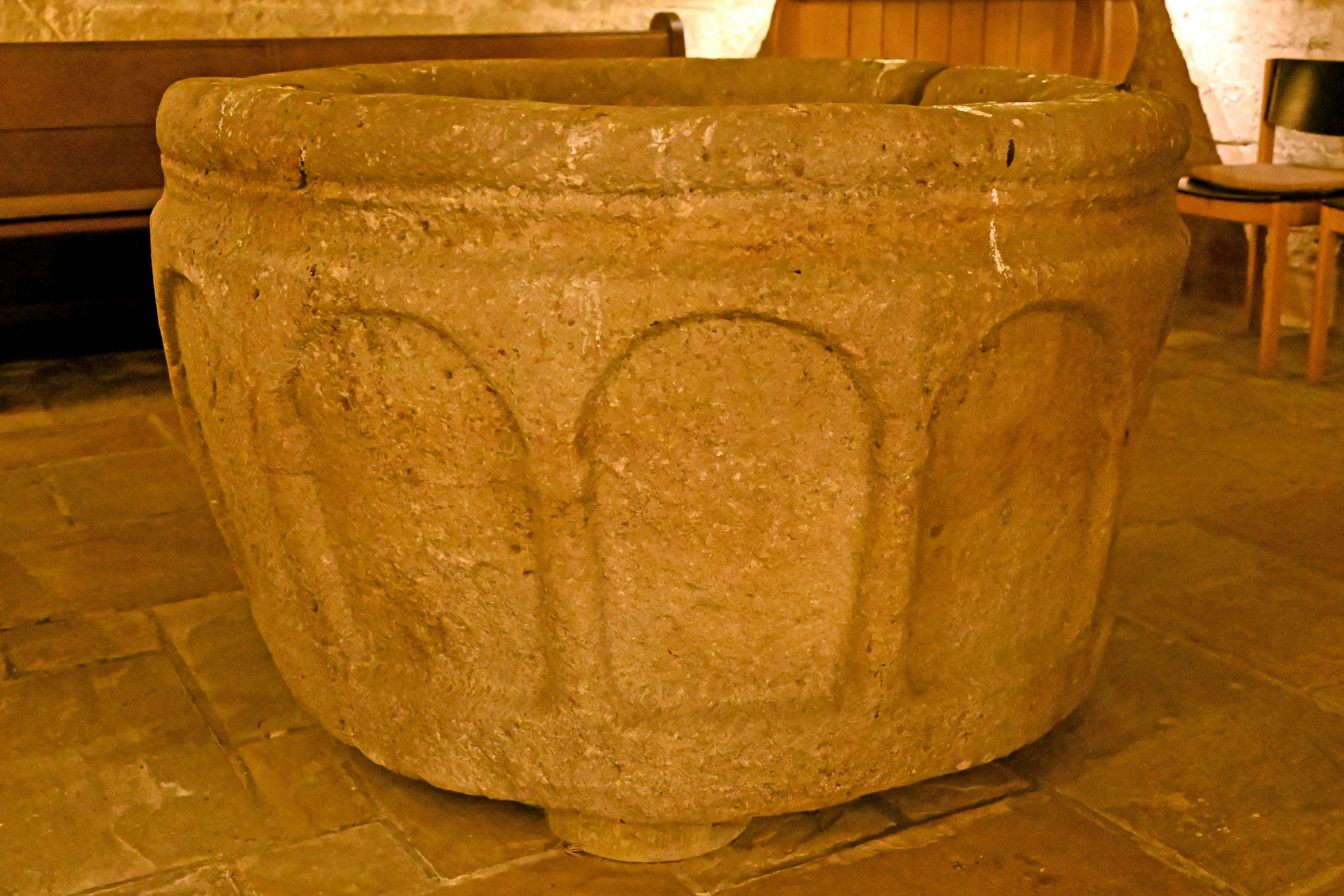
聖ペーター・ツー・ジーブルク教会の洗礼盤
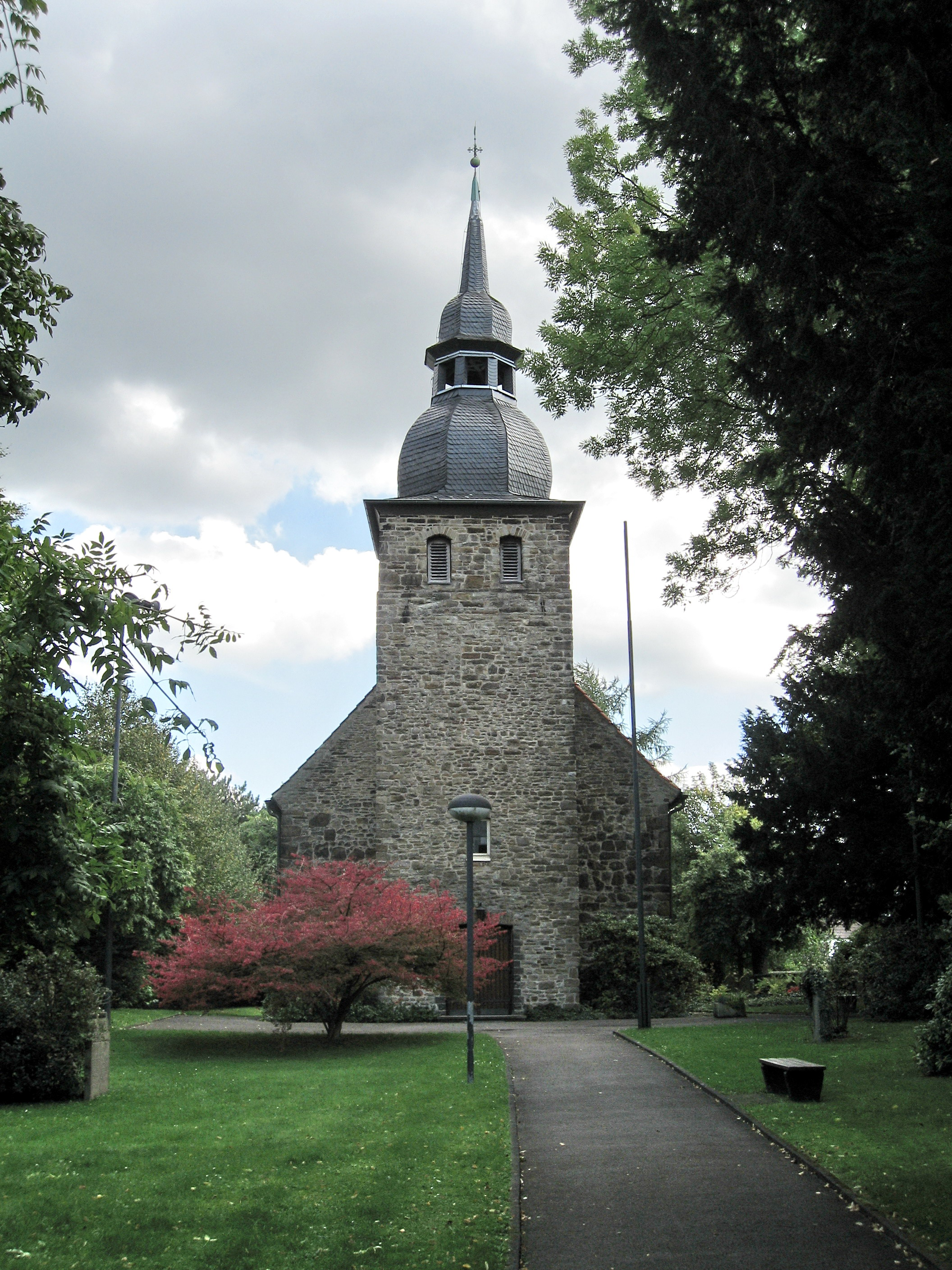
パトロクルス教会
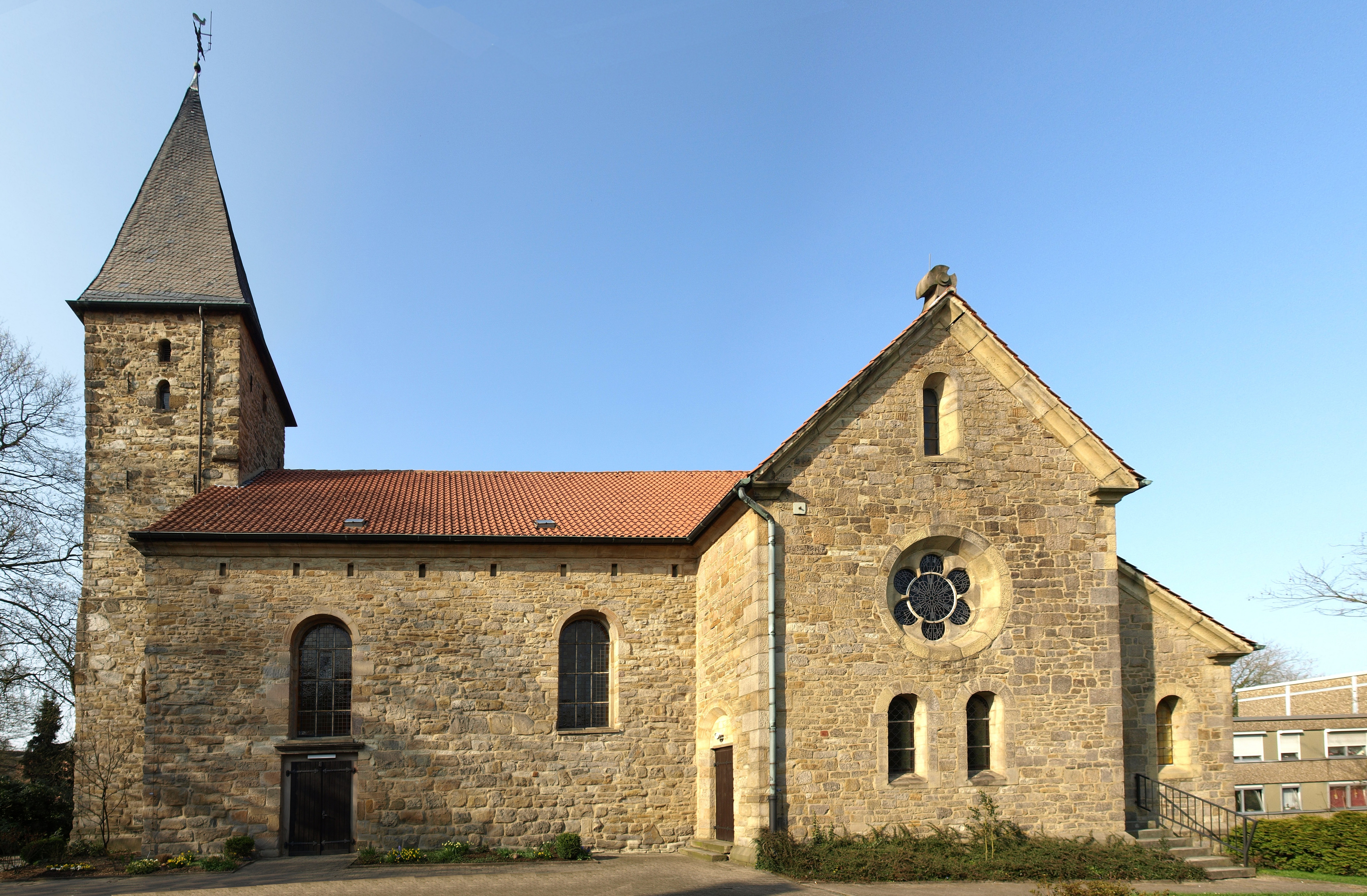
聖マルガレータ教会
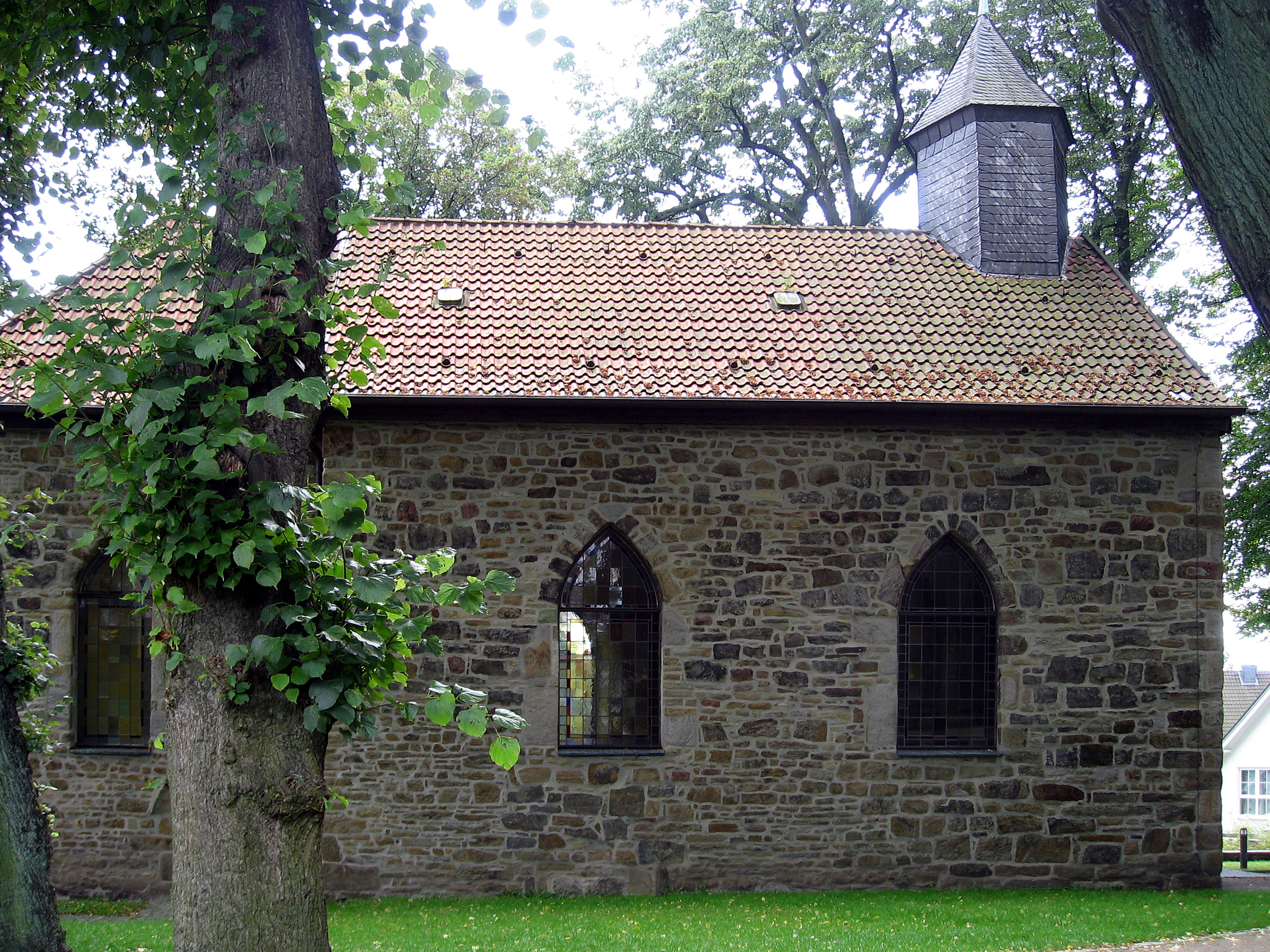
マルガレーテン礼拝堂
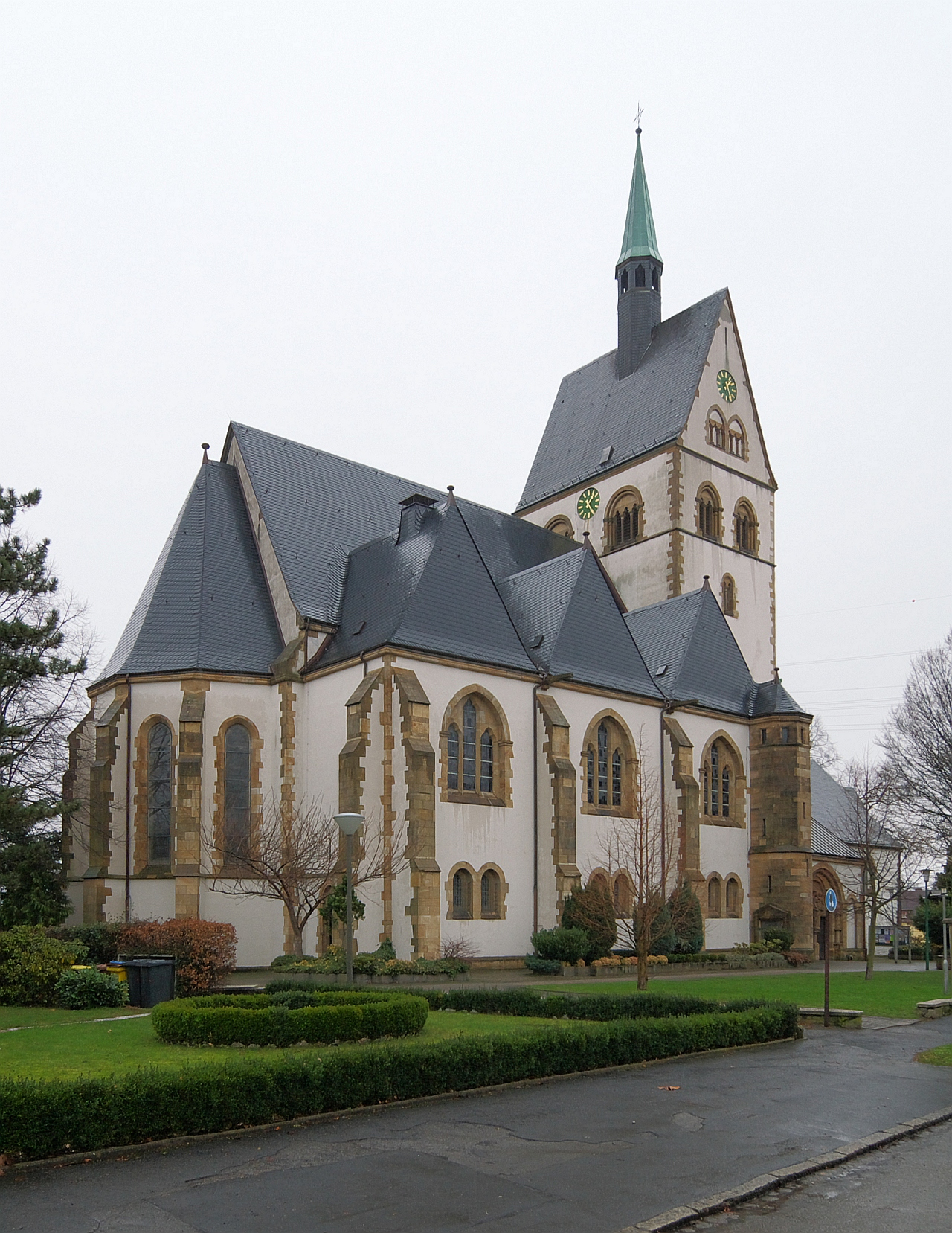
聖ヨーゼフ教会
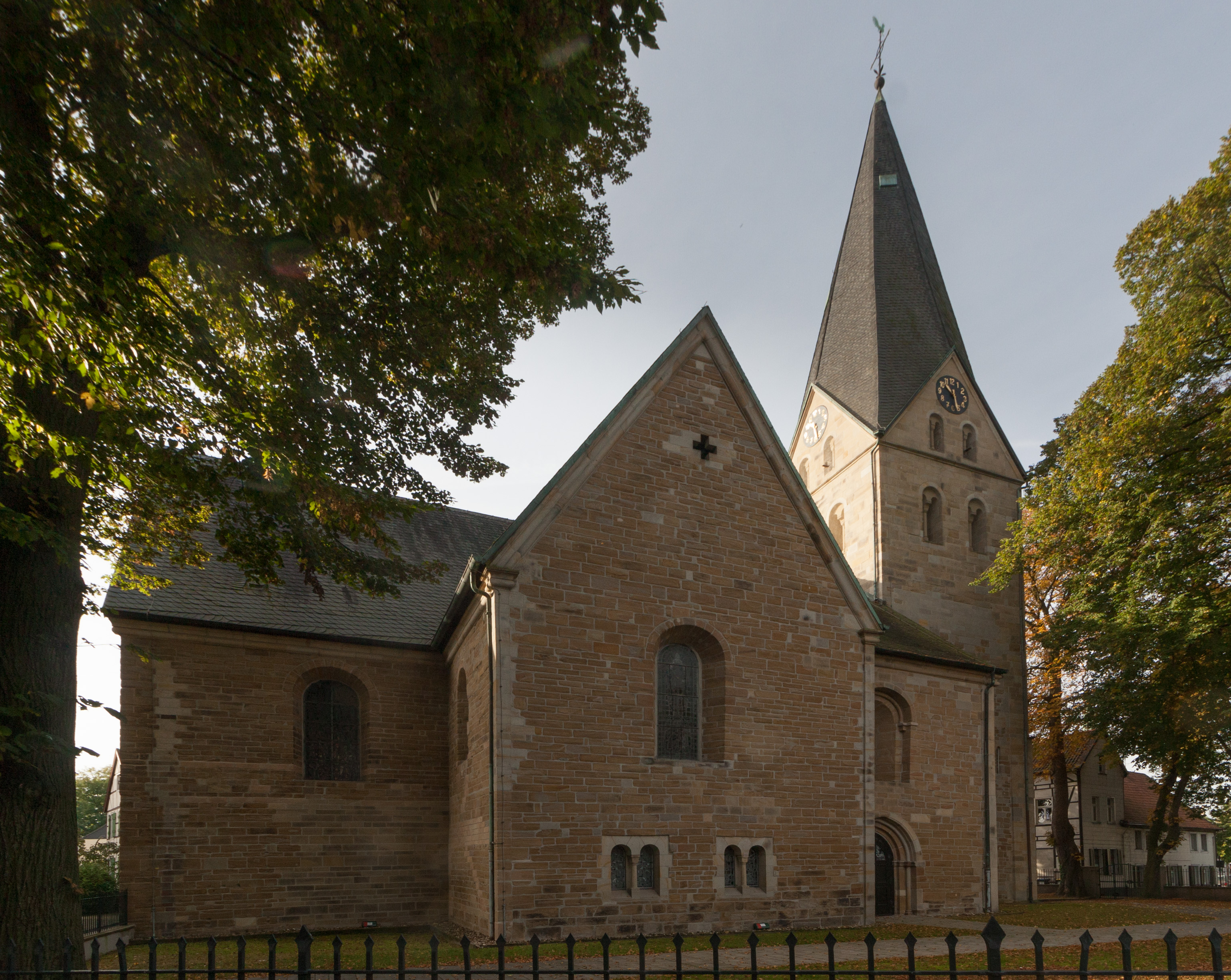
聖レミギウス教会
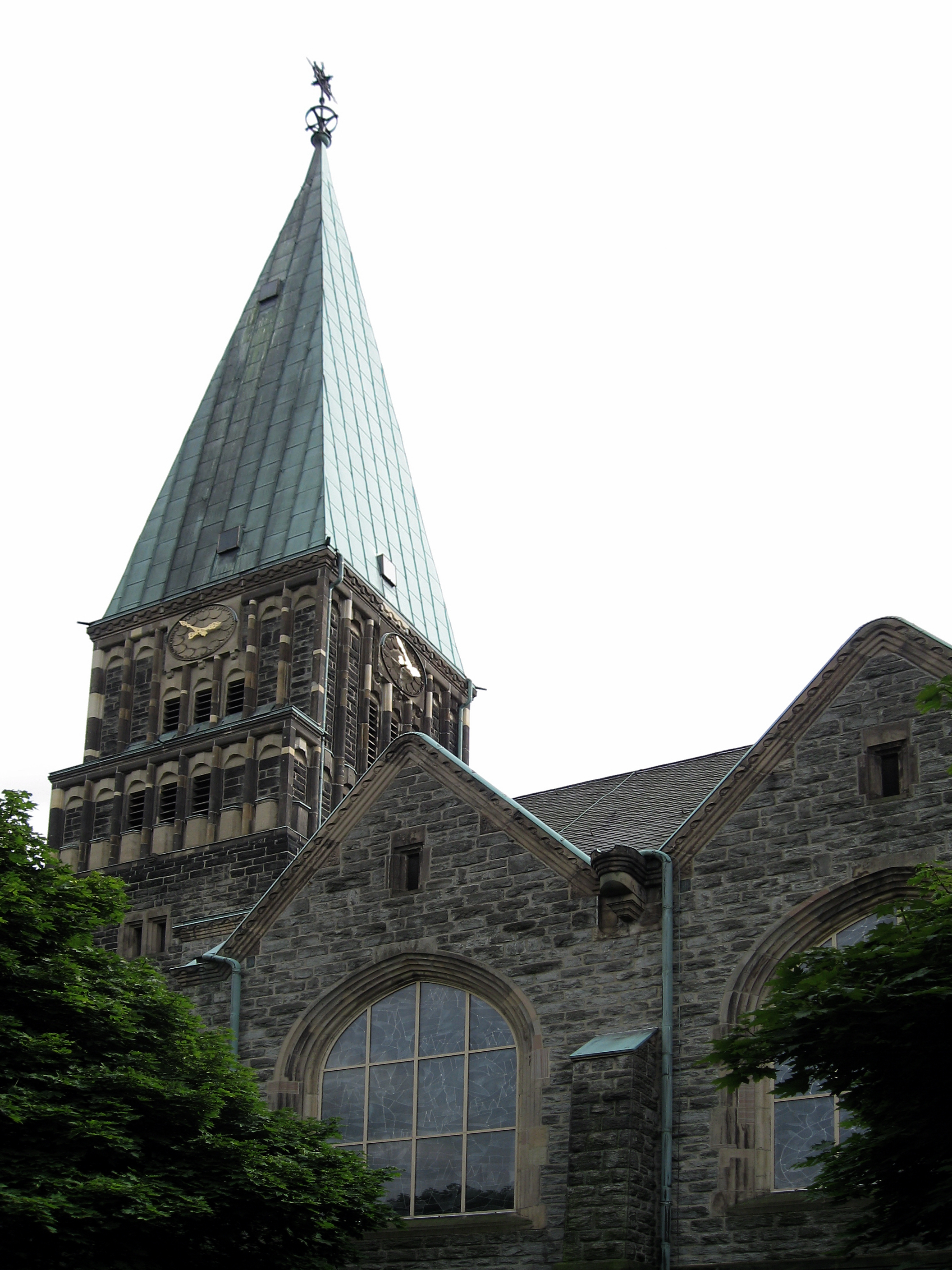
ルター教会
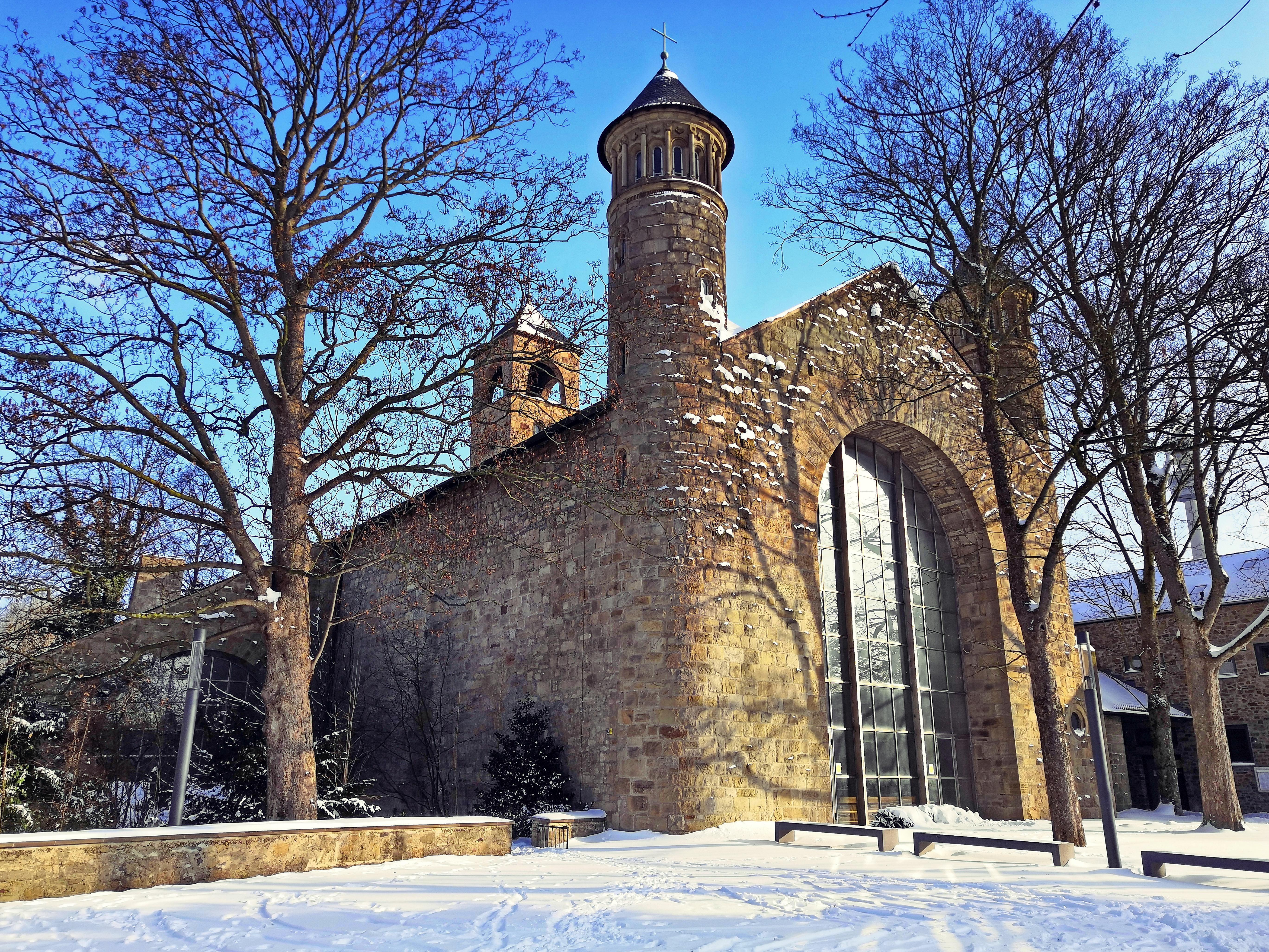
聖ボニファティウス教会
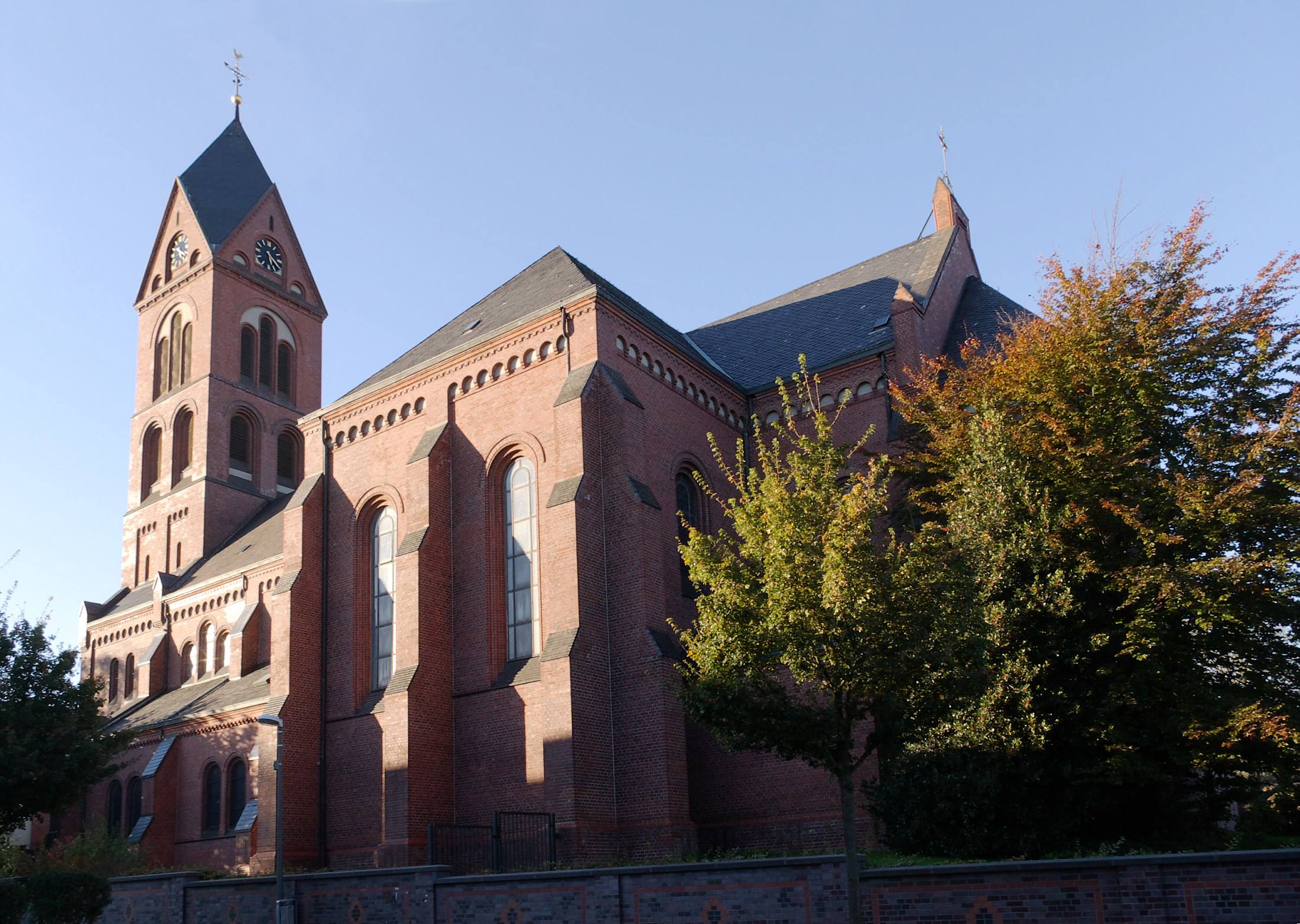
マグラダの聖マリア教会
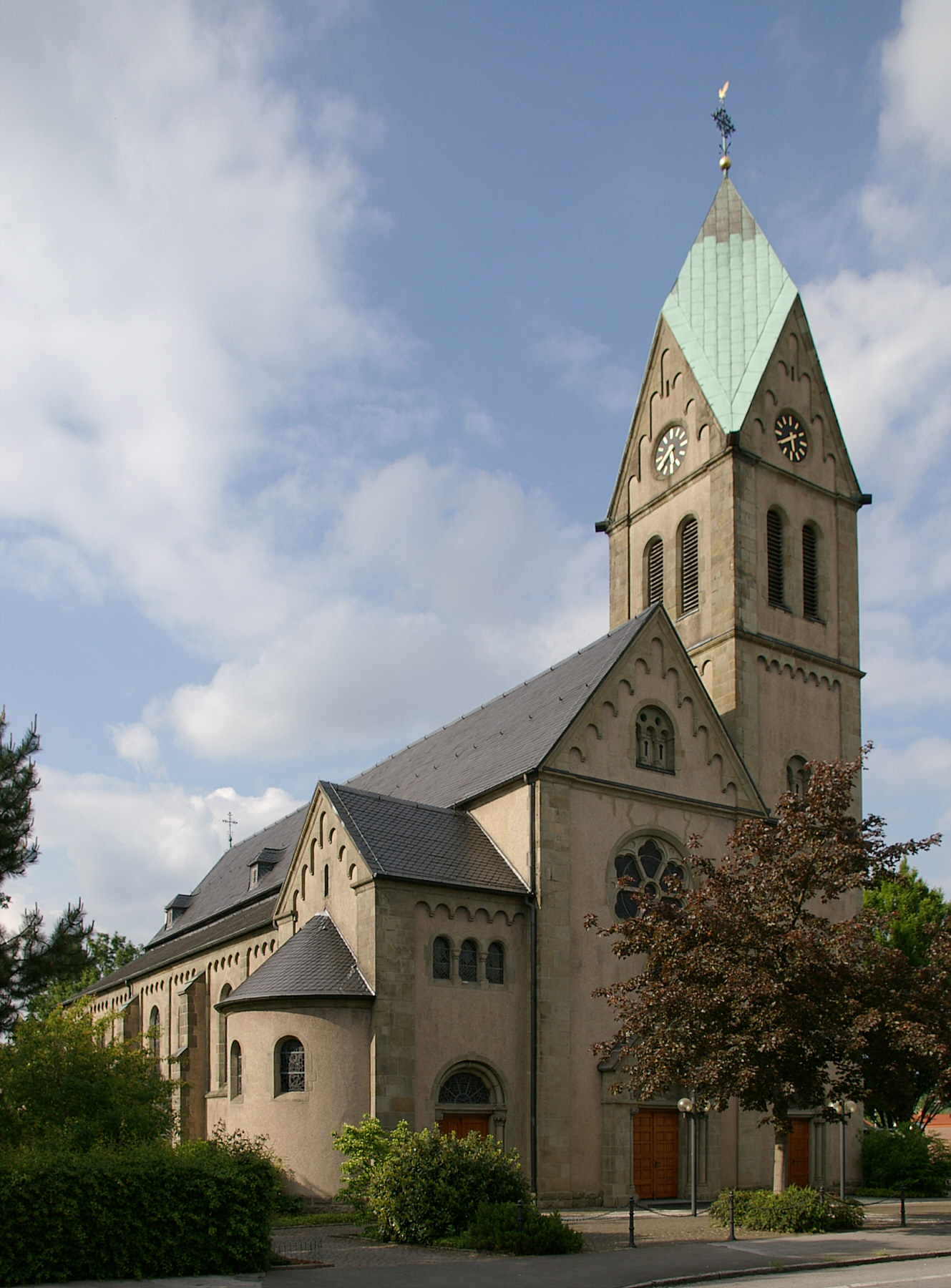
聖ミヒャエル教会

#### 城砦と城館

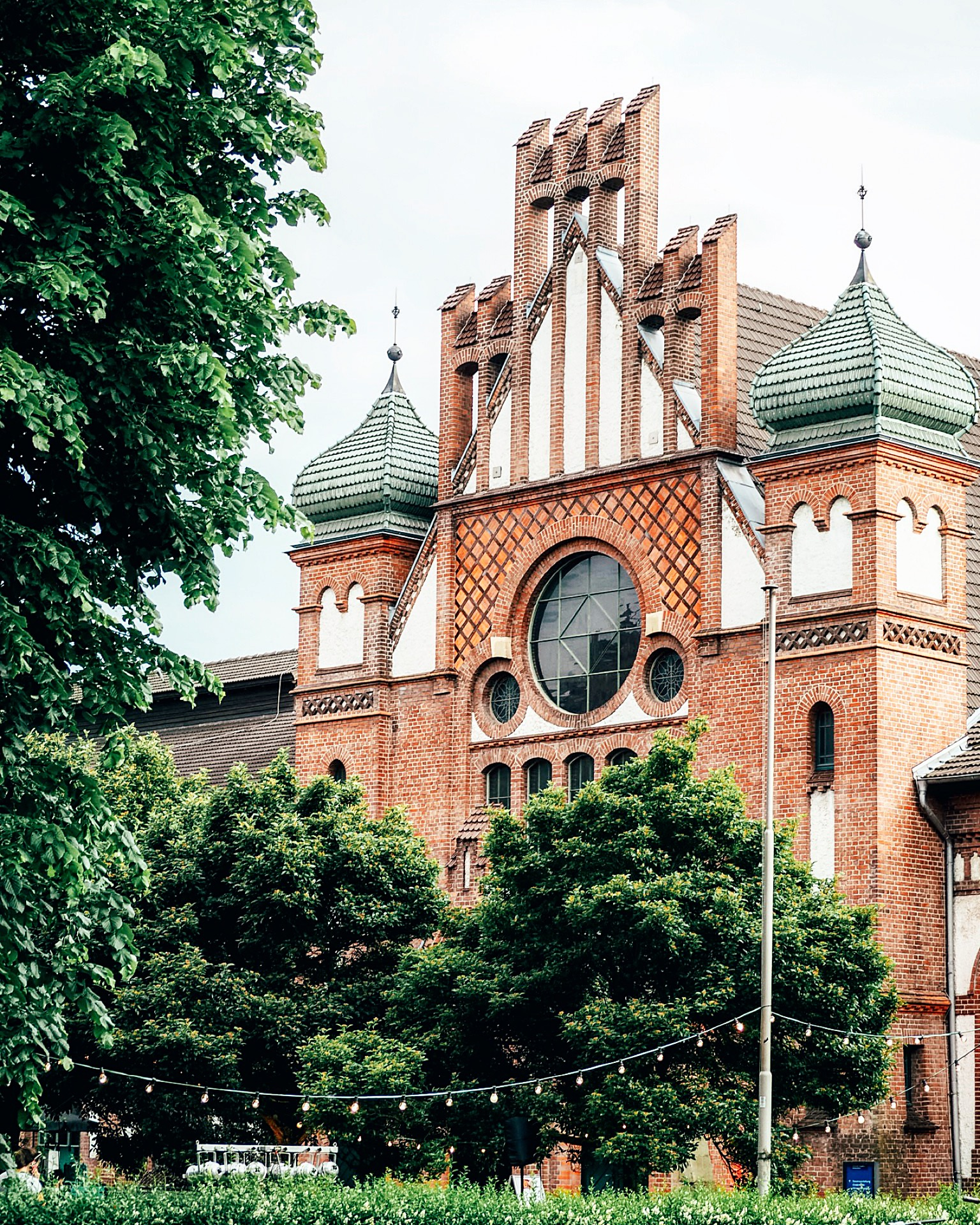
ツォレルン鉱山のローンハレ

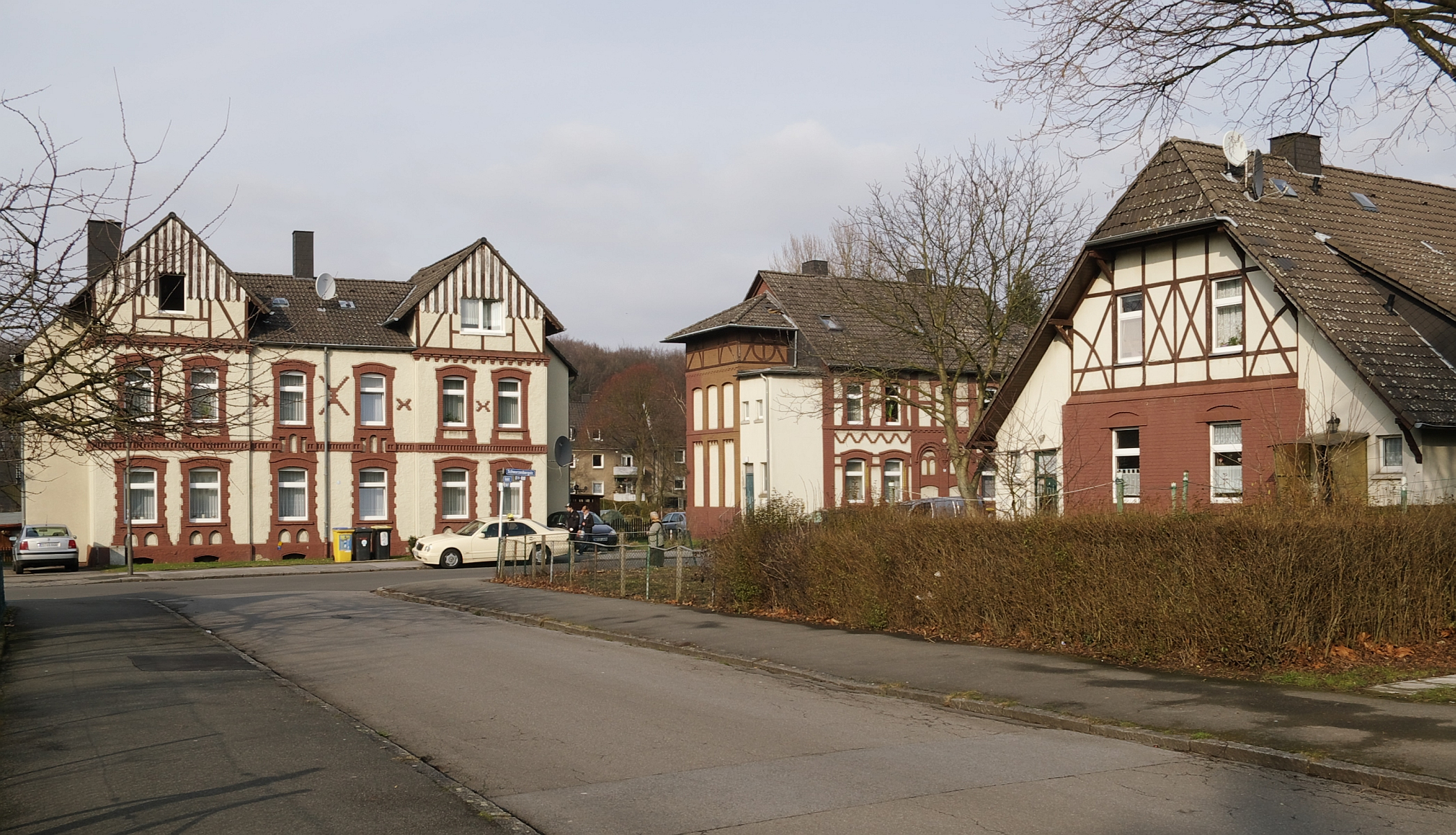
アルテ・コロニー・エーヴィング

ドルトムント市内には多くのかつての貴族の館がある。
ルール川とレネ川との合流点の高台、アールダイ山地の尾根上ヘングスタイ湖の畔に歴史上重要なホーエンジーブルク城跡がある。775年に初めて文献に登場するザクセン族の城 Sigiburg の遺跡がある。ジーベルクにはこの他に、1100年の記録が遺る自衛教会聖ペーター・ツー・ジーブルク教会、1857年に建設されたヴィンケ塔、1893年から1902年に建立された皇帝ヴィルヘルム記念碑がある。1985年に完成したカジノ・ホーエンジーブルクはドイツで最も利用者の多いカジノとされている。
ヘルダー城は、元々12世紀にヘルダー・バッハの畔に建設された。この城は長らく裁判所の所在地であった。ヘルダー城はルール地方の工業の揺籃の地であった。イーザーローンの工場主ヘルマン・ディードリヒ・ピーペンシュトックはここに1852年に撹錬・圧延工場を設立した。後のヘルマンスヒュッテである。ヘルダー城の麓にフェニックス湖がある。
13世紀に建設された水城デルヴィヒ館は、様々な建築様式が統合されている。デルヴィガー・バッハの谷の丘陵状のモレーン地形にあり、デルヴィガー・ヴァルト自然保護区に囲まれている。徒歩範囲の距離にヴェストファーレン工業博物館ツォレルン鉱山 II/IV がある。
ドルトムントのアプラーベック市区に、1290年に初めて文献に記録された水城ローデンベルク館がある。騎士ディーデリヒ・フォン・デム・ローデンベルクによって建造されたこの水城は、現在ドルトムント市の所有であり、1996年に徹底的な改修がなされ、市民大学のセミナー棟として利用されている。
水城ボーデルシュヴィング館は13世紀にホーデルシュヴィング家によって建設され、現在に至るまでこの家の所有である。
ロムベルク家によって13世紀に建設されたブリューニングハウゼン城は第二次世界大戦で広範な破壊を受けた。現在市立芸術ギャラリーとして利用されている楼門と旧城館庭園がこのかつての水城をしのばせる。
騎士の館であるヴェンゲ館は、13世紀にゴスヴィンおよびヨハン・フォン・ヴェンゲによって建設された。ドルトムント地域で唯一現存する16世紀ゴシック様式の貴族館である。
自由帝国都市ドルトムントのかつての土塁・防衛施設のうち、アドラー塔、前面の砦であるシュタイネルナー塔が遺されている。
他にも以下の建造物がある。
- ゼルデ騎士館
- グート・ニーダーホーフェン
- ヴェストフーゼン城
- ヴィシュリンゲン館
- シュタインハウゼン館

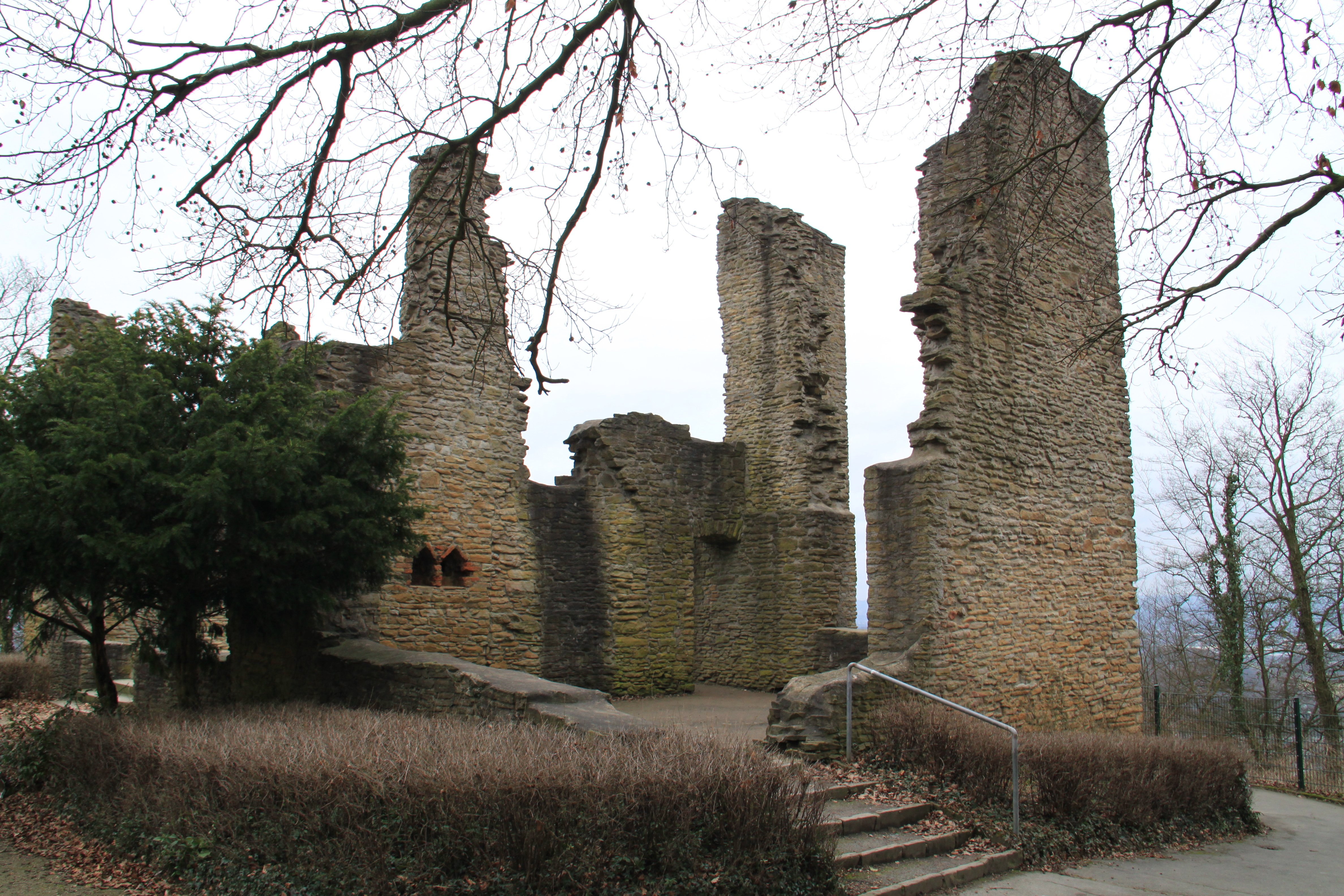
ホーエンジーブルク城跡
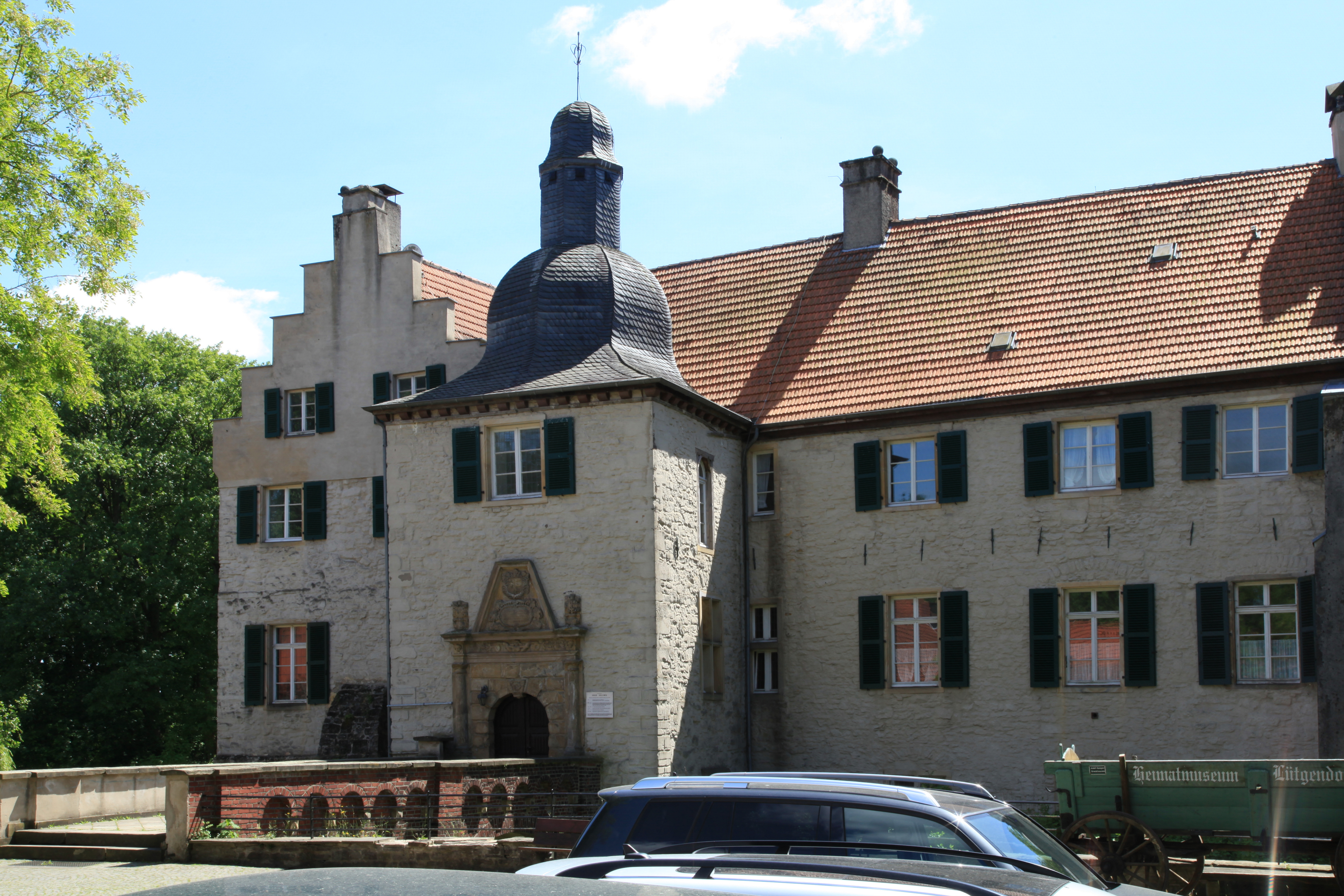
デルヴィヒ館
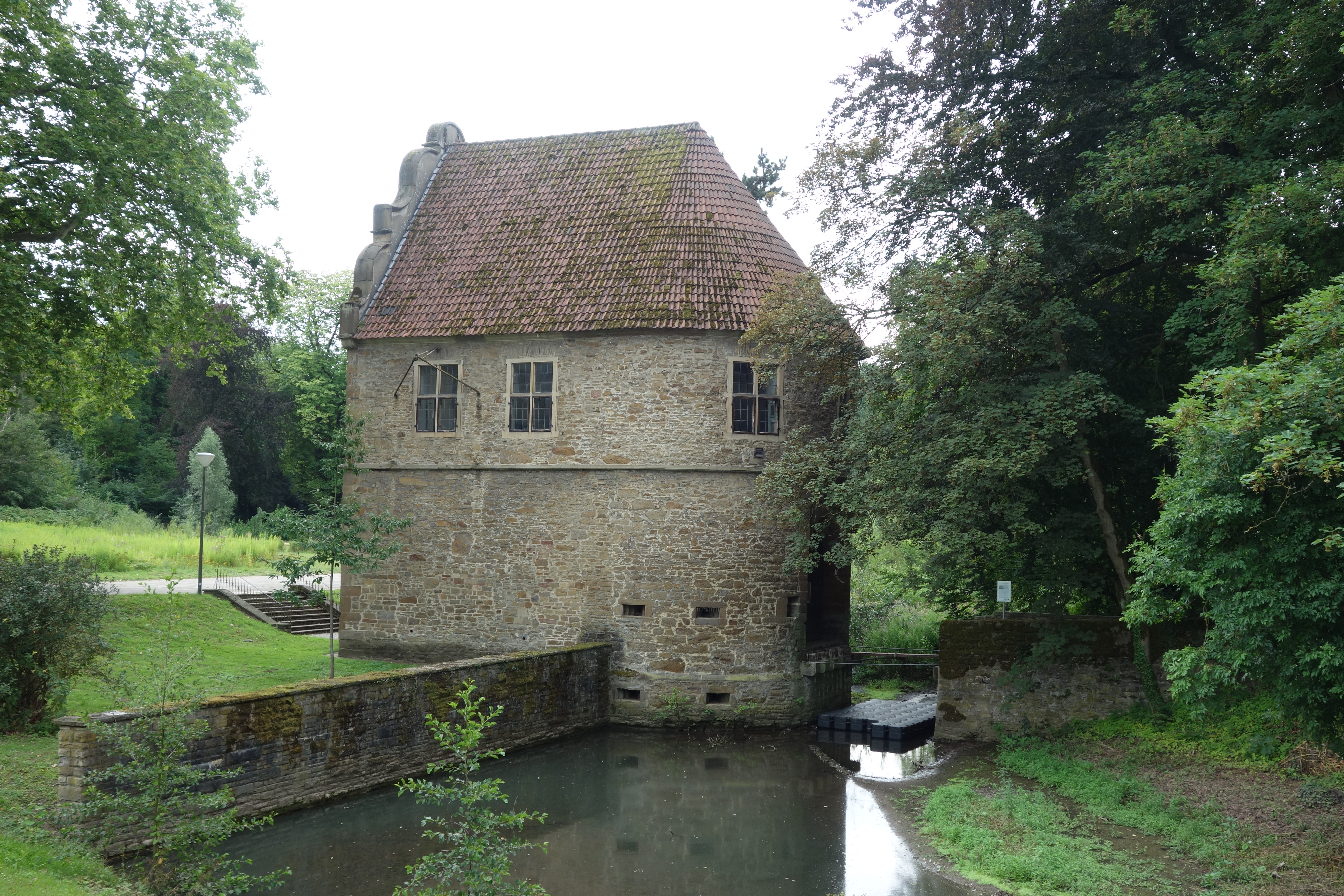
ブリューニングハウゼン城の楼門
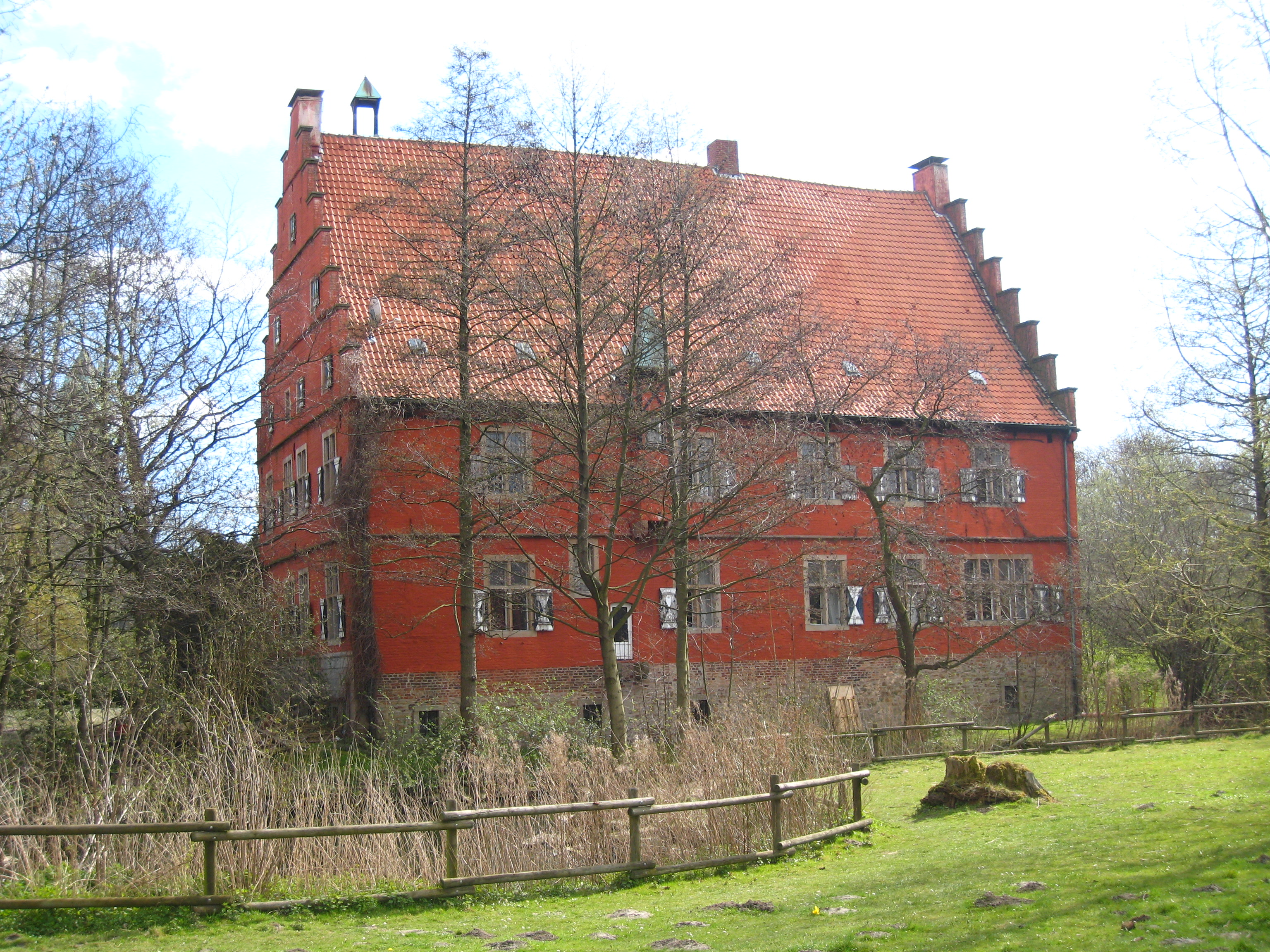
ヴェンゲ館
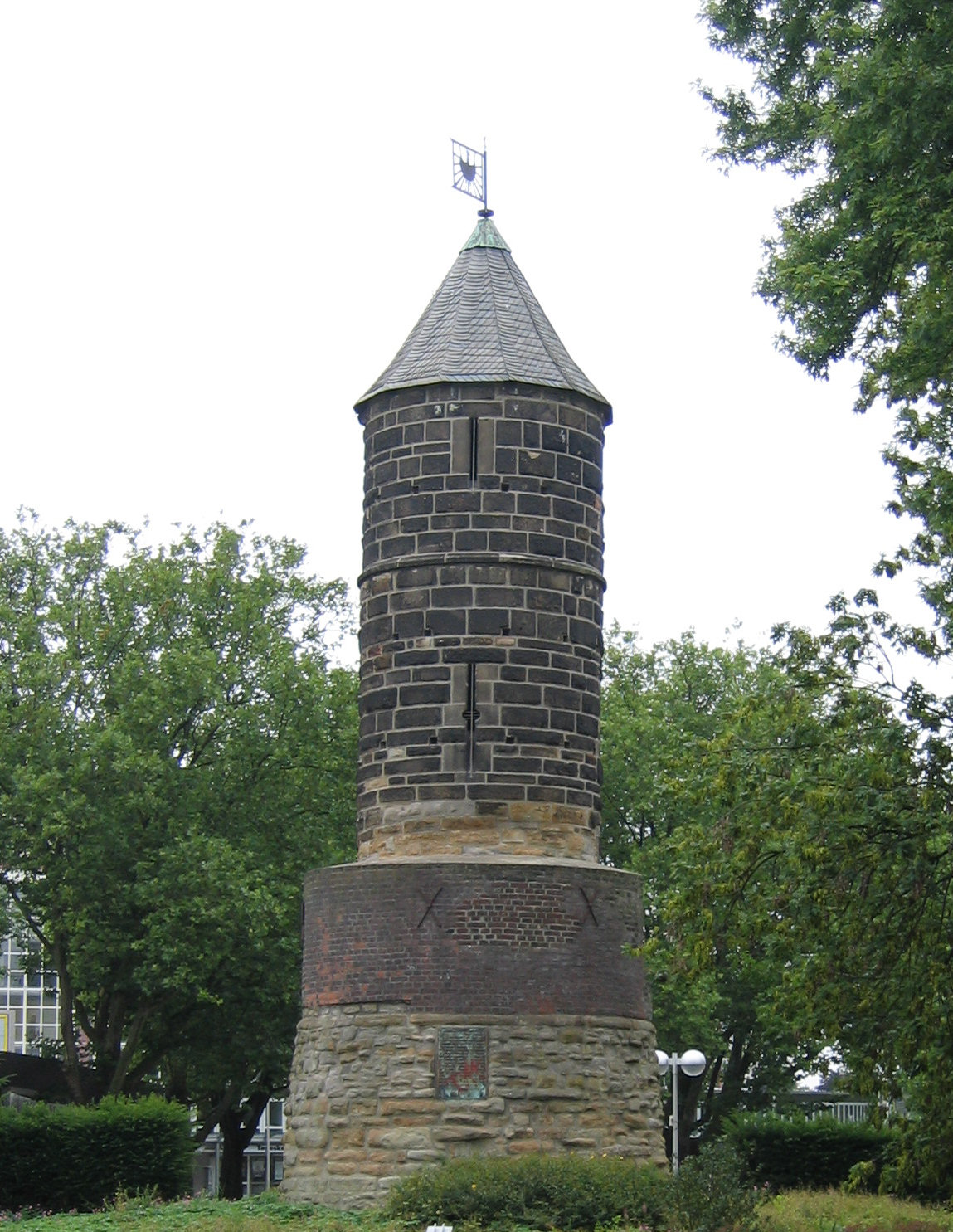
シュタイネルナー塔
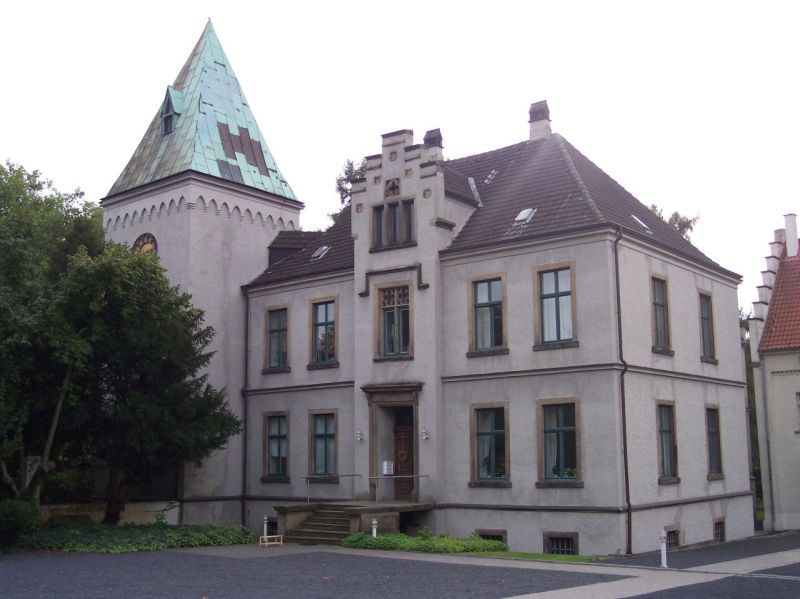
ゼルデ騎士館
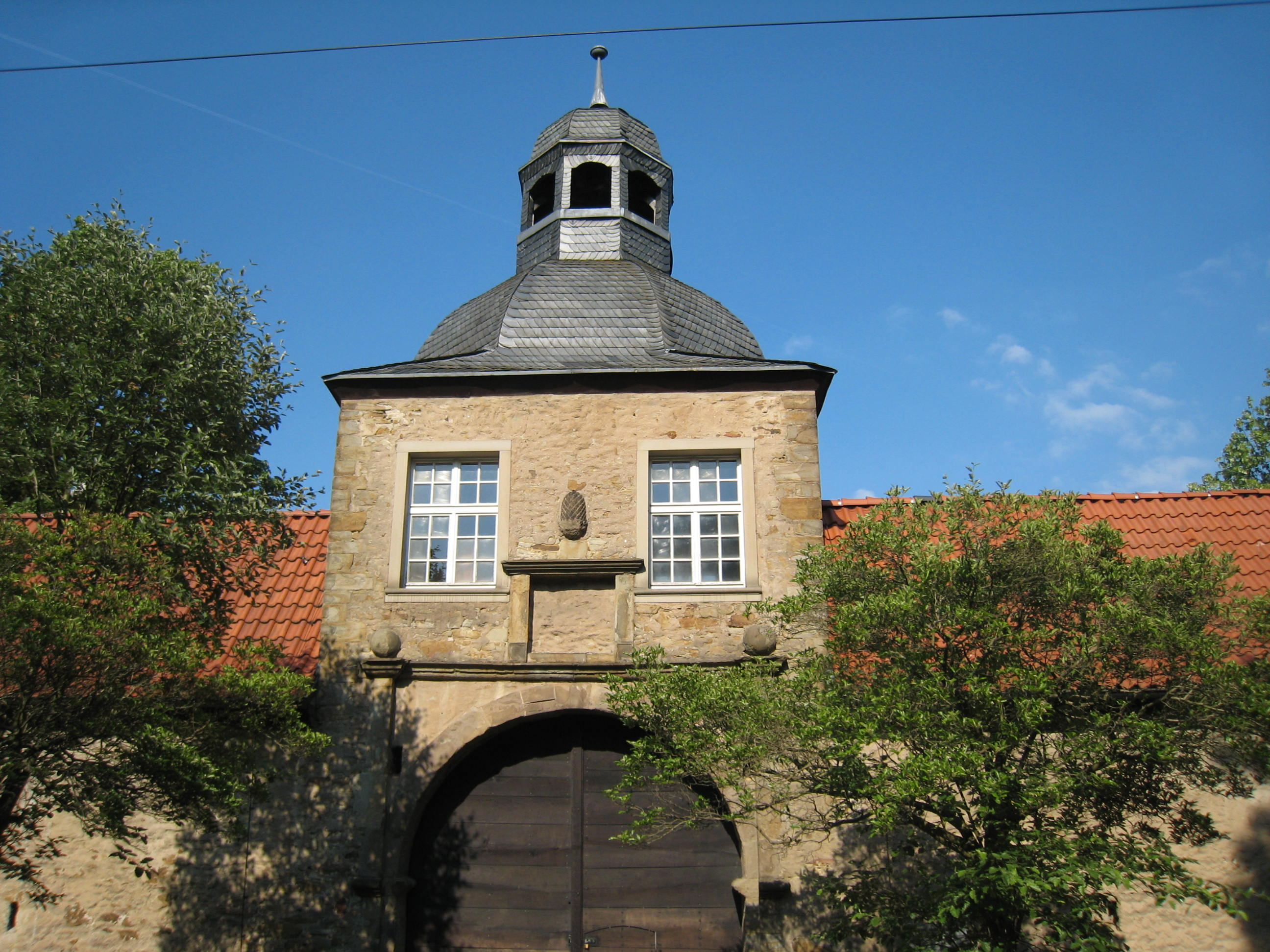
グート・ニーダーハウゼン
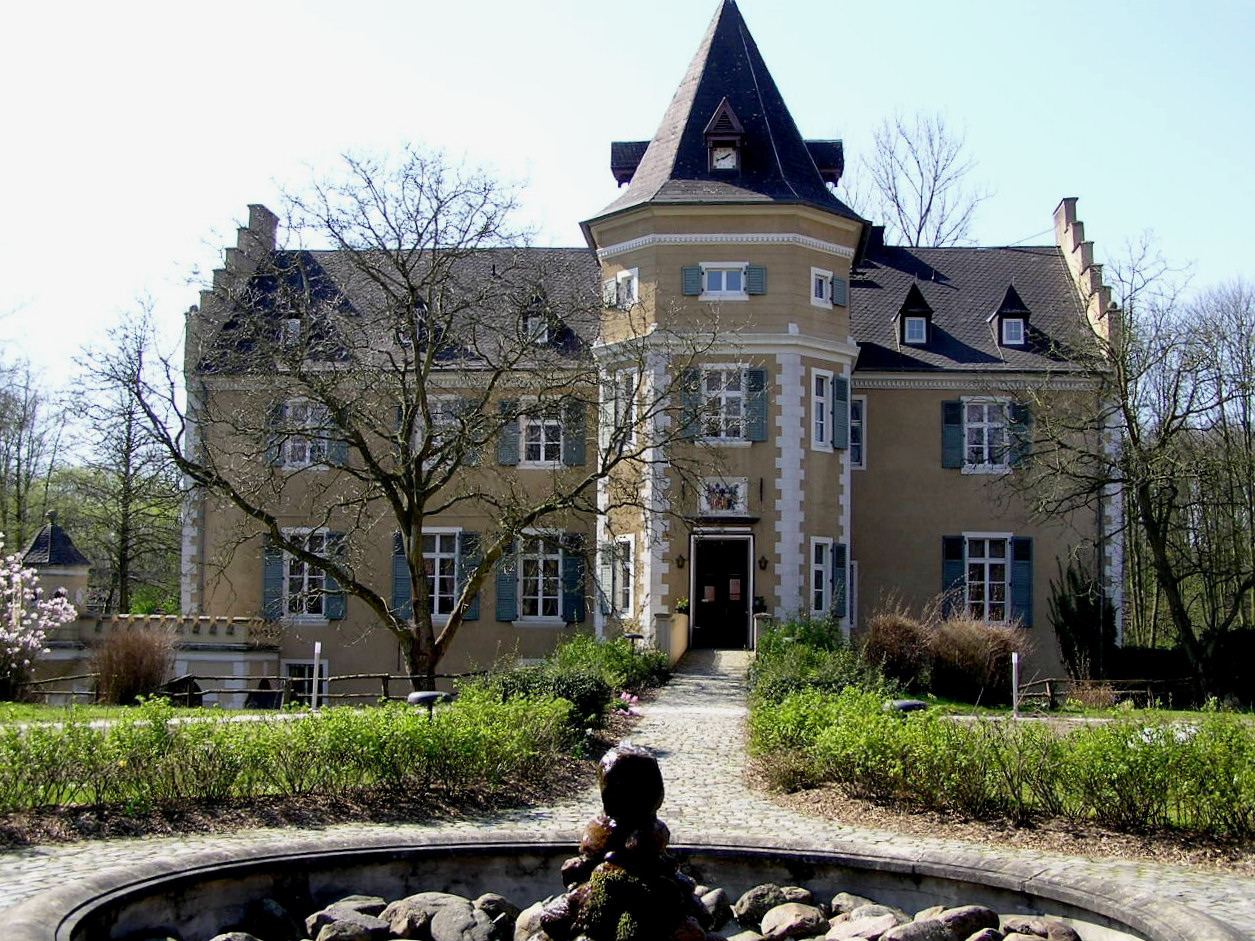
ヴェストフーゼン城
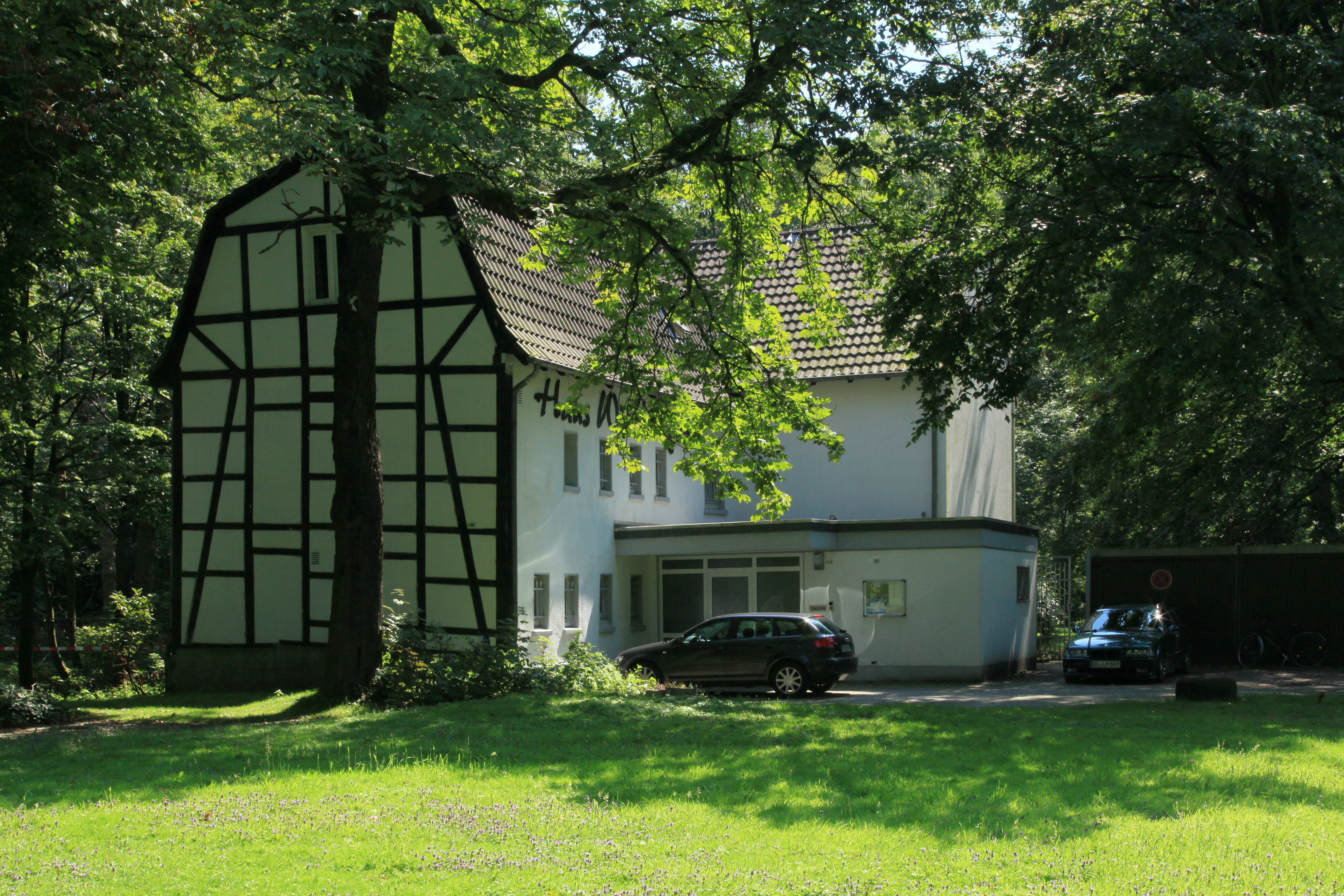
ヴィシュリンゲン館
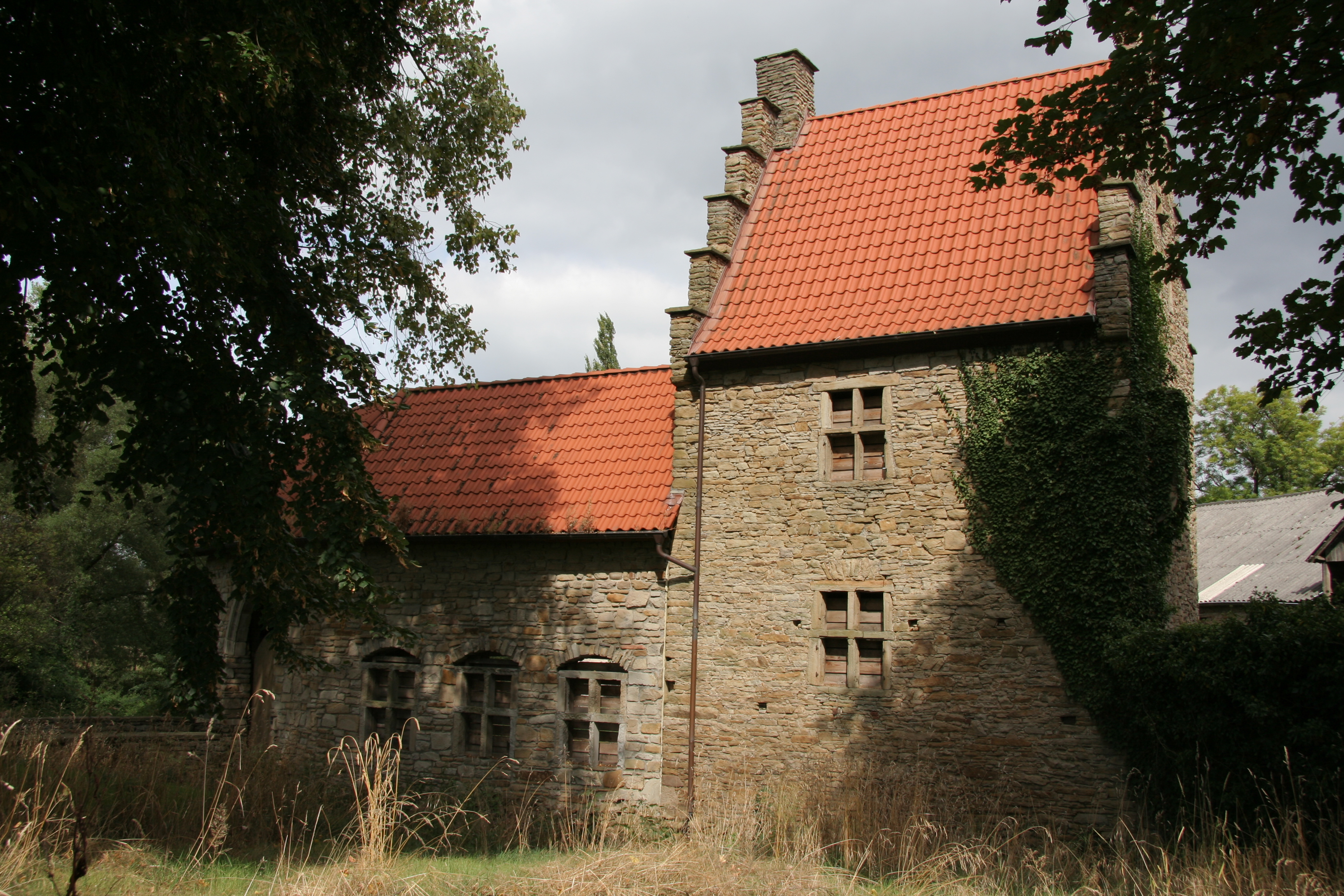
シュタインハウゼン館

#### 工業文化財

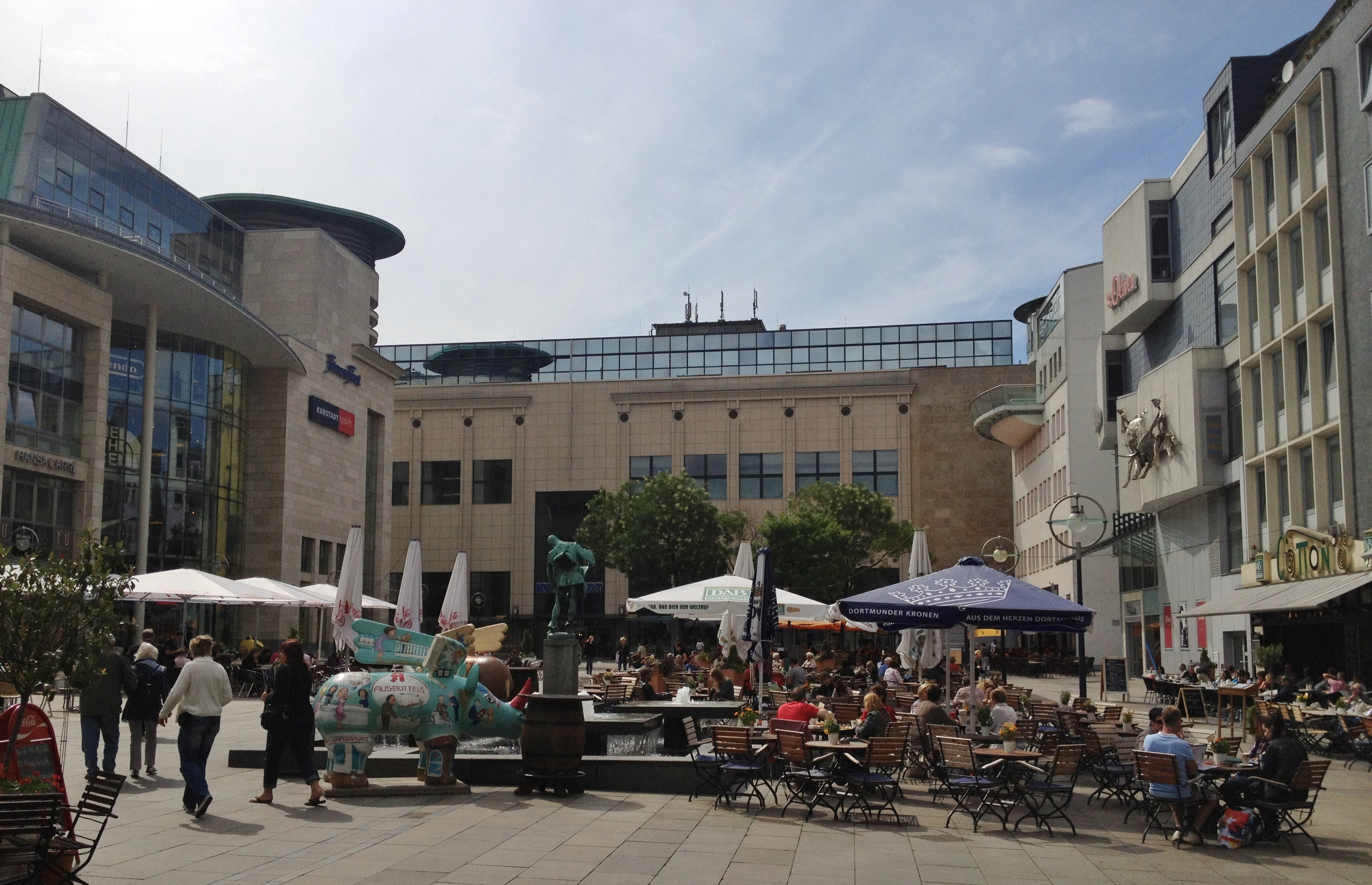
アルター・マルクト

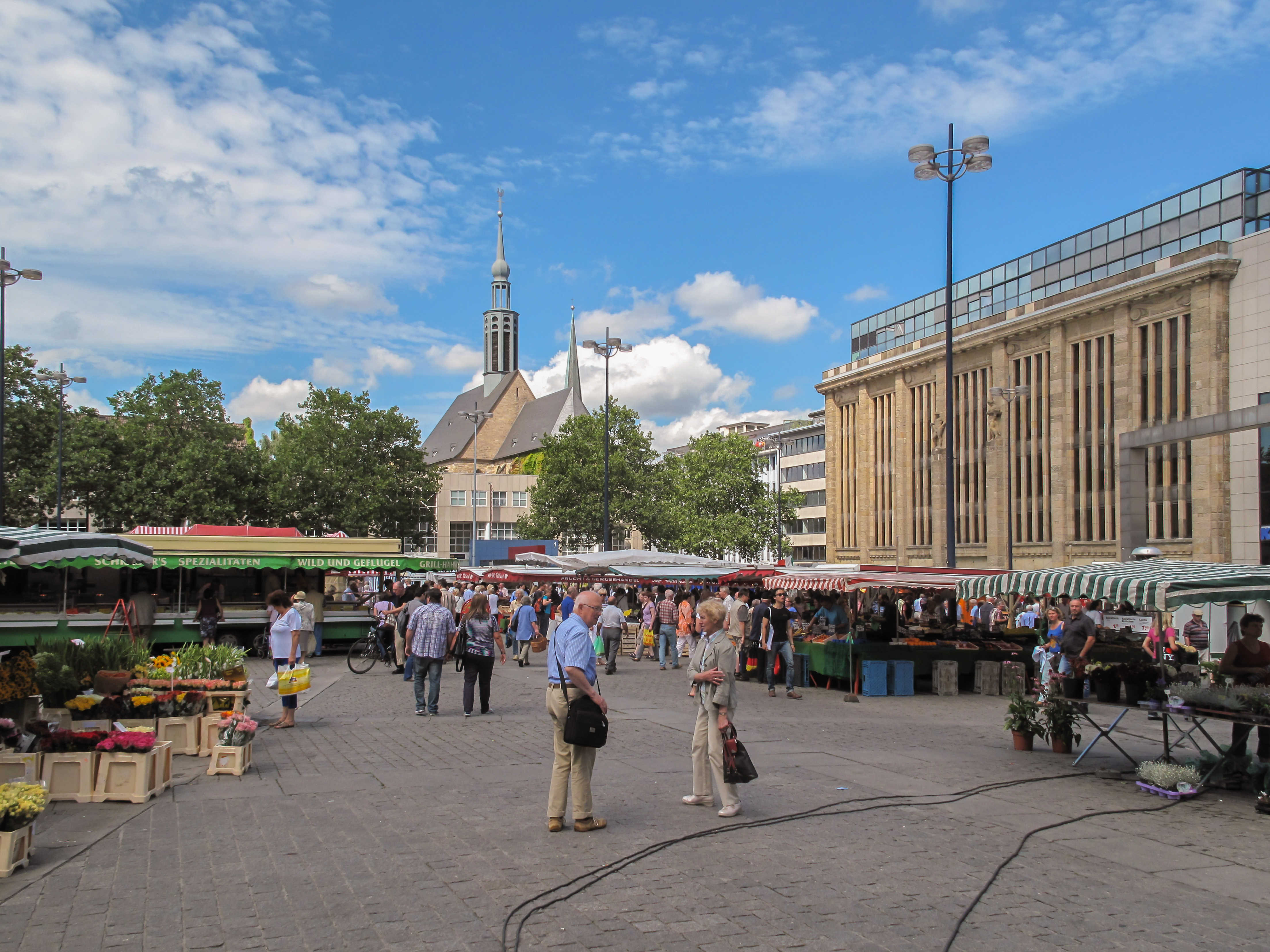
ハンザ広場

工業化が人々の共存にもたらした深刻な影響とともに、過去の経済的繁栄を物語る遺物の多くで老朽化が進み、取り壊しの危機が迫っていることは、ドルトムント市民にとってそのアイデンティティの存在に関わる攻撃であると感じられた。ドルトムントは、ルール地方で最初に工業化の歴史的遺産とその社会的認知のための闘争に立ち上がった街の1つである。総合的な活動の始まりは、ツォレルン鉱山の機械棟がハンス P. ケルマンの尽力で1969年に取り壊し計画を免れ、工業建造物でドイツ最初の保護文化財となったことであった。1981年にヴェストファーレン＝リッペ景観連合はこの鉱山をヴェストファーレン工業博物館に組み入れた。周辺の建造物も徐々に修復され、一般に開放されていった。印象的な建造物の他に屋外施設も博物館の一部となった。石炭積載ステーション、かつての鉱山駅や立ち入り可能な巻き上げ櫓も魅力の1つである。
1928年に建設された旧ハンザ・コークス製造工場は、1995年から工業文化財保護および歴史文化協会の所有となっている。1998年から多くの施設が保護文化財に指定され、文化財ハンザ・コークス製造工場は工業文化ルートの一部となっている。この施設は、元従業員や学習を積んだ専門ガイドによるツアーで見学することができる。
アルテ・コロニー・エーヴィングは、エーヴィング市区にある文化財保護指定を受けた労働者集落である。この集落は1898年から1899年に、この時期に採用が増えた労働者のためにフュルスト・ハルデンベルク鉱山が建設したもので、当初は76軒に270人が住んだ。
ヴェストファーレン公園の南にある、操業を停止し、一部が保護文化財となり大部分が取り壊されたフェニックス西高炉では、2つの高炉の一部、ガスメーター、改装され利用されていない送風室、現在はイベントホールとして利用されている旧予備品倉庫、その他いくつかの設備がヘルデ地区の工業史を想起させる。
ジーブルク鉱業の道沿いにある見学可能な鉱山グラーフ・ヴィテキント鉱山では、ルール地方南部における鉱業の始まりを学ぶことができる。
その他の工業史上重要な建造物として以下のものがある:
- ボーデルシュヴィングのヴェストハウス鉱山
- アドルフ・フォン・ハンゼマン鉱山
- ミニスター・シュタイン鉱山
- デルネのグナイゼナウ鉱山
- ドルトムント南駅の水道塔
- ドルトムント高等鉱山局
- ウニオン本社管理棟

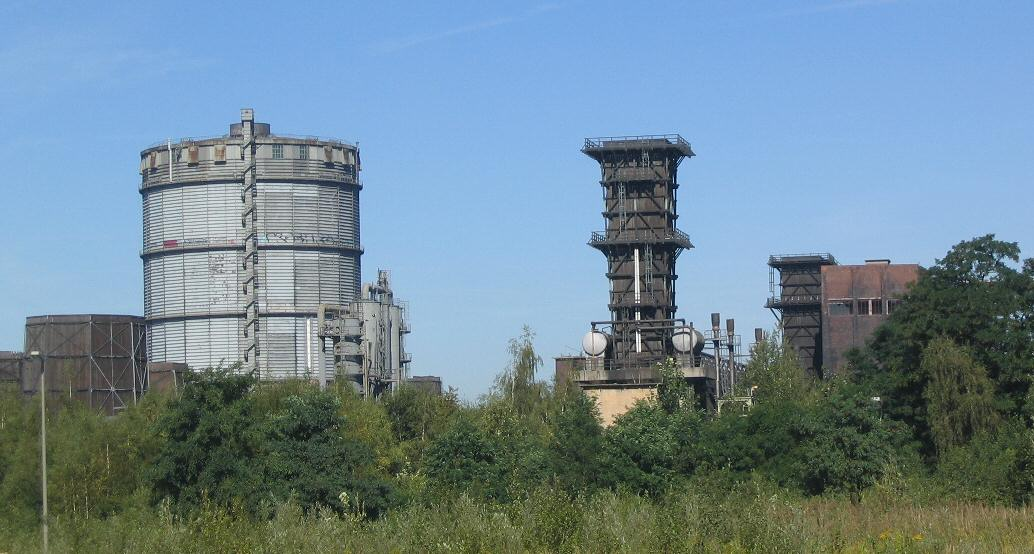
ハンザ・コークス製造工場
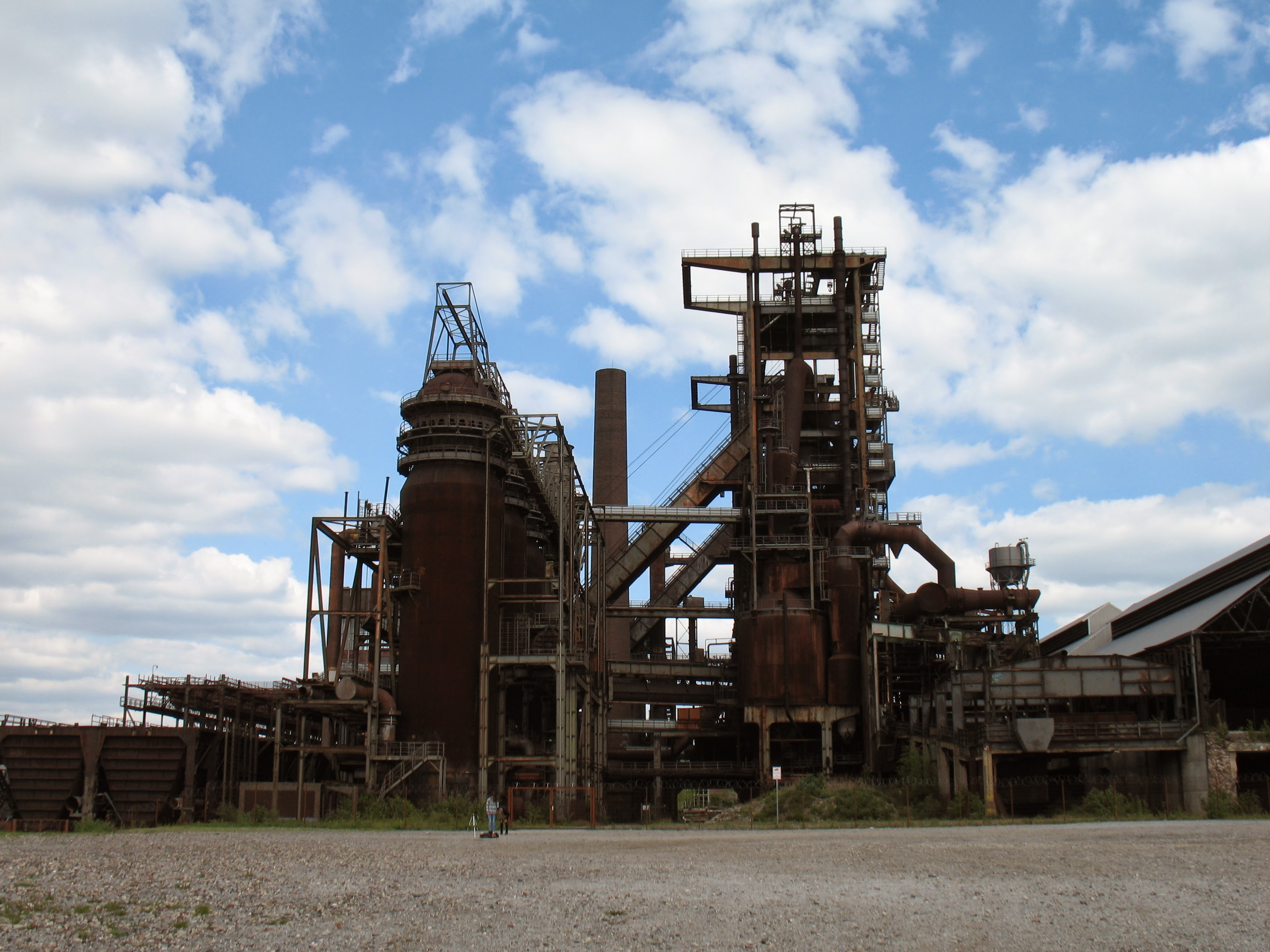
フェニックス＝ヴェスト
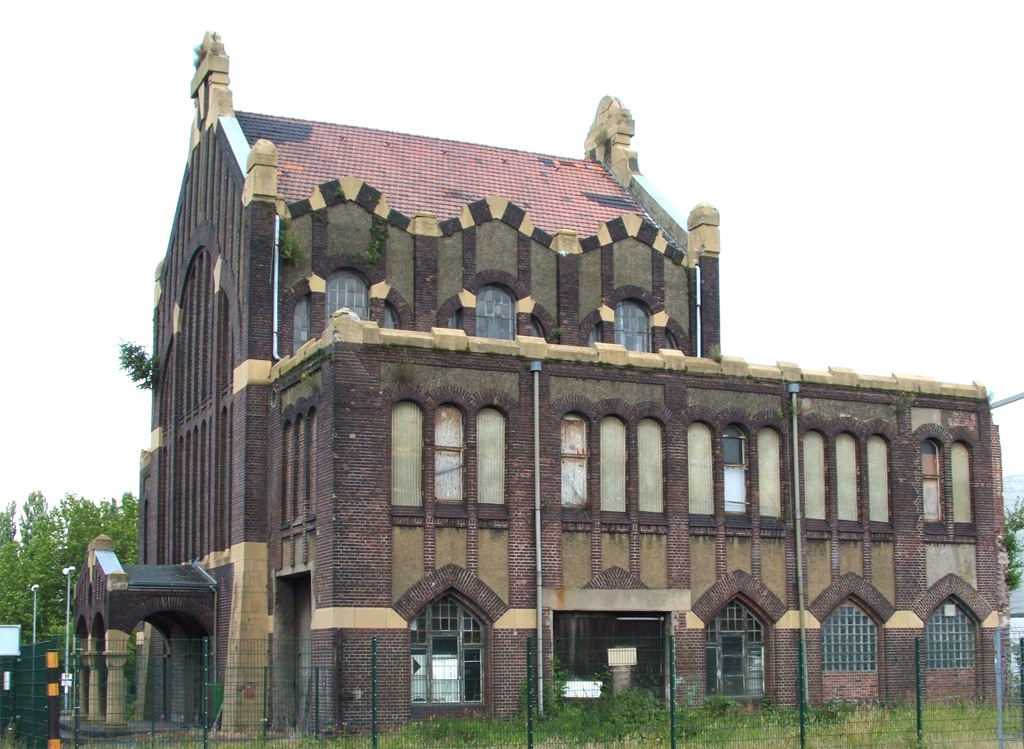
ヴェストハウス鉱山
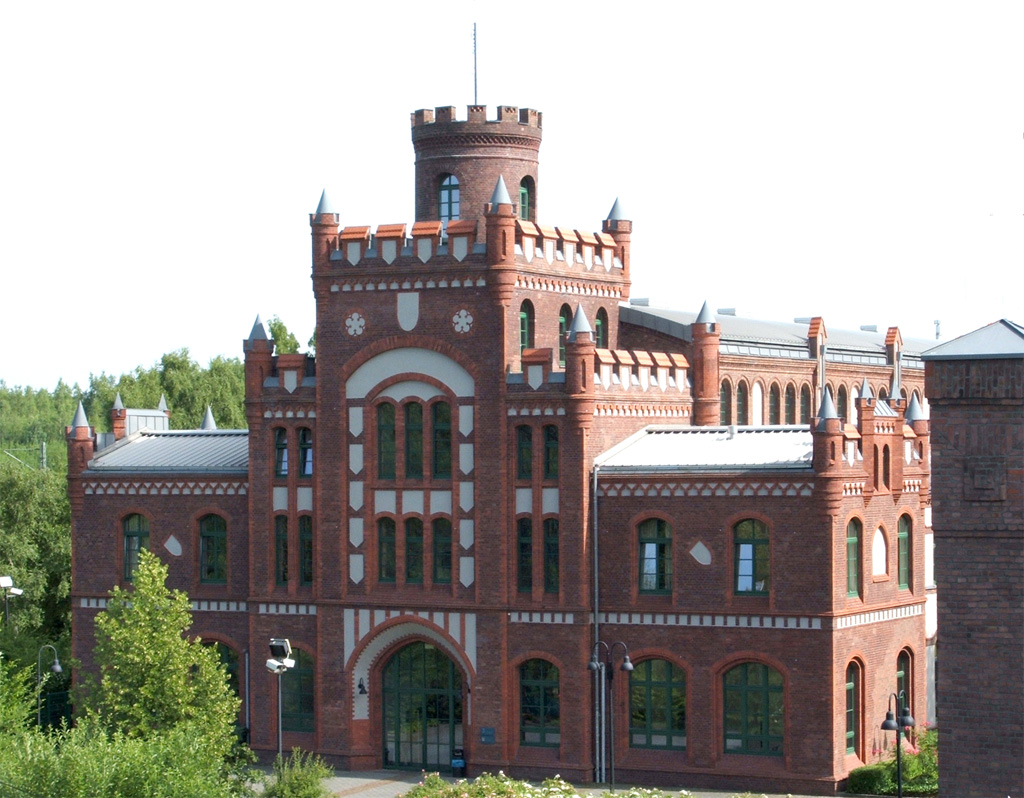
アドルフ・フォン・ハンゼマン鉱山
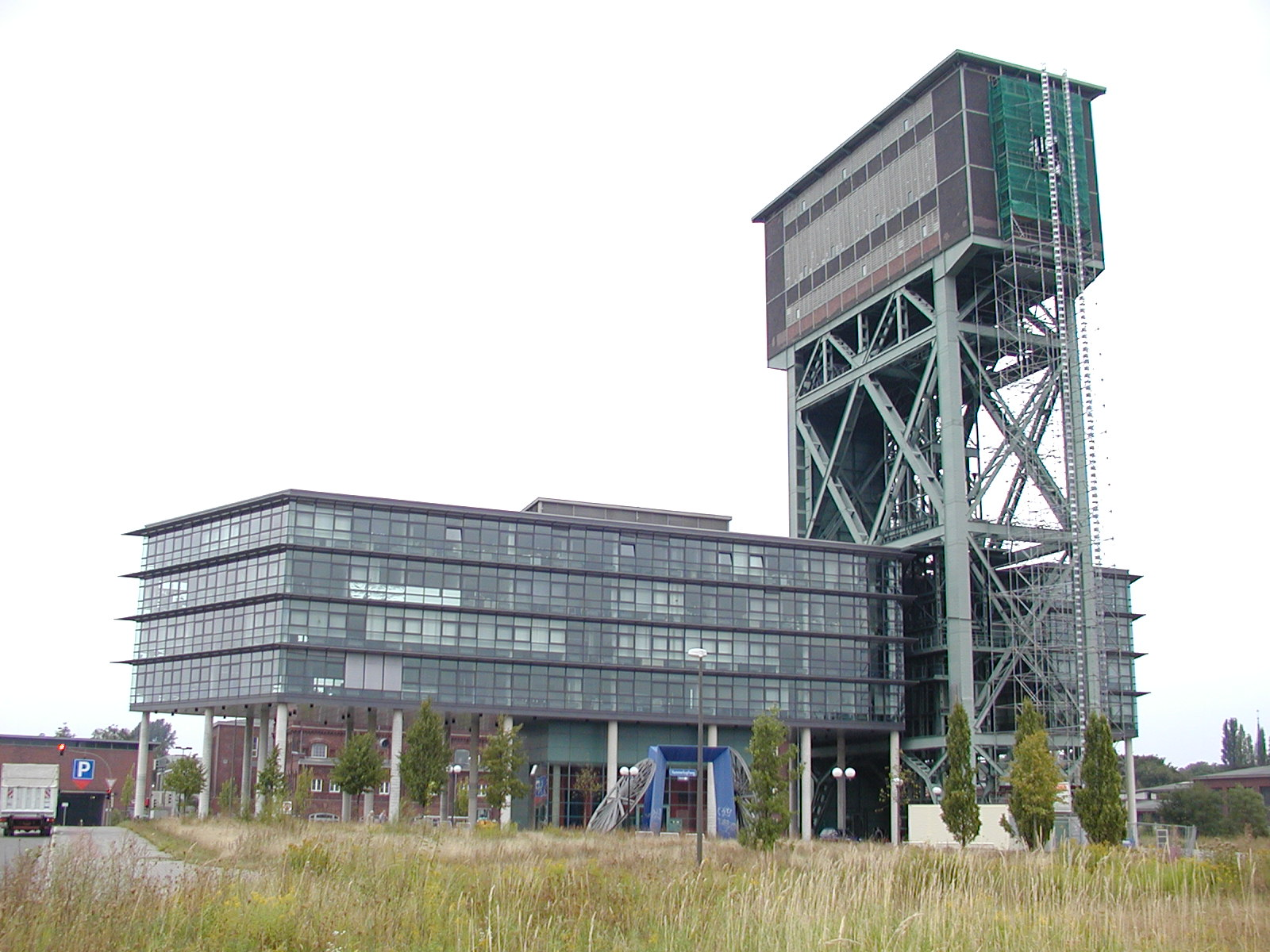
ミニスター・シュタイン鉱山
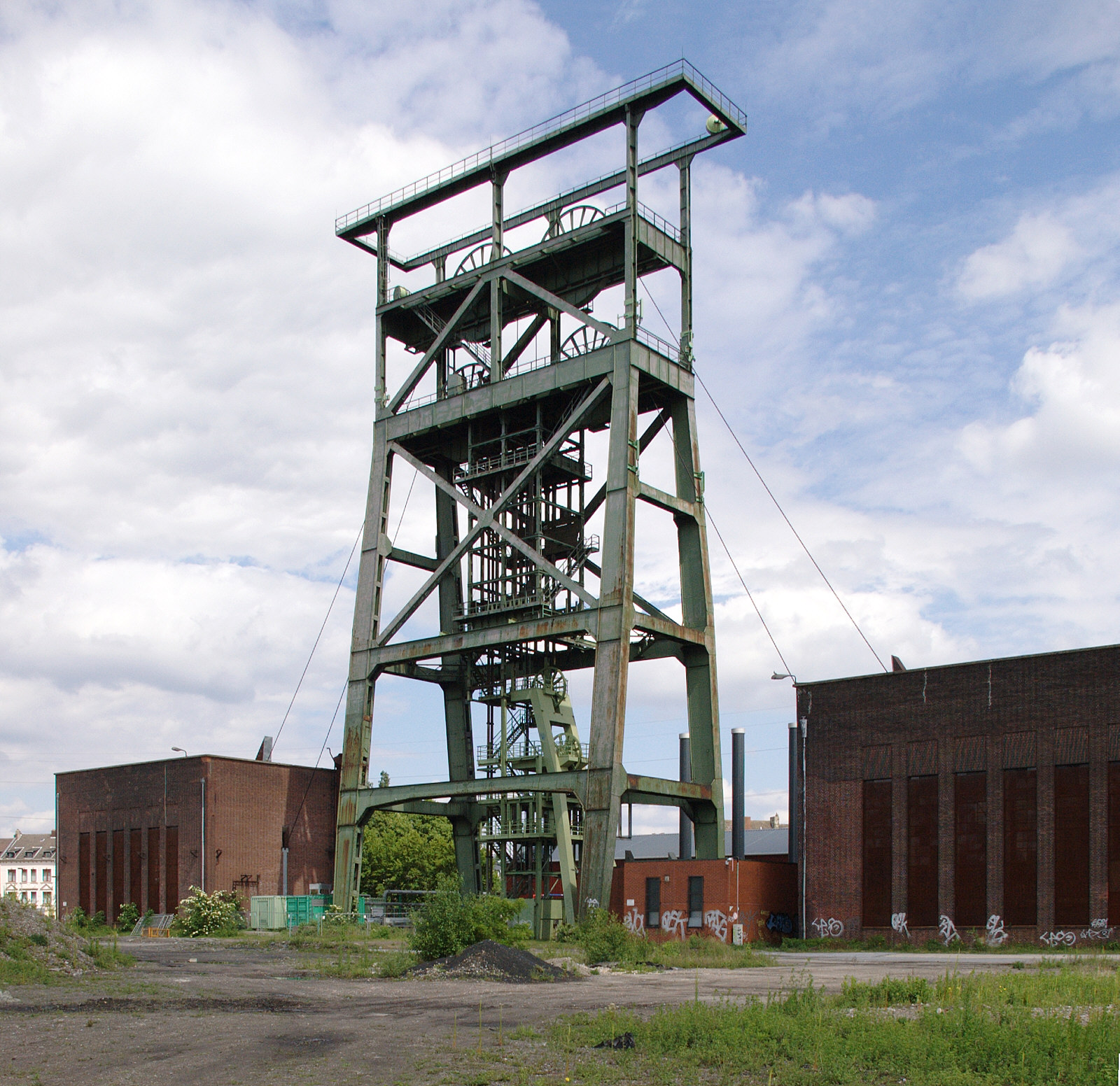
グナイゼナウ鉱山

#### 広場
他の大都市と同じように、ドルトムントには数多くの公共の広場がある。各広場の成立の歴史は、その形状と同じようにそれぞれ異なっている。アルター・マルクトのように街の揺籃となったものもあれば、工業化の時代に造られたものや実際の都市形成の産物もある。その多くは、歴史的な都市中心部である歩行者専用区域に存在している。
アルター・マルクト（直訳: 旧市場）は、街の歴史的中心である。中世にはこの広場の周りにハンザ商人の歴史的なツンフトやギルドの建物が集まっていた。現在でもここには、民間ブルワリーのドルトムンダー・クロネン本社やアドラー薬局がある。この他に1955年までは、第二次世界大戦で破壊された旧市庁舎（それまではドイツで最も古い石造りの市庁舎とされていた）の遺構や1914年に建設された市立貯蓄銀行（銀行がハンザ通りに移転した後1943年まで図書館として利用されていた）の遺構があった。かつては壮麗であったこの2つの建物は、1945年の終戦後には外壁だけが遺されていた。現在アルター・マルクト周辺は飲食店が主体であり、夏季にはほぼ広場全体が埋め尽くされる。アルター・マルクトはこの他に、しばしばシュタットフェスト（市祭）に利用されている。特記すべきは1901年に建設されたブレーザーブルネン（直訳: 吹奏楽者の泉）で、ドルトムントの市場の伝統を思い起こさせる。この場所は12世紀には既に、商人、職人、市民の公益の場として利用されていた。ブレーザーブルネンは、市場の商人の馬の水飲み場として造られた。この名前は、泉の中央の柱に設置されている、ベルリンのゲルハルト・ヤーネンシュによって制作された印象的な像に由来する。この像は中世の旅の音楽家を表している。現在の形の泉は、1964年にアルター・マルクトの東側に新しい水盤と古い音楽家の像の組み合わせで造られた。
アルター・マルクトの南西につながる形でハンザ広場がある。この広場は19世紀末まではヴィッケーデ広場と呼ばれていた。20世紀初めにハンザ通りとともに広場が建設される以前は、密集した小さな村落風の建物群が2本の通り沿いにあるだけだった。通りの開通に伴いこれらの建物は取り壊され、アルトホフゲボイデ（現在のカールシュタット）、プロプスタイ＝アーケードのヴァンデルハレ、コメルツ銀行、旧ドレスナー銀行のビルなどの立派な新しい建物が建設された。この広場では現在、水曜日、金曜日、土曜日に週の市が開催される。
平和広場は、この街の中心的なイベント広場である。平和広場に面して、市庁舎、バラ色の砂岩で造られた旧シュタットハウス、ベルヴォルト＝ハレ、新シュタットハウス、市立ドルトムント＝エイジェントといった重要な都市機能が存在する。広場の中央には平和の柱が天に向かってそびえている。
ライノルディ教会の周辺には、ヴィリー＝ブラント広場、ライノルディ教会広場、リーズ広場がある。リーズ広場は、ドルトムント内市街に5つある姉妹都市の名を冠した広場の1つである。これ以外の広場は、バッファロー広場、アミアン広場、ロストフ・アム・ドン広場、ネタニヤ広場である。
計画的に造られたノルトシュタットでは、1858年にはすでに当時の都市建設官ブラントホフが11の「シュムックプラッツ」（直訳: 装飾広場）を計画していた。実現したのは、ボルシア・ドルトムント発足の地であるボルジヒ広場、ノルトマルクト（直訳: 北市場）、ハックレンダー広場、シュタイン男爵広場（1990年まではシュタイン広場）である。また、エーバー通りのフレーデンバウム広場は、市の中心的な祝祭広場になっている。

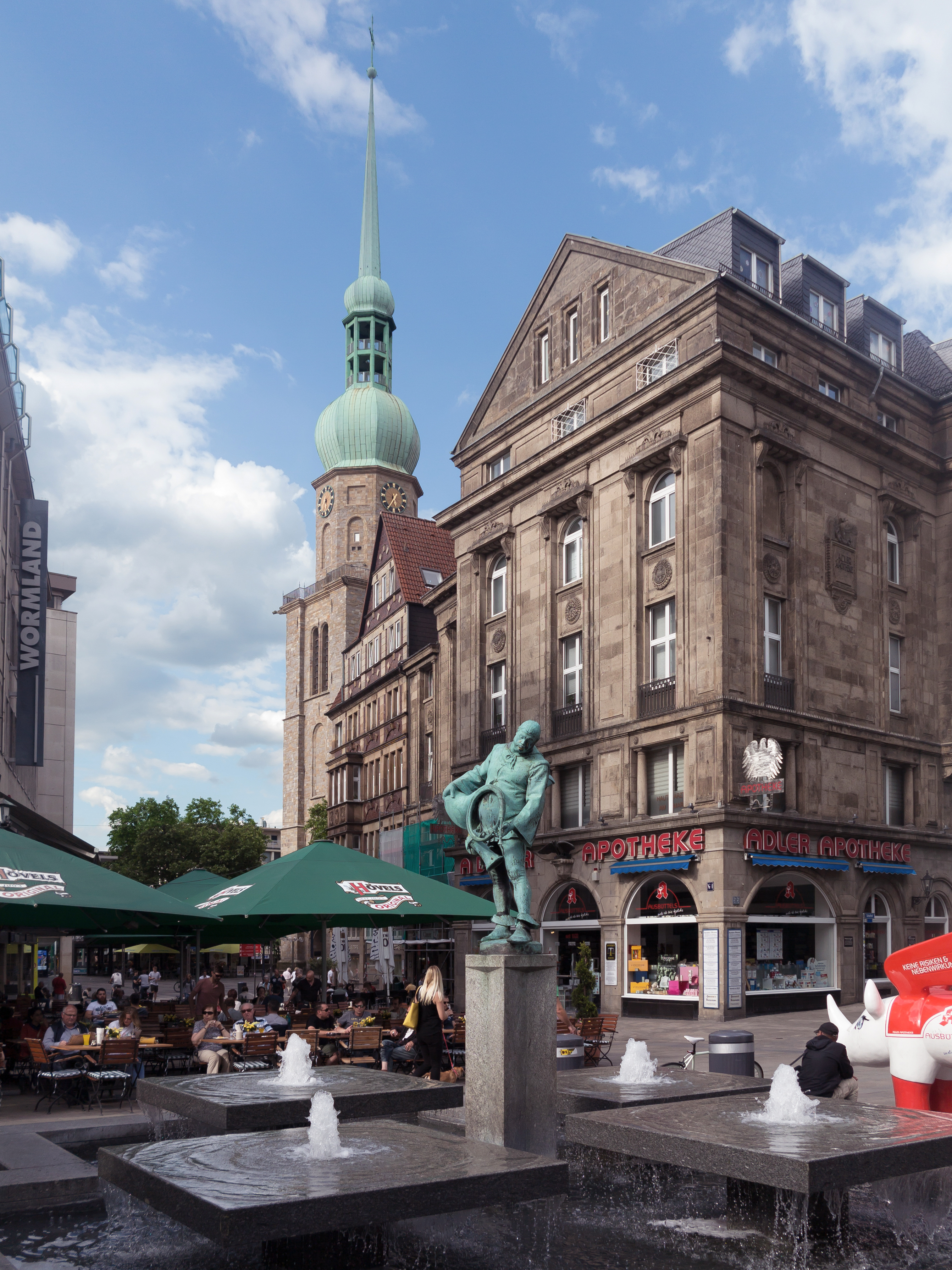
アルター・マルクトのブレーザーブルネン
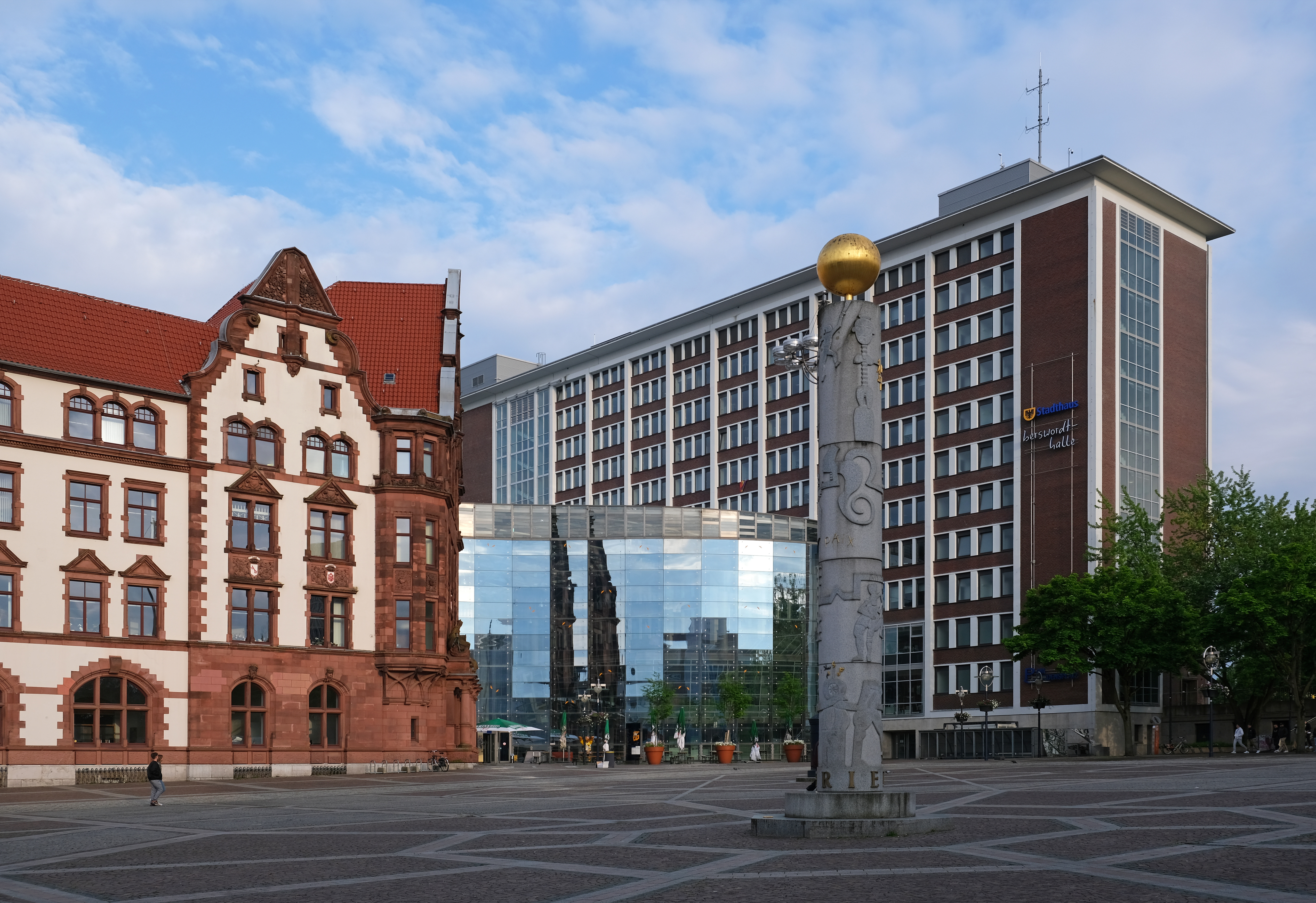
平和広場。中央が平和の柱

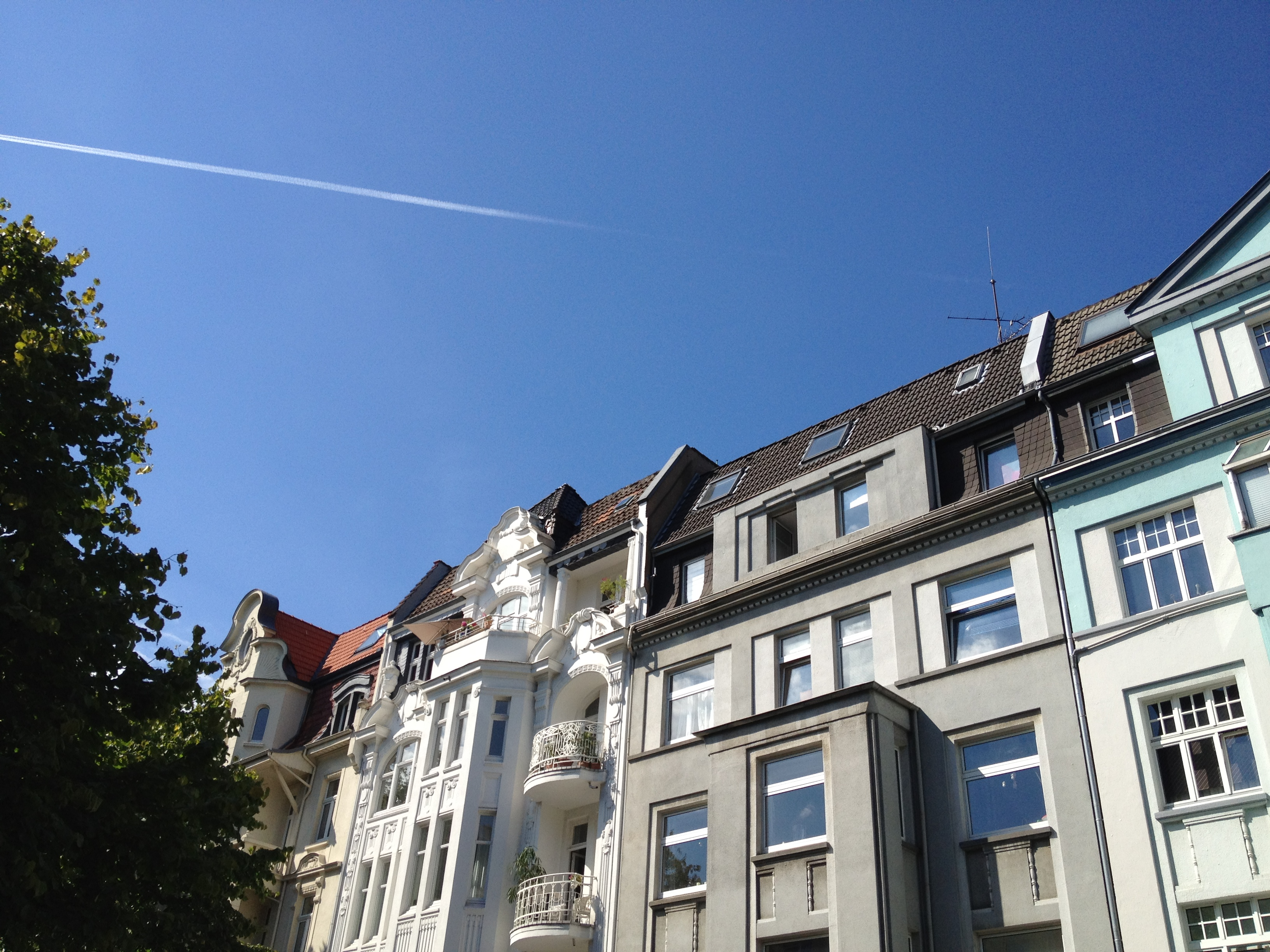
クロイツ街の典型的な家並み

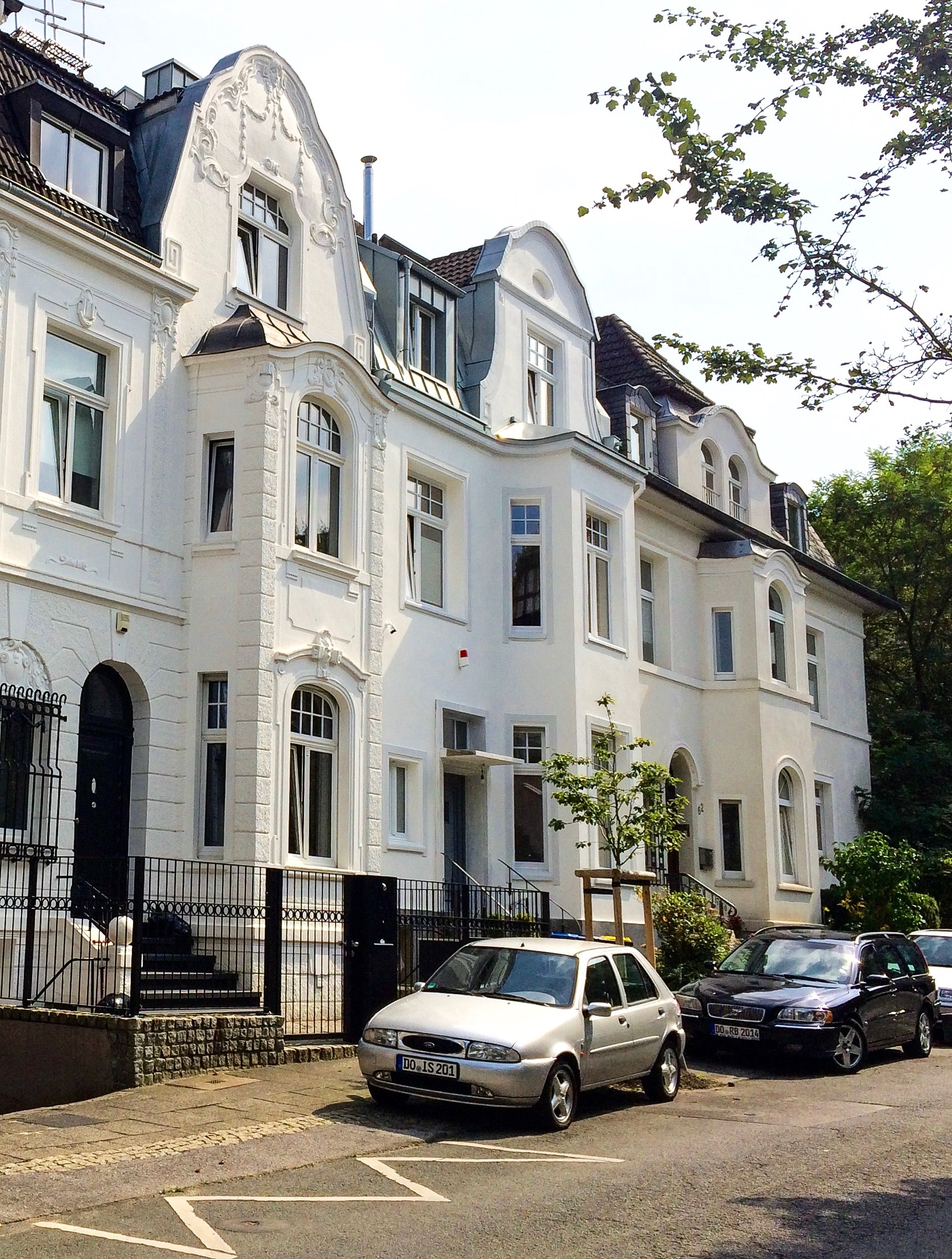
カイザー街ビスマルク通りの家並み

#### 都市街区
ドルトムント内市街は第二次世界大戦で大きく破壊された。大部分がグリュンダーツァイトにブロック化された構造で造られた隣接する街区には、多くの古い建物やローカルな市区構造が遺されている。
内市街南西のクロイツ街は、1904年から1908年に官庁・住宅街として建設され、現在も上位中流階級の住宅街とみなされている。ドルトムント専門単科大学の所在地でドルトムント工科大学にも近いクロイツ街は学生にとても人気がある。この街区は多彩なカフェや居酒屋といった屋外で飲食を楽しめる店が多いことが特徴である。居酒屋の密度はルール地方全域で最も高い。
ノルトシュタットは1858年から1913年に労働者を意識して建設され、現在は主に移民が住んでおり、ここで働くか、開業している。ドルトムント中央駅の北側に位置するノルトシュタットは、ノルトライン＝ヴェストファーレン州最大のグリュンダーツァイト街区である。ノルトシュタット中心のミュンスター通りは、「ドルトムント活気のある町並み」をモットーとする住宅・商店街である。この通りは様々な国の飲食店が混在していることで知られており、観光のポテンシャルを有している。様々な国や文化圏の約150軒の小売店、飲食店、サービス業者が集まっており、毎年ここでミュンスター通り祭が開催される。近くにはドルトムントの中央モスクがある。ハーフェン街区のシュッツェン通りも、多文化の飲食店がある同じような構造をしている。ボルジヒ広場、ヘシュ街、ヘシュ公園は、この都市管区の工業の始まりをその名に冠している。
カイザー街（同じ名前のビジネス街があるためカイザー通り街とも呼ばれる）は、かつてのドルトムントの防塁施設の東側にあり、この街の司法の中心となっている。区裁判所や地方裁判所の他に、イタリアや南アフリカの領事館、州高等鉱山局もここにある。多くのグリュンダーツァイトの建物や企業家の邸宅があることから賃借料・不動産価格がドルトムント内市街で最も高い地区である。歴史的なカイザーブルネンは、現在、個人経営の小売店、自由業者、バー、カフェ、レストランがある活気ある地区となっている。
ブリュック通り街は、戦前の道路網が遺る内市街で最後の街区である。かつては、映画館や数多くのディスコがあるブリュック街には混沌としたイメージがあった。1990年代半ばまでここで公然と麻薬取引が行われていたことは市外にまで知られていた。その後、質の高い文化施設（コンツェルトハウス、市民大学、NRWオーケストラセンター）の設立や市当局による地区管理によってポジティブな発展がなされた。現在ブリュック通りは、多文化を背景とし、バーや居酒屋で活発なナイトライフを楽しめるモダンで人通りの多いショッピング街になった。

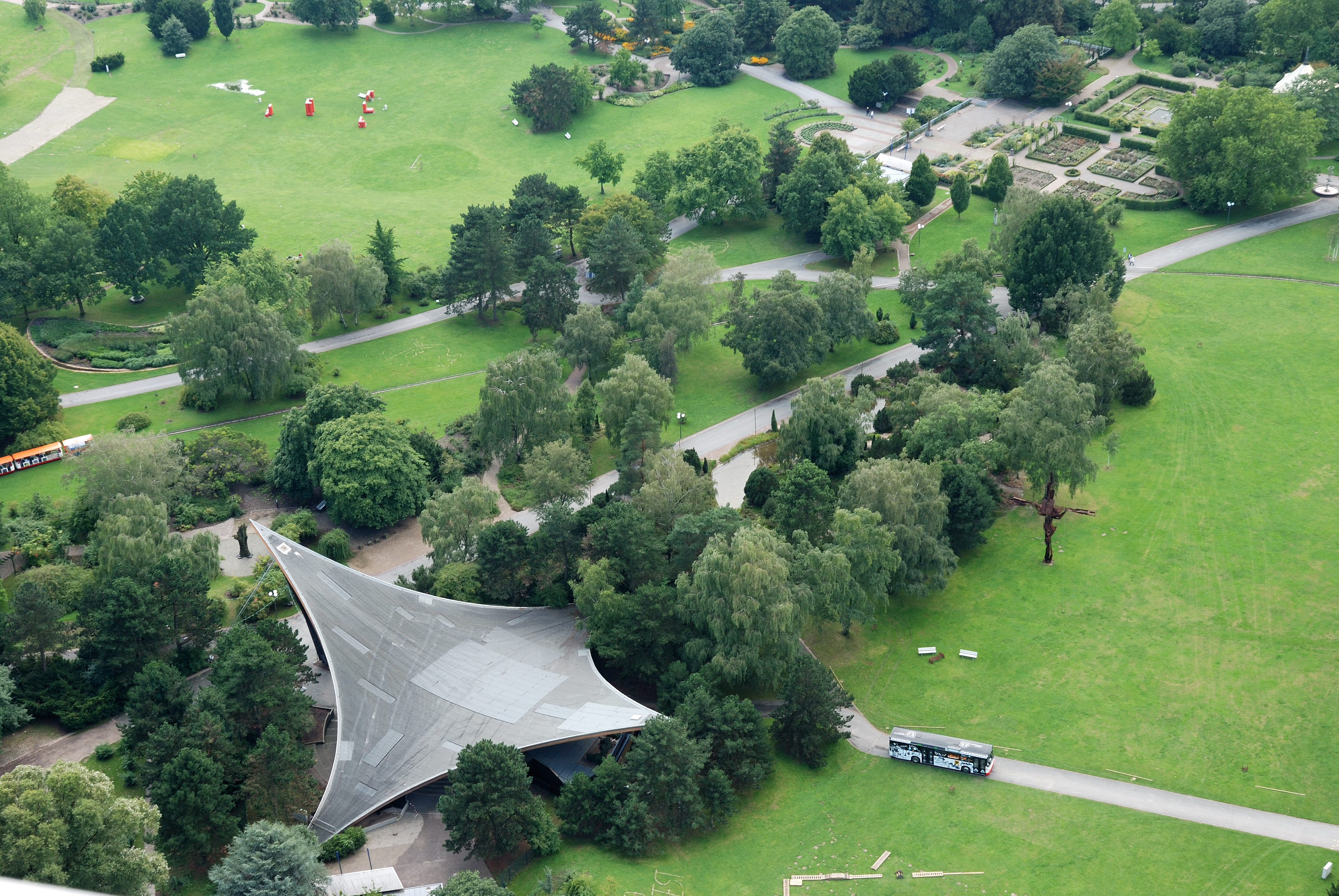
フローリアン塔から見たヴェストファーレンパルク

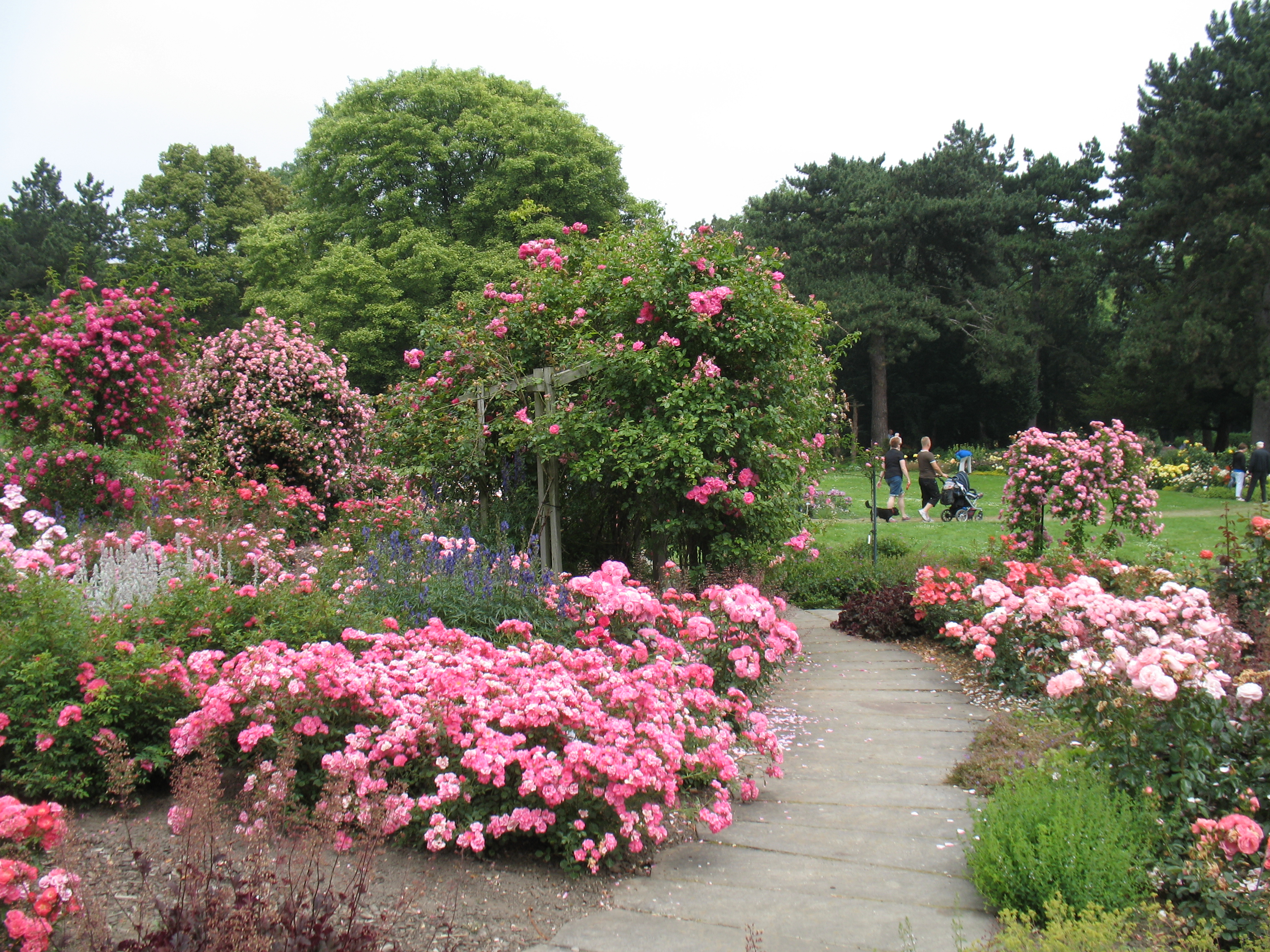
ヴェストファーレンパルクのバラ園

#### 公園と緑地

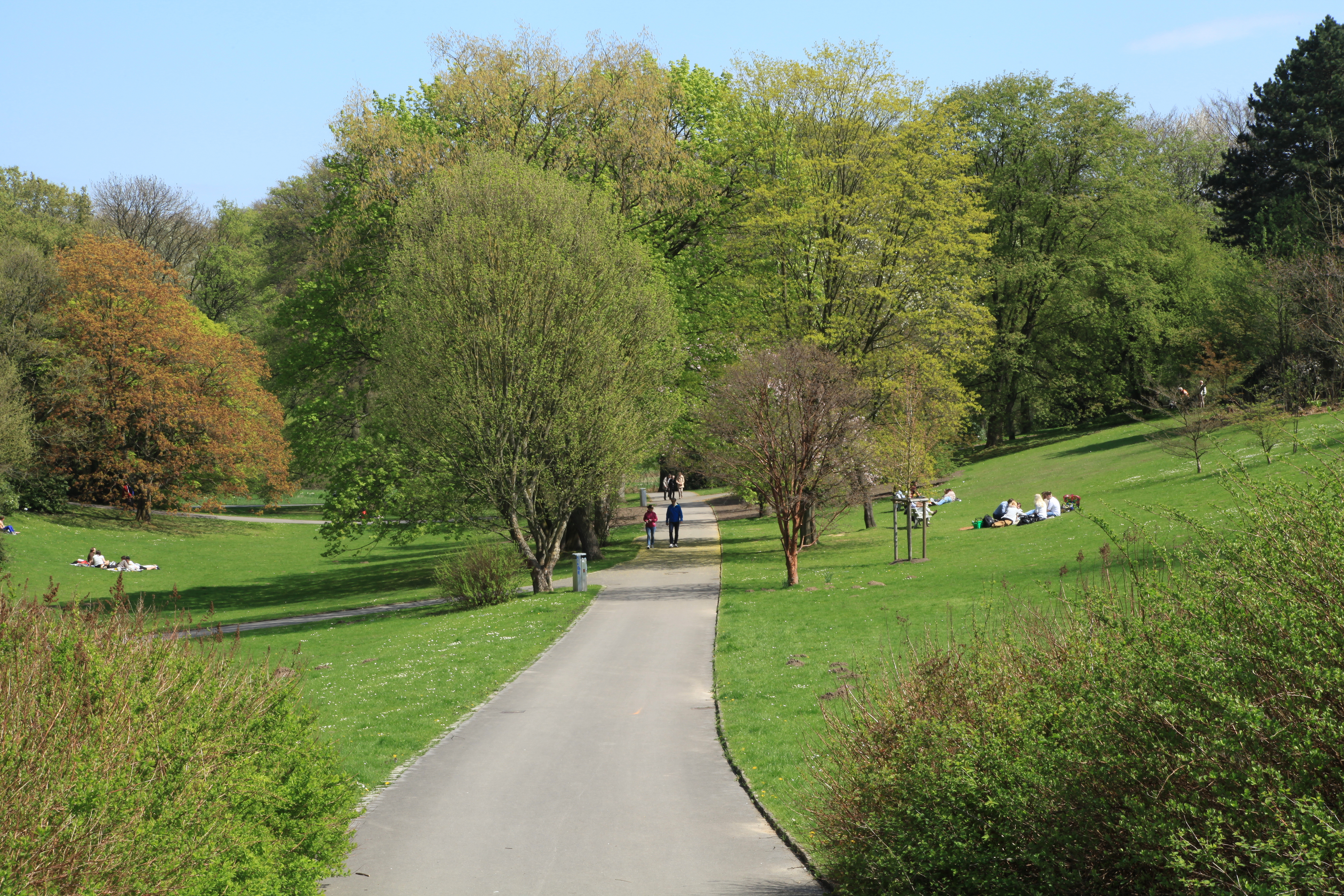
ロンベルクパルク

1897年、愛国精神の高まりから、オーバーハウゼンはじめルール地方全域でいわゆるカイザーガルテン（直訳: 帝立庭園）が造成された。ドルトムントのカイザーハイン（直訳: 皇帝の木立）は連邦道1号線の南に位置している。ここには、1959年の連邦園芸博覧会のためにドイツ・バラ園やフローリアン塔を有するヴェストファーレンパルクが造営された。75 ha のこの公園では、1969年と1991年にも連邦園芸博覧会が開催された。
その2 km南、かつてのブリュニングハウゼン城の城館庭園の敷地に、広さ約65ヘクタールのロンベルクパルクがある。この庭園は植物園・イギリス式風景庭園として造営され、とくにその樹木コレクションで知られている。この自然に近い形の庭園で特殊なのは、薬用植物園と人工のムーア＝ヒース地形である。
ヴェストファーレンパルクとロンベルクパルクとの間、かつて鉄鋼工場フェニックス＝ヴェストのあった場所が再自然化されている。これによりドルトムントの2つの大きな公園が結合されることになる。
ドルトムント動物園も広い市立緑地の1つである。ロンペルクパルクの南端にかつて「ティーアパルク・ドルトムント」と呼ばれていた動物園がある。総面積28ヘクタールに265種1,840匹の動物が飼育されている。この動物園の重点は南米の動物種の飼育と繁殖である。
ドルトムント最大の緑地が、現在も墓地として利用されている広さ135ヘクタールの中央墓地である。歴史的な様式で造られた墓地内には、広く開放的な芝生広場、造園技術上興味深い景観や古い木立がある。
内市街に近い東墓地には古い木立と著名なドルトムント市民の歴史的な墓が数多くある。
ドルトムントのノルトシュタットでは、かつての市の森「ヴェスターホルト」の敷地内にあるフレーデンバウムパルクとレジャー施設ルナパルクは、63ヘクタールの広さがあり、長い散歩や休息をとることができる。フレーデンバウムパルクの水辺への拡張は2007年にURBAN-II-資金によって実現した。この公園は北西にドルトムント＝エムス運河にまで拡張されており、ここにはボート小屋がある。
ドルトムント北部にはヘッシュパルクもある。1937年に国家労働奉仕団によってヴェストファーレンヒュッテとボルジヒ広場に隣接して造られたこの緑地には数多くのスポーツ施設や温水プール「シュトックハイデ」がある。ティッセン＝コンツェルンから市に売却された後、改修と修復がなされている。
1811年にヴェステントーテンホーフとして内市街の西側に造営されたヴェストパルクは、夏季にはビアガーデンやブール場で賑わう。近くの旧トレモニア鉱山の敷地にあるトレモニアパルクも同様で、その広い草地は日光浴やサッカー場として利用されている。この2つの緑地は、特に若い住民たちによってレクリエーションや社交の場として利用されている。
市の西部にはリヴィーアパルク・ヴィシュリンゲンやハレライ自然保護区もある。
18世紀末の都市公園の成果は、フォルクスガルテン・メンゲーデやフォルクスガルテン・リュトゲンドルトムントに見られる。
ザウアーラントやミュンスターラントとの境界にあたるドルトムント周縁部には、広大な森林地区ボルムケ、市の森ビッターマルク、シュヴェルター・ヴァルト、ニーダーホーファー・ヴァルト、グレーヴィングホルツ、クルラー・ブッシュ、ラーマー・ヴァルト、ヴァネバッハタールがある。主な近郊レジャー地区が、城跡、カイザー＝ヴィルヘルム記念碑、カジノ、屋外ステージ、鉱山史学習路があるジーブルク地区である。ホーエンジーブルクの南はボートクラブやハイキングルートがあるヘングスタイ湖へ急勾配で下って行く。

#### スポーツ施設
1887年にフレーデンバウムのホーベルツブルクで最初の競馬が行われた後、1913年にヴァンベルに砂と芝のコースを備えたドルトムント競馬場が開設された。この歴史的な競馬場は、ドイチェスセントレジャーの会場となっている。
ボルシア・ドルトムント (BVB) の最初の競技場はドルトムント北部のヴェストファーレンヒュッテの近くにあったヴァイセ・ヴィーゼであった。このボルシア最初のスタジアムは1924年に収容人数18,000人のシュポルトパルク・ボルシア・プラッツとして開設された。1937年にこの競技場は国家社会主義者によって接収され、国家労働奉仕団がヘッシュパルクの建設を始めた。現在ではヘッシュパルク近くの屋外プール「シュトックハイデ」に掲げられた記念プレートだけがヴァイセ・ヴィーゼをしのばせる。

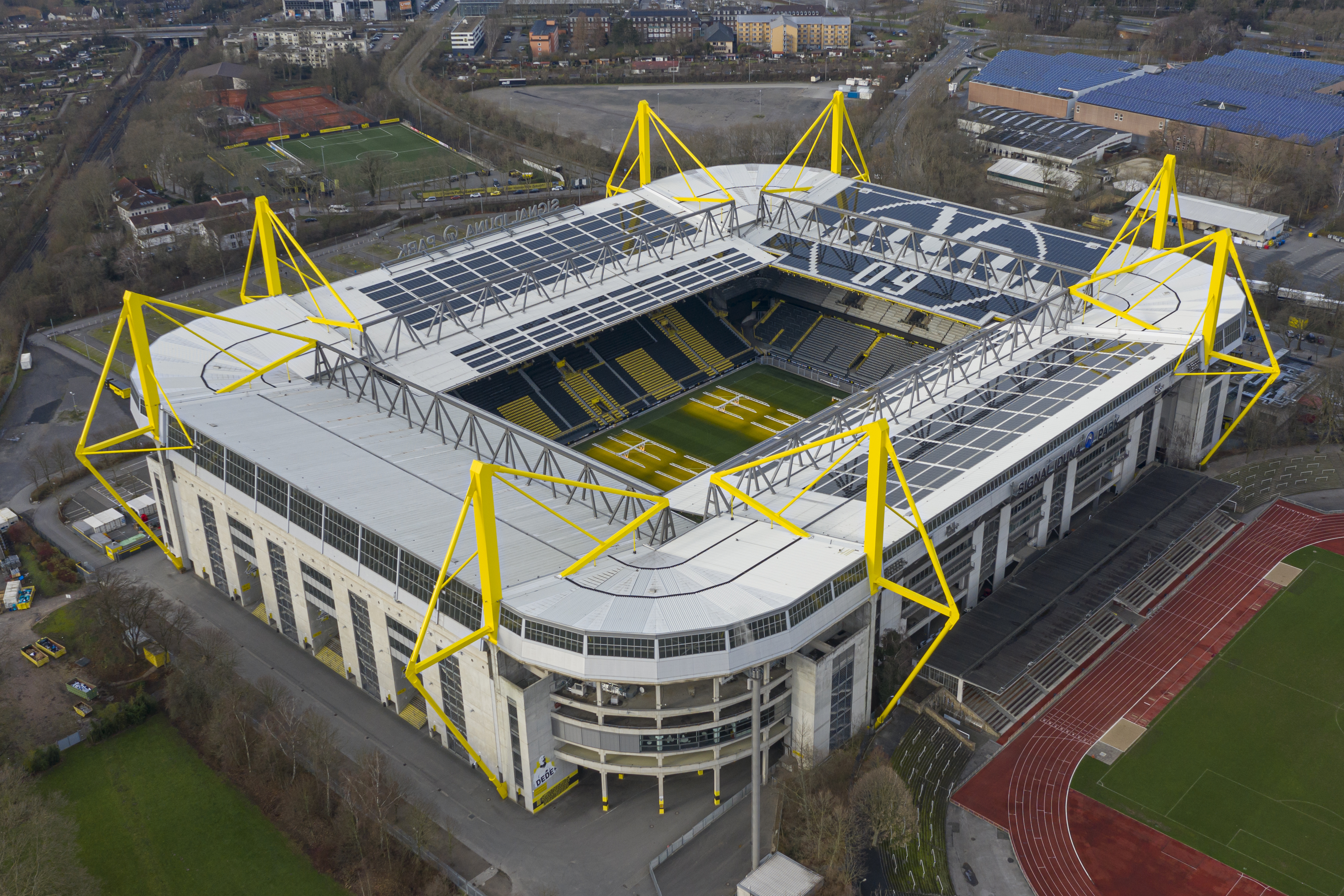
ジグナル・イドゥナ・パルク（ヴェストファーレンシュターディオン）

市の南部に1926年に新たに建設されたシュターディオン・ローテ・エルデがBVBの新たな競技場となった。シュターディオン・ローテ・エルデはフォルクスパルク・ドルトムントの一部であり、建設官ハンス・シュトローベルの都市計画に基づき建設された。この時代のドルトムントのフォルクスパルクには、ヴェストファーレンハレン、バラ園、さらには帝国道路1号線（当時）の南に隣接し、2007年から保護文化財に指定されているフォルクスバート・ドルトムントも含まれていた。このシュターディオン・ローテ・エルデは、1960年代半ばにボルシアの成功によって全盛期を迎えた。木造の仮設観客席が増設され、収容キャパシティは42,000人に拡大した。ボルシア・ドルトムントがヴェストファーレンシュターディオンに移った後、ローテ・エルデは1990年代までBVBプロチームのトレーニングスタジアムとして利用された。現在収容人数25.000人のこのスタジアムは陸上競技場として用いられており、国内大会や国際大会の会場となっている。また、3.リーガに所属するボルシア・ドルトムントIIの競技場としても利用されている。
収容人数54,000人のヴェストファーレンシュターディオンは1974年サッカーワールドカップのために新たに建設された。1970年代の様式でコンクリートで建設された純粋なサッカースタジアムで、住民やファンに熱狂的に受け容れられた。当時ボルシアは成功を収められず、ブンデスリーガ2部の時代であったが、来場者数は記録を達成した。1990年代半ばのボルシア・ドルトムントの活躍とともに、この「サッカーの殿堂」の拡張が徐々に始まった。2024年現在ヴェストファーレンシュターディオンの収容観客数は81,360人（国際試合では65,851人）で、ドイツのサッカースタジアムで最大の収容観客数である。南観客席は特徴的で特に見応えがある。ヨーロッパ最大の立ち見席で、ボルシア・ファンの本拠地となっている。2006年のワールドカップにおいてもこのスタジアムは試合会場の1つとなった。ドルトムントではラウンド16と準決勝を含む6試合が開催された。安全上の理由から全6試合で観客数は60,285人（すべてシート席）に制限された。このワールドカップにおいてヴェストファーレンシュターディオンはベルリン・オリンピアシュタディオンに次いで2番目に大きな試合会場であった。
ヴェストファーレンハレンは、1920年代に木造の円形ホール（体育館）として建築官シュトローベルによって建設された。観客収容数15,000人は、当時ヨーロッパ最大のホール建築であった。1927年のマックス・シュメリングの（ボクシング）世界王者戦は伝説的である。第二次世界大戦中このホールは戦争捕虜収容所として使われており、連合国軍の爆撃によって多くの捕虜が死亡した。戦後すぐに新しい建物が建設された。2万人収容の片持ち屋根構造の新しいホールは、1952年連邦大統領テオドール・ホイス臨席の下で開館した。現在のこのホールは、ヴェストファーレン・メッセセンターの全部で9つあるイベントホールの一部となっている。
ドルトムント＝エムス運河沿いのブンデスシュテュッツェンプンクト・ドルトムント（直訳: ドルトムント連邦支援施設）はボート競技のナショナルトレーニングセンターである。このボートクラブ・ハンザ・フォン・1898の建物では、ドイツボート協会 (DRV) のナショナルチームの一部が国際大会に向けたトレーニングを行っている。

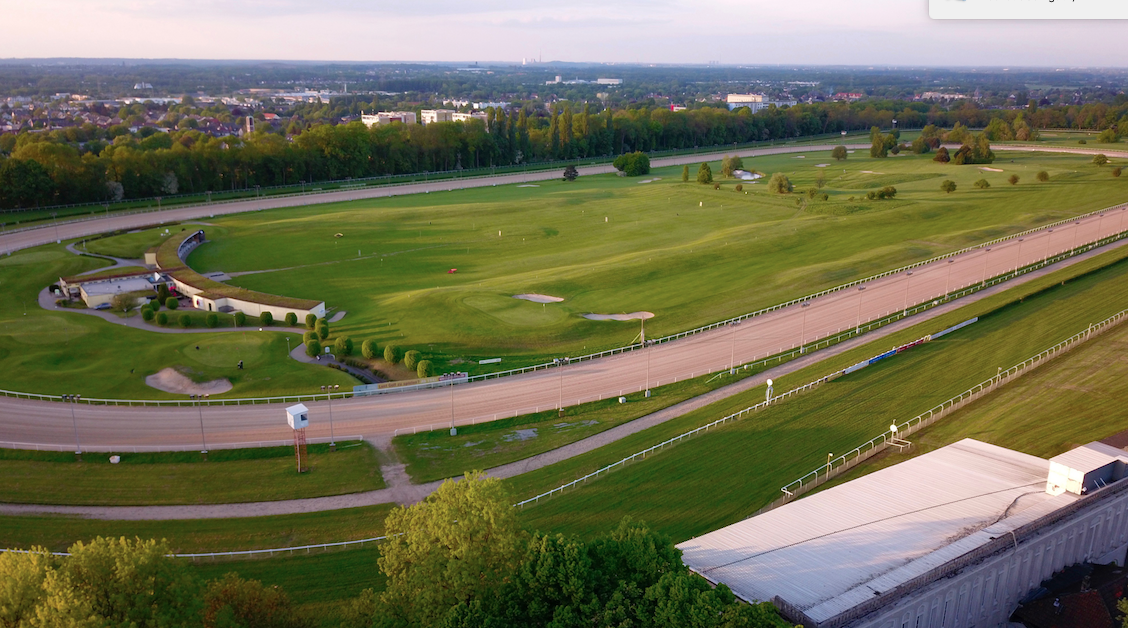
ドルトムント競馬場
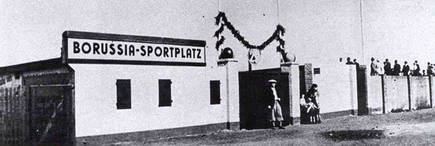
ヴァイセ・ヴィーゼ
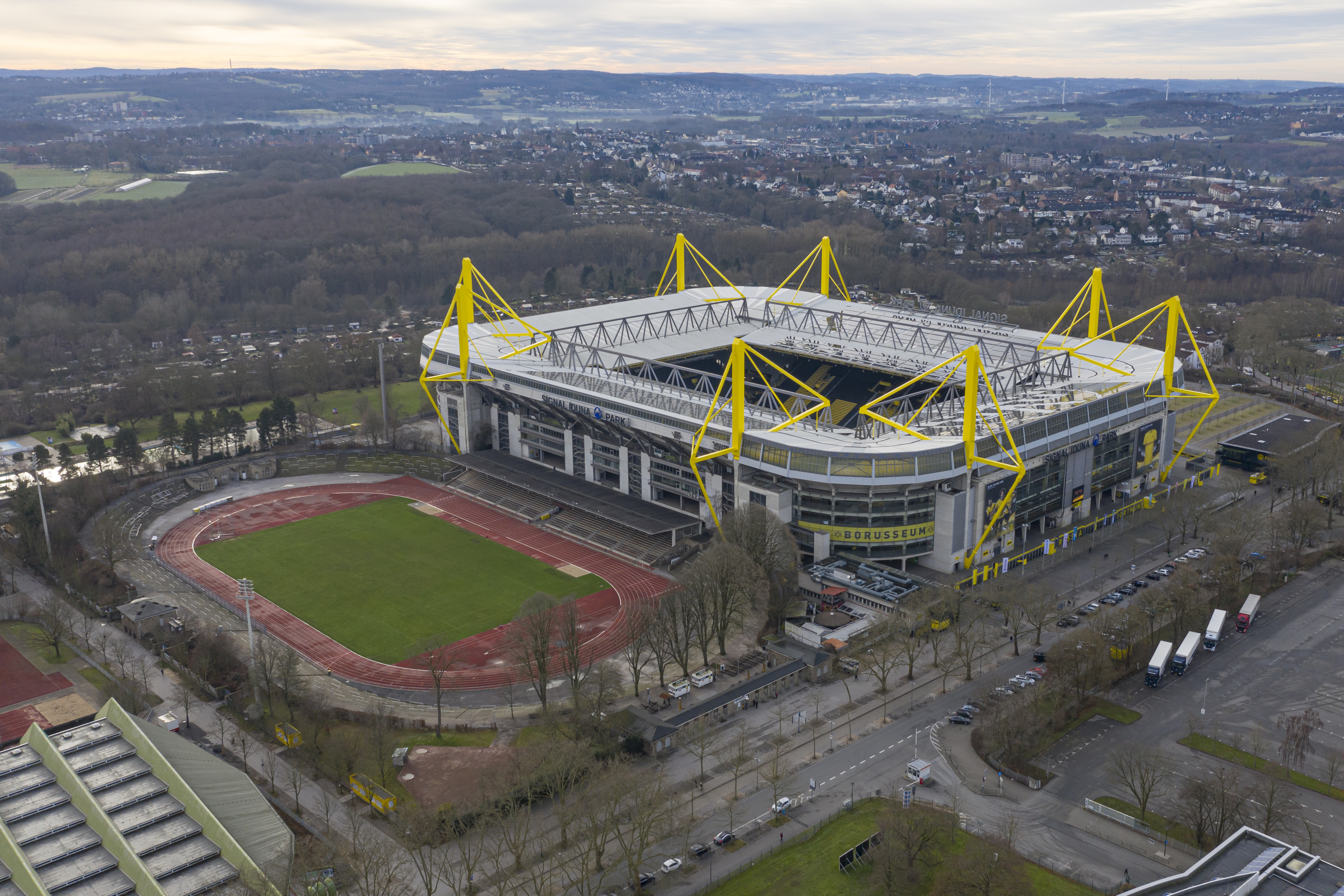
ローデ・エルデ（画面左）とヴェストファーレンシュターディオン（右）
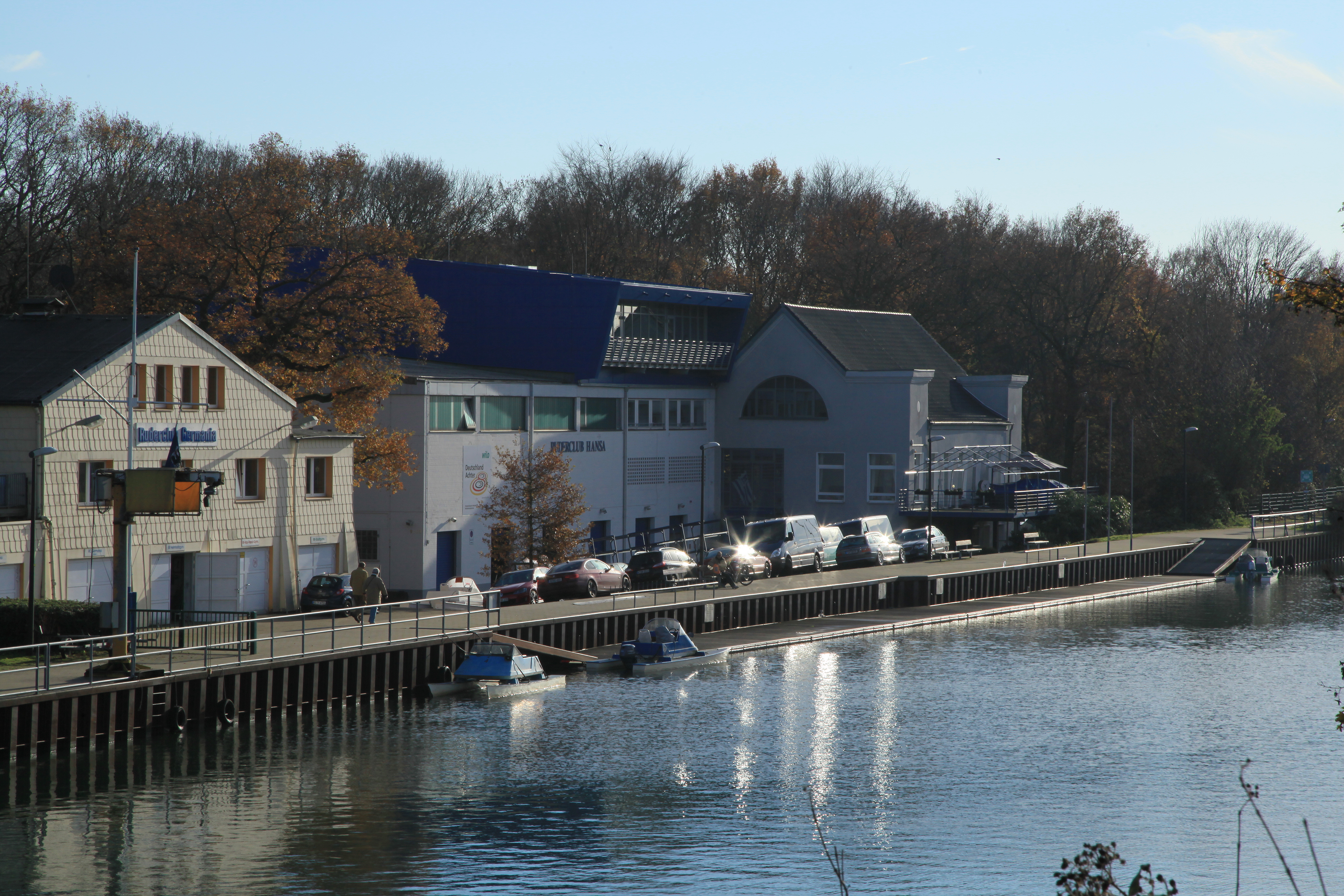
ボート競技ナショナルトレーニングセンター

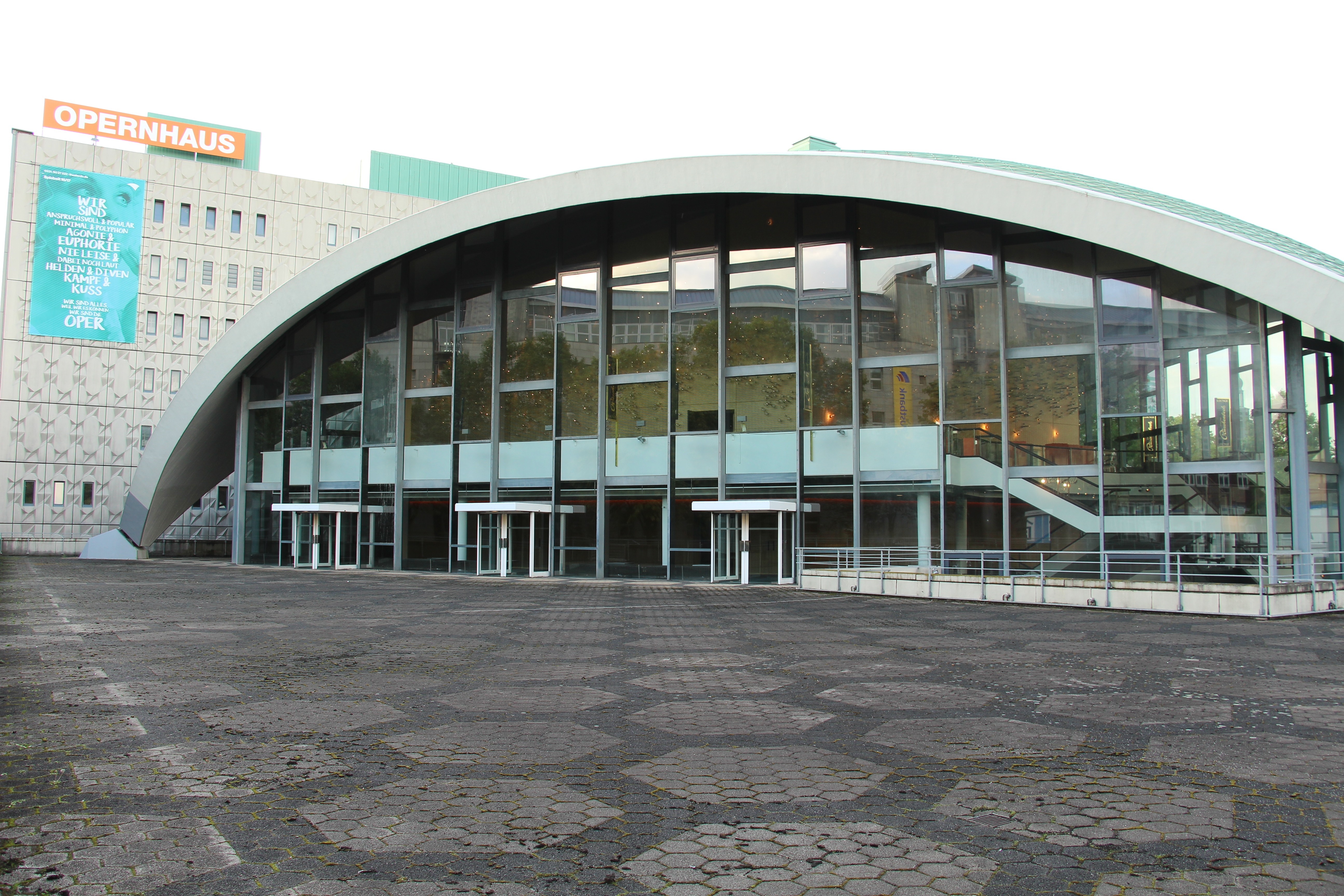
ドルトムント・オペラハウス

### 演劇
1904年に設立されたテアター・ドルトムントではオペラ、バレエ、演劇、青少年向け演劇が上演されている。第二次世界大戦後、旧シナゴーグの跡地にオペラハウス、劇場、スタジオが新たに建設され、戦争で破壊された街の復興の重要なシンボルとされた。1966年に完成したオペラハウス前の記念碑は1938年に破壊されたシナゴーグを記念したものである。青少年劇団「テアター・スケルシュトラーセ」は、その上演会場を同名の通りのヴェストファーレンパルクのすぐ隣に有している。この青少年劇団は、近い将来この劇場を閉鎖し、内市街に移転する計画である。目標は、「ユンゲン・ビューネ・ヴェストファーレン」およびホーエン・ヴァルの青少年劇団を統合して大きなオペラ＝演劇複合体を形成して、すべてのステージを中央ステージに集約することである。
アンサンブル・フレッチ・ビッツェルは1979年に設立された。1985年からテアター・フレッチ・ビッツェルはアルフォンス＝シュピールホフ＝プラッツに独自のステージを有している。アンサンブル自身の上演の他にこの劇場では児童演劇や人形劇作品の公演も行われる。この劇場にはギャラリーや文化ワークスペースがあり、演劇、ダンス、歌唱分野の教育の場として活用されている。この劇場のよく知られたプロダクションが、毎年ツォレルン鉱山で開催されるシリーズ公演「ガイアーアーベント」である。

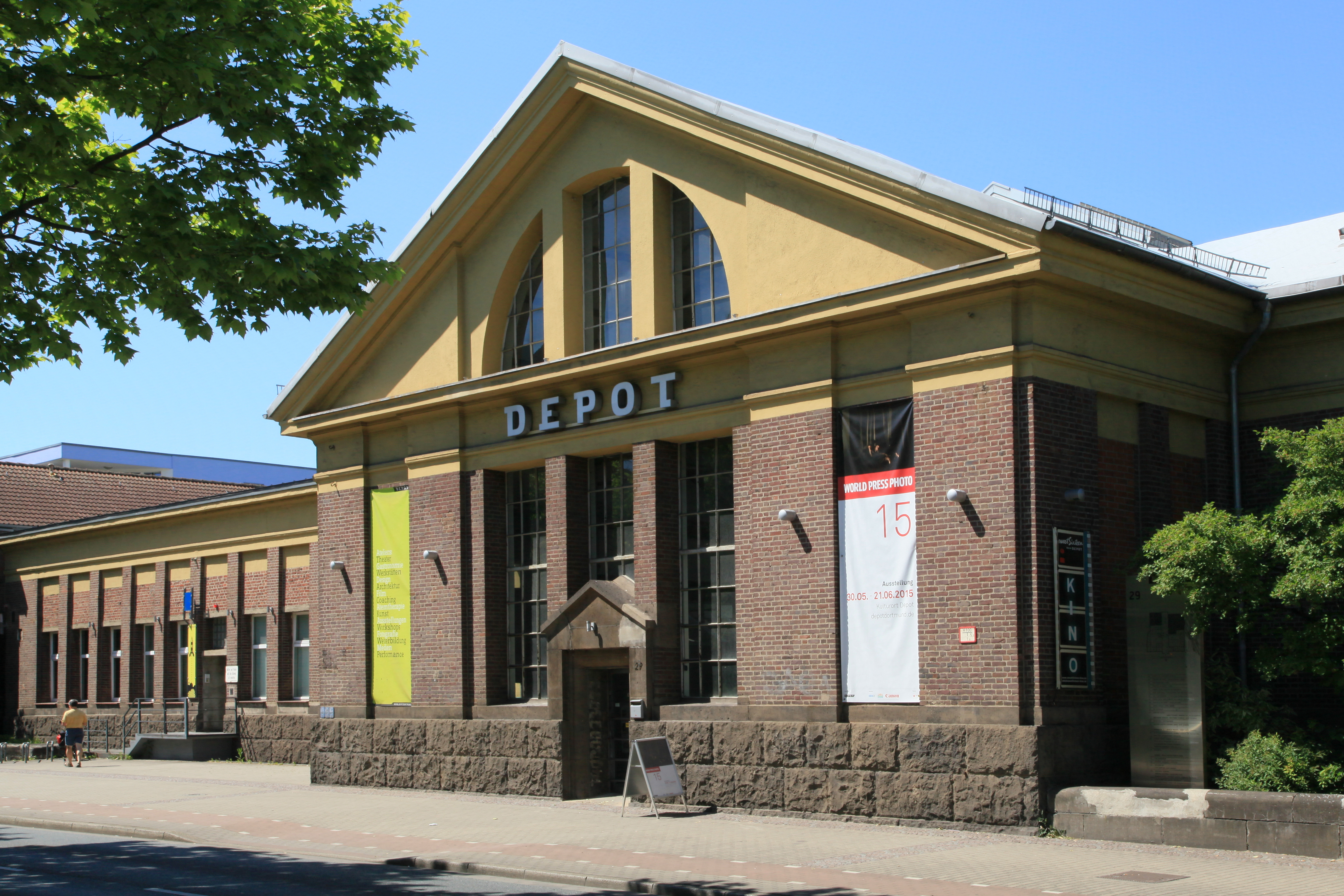
テアター・イム・デポー

ドルトムント・ノルトシュタットの、インマーマン通りのかつての路面電車車庫にテアター・イム・デポーの公演会場がある。独立系演劇芸術の中心地であるこのステージでは2001年1月から独自作品の公演がその大部分を占めるが、自前の公演場所を持たない独立系演劇グループもここで公演を行っている。アマチュア俳優やアマチュア劇団のためのコースやワークショップを備えた演劇養成所のプログラムもある。
民営のテアター・オルプケタールは、「ギュナ」と呼ばれるドルトムント出身俳優ブルーノ・クヌストのホームステージである。ラジオやテレビで有名なギュナは、ルール地方とそこに住む人々、それにサッカーといったテーマを繰り返し取り上げ、地方色豊かな作品を制作している。彼は、ルール・ナハリヒテン紙のコラム執筆者でもある。
ホーエンジーブルクの麓、ジーブルガー・ヴァルトの中にあるホーエンジーブルク自然劇場は景観の美しい劇場である。1952年から夏季になるとここで、大小様々なアマチュア演劇グループが公演を行っている。2003年からは冬季にも自然劇場のスタジオで演劇シーズンが続けられるようになった。
「シューレ・フュア・タンツクンスト」（直訳: 舞踏芸術学校）は舞踊劇団コルドゥラ・ノルテを形成している。ライニシェ通りの古い体育館で1998年から定期的に舞踊劇の公演が行われている。
ドルトムント・ノルトシュタット中心部のロト＝テアターは、音楽やコメディの公演の他、文学プログラムにも力を入れている。
ハンザ・テアターは、ドルトムントのヘルデ市区にある劇場である。ここではレヴュー、ミュージカル、キャバレーが上演されている。
わずか45席のドルトムント最小の劇場がヴェストファーレンパルクのノスタルジックな人形劇場である。
その他の劇場には、以下がある。
- ハーレンベルク・シティー＝センター
- フリッツ＝ヘンスラー＝ハウス
- メルヒェンビューネ
- アウラ・アム・オストヴァル

### 音楽

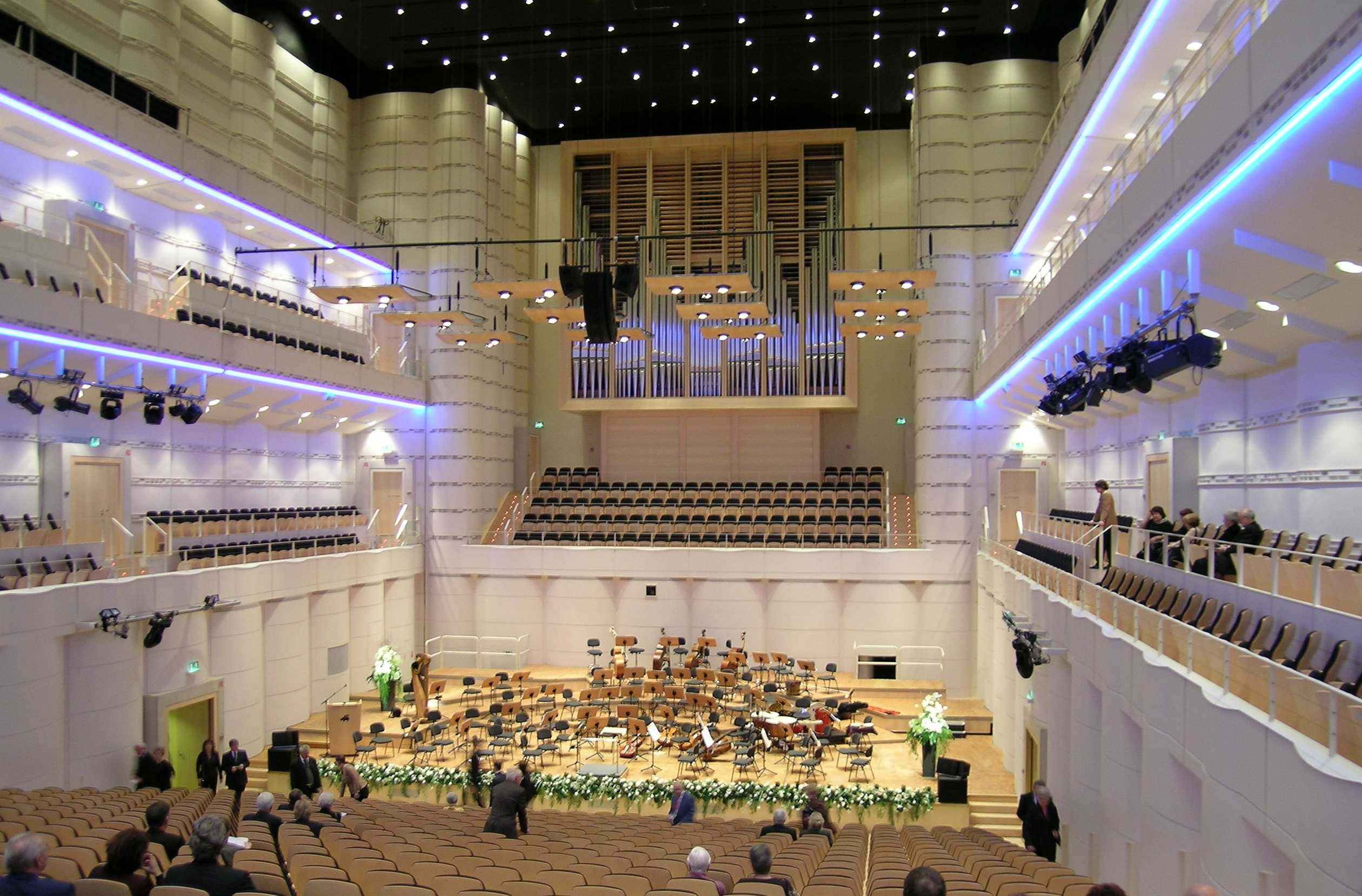
ドルトムント・コンツェルトハウスのコンサートホール

#### 音楽建築・施設
2002年にオープンした新築のドルトムント・コンツェルトハウスは、ドルトムントの音楽カルチャーの行方を示すプロジェクトとみなされている。さらにこの施設は2014年からヨーロッパ・コンサートホール・オーガニゼーション (ECHO) のヨーロッパ先進連合のメンバーとなっている。近代的な鉄鋼＝ガラス建築構造で造られたコンツェルトハウスは1500席を有し、優れた音響を持つコンサートホールとされている。
ドルトムント・フィルハーモニーは1887年に創設された。その演奏は、ドルトムント・コンツェルトハウスや市立オペラハウスで上演されている。また、客演も行っている。
1968年にドルトムント市によって開設されたフライツァイトツェントルム・ヴェスト (FZW) は、若者向けのサブカルチャーや音楽シーンの様々な公演を年間250以上上演している。FZW では地域的な有名アーチストの他に、定期的に様々な音楽分野の国際的なアーチストが演奏を行っている。ドイツで最初期のクラブの1つとして FZW は、中高年の良質な音楽とダンスに対する欲求を認識しており、Club30 を開設した。エレクトロニックミュージックフェスティバル「ジューシー・ビーツ」は、FZW のクラブカルチャーをその起源としている。

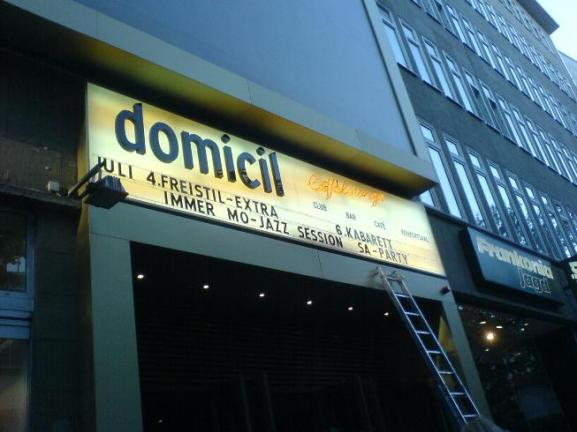
ジャズクラブ「ドミシル」

ジャズクラブ「ドミシル」は1969年から存在している。元々は託児施設の地下にあったが、2005年からハンザ通りのヴェストファーレンハウスにかつてあったスタジオ＝キーノに移転した。同好会として組織されたこのジャズクラブは、その歴史の中で、地元および国際的なアーティストによる数え切れないほどのコンサートイベントを主催してきた。このクラブのウェブサイトには膨大なイベントアーカイブがある。WDRやドイチュラントフンクは、定期的にこのクラブをコンサート中継の会場として利用している。ニューヨークの権威あるジャズマガジン「ダウン・ビート」はドミシルを世界のジャズクラブ・ベスト100の1つに挙げている。
NRWユーゲントジャズオーケストラは、上達促進を目的に、1975年にドイツで最初のジュニアジャズオーケストラとして結成された。ユーゲントジャズオーケストラで初めて舞台で演奏を行った500人以上のメンバーのうち、1/3がプロミュージシャンの道に進んだ。
ジャズバンド「ジギー・ゲルハルト＝スウィングテット」は50年以上の歴史を持つ。1948年に創設されたホット・クラブ・ドルトムントでジギー・ゲルハルトとヒルベルト・ホムベルクが出会い、結成された。このジャズバンドは親しみ易いスウィングで絶大な人気を得て、WDR の放送やドイツ・ジャズフェスティバルに出演した。
音楽教育についてはドルトムント音楽学校がある。1951年に青年音楽学校として創設されたドルトムント音楽学校は長い歴史を有している。学長シュテファン・プロフェット指導の下、250人の音楽指導者がシュタイン通りの本校と市内合わせて100箇所以上の分校で、児童、青年、成人の指導を行っている。ドルトムント音楽学校は、以下の5本柱のポートフォリオを掲げている:「音楽学校スタート」、「学校での講義」、「楽器とボーカルのレッスン」、グレン・ブッシュマン・ジャズ・アカデミーとポップ・スクールによる「ハウス・オブ・ポップ」、「プロジェクト、コンクール、イベント」である。
ピアニストのための国際シューベルト・コンクールは1987年から開催されている。

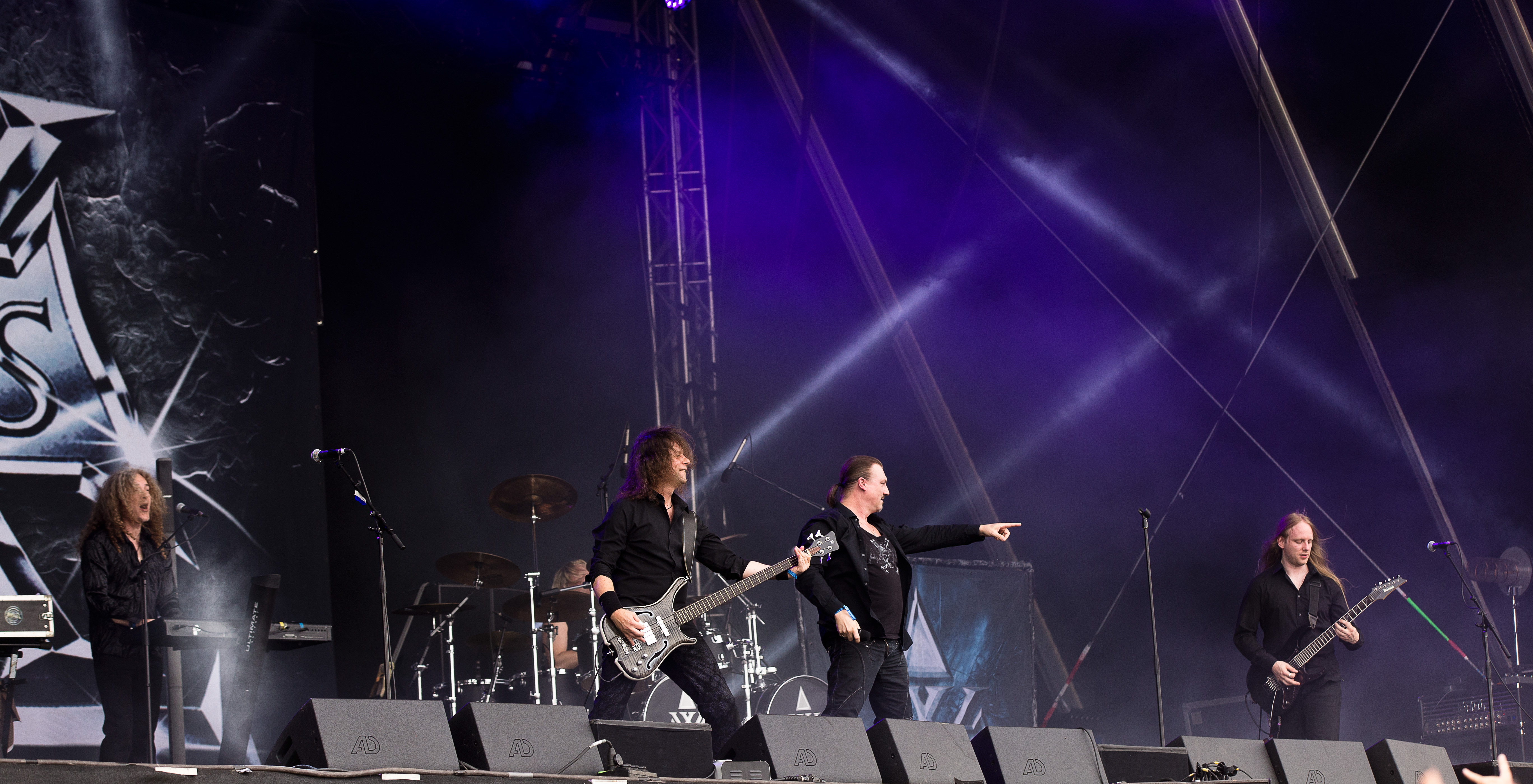
ロックバンド「アクシス」

#### バンドと演奏家
Cochise はドルトムントのバンドで、1970年代末から1980年代末にかけて、政治的なポップ音楽やフォークソングで名を知られ、特に新しい社会運動の活動シーンで人気があった。
ディー・コンディクタースはドルトムントのロックバンドで、1980年代に人気を得た。そのスタイルはロックとニュー・ウェイヴに分類される。
現在、コスモ・クライン、サシャ、トゥー・ストロング、オレンジ・バット・グリーン、アクシスといったバンドやミュージシャンによる多彩なインディーズ音楽シーンがドイツ全土で受け容れられている。

#### 合唱
ドルトムントには多くの合唱団があり、その一部はドイツ・コンサート合唱連盟あるいはノルトライン＝ヴェストファーレン合唱連盟に加盟している。ドルトムント・オラトリオ合唱団は1899年に「ドルトムント教員合唱クラブ」として発足し、皇帝ヴィルヘルム臨席のドルトムント港開港式典で初めて公開演奏を行った。1905年からドルトムント・フィルハーモニー管弦楽団と共演している。国家社会主義支配の時代に合唱団のメンバーの多くがユダヤ人の出自を持つという理由で除籍され、戦争の混乱は合唱団の解消を意味した。1957年に教員合唱団は再結成されたが、歌うことの好きな教員が不足したことから1986年にドルトムント・オラトリオ合唱団となった。この合唱団のレパートリーにはバッハやヴィヴァルティの古典的な音楽が含まれる。
第二次世界大戦直後、爆撃により灰燼と帰したドルトムントで、1946年にエミール・ラーベによってドルトムント室内合唱団が結成された。この合唱団は数多くの海外公演で、たとえば1954年の「アイルランド・グランプリ」など多くの国際的な賞を受賞した。ドルトムント室内合唱団は、ノルトライン＝ヴェストファーレン歌唱連盟のマイスター合唱団の称号をすでに何度も得ている。
ドルトムント・コンツェルトハウスの合唱アカデミーは、この種のものとしてはヨーロッパ最大級の歌唱学校の1つである。ここでは30以上の異なる合唱アンサンブルに所属する歌手約1300人が学んでいる。ドルトムントには17の児童合唱団と8つの本格的な合唱団がある。この他にエッセンとゲルゼンキルヒェンにそれぞれ6つの児童合唱団がある。
ドルトムントにはこの他に以下の合唱団がある。
- コレギウム・ヴォカーレ・ドルトムント
- ジーブルク合唱団、1864年創設

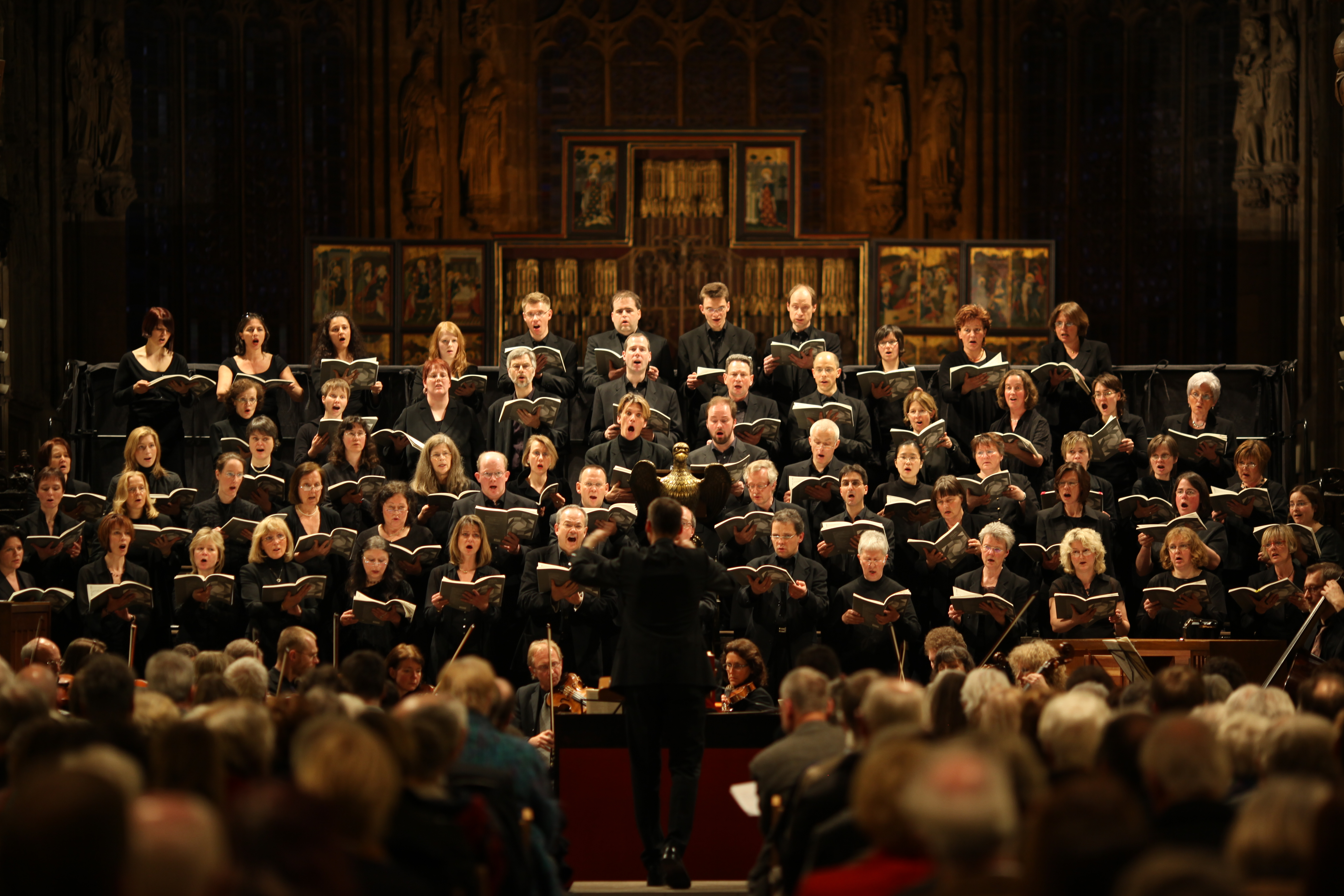
ドルトムント・バッハ合唱団（2009年）

- ドルトムント・バッハ合唱団、1892年創設
- ドルトムント男声合唱団、1904年創設
- ドルトムント音楽協会フィルハーモニー合唱団、1845年創設
- ドルトムント・シューベルト合唱団、1900年創設
- フローリアン・シンガーズ
- ドルトムント工科大学室内合唱団
- バーバーショップ合唱団レディース・ファースト
- MGV アイントラハト・ドルトムント、1846年創設

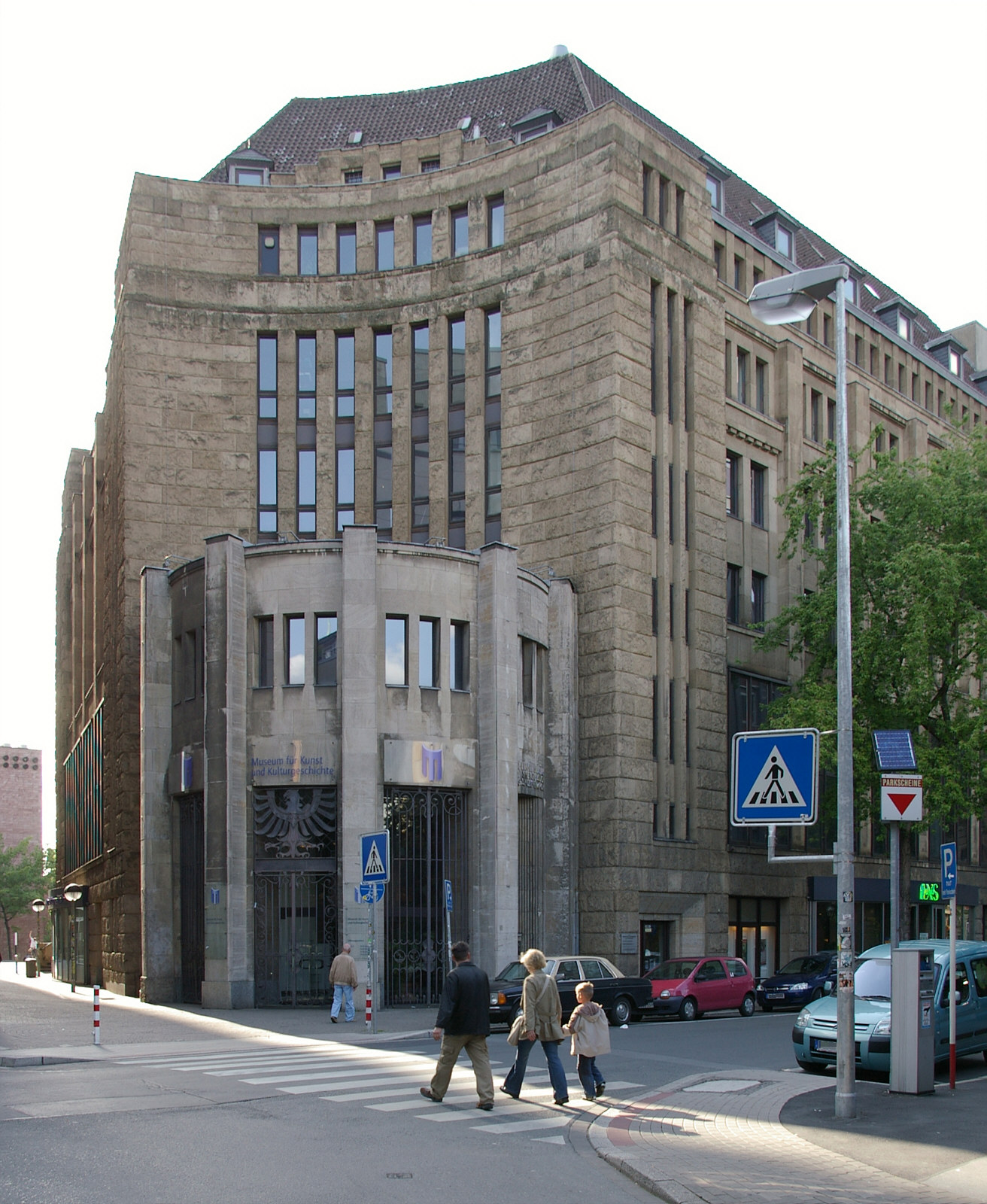
ドルトムント芸術・文化史博物館

- ドルトムント警察合唱団、1909年創設

### 美術館・博物館
1947年に創設され、ドルトムントのUに入居している近現代美術のオストヴァル美術館は、20世紀の絵画、塑像、芸術オブジェクト、写真を収蔵している。この美術館には画家アレクセイ・フォン・ヤウレンスキー作品の大規模なコレクションや、青騎士周辺のブリュッケ・コレクションを収蔵している。さらに1990年代初めのマルセル・デュシャンからヨーゼフ・ボイスまで、ギュンター・ユッカーからジャン・ティンゲリーに至る1000点以上の作品をジークフリート・クレーマーのコレクションから獲得し、この美術館のもう1つの力点を形成している（アンフォルメル、ZERO、フルクサス）。
ドルトムント芸術・文化史博物館は、1924年にフーゴ・シュタインバッハによって市立貯蓄銀行として建設されたアール・デコ様式の建物に入居している。この美術館のコレクションは、絵画、塑像、家具、工芸品を糸口にこの街の文化史を一望するものである。展示品は、時には先史時代・古代の遺物から20世紀の作品にまで及ぶ。計測技術博物館支援サークルe.V.は、計測器の歴史を常設展示し、珍しい測地学の道具を紹介している。この博物館の一角は、全国的に重要な芸術・文化展覧会に定期的に利用されている。
博物館アドラー塔には、中世のこの街の歴史に関する展示がなされている。見所は、出土品と中世の街の模型である。同時代の描写、歴史的な武具や日用品が過去数世紀にわたるドルトムントの生活の様子を活写している。

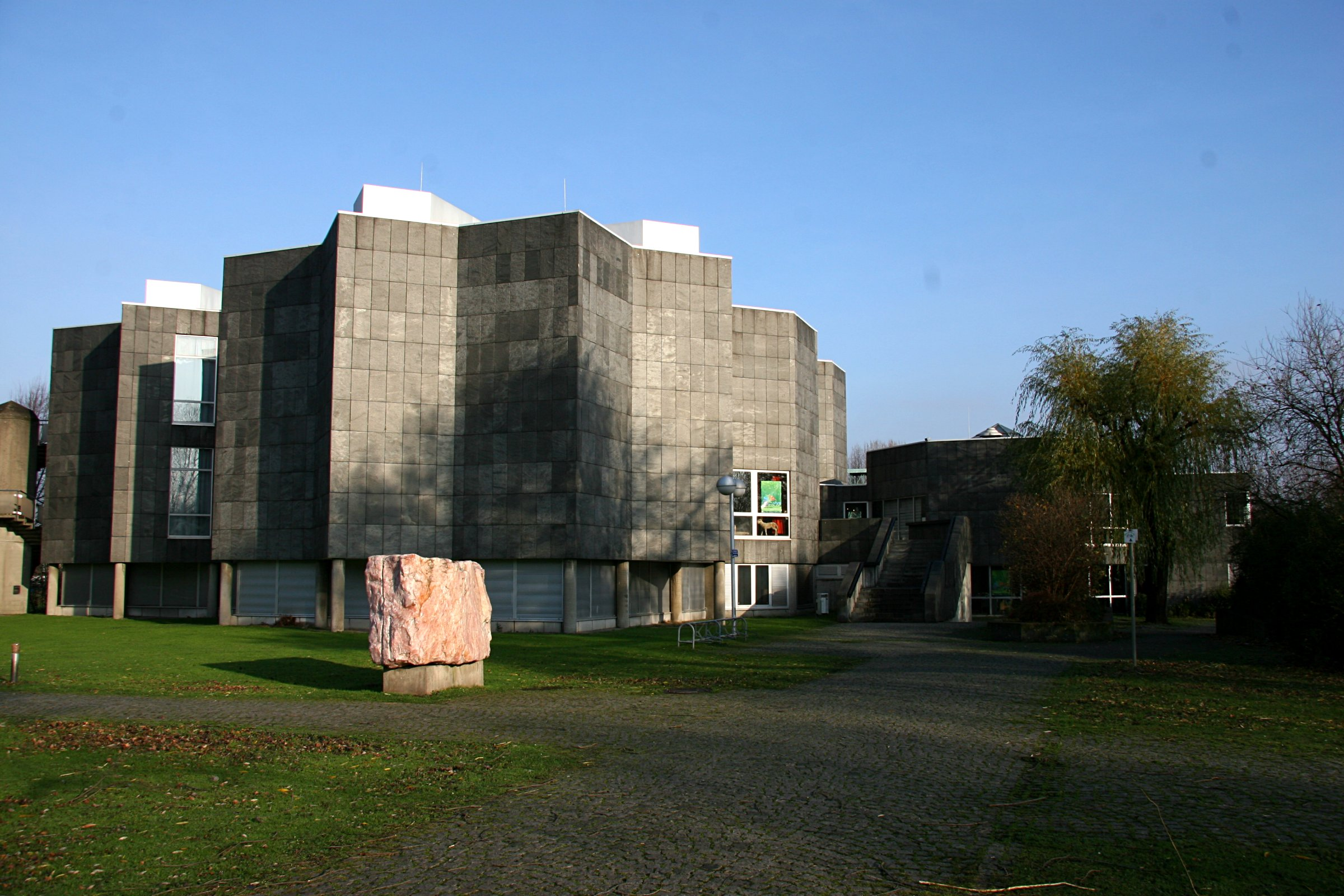
ドルトムント自然博物館

ドルトムント自然博物館は1912年に設立された。この博物館は訪問者を地質学や地史学および土着の動植物界に近づけている。ハイライトは、水晶の仲間を収蔵した鉱物キャビネット、訪問者向け展示鉱山、メーネ湖の魚の世界を見ることができる約9万リットルの巨大なアクアリウムである。このアクアリウムは、1980年に造られ中南米の淡水魚を飼育していた72,000リットルのものと2012年に置き換えられたものである。
ドイツ料理本博物館の中心は、1856年から1876年にドルトムントに住んだ料理本著者ヘンリエッテ・ダーフィディスである。この博物館は展示品を糸口に社会生活と料理技術、19世紀の社会的差別や料理文化を描き出そうとしている。
豊かな伝統を持つヴェストファーレン学校博物館は、1910年に教員養成機関および教材のコレクション展示施設として開設された。この博物館は、ドイツで最も重要な教育史コレクションが収蔵しており、広範な博物館教育プログラムを実践している。
LWL-工業博物館はツォレルン鉱山 II/IV坑に本部を置いている。ここは「ヨーロッパ産業遺産の道」(ERIH) のアンカーポイントの1つになっている。1903年に完成したゲルゼンキルヘナー鉱業AGのムスター坑はユーゲントシュティールの様式で造られており、北ドイツレンガ＝ゴシックの流れを汲む。ユーゲントシュティールの玄関のおかげでこのホールは1959年に取り壊しの危機から救われ、ドイツにおける工業文化財保護の先駆けとなった。現在ツォレルン鉱山に、ルール地方の鉱業の社会史・文化史博物館がある。
1992年に閉鎖されたハンザ・コークス工場は、立ち入ることができる巨大なモニュメントとして、前世紀の重工業史に関する興味深い紹介を行っている。「自然と技術の学習路」により、保護文化財に指定されているコークス工場の生産区域を見学することができる。際立った特徴は、デマグ社のガスコンプレッサー5基を備えた、保存された機械ホールである。この旧ハンザ・コークス工場は工業文化財保護および歴史文化協会の本部となっている。

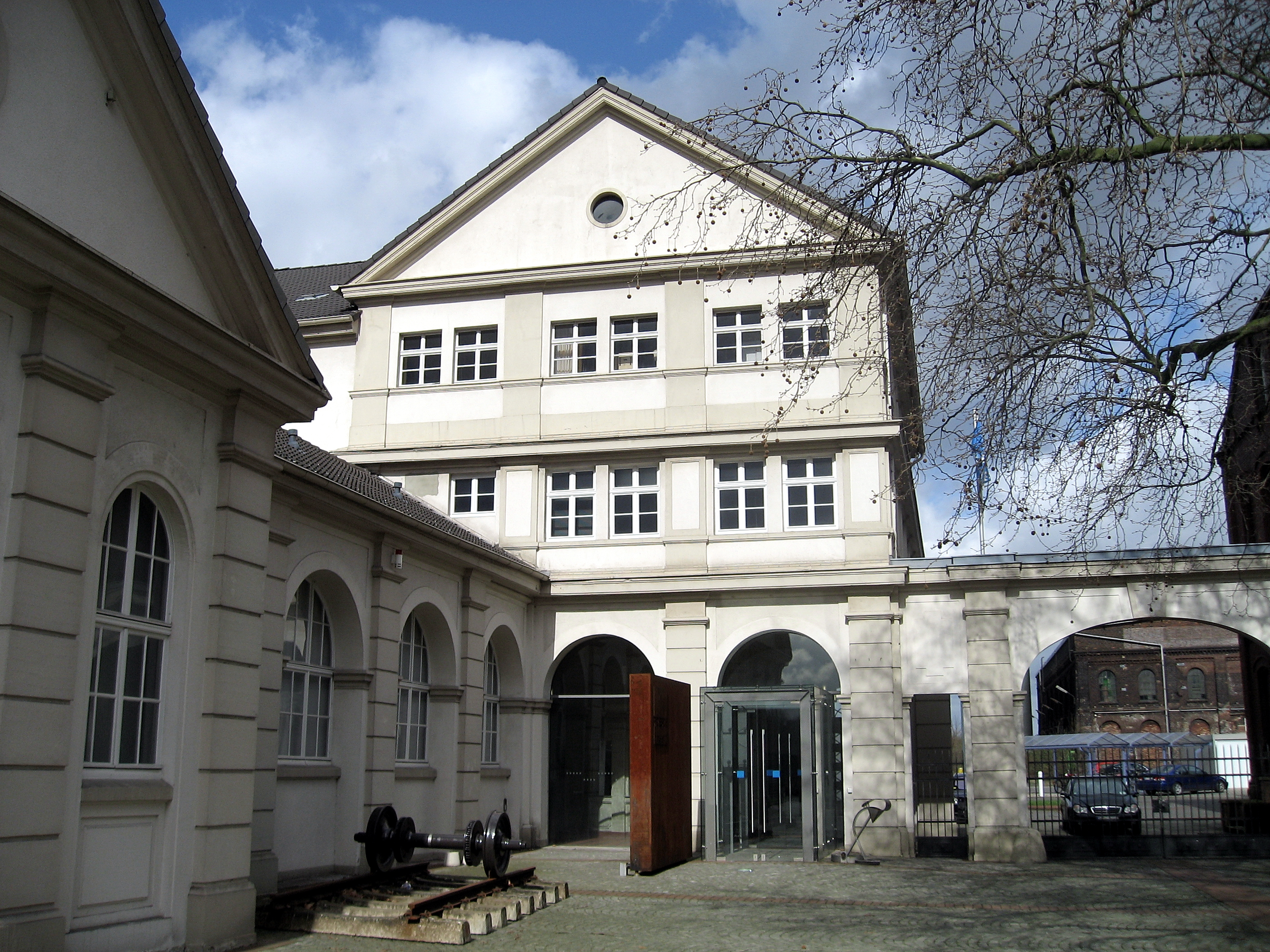
ヘッシュ博物館

2005年に再開したヘッシュ博物館は、かつてのヴェストファーレンヒュッテの第1門衛棟に入居している。かつての「ヘッシアナー」（ヘッシュ従業員）、芸術・文化史博物館、ヴェストファーレン経済アーカイブの共同作業によって発足したこの博物館は、企業ヘッシュAGの街に対する意義を紹介し、1871年から20世紀末に衰退するまでの鉄鋼業の工業史を展示している。

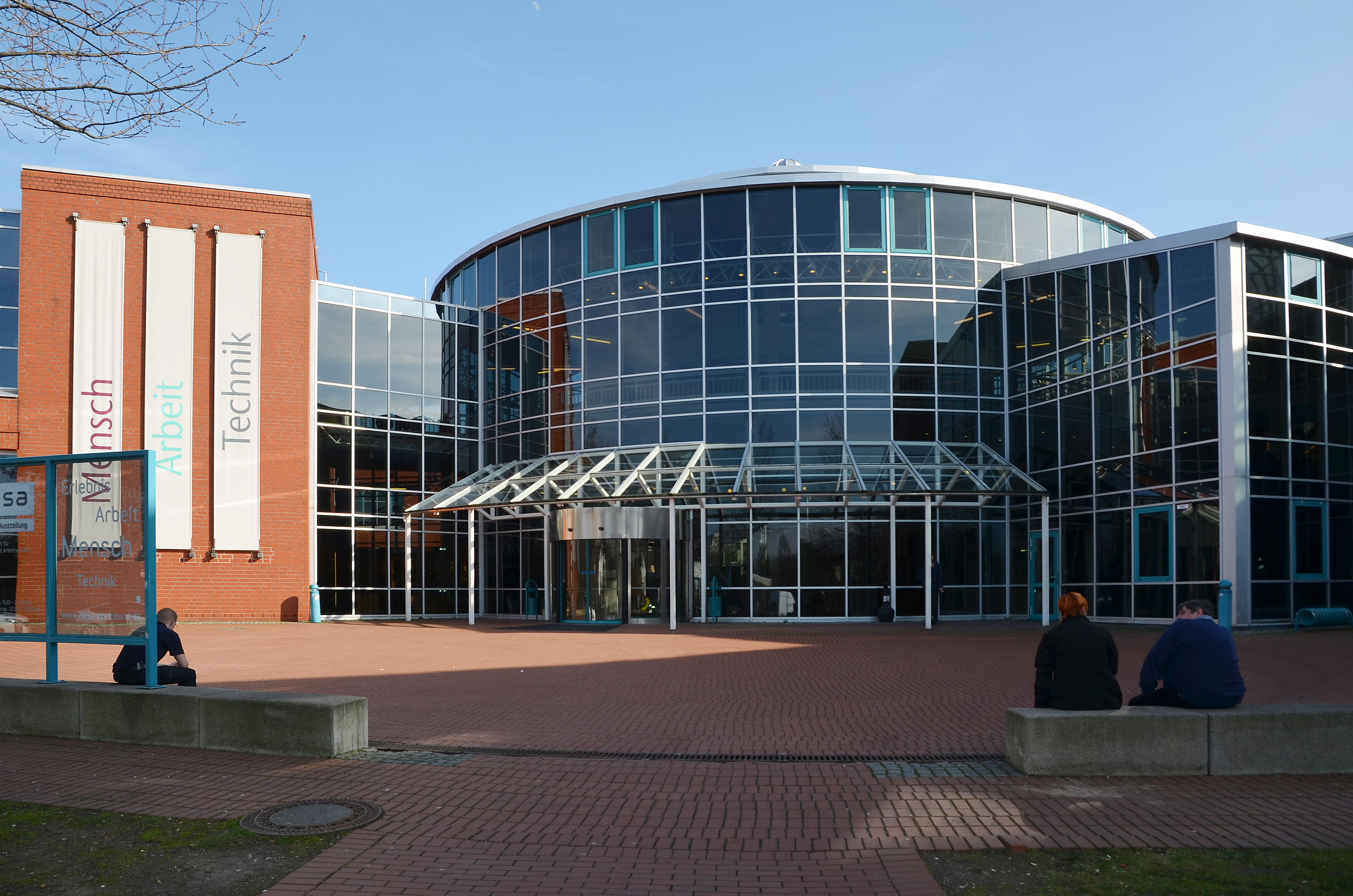
DASA

DASA - アーバイツヴェルト・アウスシュテルング（直訳: 労働世界の展示）は、1993年に設立された、ドルトムント工科大学近くのドルストフェルト地区にある技術博物館である。約 13,000 m2 のフロアに近代および過去に技術世界が展示されている。ここでは技術自体が目的ではなく、働く人間との関わりが描き出されている。
ドルトムント採石場は、国家社会主義時代の虐殺に対する悔恨と記憶の場となっており、ドルトムント市文書館の常設展示「ドルトムントにおける抵抗と迫害 1333-1945」がなされている。
2006年4月にドルトムント・ブルワリー博物館が再開した。旧ハンザ＝ブラウエライの歴史的な機械室と隣接する製造室には、1960年代からこの街のビール醸造史を一望する博物館が入居している。
旧港湾事務所での「港と航行の展示」は、船や港の模型を糸口にして航行学や近代的な港湾経済学を紹介している。
ボルシア・ドルトムントの発足99周年記念日にあたる2008年12月19日から、ジグナル・イドゥナ・パルクの北東角に、このクラブの歴史について紹介する博物館「ボルセウム」が開館した。
ドイツ・サッカー博物館は、ドイツサッカー連盟 (DFB) の公式な国立の博物館であり、2015年10月23日に開館した。ドルトムント中央駅のすぐ隣に位置するこの建物は、デュッセルドルフの「HPP Hentrich-Petschnigg + Partner」により起案され、ドルトムント・芸術・文化マイルに参加している。内容は、ドイツのサッカー史を回顧し体験する場となっている。ここでは、サッカーの歴史における出来事やスポーツのあらゆる面における発展、さらにサッカーというスポーツを取り巻く社会的テーマなどを中心に紹介している。

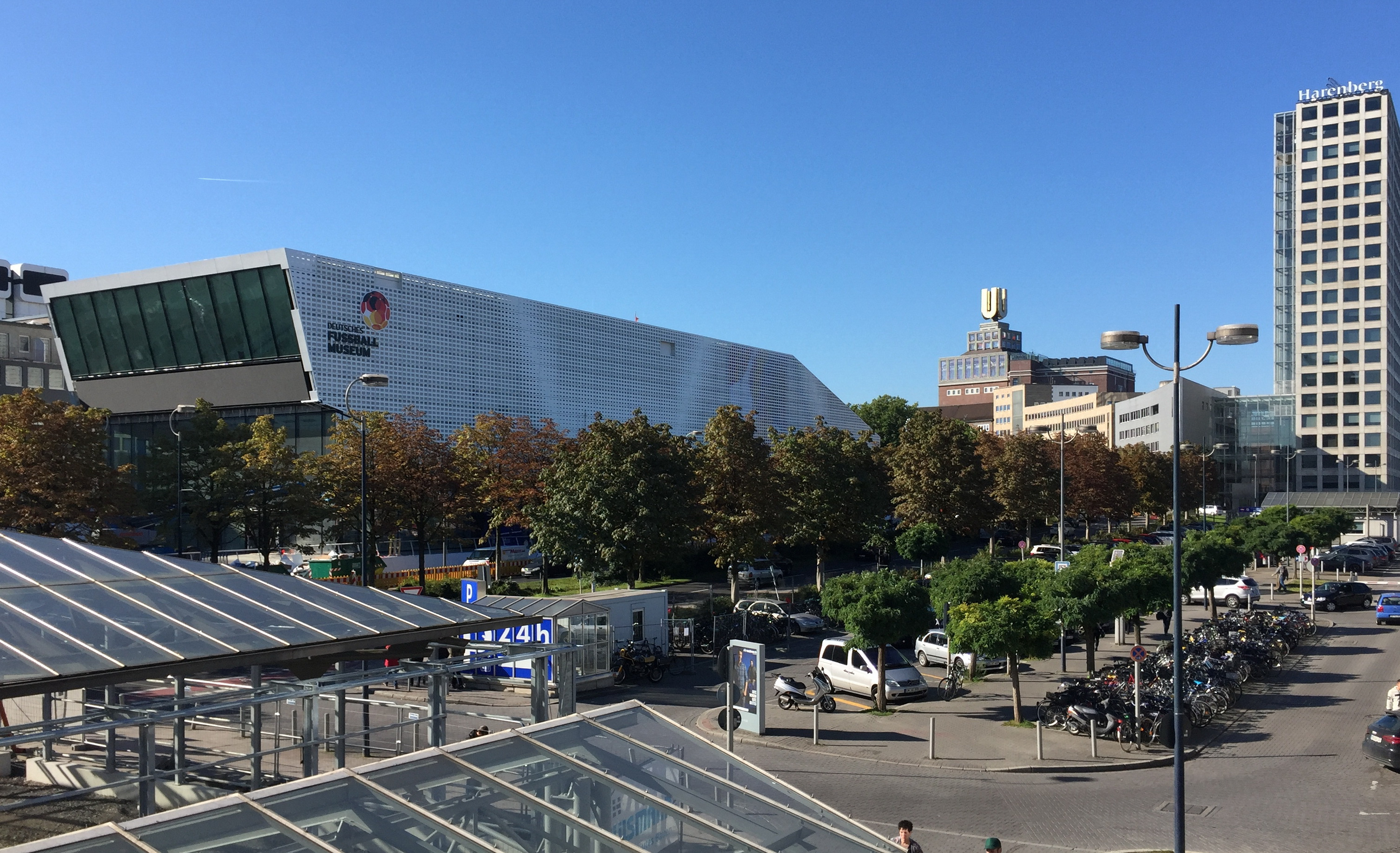
ドイツ・サッカー博物館

ヴィス通り11番地に、広さ 300 m2 の民営の薬局博物館がある。この博物館は、1万点を超えるドイツ最大の私的な薬剤史コレクションである。
マグネット博物館はトリデルタ社の企業博物館である。展示は、電気工学分野における永久磁石の歴史上および現在の応用を概観するものである。この博物館では、メーター、スピーカー、電話、スイッチ、リレー、時計、測定器、小型モーター、発電機への永久磁石の応用に光をあてている。
近郊交通博物館は、ネッテ地区にあり、ドルトムント・シュタットヴェルケAGおよびその先行会社の文物を展示している。
ドイツ工業用塗料博物館はドルトムント港にあり、訪問者に工業用塗料のあらゆる側面を紹介したいと考えている。
2019年1月1日から市立博物館の入場料が無料となった。
その他の博物館は以下がある。
- BINARIUM. ドイツ・デジタル文化博物館[114]
- ドルトムント自動車博物館
- Hartware ドルトムント-Uにあるメディア芸術協会
- アドルフ・フォン・ハンゼマン鉱山の小さな鉱山博物館
- ロムベルク坑の小さな鉱山博物館
- デルヴィヒ館のリュトゲンドルトムント郷土博物館

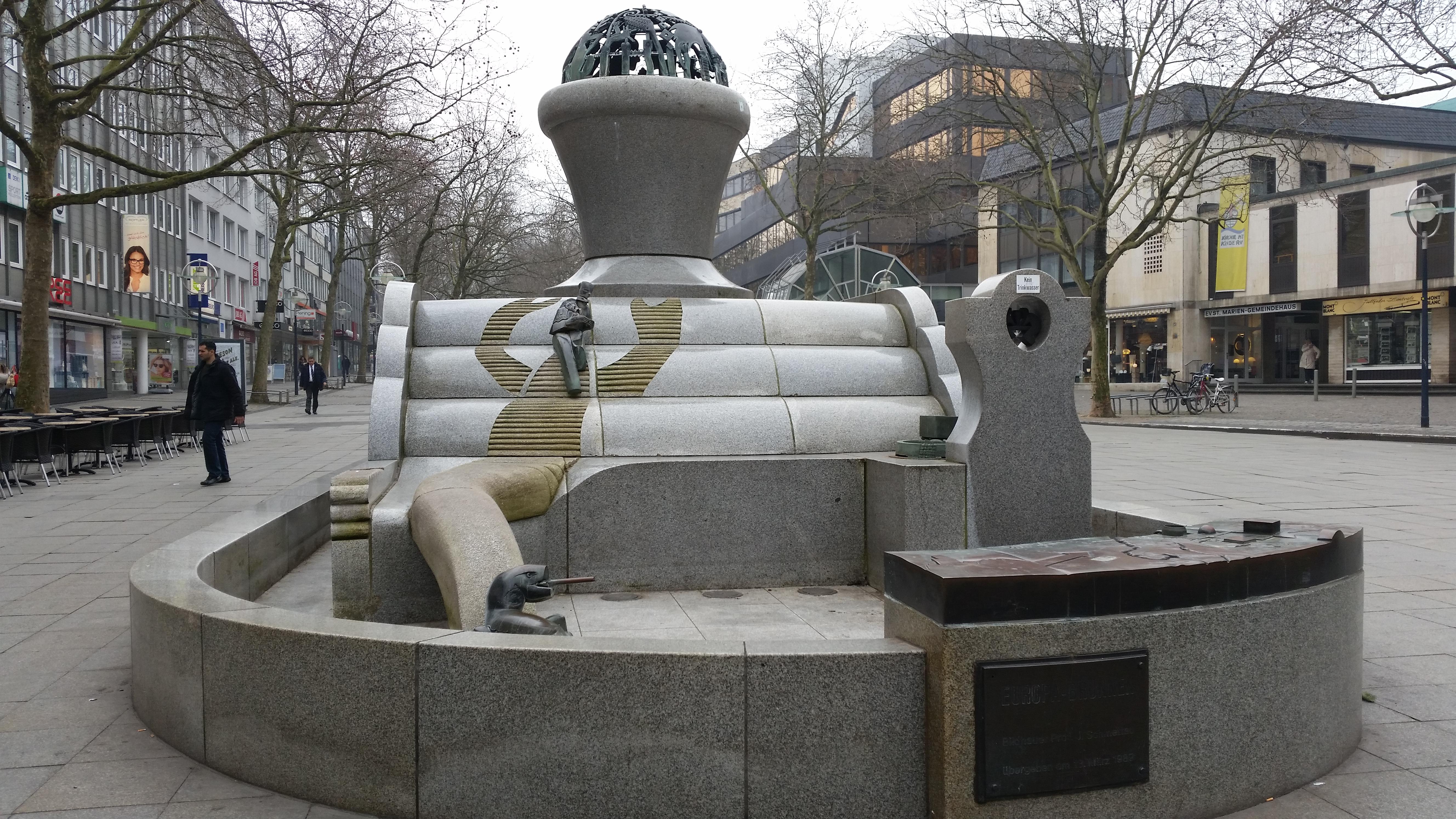
オイローパブルネン

- ヘルダー城のヘルデ郷土博物館

### 公共スペースの芸術

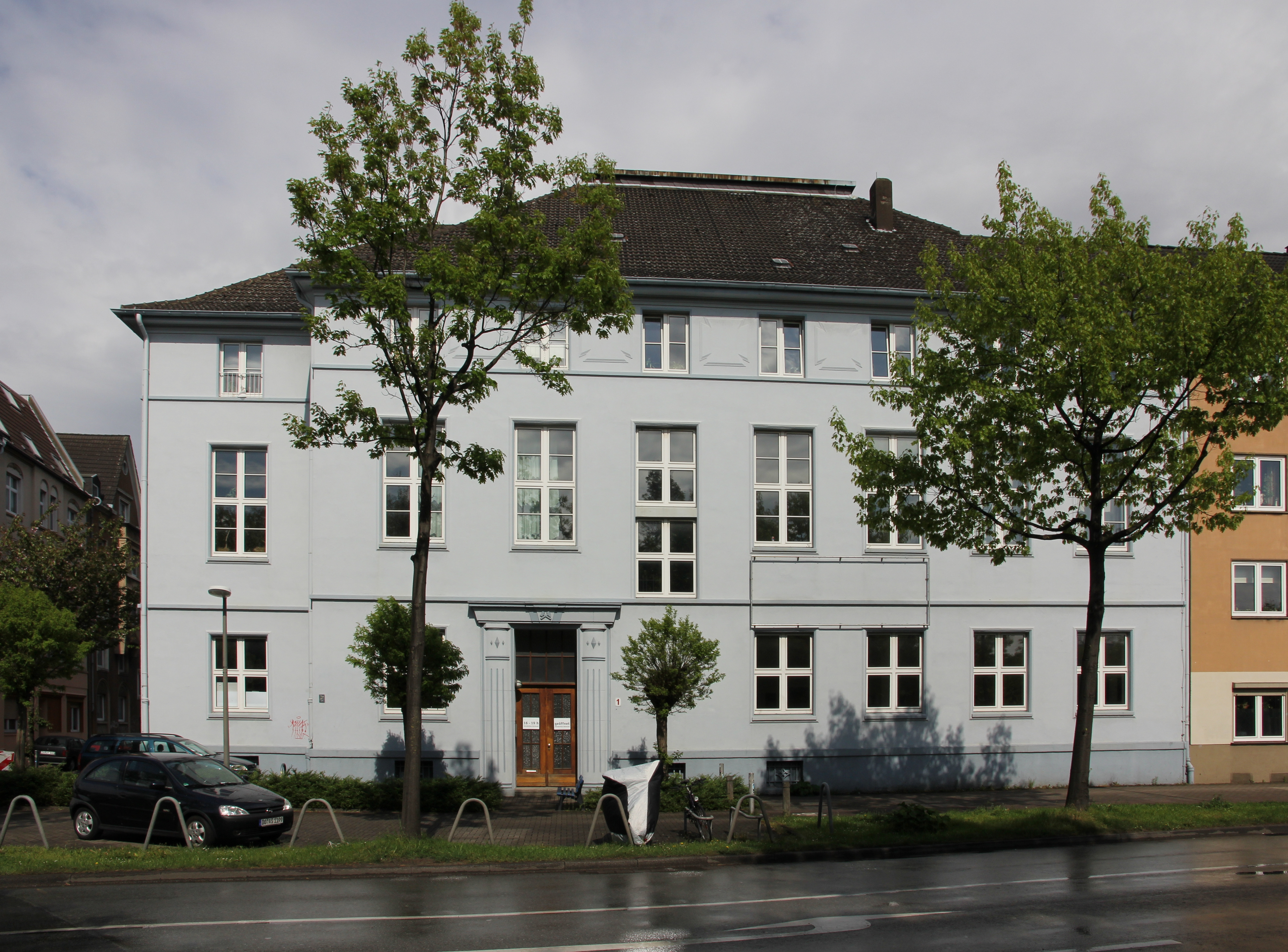
キュンストラーハウス・ドルトムント

ドルトムント市の公共スペースには600以上の様々な作品が展示されている。これらは、「Kunst der letzten 150 Jahre」（直訳: 近年150年の芸術）である。彫刻、造形、絵画、モザイク、工業遺産、泉などがある。ライオン記念碑やシュヒターマン記念碑の他に内市街では1980年代からクレッピング通りやカンプ通りの改造に伴い大きな泉（噴水）、芸術的に造形されたUバーンの駅、遊戯広場、アミアン広場の「Chip」をはじめとする造形芸術作品が制作された。「Chip」は、特に若い人々にとって待ち合わせの場所となっている。
特に傑出しているのはヨアヒム・シュメッタウがデザインし、1989年に花崗岩とブロンズで造形されたオイローパブルネン（直訳: ヨーロッパの泉）である。オイローパブルネン周辺からやがてクレッピング通り沿い全体にストリートカフェ文化が広まった。もう1つ注目に値するのが市立公園の中央にあるガウクラーブルネン（直訳: 大道芸人の泉）である。エーバーハルト・リンケによって都市の1125年祭のためにデザインされたガウクラーの泉は長さ約30 m、幅12 m で高さは4 m ある。水は水源の水盤から段状の滝のように下の池に流れ落ちる。ここにはその名の由来となったブロンズ製の大道芸人の像があり、それぞれの方法で水を噴射している。

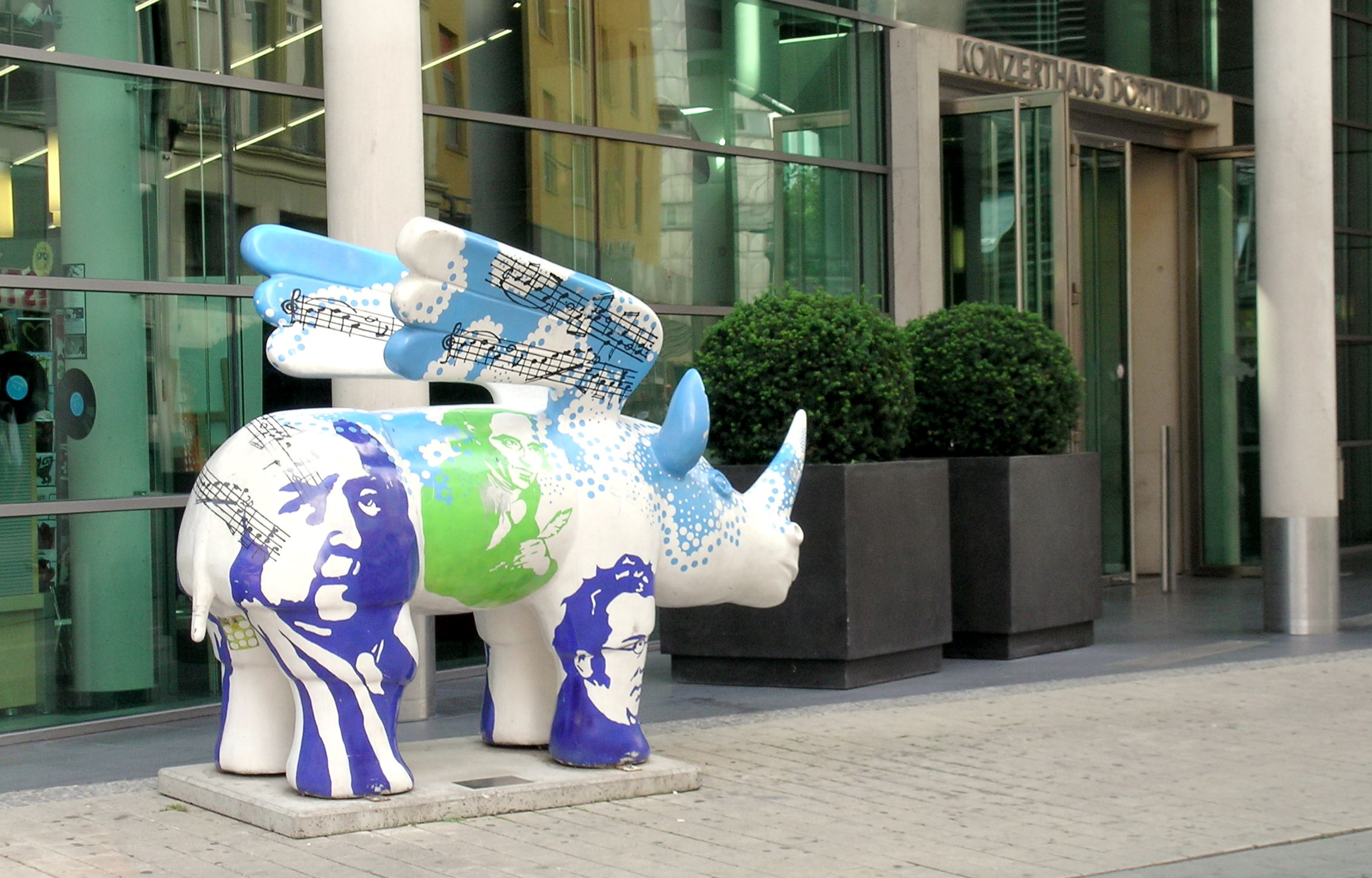
コンツェルトハウス前のナスホルン

ドルトムンダー・ナスホルン（直訳: ドルトムントのサイ）の芸術プロジェクトはヴァルリング（かつての防塁跡の道路）内にも外にも広がっている。翼を持つサイ (Rhinoceros alatus) は、ドルトムント・コンツェルトハウスの紋章動物である。都市空間の芸術活動の一環として地元芸術家と若者グループが共同で制作した数十体の違う姿のバリアントが街の主なポイントに設置された。
2003年からドルトムントでもグンター・デムニヒにより、国家社会主義の犠牲者を悼む「躓きの石」が設置されている。2024年4月時点で400基の石が多くの市区に設置されている。

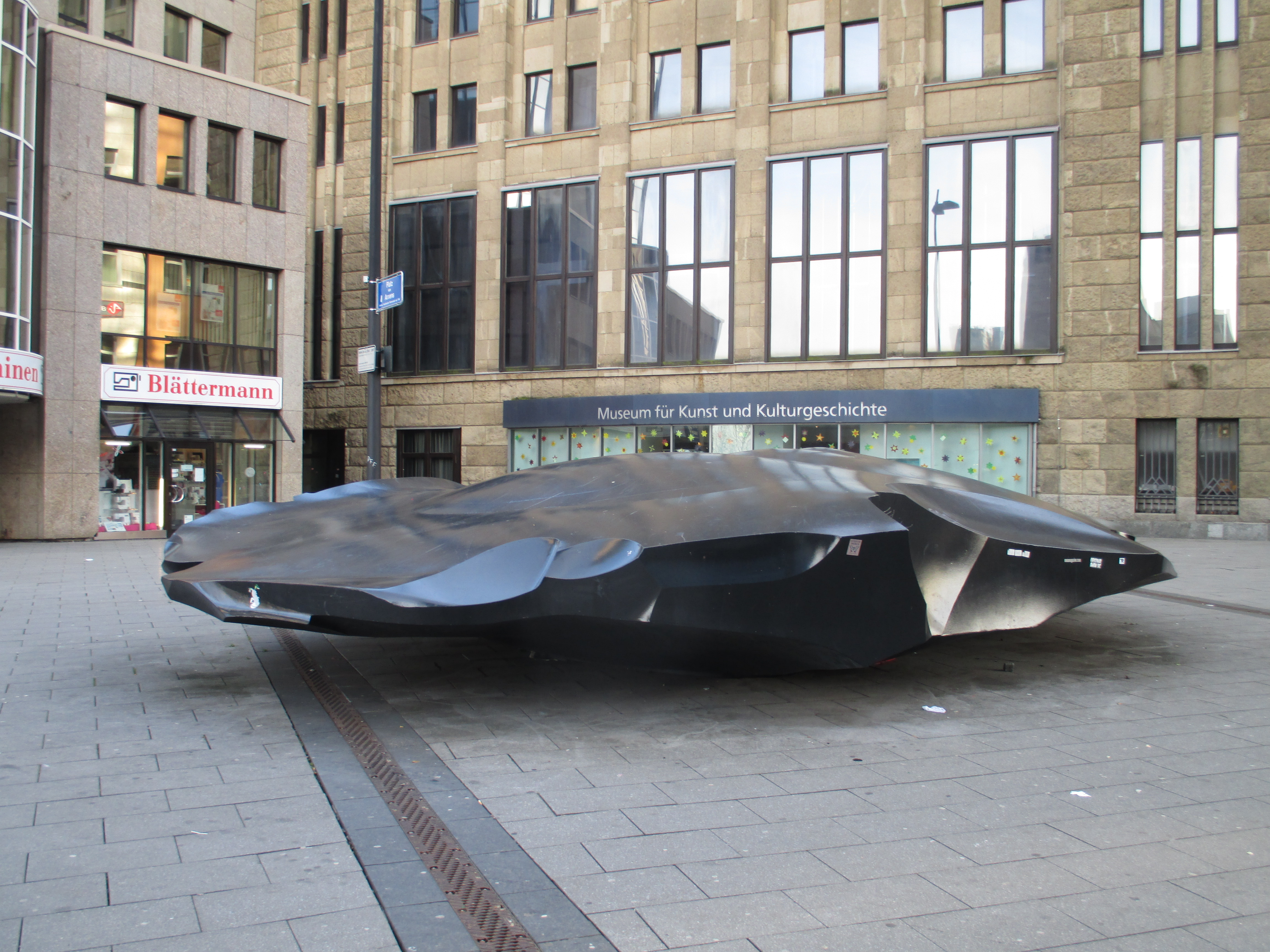
アミアン広場の「Chips」
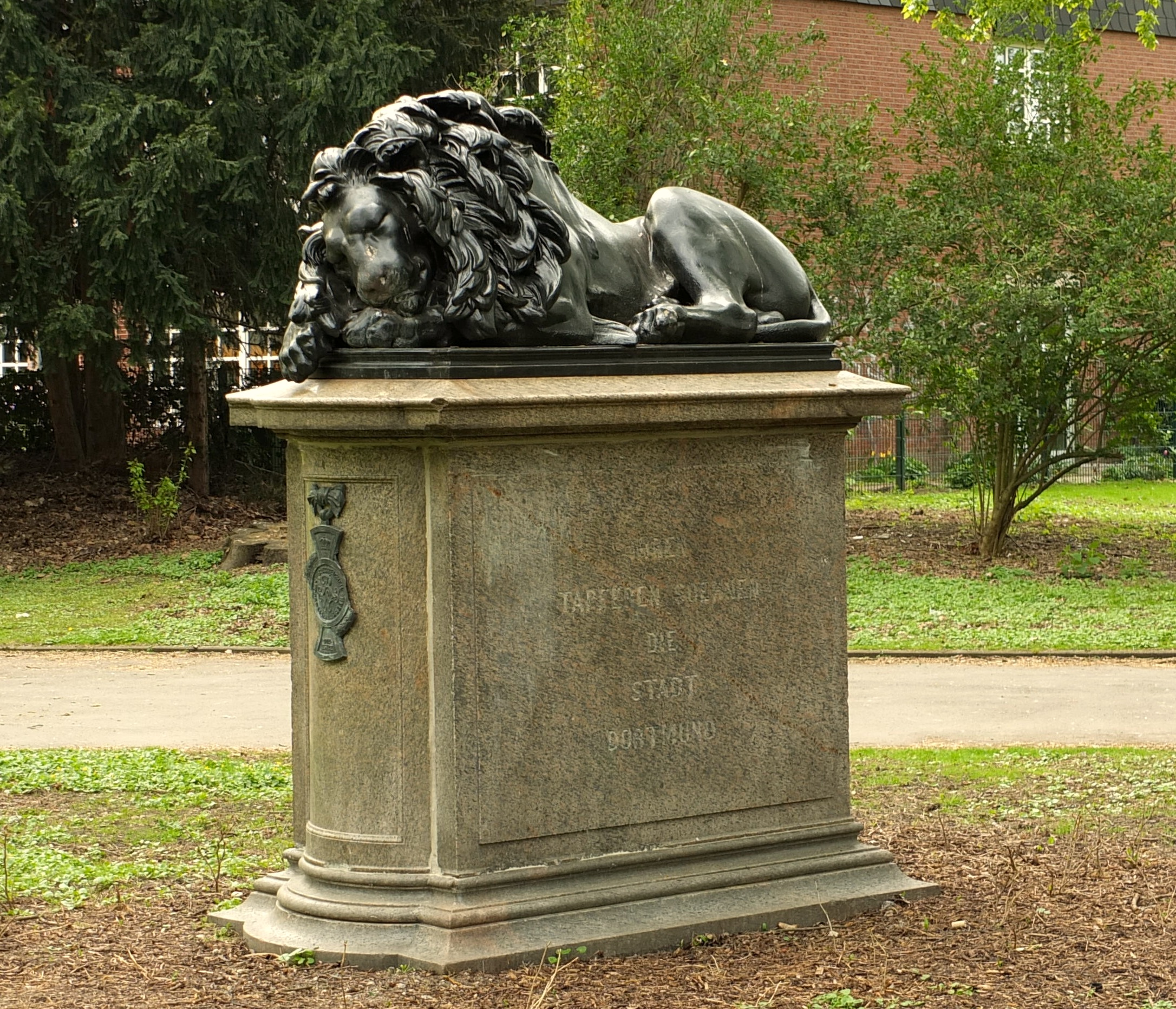
ライオン記念碑
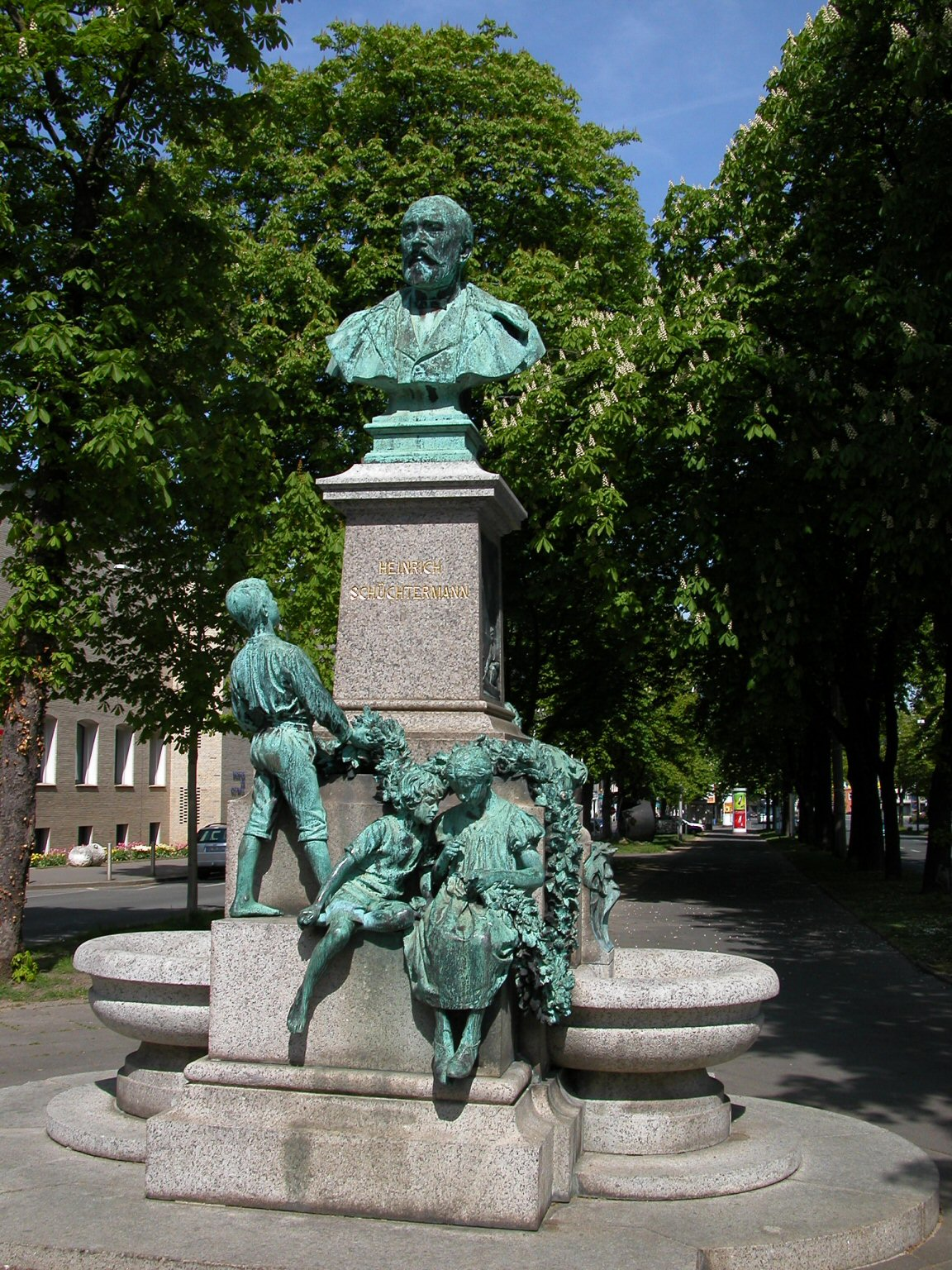
シュヒターマン記念碑
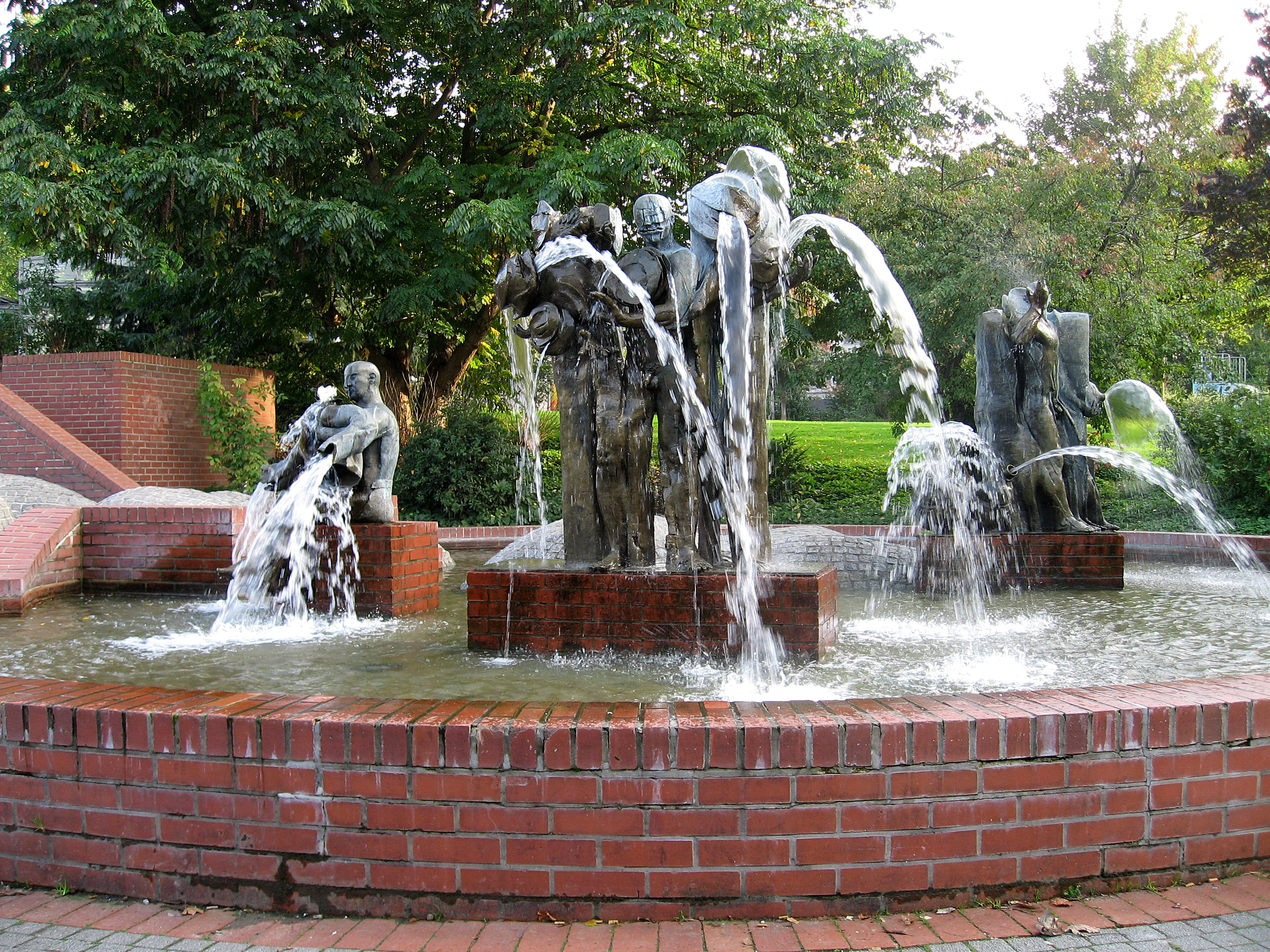
ガウクラーブルネン

### ギャラリー
キュンストラーハウス・ドルトムント（直訳: ドルトムント芸術家の家）は、1983年から芸術家たちの自主運営組織によって運営されており、現代芸術や体験型芸術の展覧会場として利用されている。このギャラリーはドルトムント・ノルトシュタットの、かつてヴェストファーレン鉱山協会の事務棟であった建物に入居している。
ドルトムント芸術協会は1984年に創設され、市民大学に本部を置いている。展示プログラムには、絵画、素描、彫刻、写真、ビデオアートなどの様々な分野から、新しい現代芸術作品が毎年4件から6軒含まれている。
かつてロンベルク家のブリュニングハウゼン城の城門であったロンベルクパルクの楼門も市のギャラリーとして利用されている。

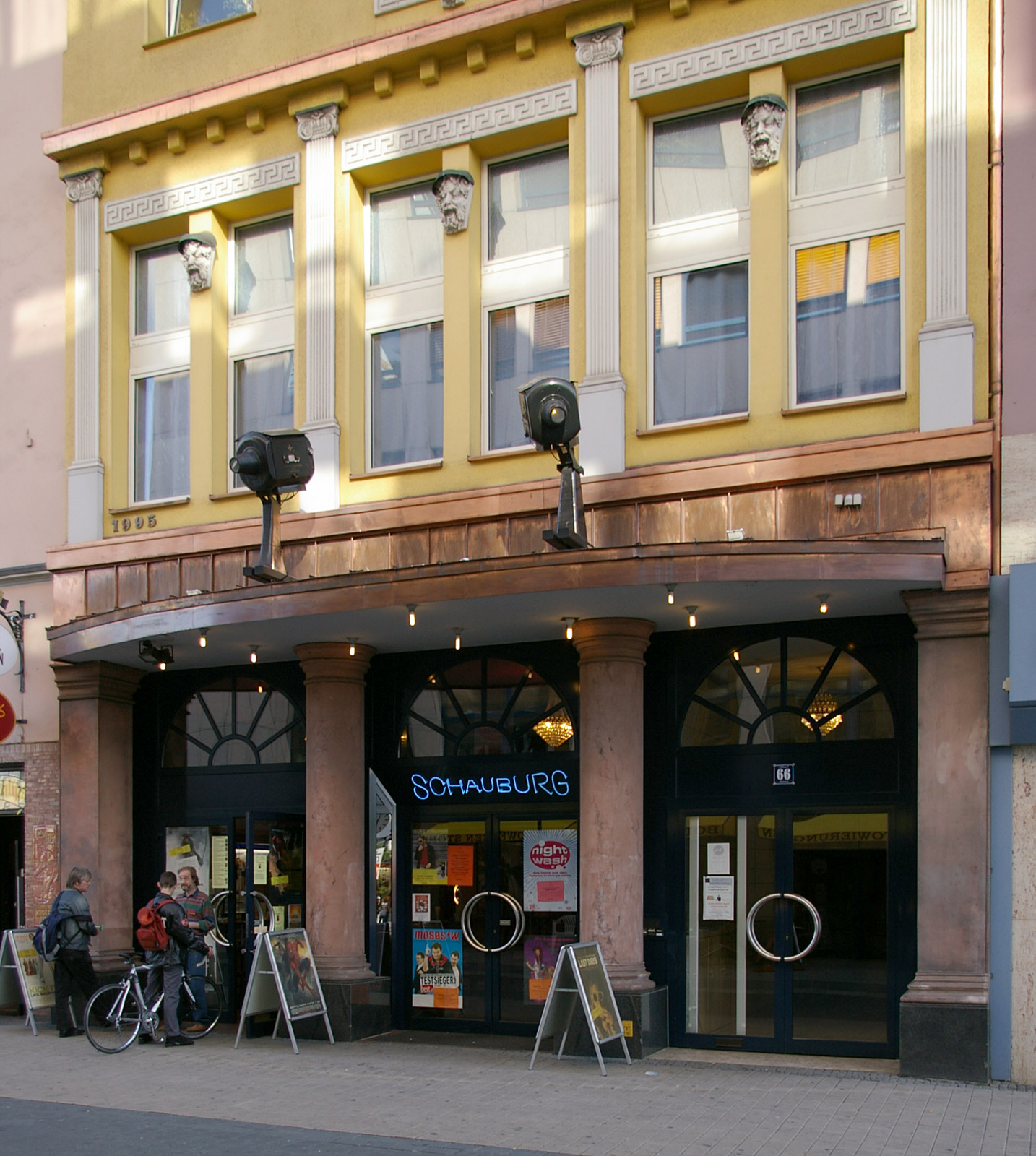
映画館「シャウブルク」

### 映画、フィルム、テレビ
ドルトムント中央駅の北口前にシネスターグループのシネマコンプレックスがある。かつての映画館街ブリュック通りの独立系映画館シャウブルクは、この通り沿いで最後に残った映画館である。ドルトムントのUにも映画館がある。ここでは定期的に質の高いプログラムを上映している。ノルトシュタットにはプログラム映画館のロキシー、カメラ、スウィートシックスティーンがある。この他にアペラーベック市区にドルトムント唯一の外市区映画館「フィルムビューネ・ツーア・ポストクーチェ」がある。
ドルトムントの演劇・映画関係者は、2013年にマニフェスト「ドグマ 20_13」を発表した。これはかつての「ドグマ 95」のさらなる発展を求めるものである。
WAM-メディアアカデミーやドルトムント専門単科大学デザイン学部の映画・音響学科を持つドルトムントは、映画関係者育成の町でもある。また、ハードウェア・メディアアート協会、会員数60人のドルトムント映画クラブ（ドイツ連邦映画・俳優連合会員）、WDR-ドルトムント地方スタジオ、NRWision教育スタジオ、Sat.1の NRW スタジオも言及する価値がある。
ドルトムントでは一連の映画祭シリーズが開催される。XXS ドルトムント短編映画祭、ドルトムント/ケルン国際女性映画祭、あるいは2010年から開催されているドルトムント・トレーゼン映画祭などである。
本市は、「Balko」（1994年-2003年）や「Tatort」（「犯罪現場」2012年-）といった成功したテレビシリーズだけでなく、映画（たとえば、「Fickende Fische」や「Was nicht passt, wird passend gemacht」）で何度もロケ地になった。たとえばフェニックス湖（2008年、2014年、2013-14年）やボルシア・ドルトムントの街でのサッカーである。

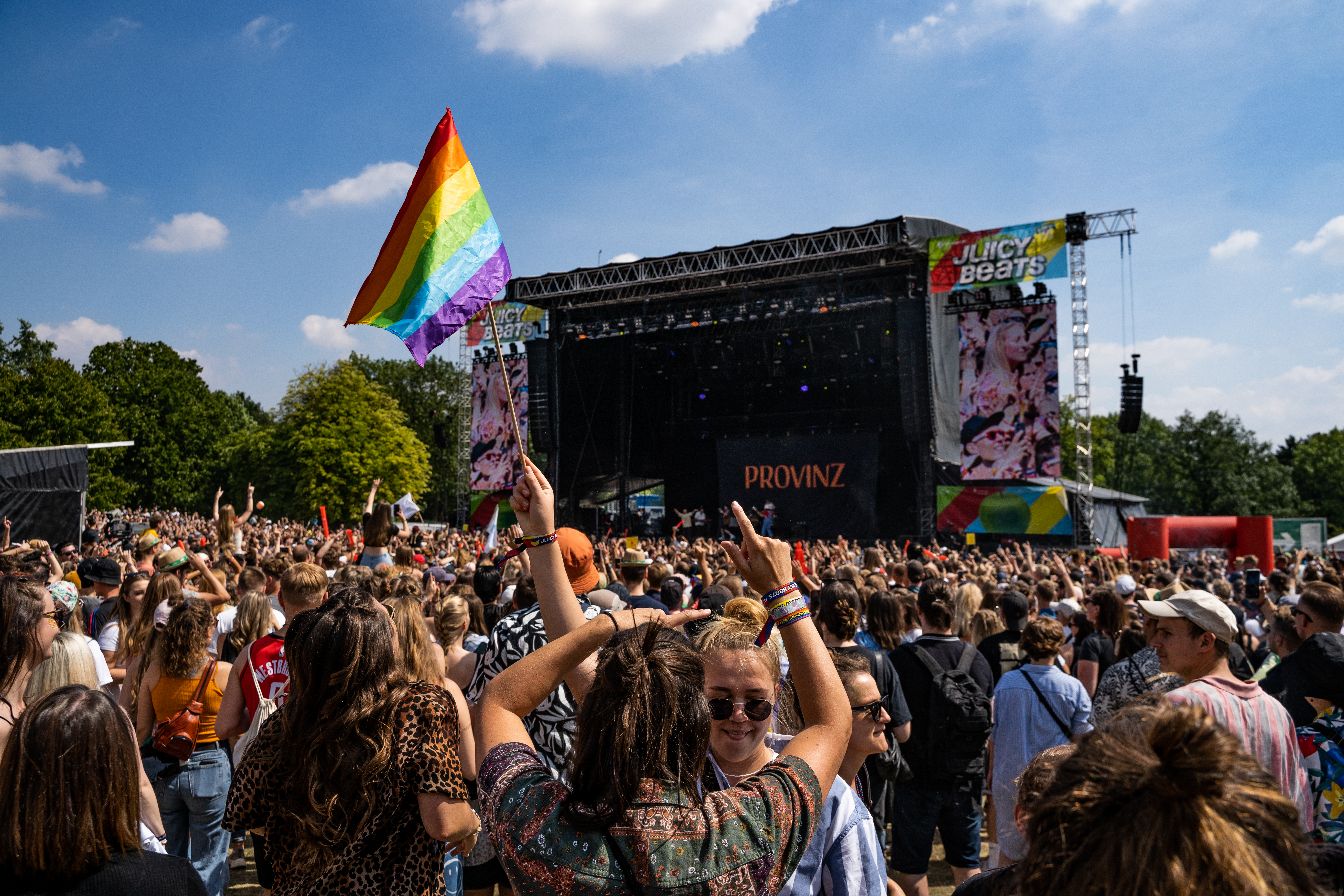
ジューシー・ビーツ（2023年）

### 年中行事
多くのフェスティバルがドルトムントを電子音楽の聖地にしている。夏季には3万人以上の観客をヴェストファーレンパルクに誘う音楽フェスティバル「ジューシー・ビーツ」が開催されるが、ヴェストファーレンハレンに毎年2万人から2万5千人の観客を集めるメイデイはドイツ最大のインドア＝レイブ・フェスティバルとされている。さらにこの他にも、シンジケート・フェスティバルやドイツ＝ロシア・ダンス・イベント・グラモーションといった電子ダンス音楽フェスティバルでは、ヴェストファーレンハレンに15,000人から20,000の観客が訪れる。
ドルトムント内市街のハンザマルクトは毎年開催されるスペクタクルで、ドイツ全土から多くの商人や俳優が集まる。これは何世紀もの伝統を引き継いでいる。そしてドルトムントの市場は中世最大級の市場の1つであったため、歴史上重要な場所で現在も開催されている。
ドルトムント市は、2年に1度、ネリー＝ザックス文学賞を授与している。
1957年からドルトムント市の国際文化の日が開催されている。これは継続的に開催されているドイツで最も古い文化祭である。2年ごとにヨーロッパのパートナーの国々がその文化的な出し物によって文化的多様性を示している。これまでヨーロッパの約20カ国がゲストとなった。ドルトムント文化の日は、現在州全体のイベントである Scene:NRW の中核イベントとなっている。
文化の日の一環として、ジャズフェスティバル・オイロフォニクスでは、パートナーの国のジャズシーンに光をあてて紹介している。1987年に、当初は「ドルトムンダー・ジャズフリューリング」（直訳: ドルトムントのジャズの春）というタイトルで開始されたこの音楽祭は、毎年市内の様々な演奏会場で現代のヨーロッパのジャズを紹介している。
ドルトムント/ケルン国際女性映画祭は、1987年から2年ごとに開催されている。この映画祭では、重点とするテーマを決め、監督、脚本、音響、撮影において女性が大きく関わった作品を紹介している。この映画祭ではさらにテーマとは関係なく、女性監督のための映画コンクールも行われ、若手女性映画制作者奨励賞、女性カメラマン奨励賞が授与される。映画祭は2005年にケルンの「フェミナーレ」と統合され、ドルトムント/ケルン国際女性映画祭として、両都市で交互に開催されている。
1997年から、ダンスおよび演劇に限定したダンスおよび演劇祭が開催されている。このフェスティバルと並行してシンポジウムも開催される。
ドルトムントの文学祭 LesArt は毎年開催されている。他のドイツの都市と同様に、この文化行事は毎年、文化財公開日とドルトムント・ミュージアムナイトによって、幅広く公開される。
ヴェストファーレンパルクでは1959年から夏にリヒターフェスト（直訳: 光の祭）が開催され、数万人の観客が花火やエンターテイメントを提供する。

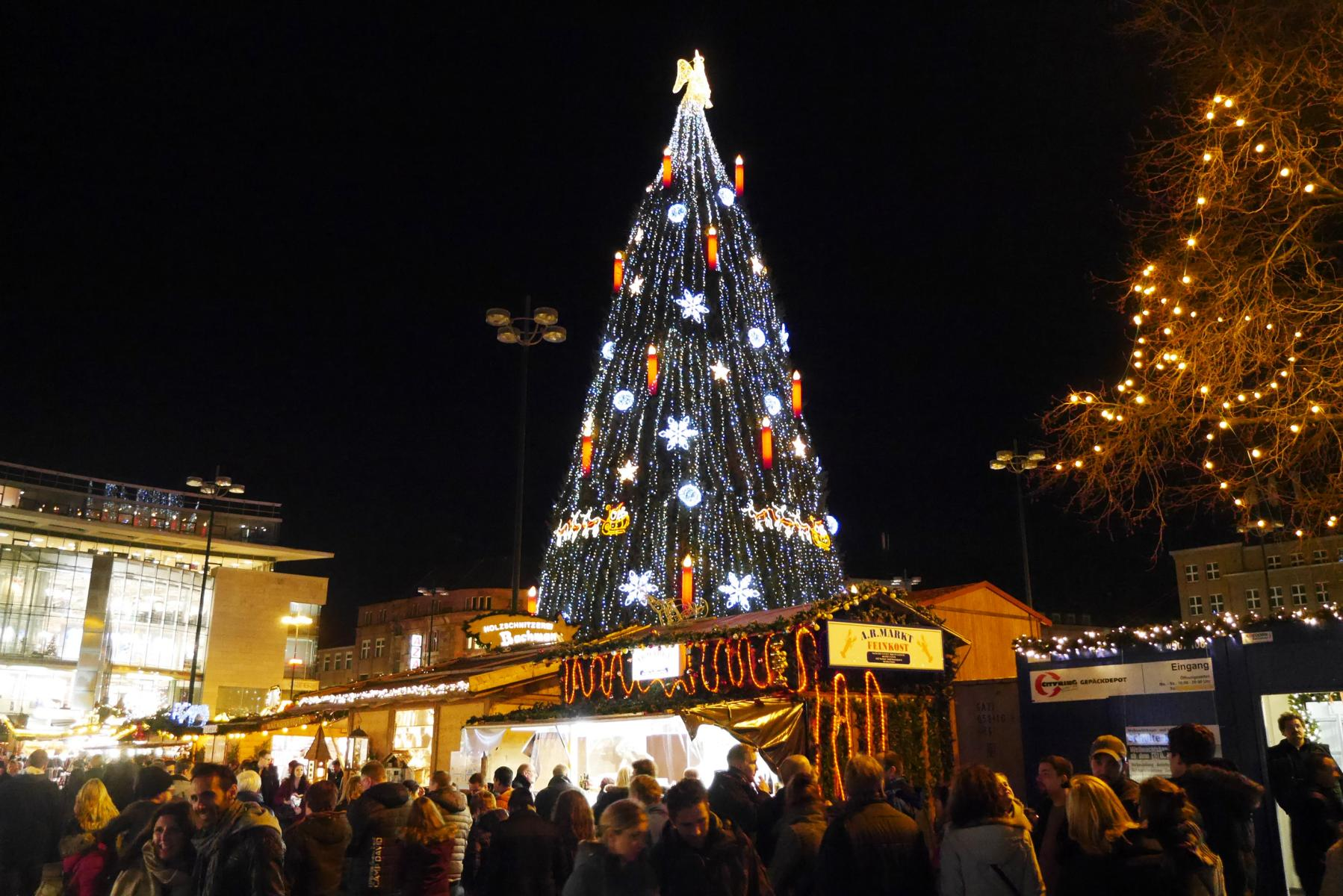
ドルトムントのクリスマスマーケット

ドルトムントのクリスマスマーケットは、300以上の屋台が出店するドイツ最大級のクリスマスマーケットの1つで、毎年200万人以上が、市内、地域内あるいは外国からも訪れる。内市街の多くの広場で開催されるドルトムントのクリスマスマーケットの魅力は、ハンザ広場に足場を組んで立てられる高さ 45 m に及ぶ世界一高いクリスマスツリーである。火災に備えてスプリンクラーシステム（52基、3200リットル/分）が装備された足場に、1700本のオウシュウトウヒが植えられ、48,000個のイルミネーションがこれを飾る。木自体の重さは30トンで、140トンのコンクリートによって支えられている。この重量はすでに、ハンザ広場の地下に設けられている駐車場の耐荷重に達しており、これ以上の大きなクリスマスツリーは造ることができない。
2008年7月19日に、ラインラントダム全域やヴェストファーレンハレンの駐車場で160万人の観客を集めた最大のラブパレードが開催された。
毎年11月末から翌年の1月初めまで「ヴィンターロイヒテン」（直訳: 冬の明かり）アクションの一環としてヴェストファーレンパルクがイルミネーションでライトアップされる。
その他のイベントは以下がある。
- ツォレルン鉱山のガイアーアーベント
- ミクロ! フェスティバル
- 6日間レース
- ハーレンベルク＝シティー＝センターでのキャバレー＝マチネ「Mitteilungen für interessierte Dorfbewohner」（直訳： 興味のある村の住民へのお知らせ）
- XXS ドルトムント短編映画祭
- フェニックス＝ヴェストで開催される「ロック・イン・ルイーネン」（直訳: 廃墟でのロック）
- 連邦道B1号線沿いのシュピーゲルツェルト（ルールホーホドイチュ）

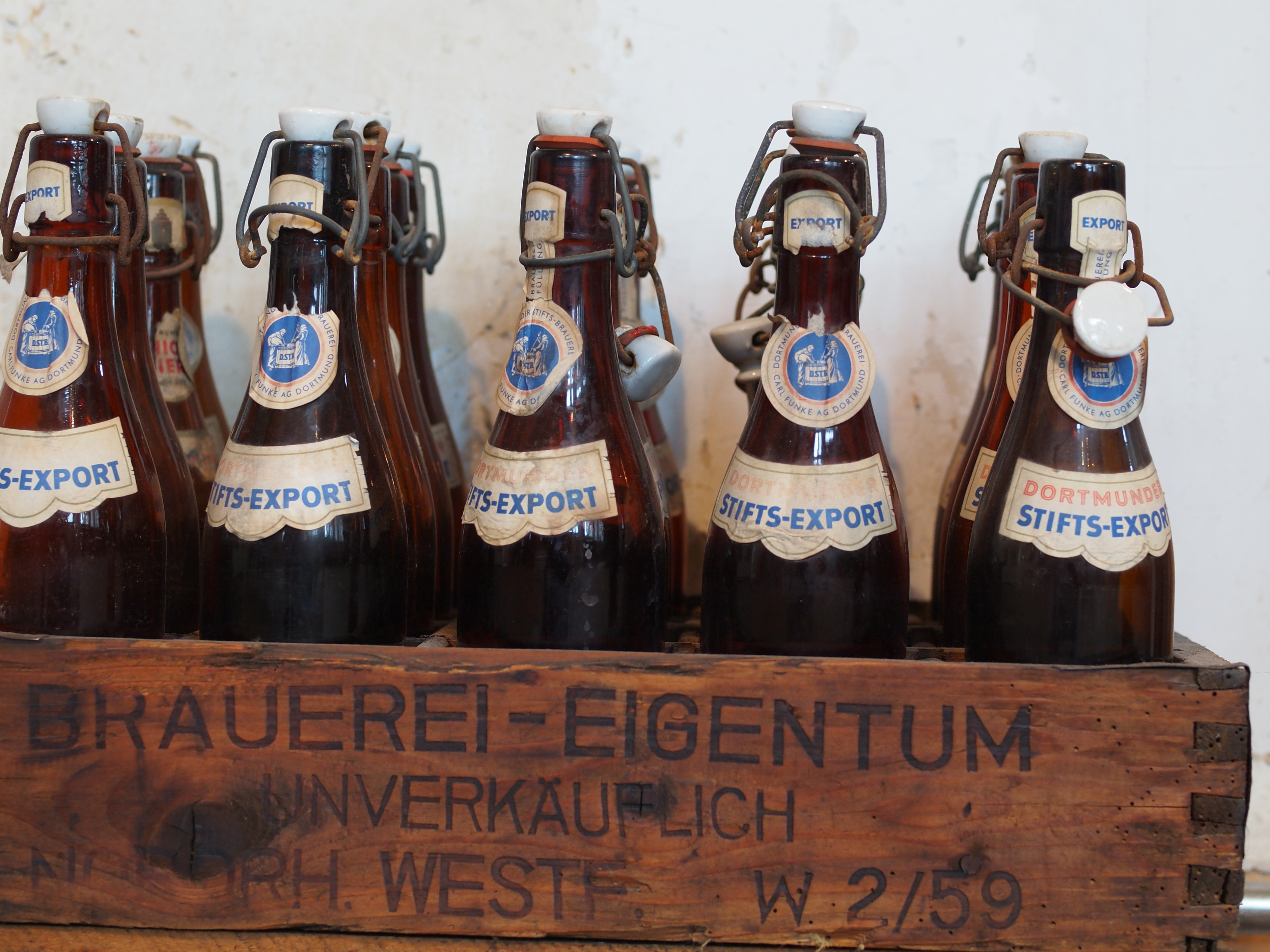
ドルトムンダー・エクスポート

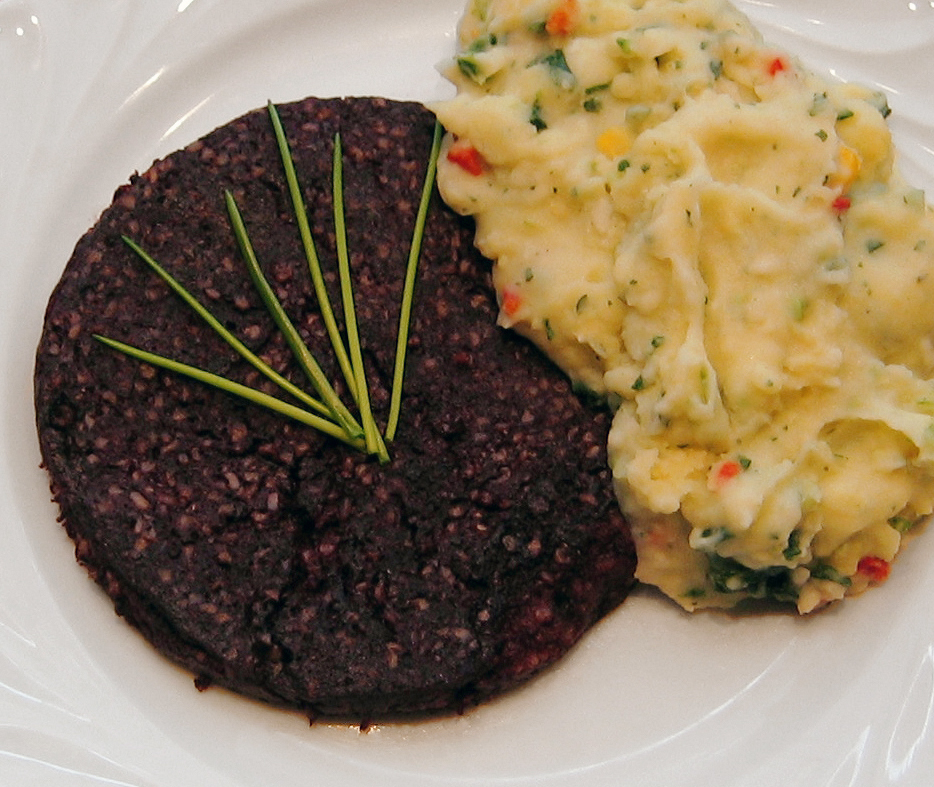
パンハス

- 演劇祭「ファヴォリーテン」
- UZ-プレッセフェスト（毎年ではない）
- ルール・レゲエ・サマー・ドルトムント

### 名物料理・食材
ドルトムンダー・エクスポート（ビール）は、小さなグラスで飲まれることが多いが、ドルトムント料理につきものである。かつてヨーロッパ最大のビール醸造所であったドルトムンダー・ヘレスは衰退したとはいえ、苦みのある下面発酵のエクスポートビールとして世界的な評価を得ている。ヴェストファーレンの名物料理であるザルツグルケ（ピクルスの一種）を添えたプフェッファーポットハスト、パンハスやメプケンブロートと一緒に飲むこの街に根ざした飲み物として現在も多くの愛好者がいる。この他のドルトムント地方の名物料理としては、古典的なカリーヴルストやグリーベンシュマルツ（ラード）を添えたプンパーニッケルが挙げられる。ドルトムントの飲食店は、広く人気の見本市である「ドルトムント・ア・ラ・カルト」に加え、アルター・マルクトでプフェッファーポットハストフェストを開催している。ドルトムント・ジュートのヴェストホーフェンでは冬にヴェストファーレン料理の祭「ズープ・パイター」が祝われる。ドルトムントのU周辺では年に1度数日間にわたってビールフェストが開催される。ここでは多くの地元の新しいビールの他に、有名なビールブランドであるベルクマン・ビーア、クローネン、ウニオーン・ビーア、ブリンクホフス、DAB、ヘーフェルス、リッター・ビーア、ティーア・ピルス、シュティフツが供される。
名物はザルツクーヘンである。これは塩とキャラウェイで味付けした中央に窪みのあるロールパンである。窪みにタマネギを詰めて肉をトッピングして食すことが多い。

### スポーツ
ドルトムントは有名なスポーツクラブの本拠地として、主要な大会の開催地として、大規模なスポーツ施設のある街として、重要な国内スポーツ連盟の所在地として重要である。564のスポーツクラブに14万人以上が登録しており、この地域の大衆スポーツと競技スポーツの両方に対して大きな推進力となっている。

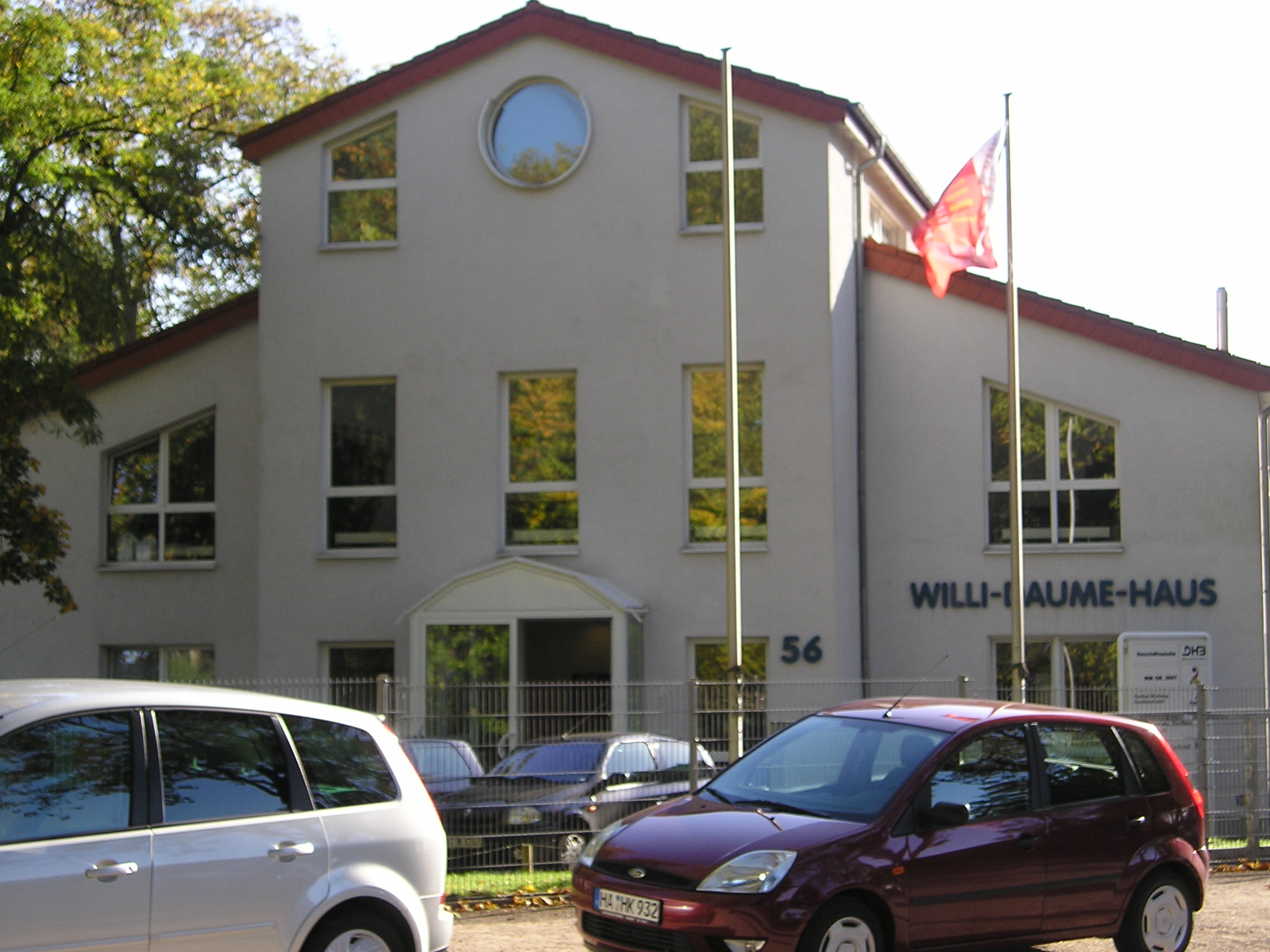
ドイツ・ハンドボール連盟の本部が入居するヴィリー＝ダウメ邸

#### スポーツ連盟
ドルトムントは、ドイツ・ハンドボール連盟の所在地である。この連盟には約4,500クラブ、約803,000人が登録し、約24,000のチームが所属しており、世界最大のハンドボール連盟とされている。本部は、シュトローベルアレーのヴィリー＝ダウメ邸にある。
ドルトムントには、ヴェストファーレン・オリンピック強化施設がある。ドイツで3番目に大きな強化施設である。この施設はドルトムント、ボーフム、ヴァーレンドルフ、ヴィンターベルクの20種目以上のアスリート550人以上をサポートしている。
ドルトムントはドイツ・スペシャルオリンピックスの州レベルの協会であるノルトライン＝ヴェストファーレン・スペシャルオリンピックス協会の本部所在地である。国際スペシャルオリンピックスは、知的障害や複合障害を有する人のための世界最大のスポーツ連盟である。
ドルトムント連邦強化施設は長年にわたってドイツのボート競技エイトのトレーニング施設であり、ボート競技選手にトレーニング環境を提供している。近年この強化施設の中心的重要度は高まってきている。選手層の大幅な増加により、ドルトムント市、州、連邦の援助を得て、この施設はボート競技のための近代的なトレーニング施設に拡充された。
ドイツ・レスリング連盟もドルトムントに本部事務所を置いている。
この他に、射撃競技、フィギュアスケート、アイスダンスのトレーニングセンターも存在する。

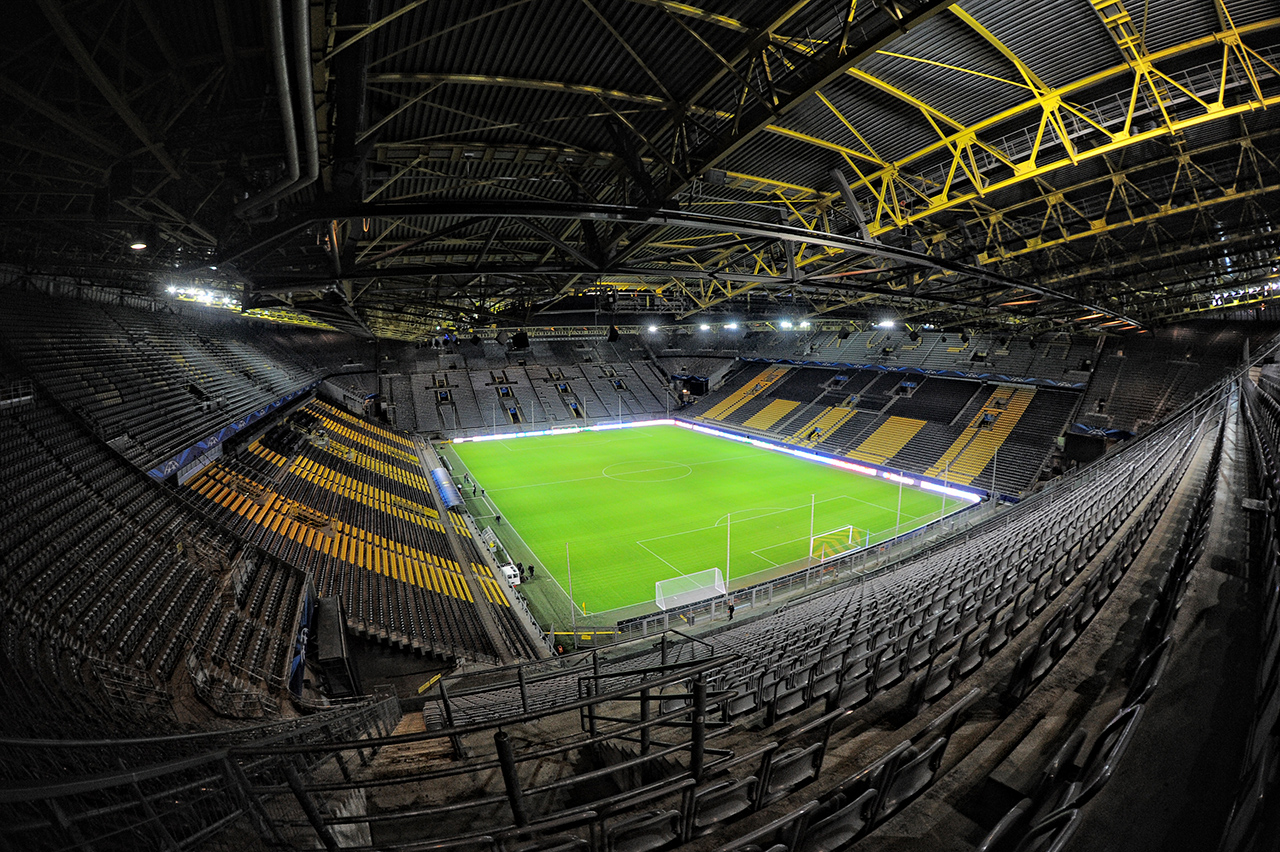
ボルシア・ドルトムントのホームスタジアムであるジグナル・イドゥナ・パルク

#### クラブと競技施設
ドルトムントのスポーツの代表が、サッカー＝ブンデスリーガに所属するクラブ、ボルシア・ドルトムント (BVB) である。1956年、1957年、1963年、1995年、2002年、2011年、2012年にドイツ・サッカー選手権優勝、1965年、1989年、2012年、2017年、2021年にDFBポカール優勝、1966年UEFAカップウィナーズカップ優勝、1997年UEFAチャンピオンズリーグおよびインターコンチネンタルカップ優勝と輝かしい伝統を誇る。ホームゲームは、内市街の南に位置するジグナル・イドゥナ・パルク（旧ヴェストファーレン・シュターディオン）で行われている。2023/24年シーズン現在、このクラブの会員数は約20万人で、平均81,305人の観客を集める。ボルシア・ドルトムント II は、2023/24年シーズン現在、3. リーガでプレイしている。BVBの女子ハンドボールチームは、2008/09年シーズンに再びブンデスリーガに昇格した。卓球部門の第1チームは、ブンデスリーガ2部に参加している。ドルトムンの人々のサッカーとスポーツに対する熱狂ぶりは国際的に知られている。

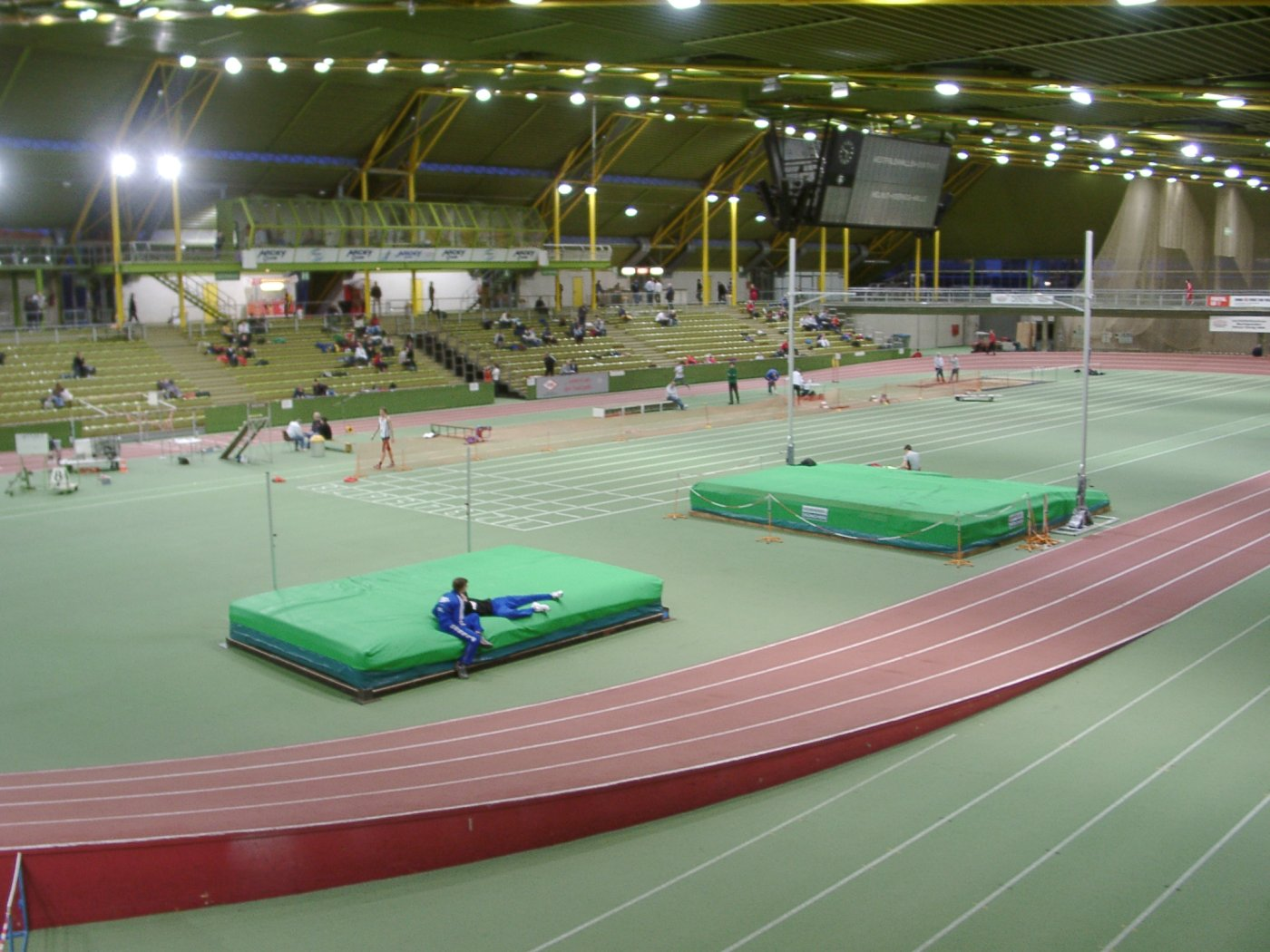
ヘルムート＝ケーニヒ＝ハレ

ジグナル・イドゥナ・パルクは、1974年と2006年のFIFAワールドカップの試合会場となった。観客席数81,365のこのスタジアムは、ドイツで最大、ヨーロッパで4番目に大きなサッカー専用スタジアムである。すぐ近くにはシュターディオン・ローテ・エルデと屋内陸上競技センターのヘルムート＝ケーニヒ＝ハレがある。近くの体育館ヴェストファーレンハレンも、2007年ハンドボール世界選手権をはじめ様々なスポーツ種目の数多くのヨーロッパ選手権や世界選手権の会場として知られている。1925年からヴェストファーレンハレンで伝統的なシュテールレネンが12月26日に開催され、同じ会場で1926年から2008年まで毎年6日間レースが開催されていた。ドルトムント・ヴェストファーレンハレンでの国際乗馬・障害飛越競技大会は、ドイツで最も重要な馬術競技大会の1つに数えられる。
ヘルムート＝ケーニヒ＝ハレとシュターディオン・ローテ・エルデは、ドルトムントの陸上競技団体の主要なトレーニング拠点である。LG オリンピア・ドルトムント (LGO) に数多くのクラブチームが集結しており、LGOの選手の多くが国内および国際レベルの成功を収めている。
バスケットボールも大変に人気がある。ドルトムントにあるクラブ SVD 49 ドルトムントは、バスケットボール＝レギオナルリーガに参加しており、ブリュクマンハレでのホームゲームでは定期的に満員の観客を楽しませている。このクラブは、特にブンデスリーガに参加した1992/93年シーズン以降、広く一般の関心が寄せられている。

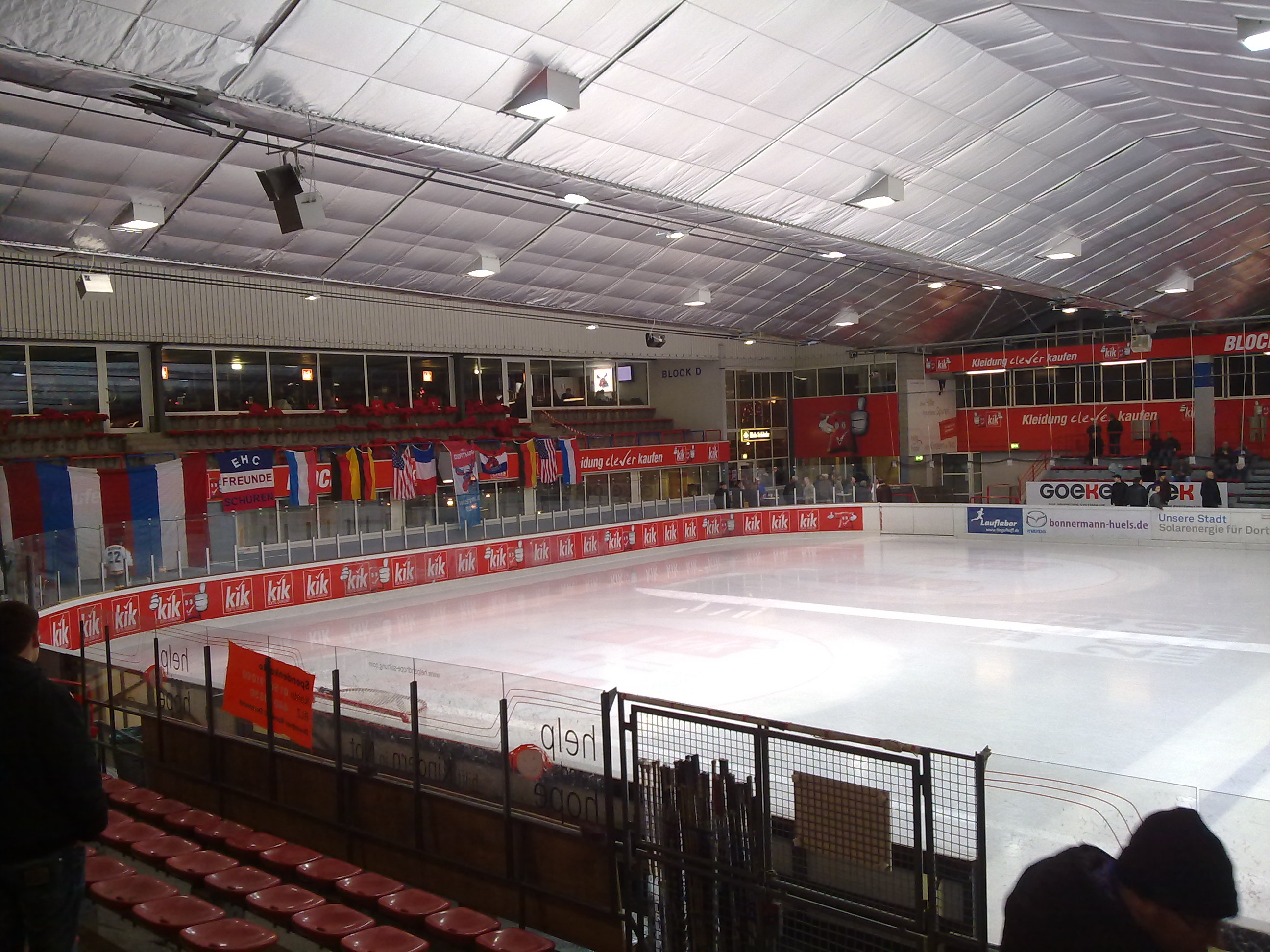
ヴェストファーレン・アイススポーツセンター

この他のドルトムントの伝統あるクラブに EHC ドルトムントのアイスホッケーチームが挙げられる。このクラブの起源は1937年に遡り、EV ヴェストファーレン・ドルトムントとして創設された。その後3つのクラブが発足したが、財政上の理由でいずれも活動を停止せざるを得なかった。EHC ドルトムントは1996年に発足し、オーバーリーガとレギオナルリーガとの間を何度も行き来した。エルヒェ（チームの愛称）のホームゲームは、ヴェストファーレン・アイススポーツセンターで開催される。
1. スヌーカー・クラブ・ドルトムントは2011年から2015年まで 1. スヌーカー＝ブンデスリーガに参加していた。
ドルトムントのシャウシュピールハウスでは、シュパルカッセン・チェス・トロフィーが開催されている。1973年から毎年開催される国際ドルトムント・チェスデーを起源とするこの大会は、ドイツで最も重要で最強のチェス大会であるとして、国際的に重要な位置を占めている。チェスクラブ・ハンザ・ドルトムント e.V. は、2011/12年シーズンにチェスブンデスリーガに参加していたが、2024年現在は、2. チェスブンデスリーガの西地区に参戦している。
1913年に造られたヴァンベル地区のドルトムント競馬場は、2000 m の芝コースと 1600 m の全天候型砂コースを備えている。ナイター施設と、屋根付きの観客席を持つこの競馬場では毎年、ドイチェスセントレジャーやドルトムンダー・ヴィルトシャフトのグランプリレースが開催される。
ドルトムントには3つのゴルフ場がある。1956年からライヒスマルクでドルトムント・ゴルフ・クラブ e.V. によって運営されている18ホールのゴルフ場、イギリス占領時代に旧イギリス陸軍ライン軍団によって整備されたブラッケル地区の18ホールのロイヤル・セント・バーバラズ・ゴルフ場、ドルトムント競馬場内にある9ホールのゴルフ場（ゴルフランゲ・ドルトムント）である。
ヴェストファーレンパルクの南に、自転車競技者のトレーニングコース「ドルトムンダー・ニーレ」がある。

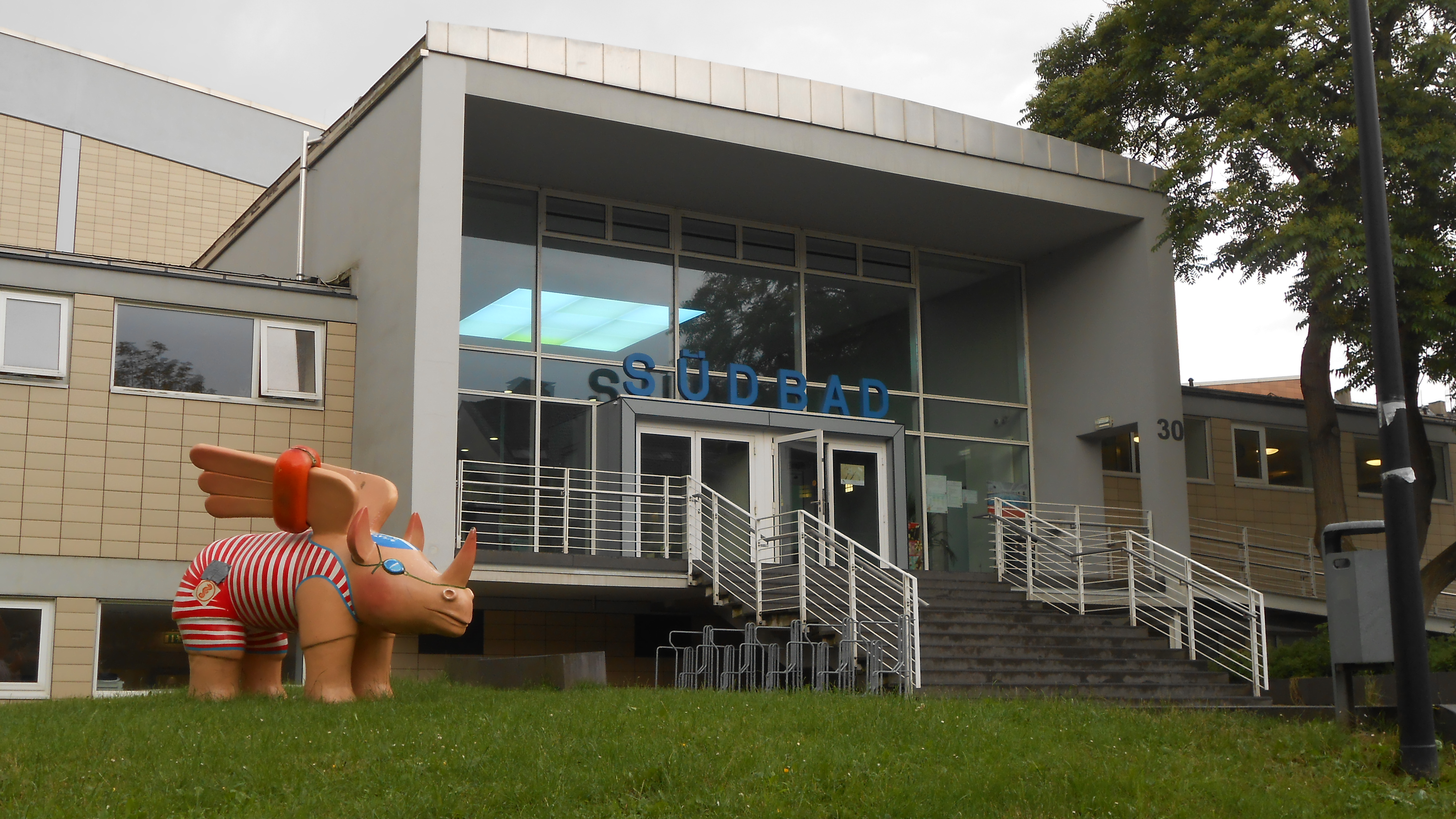
ドルトムント・ジュートバート

レジャースポーツや大衆スポーツについては、ドルトムントには多彩な機会がある。市内の10以上のスイミングプール、数多くの体育館やスポーツ施設、比較的よく整備された合計 300 km の自転車道ネットワーク、マウンテンバイクエリア（ドイゼン市区ドイゼンベルクの旧ゴミ処理場跡地）、3つのクライミング施設、ザイルガルテン、多くのファンスポーツ施設（スケートボード、BMX、ビーチバレーボール）、自然公園や緑地などである。ドルトムントには600近くのスポーツクラブがあり、約14万人が登録している。内市街の保護文化財に指定されているドルトムント・ジュートバート（プール）は、数多くの国内の重要な水泳大会が開催された伝統的な会場である。
大衆スポーツで特に重要なのが、会員約7,000人を擁する最大のクラブである TSC アイントラハト・ドルトムント、シュタットシュポルトブント、シュポルト・ヴェルト・ドルトムント GmbH である。
レスリングもドルトムントで長い伝統を有している。1927年から1957年までの間に、ASV ヒーローズ・ドルトムントが10回、シュポルトクルプ・ヘルデ 04 が3回ドイツ選手権で団体優勝している。2002年から毎年ドルトムントで世界のエリートが一堂に会するグレコローマンレスリング大会が開催される。ノルトライン＝ヴェストファーレン州やドルトムント市の支援を受け、「ドイツ連邦共和国グランプリ」がドルトムトのヘルムート＝ケーニヒ＝ハレで成功裏に行われた。
しかし、アメリカン・フットボール、ポーカー、野球といったマイナーなスポーツもドルトムントでは行われている。1980年にドイツで最初のアメリカン・フットボール・クラブの1つドルトムント・ジャイアンツが設立された。ジャイアンツは2024年現在、ドイツで3番目のリーグにあたるレギオナルリーガでプレイしている。ドルトムント・ヴァンデラーの野球チームは2008年にドイツ最高クラスの 1. ブンデスリーガに昇格した。ドルトムントのカジノ・ホーエンジーブルクでは2007年から2009年まで年に1度ヨーロピアン・ポーカー・ツアーが開催されていた。

#### インクルージョン
2021年にこの街は、ベルリンで開催されるスペシャルオリンピックス夏季大会2023の国際代表団のための4日間のプログラムを開催するホストタウンとしての申請を行った。2022年にスペシャルオリンピックス・パレスチナ代表団のホストタウンに選ばれた。これにより、200以上のホストタウンが参加する連邦共和国史上最大の自治体インクルージョンプロジェクトの一翼を担うこととなった。

## 経済と社会資本

### 交通インフラ

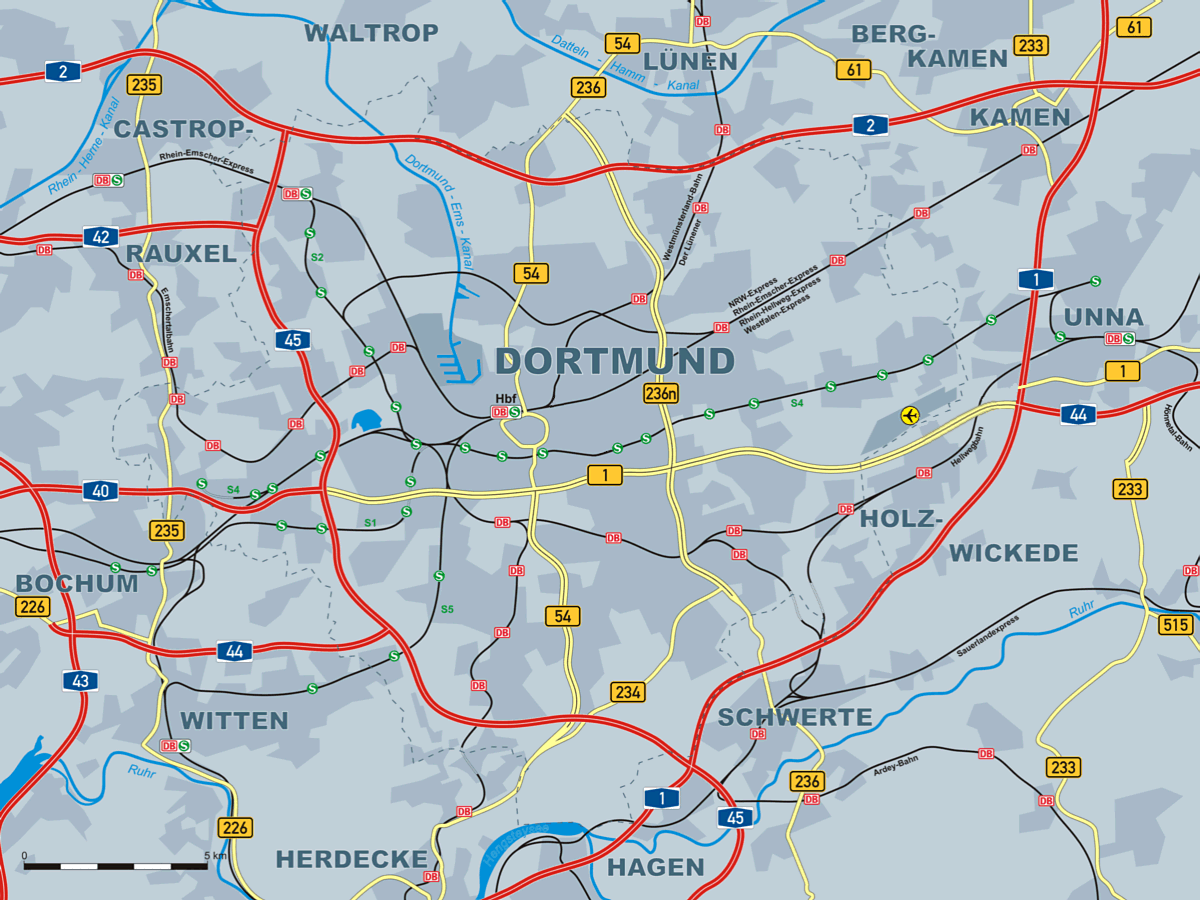
ドルトムントの道路・鉄道路線図

#### 道路
この街は、第二次世界大戦後に「自動車優先都市」というコンセプトの下で再整備された。最も顕著な特徴は、街の中心部の南側を貫く連邦道 B1号線と、旧市壁（シュタットヴァル）沿いの4から6車線の内市街環状道路である。この環状道路内では自動車の通行は非常に限られた範囲内でのみ可能である。
ドルトムントはルール地方およびヴェストファーレン地方の最も重要な交通結節点の1つである。ドルトムント・アウトバーンリングには、アウトバーン A1号線（ブレーメン - ケルン）、A2号線（オーバーハウゼン - ベルリン）、A45号線（ドルトムント - アシャッフェンブルク）のそれぞれ一部が含まれる。さらにA40号線（ドルトムント - フェンロー）、A42号線（ドルトムント - カンプ＝リントフォルト）、A44号線（アーヘン - ドルトムントおよびドルトムント - カッセル）および4本の連邦道（B1号線、B54号線、B235号線、B236号線）を介してドイツ広域道路網に接続している。ドルトムント市内やその近傍には、カーメン・ジャンクション、ヴェストホーフェン・ジャンクション、ドルトムント/ウナ・ジャンクション、ドルトムント西ジャンクション、ドルトムント/ヴィッテン・ジャンクション、ドルトムント北西ジャンクション、カストロプ＝ラウクセル東ジャンクションといった、ドイツの重要なアウトバーンのジャンクションが位置している。

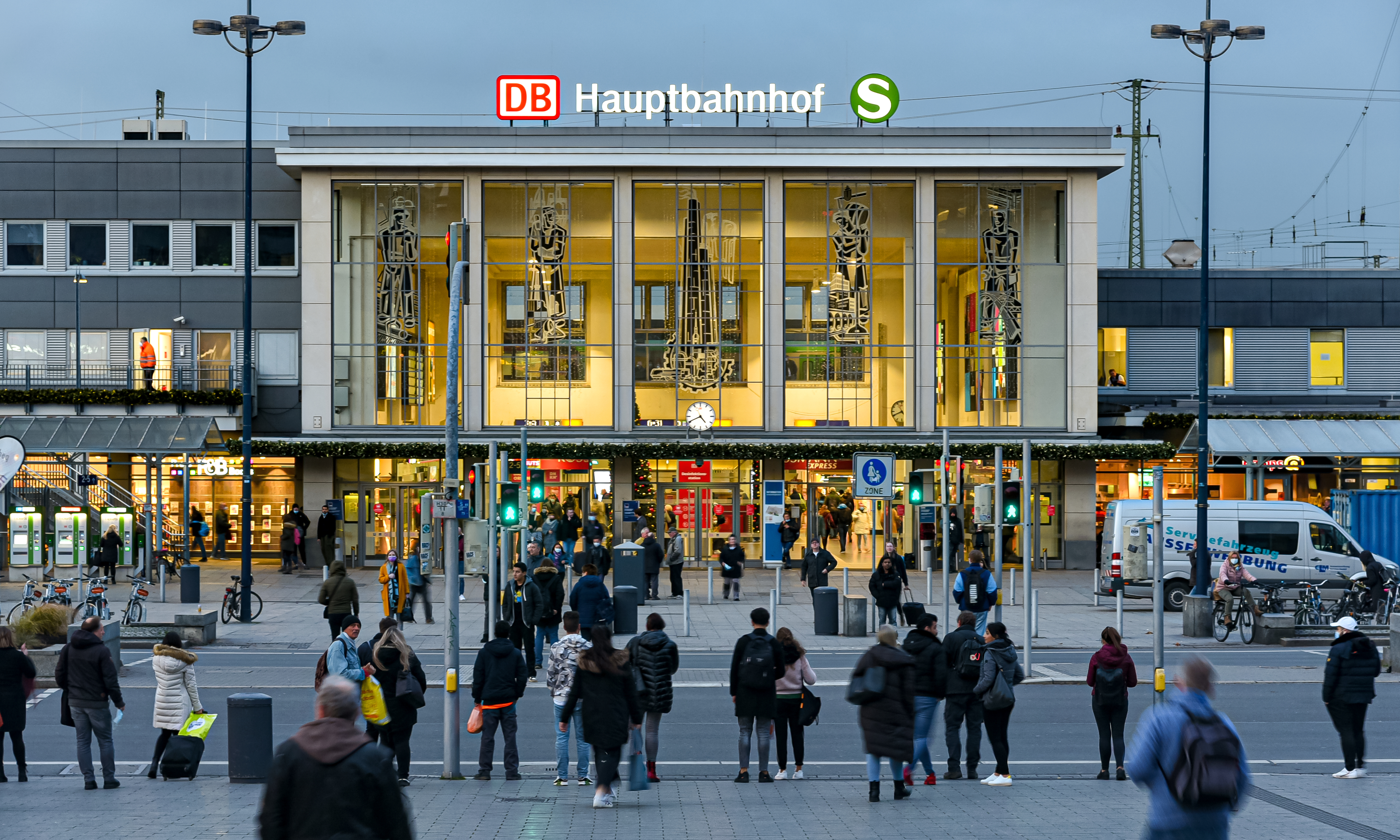
ドルトムント中央駅

#### 鉄道
ドルトムント中央駅は、年間4100万人の乗降客があるドイツの旅客交通において最も重要な鉄道結節点の1つである。さらに市内には23のレギオナルバーンの駅がある。地域交通との接続という点では、ドルトムント＝ヘルデ駅、クルル駅、メンゲーデ駅が特に重要である。ライン＝ルールSバーンの駅は市内に25箇所ある。
これらとは別の重要な交通施設には、市の東側、ハムへ向かう路線（ドルトムント-ハム線）に設けられた、DBレギオNRWとDB広域交通のドルトムント車両基地がある。ここは、ICEの車両や広域交通・ローカル交通の車両の保守に使われている。ローカル路線の電車やディーゼル車両、広域路線の車両の他に ICE-3の保守も行われる。また、DB広域交通のドルトムント＝ハーフェン車両基地も計画中である。鉄道貨物輸送については、ドルトムント操車場とドルトムンダーフェルト操車場の両方が廃止された後、鉄道との積み替え駅が存在しない。貨物列車は、ドルトムント貨物バイパス線を経由して内市街を通過する。

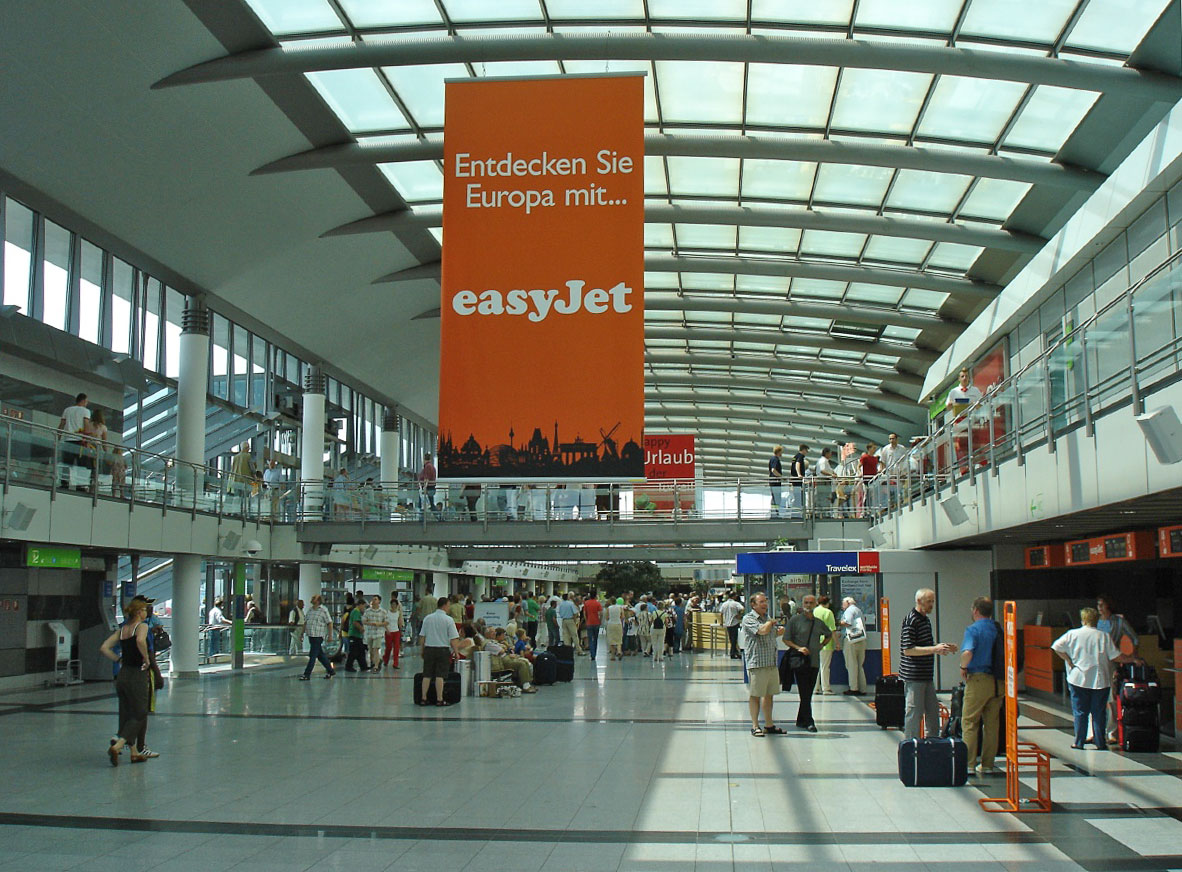
ドルトムント空港ターミナル

#### 航空
ドルトムント空港は街の東にあり、ホルツヴィッケデやウナとの市境に面している。この空港は、2023年には293万人の利用客があった。この数値は、この空港がノルトライン＝ヴェストファーレン州で3番目に大きな交通空港であり、ドイツ全体では10位に位置することを示す。運航便の大部分を格安航空会社が占めている。さらに定期観光路線利用客、ビジネス客、一般客の割合も大きい。空港の敷地内にはこの他に、ノルトライン＝ヴェストファーレン警察飛行隊やDRF航空救難隊のステーションもある。ドルトムント空港は、連邦道 B1号線を経由するか、公共交通ではホルツヴィッケデ/ドルトムント空港駅間の直通の送迎バスにより行くことができる。これに加えて2004年からドルトムント空港は、ドルトムント中央駅前の中央バスステーションと空港との間でフルクハーフェンエクスプレスを運行している。ライン＝ルール交通連盟運賃はこの路線には適用されない。
デュッセルドルフ空港へは、鉄道または自動車で約1時間で到着できる。

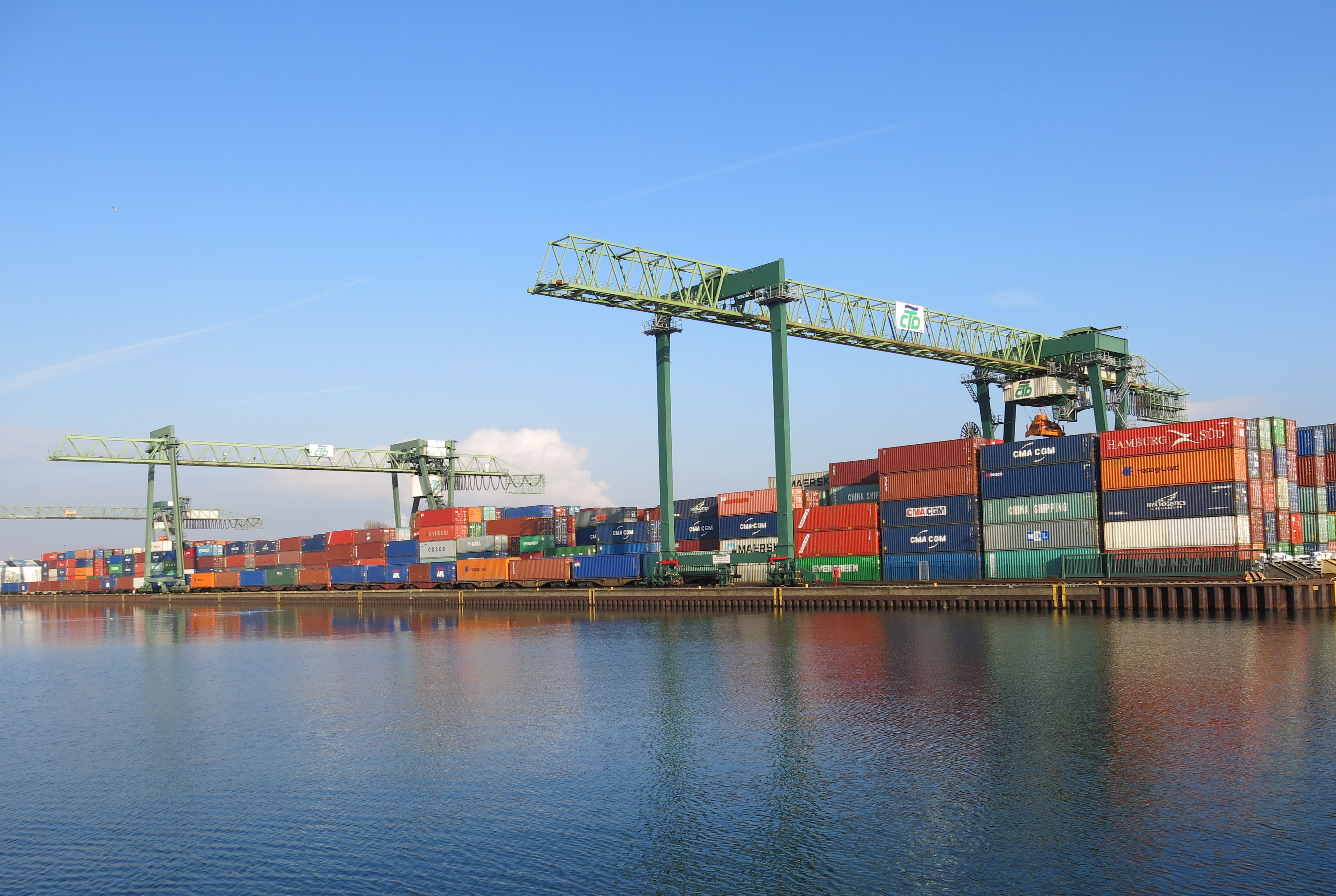
ドルトムント港コンテナターミナル

#### 船舶
内陸水路交通に関しては、ドルトムントはドルトムント＝エムス運河経由でライン川や北海と結ばれている。その港はヨーロッパ最大の運河港である。

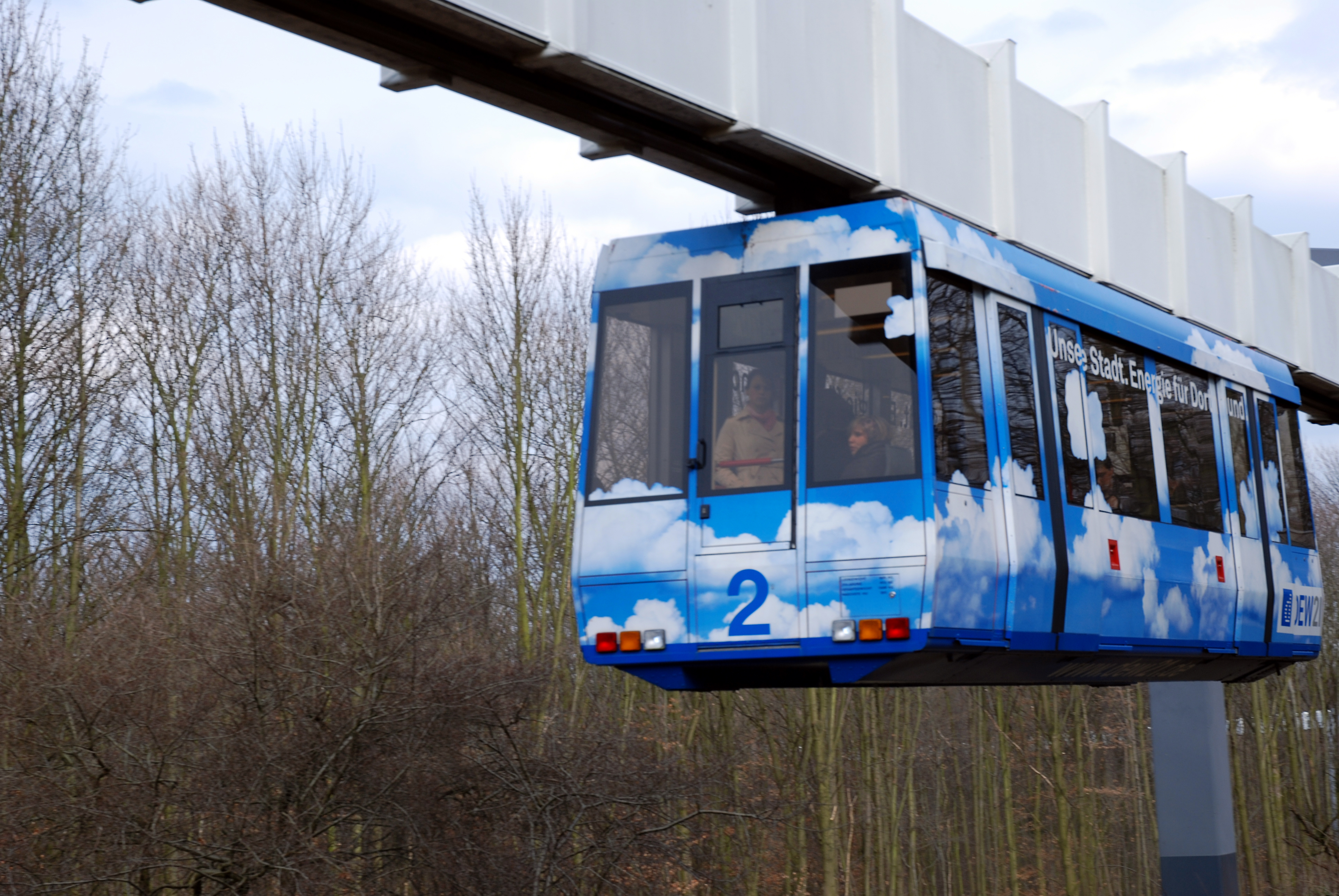
ドルトムントHバーン

#### 近郊交通
ドルトムントの近郊交通の大部分はライン＝ルール交通連盟に加盟する DSW21 によって運営されている。DSW21は、ライン＝ルール交通連盟の下で "4" の識別番号が与えられているため全ての路線番号に "4" の番号がつけられている（市境を超える路線を除く）。鉄道旅客近郊交通に関しては、Sバーンの S1、S2、S4、S5 の4路線があり、多くのレギオナルエクスプレスやレギオナルバーンの列車に接続している。ドルトムントには内市街の地下を通る8本のシュタットバーン網がある。U 41、U 42、U 43、U 44、U 45、U 46、U 47、U 49号線である。2008年4月に、内市街地下の最後のトンネル工事が完成した。この東西トンネルの完成後、最後に残っていた路面電車の 403、404号線の2路線は路線変更がなされ、U 43、U 44号線と呼ばれている。シュタットバーンについて様々な延長が検討されているが、真剣に取り組まれているものはない。
市内には DSW21のバスが73路線運行されている。路線網の総延長は 852.1 km、年間利用者は1億3400万人に及ぶ（2018年1月現在）。
さらに、2つの大学キャンパスとアイヒリングホーフェン地区およびテクノロジーパーク間を結ぶ自動運転のHバーンも運行している。
かつては、ウナ郡交通会社が運営する赤い2階建てバスがドルトムント中央駅前の中央バスターミナルとベルクカーメンのバスステーションとの間を運行していた。現在は連節バスが運行している。

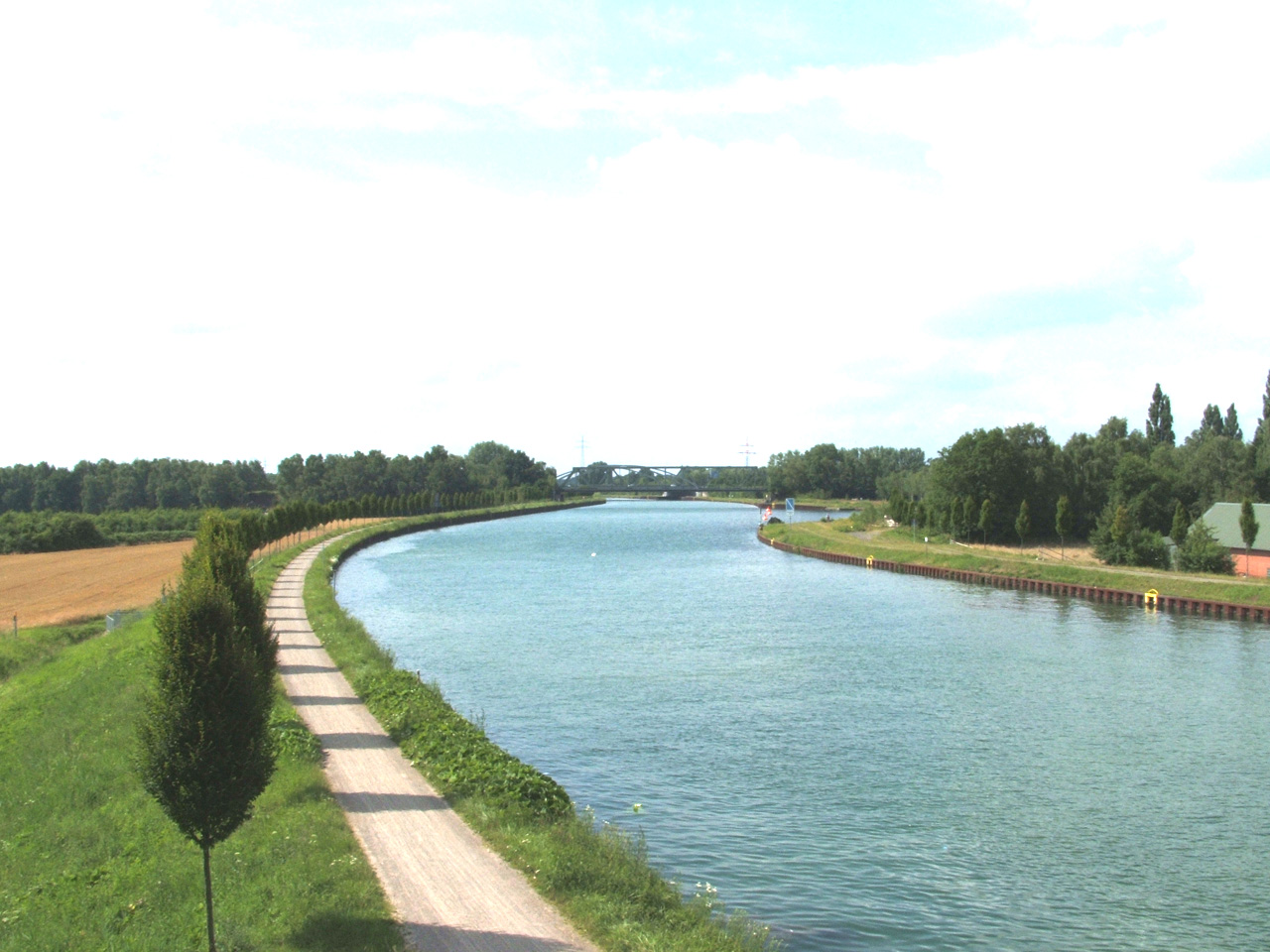
シュヴィーリングハウゼン市区で運河沿いに延びるドルトムント＝エムス運河ルート

#### 自転車
ドルトムントでは、都市計画に従って自転車交通も奨励されている。1980年代から大規模な自転車道ネットワークが整備されている。2006年7月10日、「ノルトライン＝ヴェストファーレン州における歩行者と自転車に優しい都市および自治体ワーキンググループ」(AGFS) への加盟申請がデュッセルドルフの交通省に提出された。ドルトムントは2007年8月8日にこの称号を与えられた。また、ドルトムントは多くの広域自転車道で結ばれている。
- ノルトライン＝ヴェストファーレン・サッカールートは、ノルトライン＝ヴェストファーレン州のサッカーをテーマにした全長 850 km の体験自転車道である。
- ドルトムント＝エムス運河ルートは、ルール地方と北海沿岸とを結ぶ、全長約 350 km のほとんど登り坂のない自転車道である。
- 全長約 120 km のエムシャー＝ヴェークは、ほぼエムシャー川（ドイツ語版、英語版）と並行に、ホルツヴィッケデの水源からディンスラーケン（ドイツ語版、英語版）近郊でライン川に注ぐエムシャー川河口までを結んでいる。
- ラートシュネルヴェーク・ルール（ルール高速自転車道）がこの街を通っている。

2022年のADFC（全ドイツ自転車クラブ）自転車環境調査では、人口50万人以上の14都市中13位であった。この調査では、ドルトムントでは1928人のサイクリストがアンケート調査に協力した。ドルトムントは4.27ポイントで、最下位エッセンの4.28ポイントをわずかに上回った（ポイントが低いほど上位）。他の都市と比較してドルトムントのスコアが特に低かったのは、「建設現場での道路誘導」（5.2ポイント）、「自転車道あるいは自転車レーンの幅」（5.2ポイント）、「自転車道における不正な駐輪の規制」（5.1ポイント）であった。「メディアでの報道」（4.0ポイント）や「自転車の盗難」（4.6ポイント）の項目は他の都市よりも「ポジティブ」に評価されているが、平均をわずか0.1ポイント上回っただけであった。

### 経済

#### 概要
過去、ドルトムントの経済発展には、激動、動乱、内部構造の変化が伴ってきた。数多くの経済的要因と非経済的要因との相互作用によって、第一次産業（農業と採鉱）、第二次産業（工業と製造業）、第三次産業（サービス業）といったそれぞれの部門の規模が変化した。これらの経済部門間の関係は、ドルトムント経済圏やルール地方全体の状況によっても変化した。市当局、州政府、連邦政府による経済促進政策や構造改革政策に伴い、第四次産業（情報産業）へのシフトが進み、それは現在も続いている。現在ドルトムントは、商業とサービス業の中心地であると同時に、エネルギー（電力、ガス輸送網）、情報技術、マイクロシステム技術、生物医学分野のハイテク都市でもある。
2023年、ドルトムント市内の国民総生産 (BIP) は245億9500万ユーロであり、この経済指標でドイツの都市で13位に入った。住民1人あたりの国民総生産は、40,184ユーロ（先述のBIP値を同年の人口612,065人で除して算出した）であった。同じ年のノルトライン＝ヴェストファーレン州の平均は46,194ユーロ、ドイツ全体の平均は48,750ユーロであった。2024年4月のドルトムントの失業率は、11.7 %、ノルトライン＝ヴェストファーレン州の平均失業率は 7.5 % であった。

#### 伝統的な経済分野、変遷と展望
ドルトムントは、工業化に伴い急速に重工業（石炭産業や鉄鋼業）の中心地へと発展した。ドルトムントの重要なコンツェルンとして、ヘッシュ、ドルトムンダー・ウニオーン、採鉱と精錬業のフェニックスAG、1969年からルールコールAG傘下に入ったドルトムンダー鉱山などがあった。20世紀半ばになってもドルトムント市内には15以上の炭鉱があり、最後の炭鉱が閉山したのは1987年であった。
最後の重要な鉱山機械のサプライヤーであったグスタフ・シャーデ機械製造はその後閉鎖された。
経済的に堅調であったヘッシュAGは1992年にエッセンのクルップ・シュタールAGに買収された。1997年にはクルップ＝ヘッシュとデュッセルドルフのティッセン・シュタールAGが合併してティッセンクルップ・シュタールAGとなった。これはドルトムントの精錬所に劇的な影響をもたらした。新会社は地理的に有利なライン川沿いに鉄鋼部門を集約させ、その結果ドルトムントの鉄鋼製造所は閉鎖された。これによって生じた雇用の喪失はドルトムントの経済に重い負担となった。

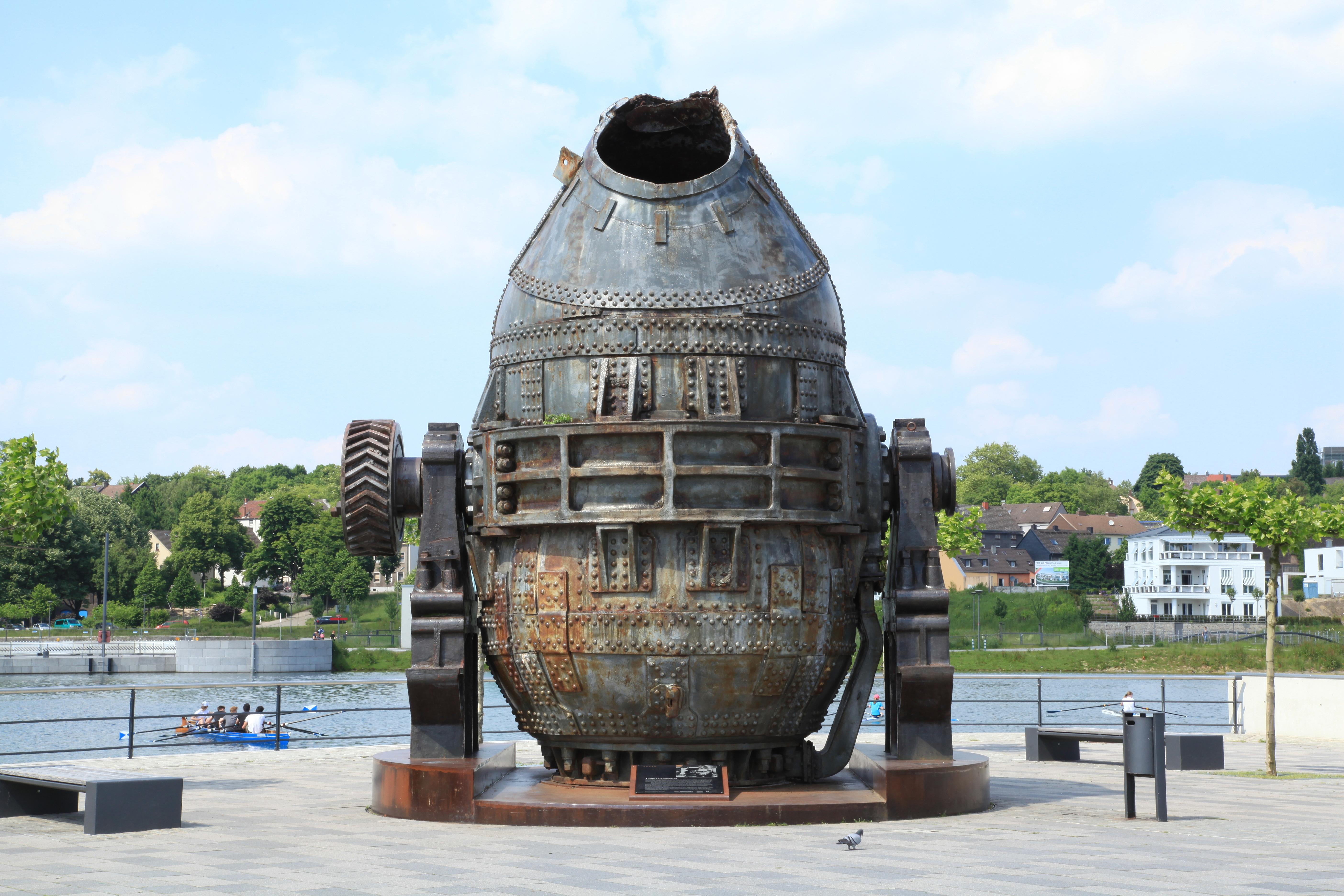
旧フェニックス＝オスト製鋼所跡にモニュメントとして設置されているかつての転炉

かつての工業地域は、現在、街にとって発展のポテンシャルとなっている。
- 市街中心部の西にあるドルトムンダー・ウニオーンの旧敷地は、その大部分に新たな流通業者や商業者が立地している。ここは、エムシャータールを通る鉄道路線沿いで、アウトバーンA45号線、A40号線、A2号線に通じる北部都市高速道路に面しており、ドルトムント＝エムス運河にも近い交通の便が良い場所である。
- ヘルデ市区南東のフェニックス＝オスト製鋼所の旧敷地は、閉鎖・解体後プロジェクト・フェニックス＝ゼーとして新たに建設が行われ、高いレクリエーション価値を持つ居住・オフィスを目的とした興味深い場所となっている。
- フェニックス＝ヴェスト製鋼所があった場所は、MST.ファクトリーがあることで、マイクロシステム工学分野での企業進出競争で中心的な役割を担っている。ドルトムントは現在、ドイツにおけるマイクロシステム工学の最大の中心地とみなされており、26社、約1700人がこの新しい産業分野に従事しており、IVAMマイクロ工学専門連合が立地している。
- 高炉、焼結施設、熱間圧延工場が閉鎖された後も、ドルトムント北東部のヴェストファーレンヒュッテの敷地ではまだ生産が続けられている。板金加工と板金塗装を行う工場があり、約1,000人が就業している。また、平鋼の表面処理開発センターもここにある。広さ約 15 km2（おおむね 3 km × 5 km）の敷地は、都市開発に大きな可能性を与えている。ここにはすでにいくつかの流通業者が進出している[135][136]。

機械・設備製造業はドルトムントに大きな伝統を有している。現在も稼働している会社としては、化学プラント製造業者ティッセンクルプ・ウーデ GmbH、電気化学プラントに注力しているティッセンクルプ・ヌセラ、機械・設備建設業者 KHS GmbH の他に、かつてはユーホ通りに本社を置き、包装・瓶詰め機械を製造している旧ホルシュタイン & カッペルトがある。建設車両は、以前はオーレンシュタイン & コッペル社 (O&K) が製造していたが、ヘッシュ＝クルップ合併によりクルップ・フェルダーテクニークとその姉妹会社に移された。O&Kの掘削機部門は、アメリカのテレックス・グループに引き継がれ、現在までドルトムントで大型建設機械を製造していたが、アメリカのキャタピラー社に買収された。工作機械製造でもドルトムントはかつて有名であった。多軸自動盤の世界的に知られた製造業者テンスホフが、リュトゲンドルトムント市区のボーフムとの市境付近に1980年代まであった。かつてヴェストファーレンヒュッテに近いボルン通りにあったドイツ・ヘッシュ機械工場では大型旋盤が製造されていた。ローテ・エルデ機械製造は大型ベアリングの先進メーカーである。
やがて保険業者や金融業者がドルトムントに拠点を置くようになり、大学周辺には近代的なIT-企業やサービス業者が設立され雇用を生んでいる。

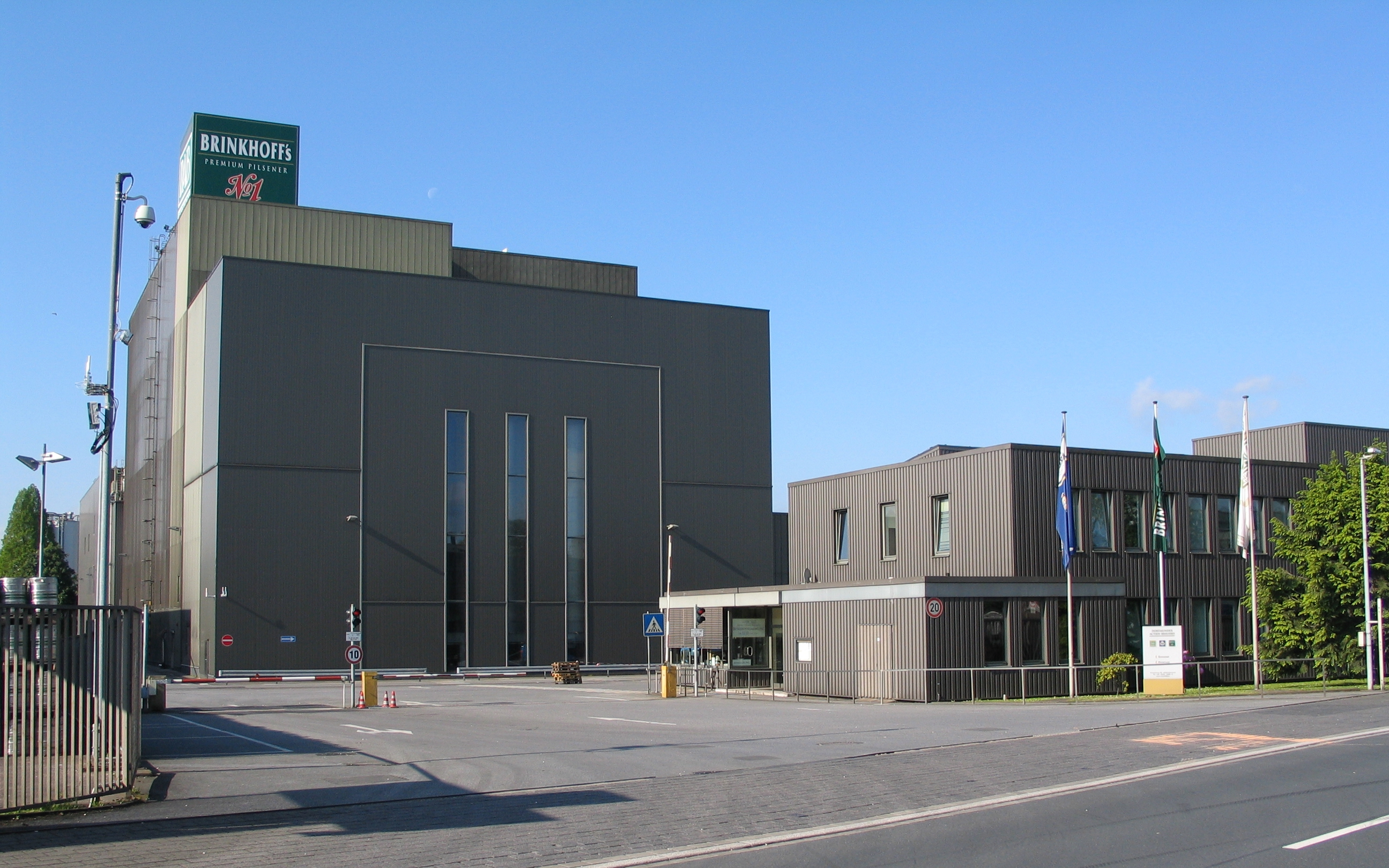
アクティエン・ブラウエライ

ドルトムントは、エクスポートビールの醸造により、「ビールの街」として広く知られていた。特に有名なブルワリーとして、ベルクマン、ボルシア、アクティエン (DAB)、ウニオーン (DUB)、クローネン、ハンザ、リッター、シュティフツ、ティーアがあった。第一次世界大戦後、これらは大規模なブルワリーに発展し、50年近くの間ドイツのビール市場を席巻した。1960年代初め、ドルトムントのブルワリーでは約6,000人が働いていた。当時のこれら多くのブルワリーの中で残っているのは1箇所だけである。ビーレフェルトのドクトル・アウグスト・エトカー KG 傘下のドルトムンダー・アクティエン・ブロイエライ (DAB) が、1つを除くすべてのドルトムントのビールブランドを所有している。ドルトムントのベルクマン・ブロイエライは2005年に新たに創立され、いくつかの特別なビールを独自に販売している。

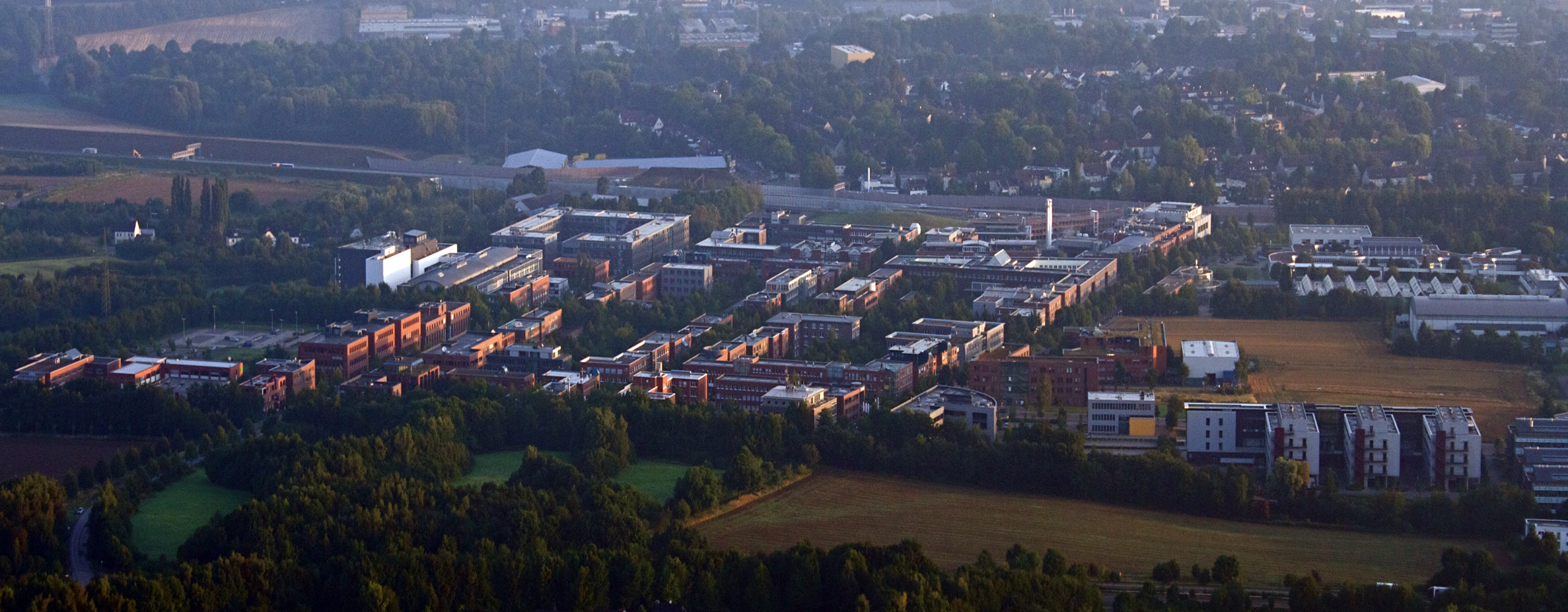
ドルトムント・テクノロジーパーク

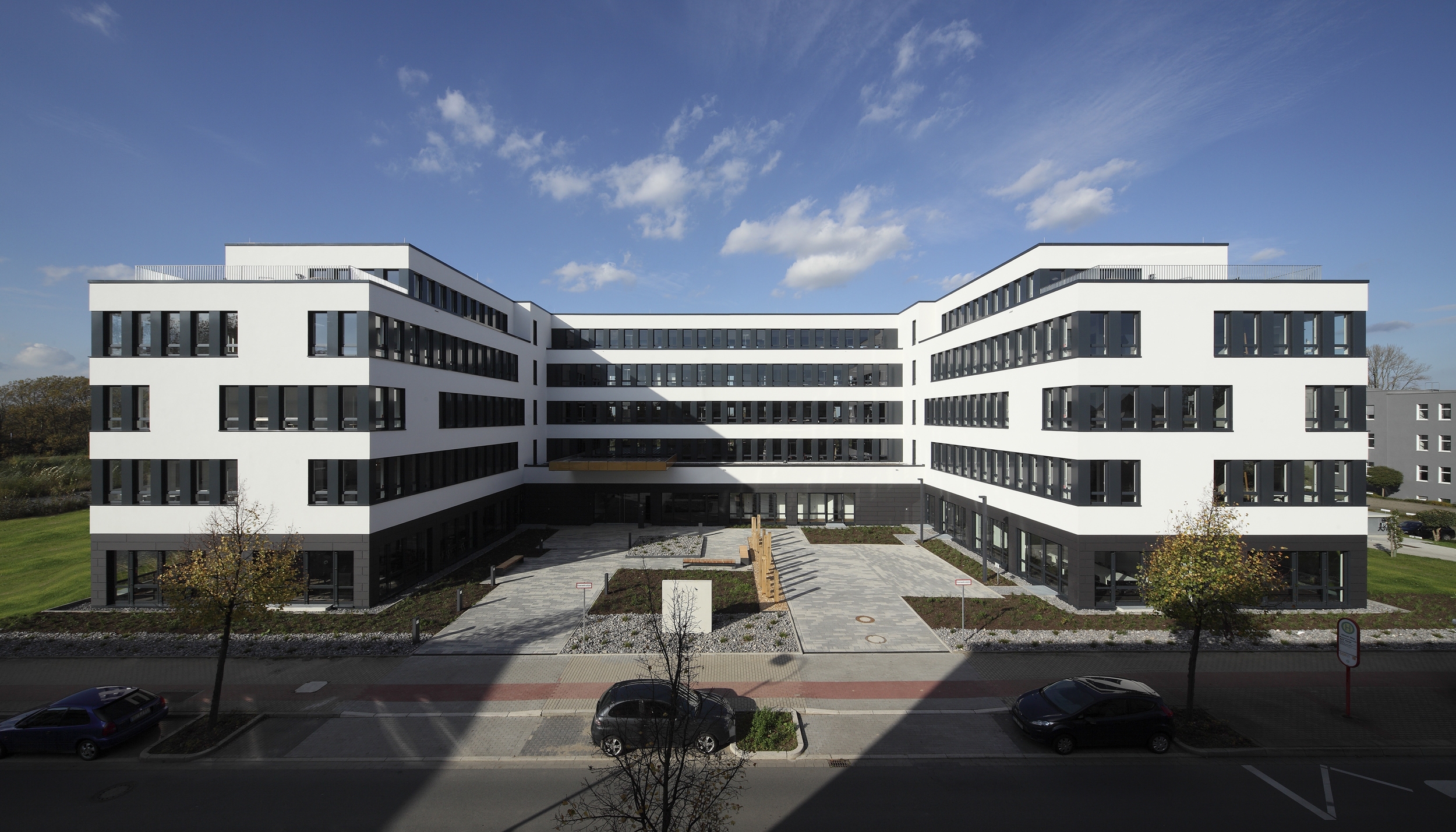
アデッソ本社

#### 構造改革
1960年から1994年までの間に工業従事者は127,000人から37,000人にまで減少した。新しい職場は主に情報産業部門、銀行、保険業者であった。将来を見据えたシグナルは、1968年末のドルトムント工科大学開校であった。大学キャンパスが、現在の研究都市の礎となった。大学の近くに、1984年にテクノロジーセンターが開設された。これはドイツで最初期の例の1つである。これに隣接するテクノロジーパークには、1988年から225社が進出し、8500人以上が働いている。連邦道 B1号線沿いの旧兵舎跡のシュタットクローネ東プロジェクトは、1958年の石炭危機に始まり現在も変わらずに継続しているドルトムントの構造改革におけるポジティブな例である。ドイツのIT-コンサルティングおよびシステムインテグレーション企業トップ25社に入るアデッソ SE の本社もここにある。
ヴォルフスブルク AGをモデルに経営コンサルト会社マッキンゼー・アンド・カンパニーが提唱した、市とティッセンクルプ・グループとの官民連携であるドルトムント・プロジェクトにより、市の発展・強化のために新たな雇用を創出して構造変化によって生じた雇用のギャップを解消する試みがなされている。工業分野は新たなリーディングセクションとして全体のコンセプトに組み込まれた。流通、マイクロシステム工学 (MST)、ICT分野がまず選ばれ、次いでヘルスケア産業、生物医学、エネルギー工学が続く。2005年にこのプロジェクトは市の経済振興策に無期限で組み込まれた。特に鉱業が破綻する前、2010年までに雇用者数を325,000人にまで引き上げる必要があった。2011年4月の段階で、このプロジェクト直接的あるいは間接的影響によって雇用は298,000人に拡大した。これは当初雇用が必要とされた80,000人のうち53,000にあたる。2008年に2018年までの新たな目標が設定された。それによれば、失業率を1桁台に抑えて、人口を安定化させることができるというものであった。さらに小売中心指数（特にティーアー＝ガレリーによって）、2008年の114から118に上昇するとされた。この指数は、2014年に124にまで上昇したが、2023年には112.9であった。
この街は2004年に構造改革の成功により賞賛された。経済誌「キャピタル」によれば、ドルトムントは2013年までルール地方で最も経済の見通しが良い街であった。ハンデルブラットは「ツークンフトアトラス」（直訳: 未来地図）でこの街を「沈黙の星」と表現した。2006年にこの街は MST.factoryによって「イノベーション」部門でユーロシティーズ賞を受賞した。
ドルトムントは、ユニークなインフラ、約760社の流通関連業、国内外で知られた学術機関を有するドイツで最も重要な流通都市の1つである。約25,000人が流通分野の仕事に従事している。2016年、この街は連邦経済エネルギー省主導のデジタル・ハブ内で流通分野のデジタル・ハブとされ、ベルリン、ハンブルク、ミュンヘン、フランクフルト・アム・マインとともにドイツのデジタル化の牽引役を担っている。
小売業の中心地としての重要性も上昇している。内市街中心部のヴェステンヘルヴェークは、ミュンヘンのカウフィンガー通り、フランクフルト・アム・マインのツァイル、ケルンのシルダーガッセとならんで最も多くの買い物客が訪れるショッピング街である。ヴェステンヘルヴェークとオステンヘルヴェークの不動産賃貸料の高さや空き店舗の不足は、その発展ぶりを反映している。イケア、アマゾン、デカトロンといった国際的な巨大チェーンが近年ドルトムントの、特にノルト地区のヴェストファーレンヒュッテやドルトムント湊に流通・配送センターを設けている。さらにRhenus、REWE、DHLも、一部顧客向けにヨーロッパ全土をカバーする流通センターを運営している。

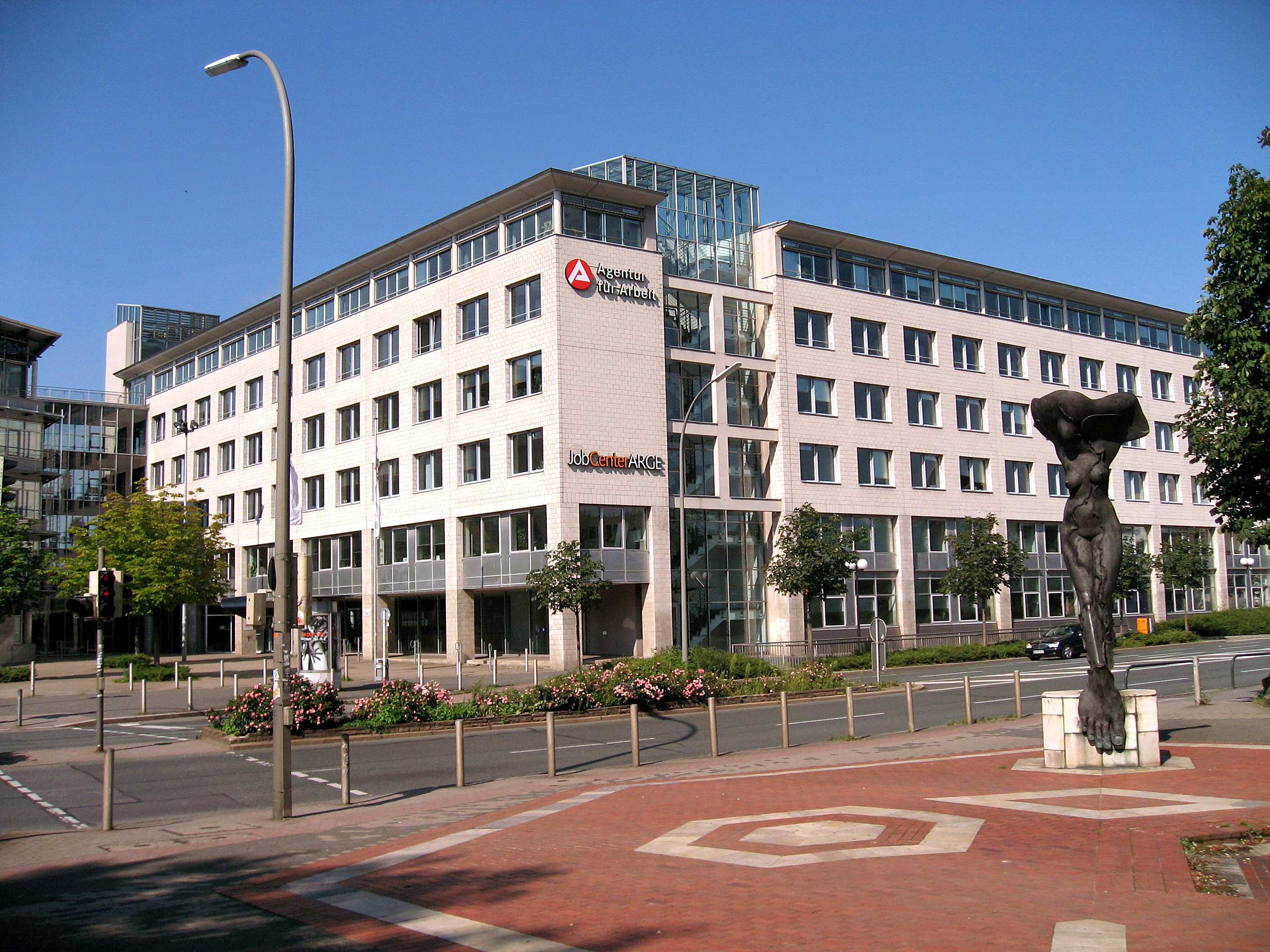
ドルトムント労働局・職業安定所

#### 失業率
以下の表は、各年6月30日時点のドルトムントの失業率を示したものである。

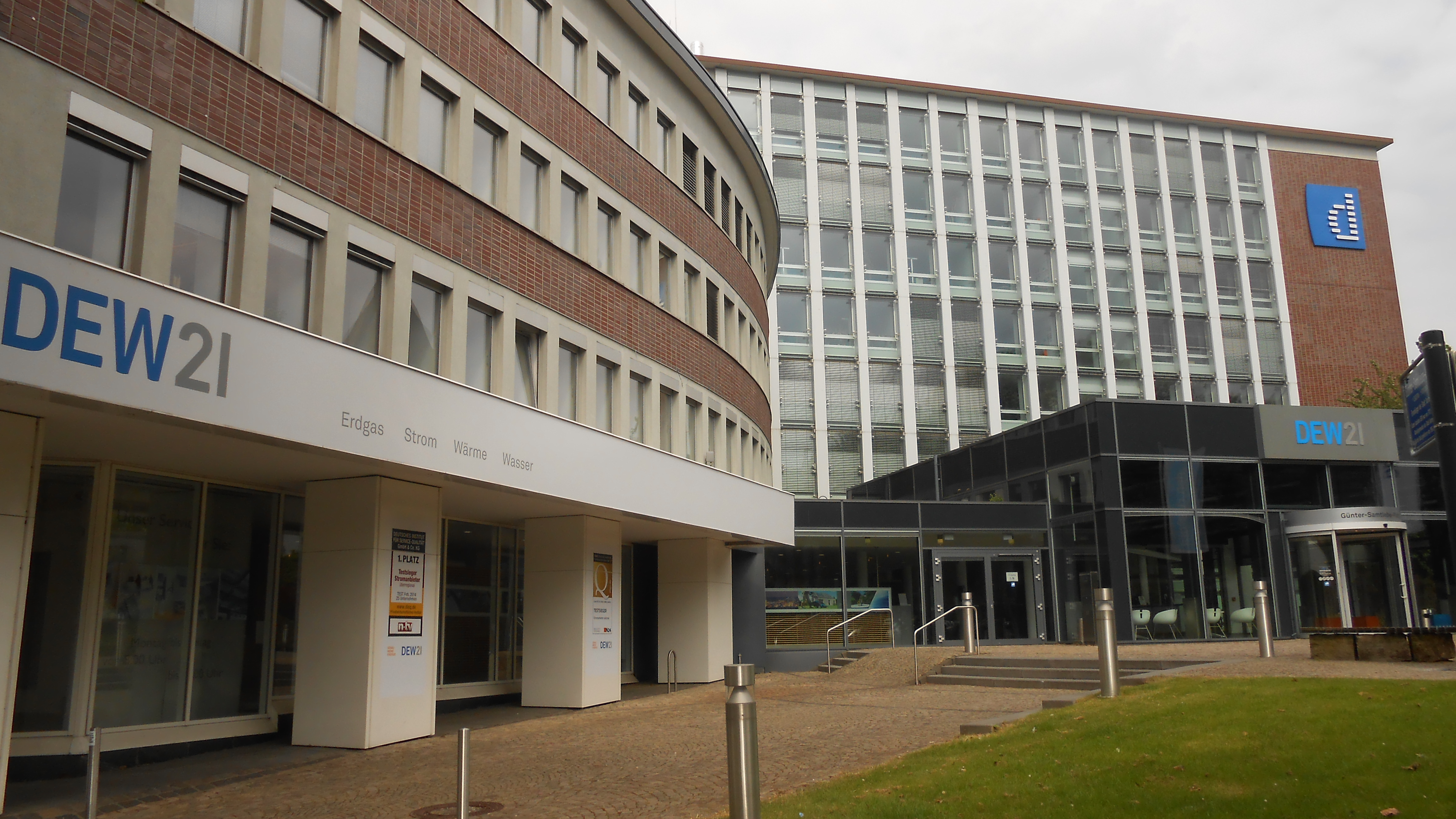
DEW21の顧客センター（左手前）と本社（奥）

|            | 2000年 | 2005年 | 2010年 | 2021年 | 2022年 | 2023年 |
| ---------- | ------ | ------ | ------ | ------ | ------ | ------ |
| 失業率 (%) | 14.0   | 18.1   | 13.1   | 11.6   | 10.5   | 11.4   |

#### 地元企業
ドルトムント最大の雇用主の1つが、市当局自身やその外郭団体企業である。ドルトムンダー・シュタットヴェルケ AG（略称: DSW21）は、運輸、エネルギー、通信、住宅建設、都市開発といった分野を担っており、3千人以上が働いている。ドルトムンダー・シュタットヴェルケは、シュタットヴェルケ・ボーフム GmbH とゲルゼンヴェッサー AG（水道管理会社）を共同所有している。
ドルトムント・エネルギー・水供給会社 GmbH（略称: DEW21）は、DSW21 と RWE との共同出資会社である。DEW21はドルトムント市民に天然ガス、電気、熱、水を供給し、企業や個人の顧客に対してこれら供給物の周辺サービス業務を行っている。市はドルトムントを重要な企業の拠点に発展させた RWE の株式の一部を所有している。さらにヴェストファーレンハレンと同地のメッセの管理センターを運営するヴェストファーレンハレン・ドルトムント GmbH、1990年代に設立されたドルトムントの廃棄物処理業者エントゾルグング・ドルトムント GmbH（略称: EDG）もある。EDGの主たる業務は、顧客エリアの清掃、ゴミ収集、と通信会社としての Dokom21 である。

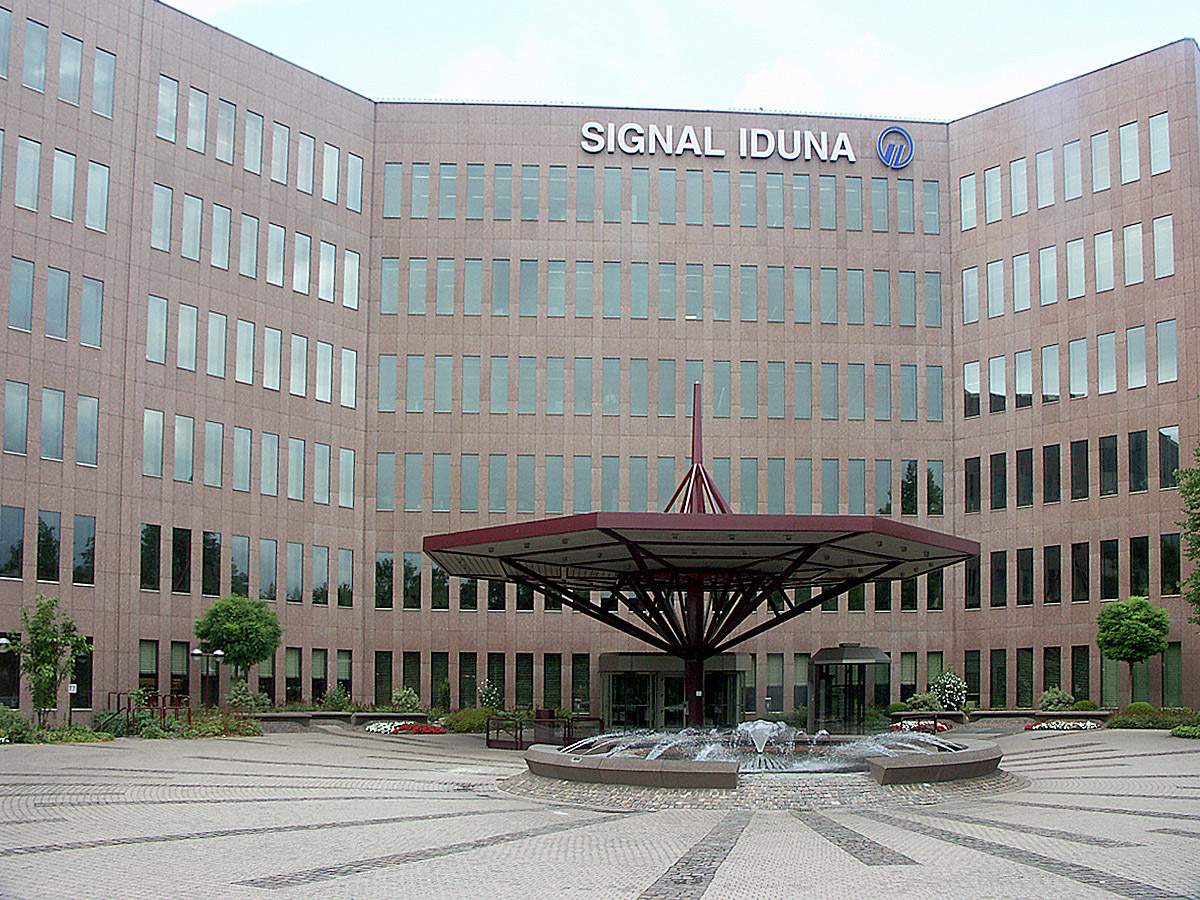
ジグナル＝イドゥナ本社

ドルトムントはドイツの保険業界において重要な中心都市の1つである。コンチネンタル保険連合の親会社であるコンチネンタル疾病保険に加えて、ハンブルクのイドゥナ・グループとドルトムントのジグナル保健が合併して成立したジグナル＝イドゥナ・グループもこの街に本社を置いている。両社はともに、ドイツの保険会社で、2022年保険料収入トップ15社に入っている。さらに、AOK ノルトヴェスト、ブンデスイヌングスクランケンカッセ・ゲズントハイト、フォルクスヴォール・ブント、VKH フォアゾルゲカッセ・ヘッシュ・ドルトムント、キルヒリヘ・ツーザッツフェアゾルグングスカッセ・ラインラント＝ヴェストファーレンもドルトムントに本社を置く。
ドルトムントはドイツ西部のエネルギー経済の中心地でもある。最大のライフライン網（電力、ガス）管理会社であるヴェストネッツ GmbH も、ドイツ第2位の送電施設運営会社のアンプリオン GmbH もドルトムントに本社を置いている。これに加えて、ティッセンガス、プロガス、トランスガス・フリュシヒガス・トランスポート・ウント・ロジスティーク、ヴァッサーヴェルケ・ヴェストファーレンといった重要な企業の本社もこの街にある。
ドルトムントは、100社以上、12,000人以上が従事する通信業および情報産業の中心地である。これは、ドルトムント工科大学、専門単科大学、および最も古く最大のあらゆる情報技術の教育育成機関であるドルトムントIT-センターが市内にあることに起因する。この街に本社を構えるアデッソ SE とマテルナ GmbH は、ドイツのIT-コンサルティングおよびシステムインテグレーション企業の Top 25 に含まれている。アメリカの情報コンツェルンであるベライゾン・ドイチュラント GmbHはドルトムントのテクノロジーパークに支所を置いている。様々な奨励策やドルトムント市の主導、さらにはドルトムント工科大学やドルトムント専門単科大学との産学協同により、RapidMiner、グリーンIT、Cabdo、Urlaubsguru、ホルツヴィッケデのドルトムント空港に本社を置くガストロヒローといったスタートアップ企業の大規模なネットワーク環境が整備されている。
ドルトムントには、民営、協同組合、公営の住宅供給企業が数多くある。たとえば、シュパー・ウント・バウフェライン・ドルトムントやDOGEWO21などである。また、ヴィヴァウェストやLEGイモビリエン、ヴォノヴィア のように地域を超えて展開し、一部には上場している不動産業者もある。

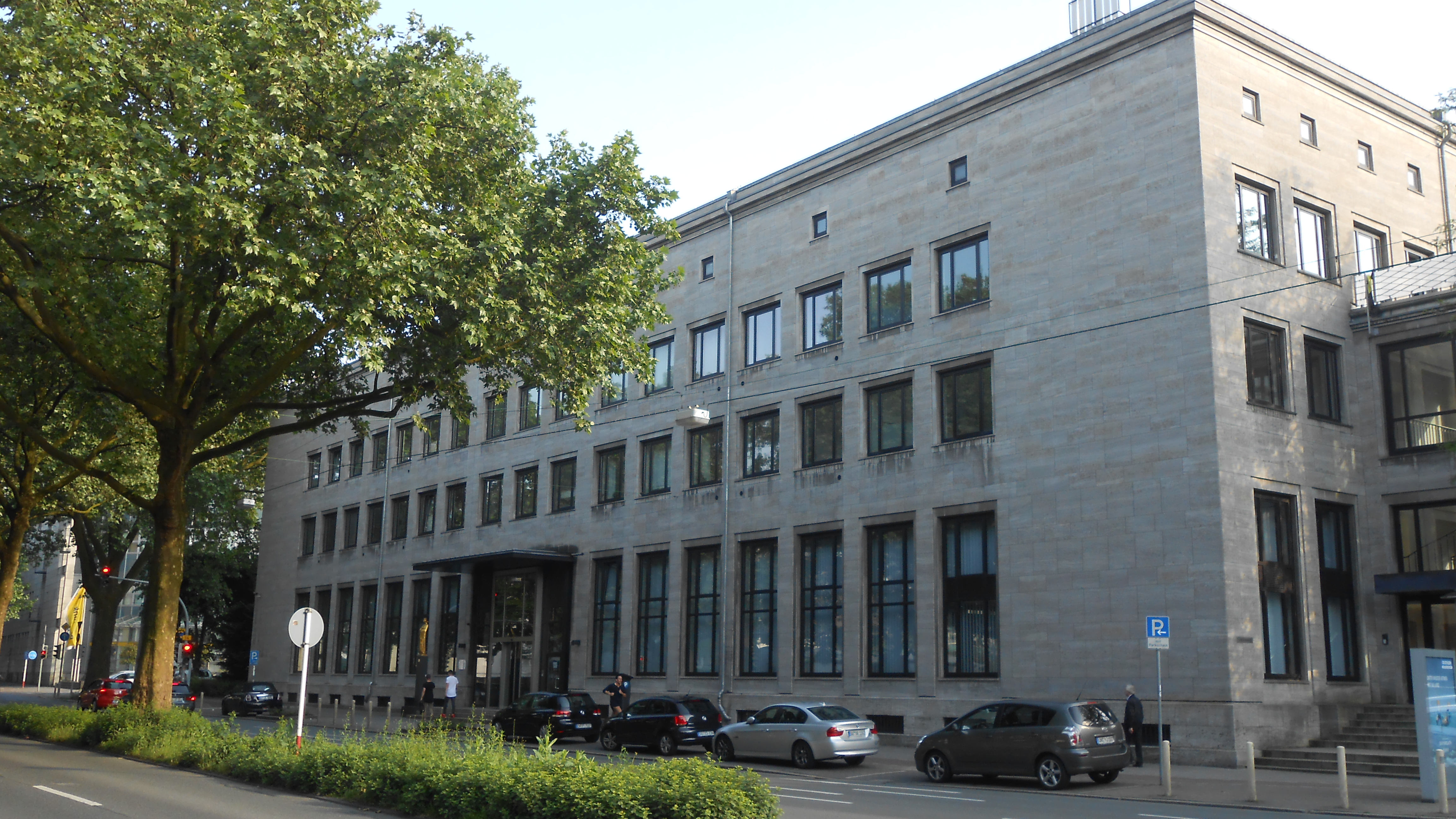
ドイツ連邦銀行ドルトムント支店

地元の金融機関には、シュパルカッセ・ドルトムント（ドルトムント貯蓄銀行）、フォルクスバンク・ドルトムント＝ノルトヴェスト、ドルトムンダー・フォルクスバンク、バンク・フュア・キルへ・ウント・ディアコニー（KD-バンク、直訳: 教会と慈善のための銀行）がある。2021年7月にドイツ連邦銀行の最大で最も近代的な支店が開店した。ここではライン＝ルール地方全域の現金供給が取り扱われている。この支店はヴェストファーレンダムの近くにあり、広さは約 79,000 m2 ある。

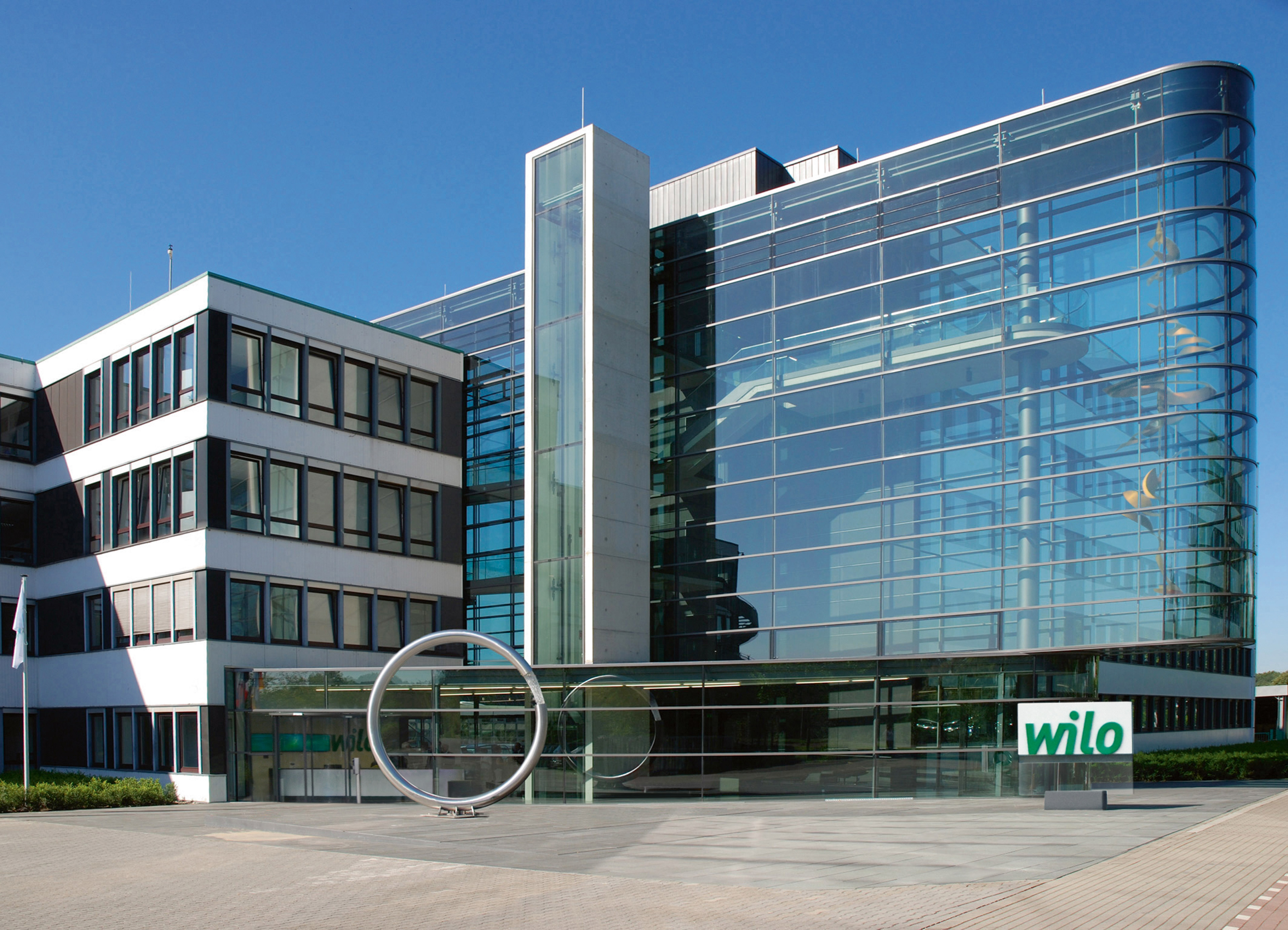
WILO本社

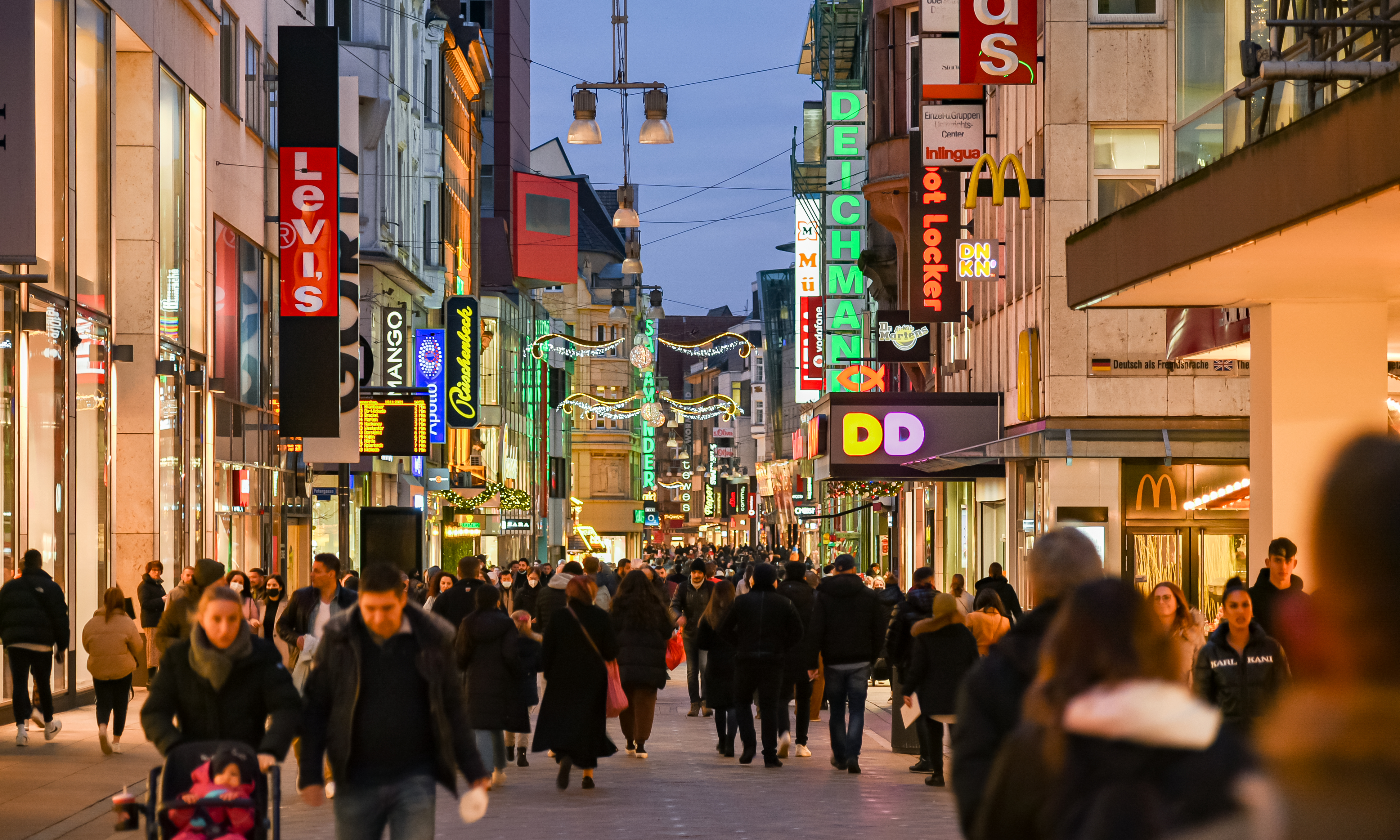
ヴェステンヘルヴェーク

大規模な構造変革にもかかわらず、ドルトムントは相変わらず、ドイツにおけるプラント建設、機械製造の最重要都市の1つである。暖房、冷房、空調用のポンプ製造業者 WILOの他にも、1,200人以上が働くこの街最大の工業系雇用主である KHS GmbH や重要なプラント建設・機械製造の重要な企業である ABP インダクションシステムスがドルトムントに本社を置いている。ドルトムントに本社を置くその他の企業には、ティッセンクルップ・ローテ・エルデ、ティッセンクルップ・ウーデ、アンカー＝シュレーダー ASDO、エルモス・セミコンダクターなどがある。ダイムラー・バシーズは、メルセデス・ベンツ・スプリンターをベースにした8人から22人乗りの小型バスをドルトムントで製造している（従業員数 220人）。製薬会社のベーリンガーインゲルハイムは、ドルトムントに従業員数630人の吸入剤製造工場を有している。企業グループのミーバッハは、ドルトムントで、溶接装置や開閉装置を製造するために約500人を雇用している。ムルトフェルト合成樹脂は、世界中で合成樹脂の製造および加工を行う会社で、ドルトムントでは約350人が働いている。フィテスコ・テクノロジーズ（旧コンチネンタル）は、ドルトムント＝ハレライ市区で排気後処理システムのセンサーやコンポーネントを製造し、400人を雇用している。シーメンス・モビリティは、ドルトムント＝エーヴィングにライン＝ルール＝エクスプレスの車両メンテナンス工場を有している。2021年現在ドイツ鉄道は、ドルトムント操車場車両基地を中心に3,000人以上を雇用している。約500人が働くドルトムント＝ハーフェン操車場も計画されている。
ドルトムント地方は、ヨーロッパの中央に位置する重要な流通都市である。ドイツで5番目の流通企業であるRhenusはドルトムント空港に本社を置いており、他にも市内に拠点がある。市内800社以上の流通業およびその関連産業の企業が26,000人以上を雇用している。ドルトムントにはIKEAディストリビューション・サービスのIkea中央倉庫やレイノスなど有名企業の配送センターが約50箇所ある。さらに ELT フレーゲ、カウフラント、Rewe、TEDi、ティッセンクルップ・マテリアルズといった企業が、ドルトムントからヨーロッパ全土に商品が配送されている。

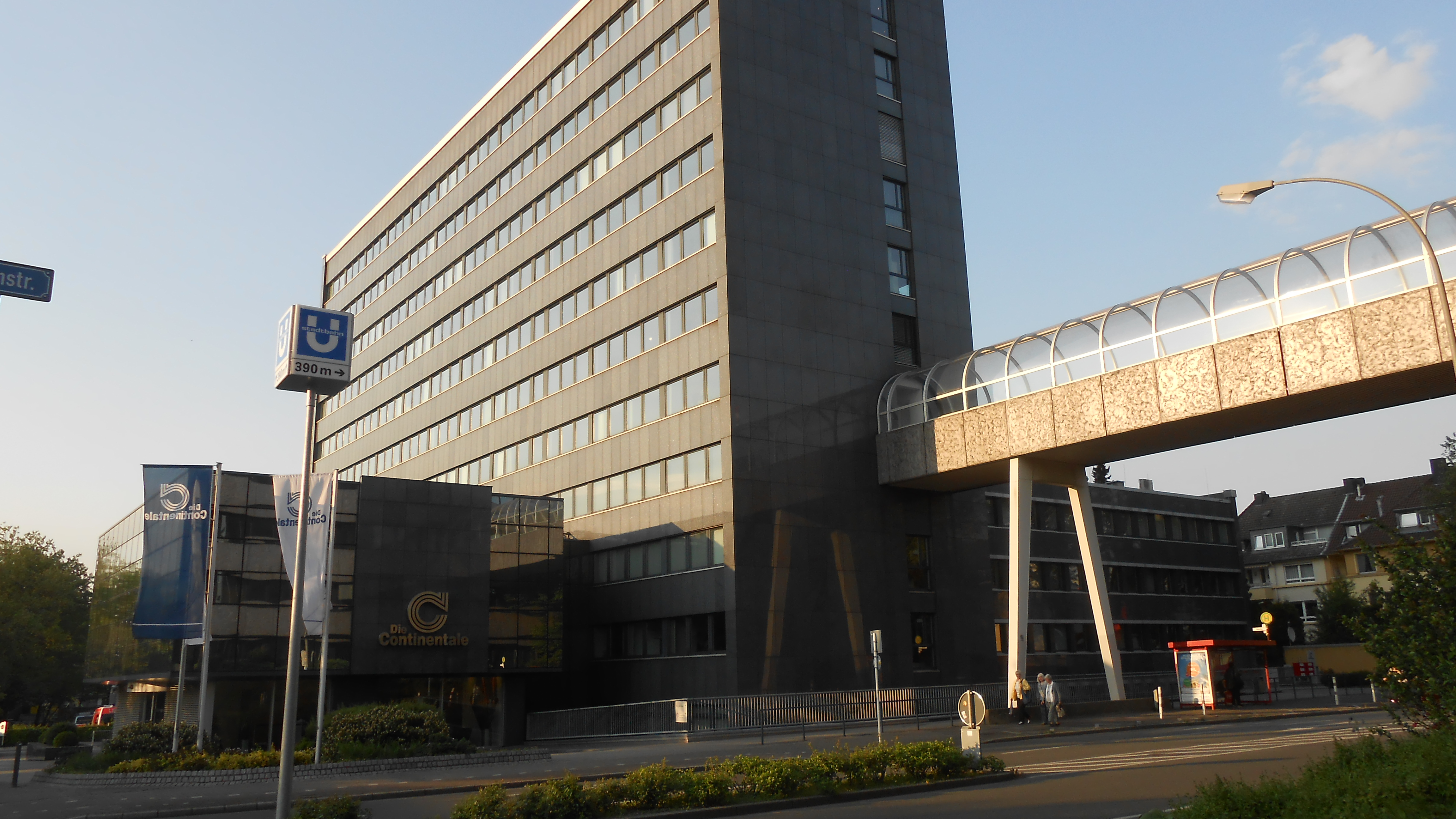
コンチネンタル疾病保険本社
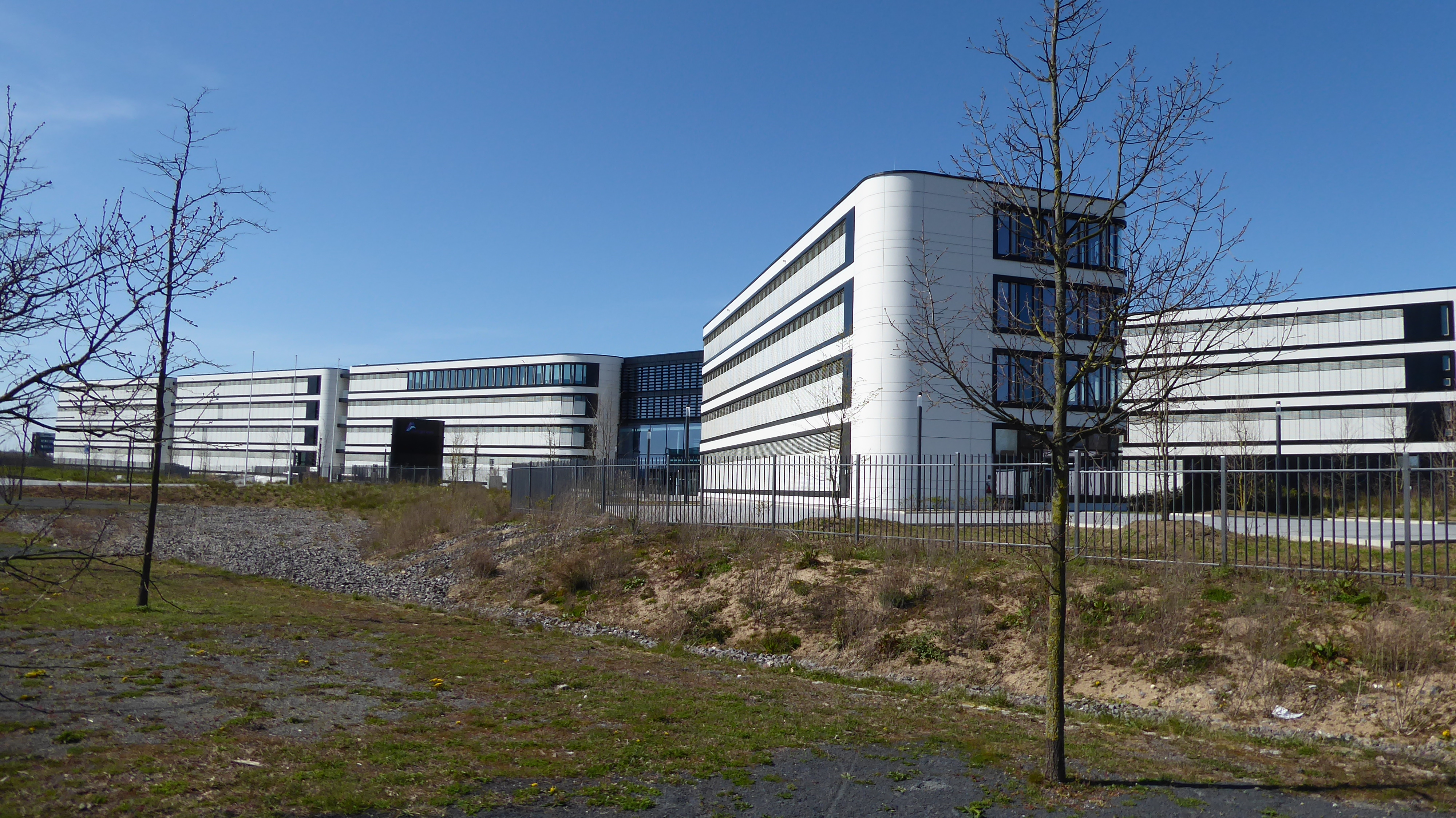
アンプリオン本社
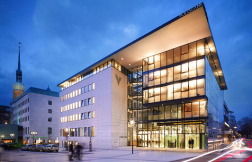
ドルトムンダー・フォルクスバンク本店

#### 小売業
内市街にある長さ約900 m のヴェステンヘルヴェークは、ドルトムントおよびルール地方全域で最も有名で最も売り上げの多いショッピング街である。ジョーンズ・ラング・ラサールによる通行量調査が開始された頃からヴェステンヘルヴェークは、ドイツで最も人通りの多いショッピング街の1つである。2013年に行われた調査では、1時間あたり12,950人の訪問者があり、ヴェステンヘルヴェークに最も頻繁に人が訪れるショッピング街の称号がもたらされた。さらにヴェステンヘルヴェークは、小売店舗の賃貸料が連邦全体で比較して常にトップ10にランクインしている。ヴェステンヘルヴェークには、大手小売りチェーン（ガレリア・カウフホーフ、カルシュタット、C&A、H&M）、服飾チェーン（ピーク&クロッペンブルク、エスプリ、s.オリヴァー、ザラ）、小売りチェーン（パルフュメリー・ドゥーグラス、マイエルシェ書店）の店舗や、ブティック、専門店、レストランが軒を連ねている。2011年には新たなショッピングセンター「ティーアー＝ガレリー」がヴェステンヘルヴェークに開店した。
ドルトムント市内中心部には様々な特徴を持った小売店が店を構えるショッピング街や地区がある。
- ブリュック通り地区: 市内中心部の北に位置する地区で、国際色豊かな屋台や、安価な服飾店で知られている。
- オステンヘルヴェーク: ここには、低・中価格帯の小売りチェーンがいくつか店を出しいているほか、独立経営の小売店舗も多くある。
- クレッピング通り/ローゼン地区: クレッピング通りとその東側に位置するローゼン街は、高価格帯のファッション店舗、ブティック、デザイナーズショップやギャラリーがあることで広く知られている。さらにこの地域では、地中海風の雰囲気を持つブルジョア指向のレストラン街が発達している。
- カイザー地区: シュタットヴァルの東に接しているこのブルジョア街には数多くの独立経営の小売店舗、カフェ、レストランがある。

ドルトムント・ヴェストのインドゥパルクにも小売店街がある。かつての鉱山会社の敷地跡に整備された小売・産業センターとしてインドゥパルクには、イケア、メディアマルクト、デカトロンなど売り場面積の広い店がある。

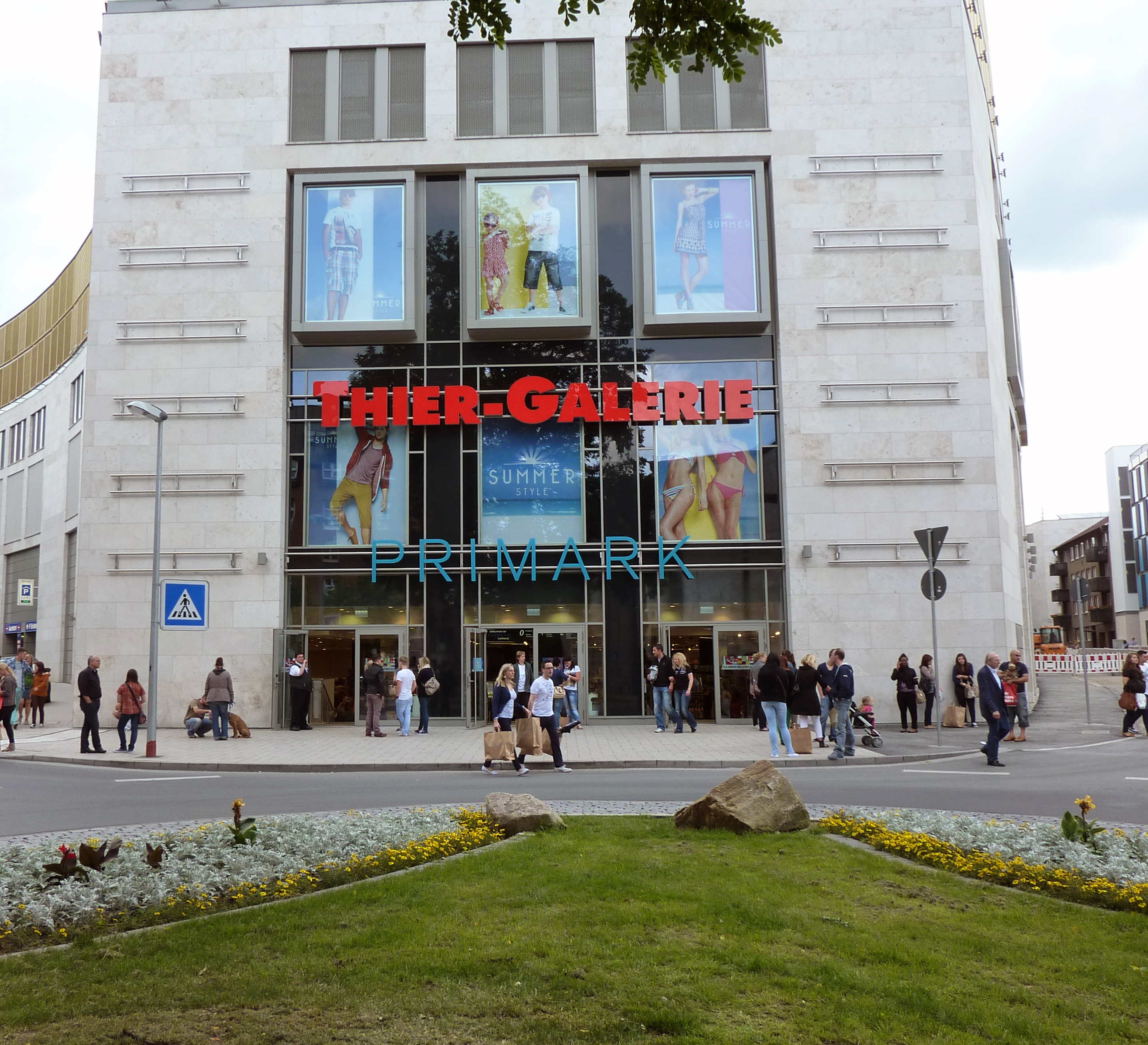
ティーアー＝ガレリー
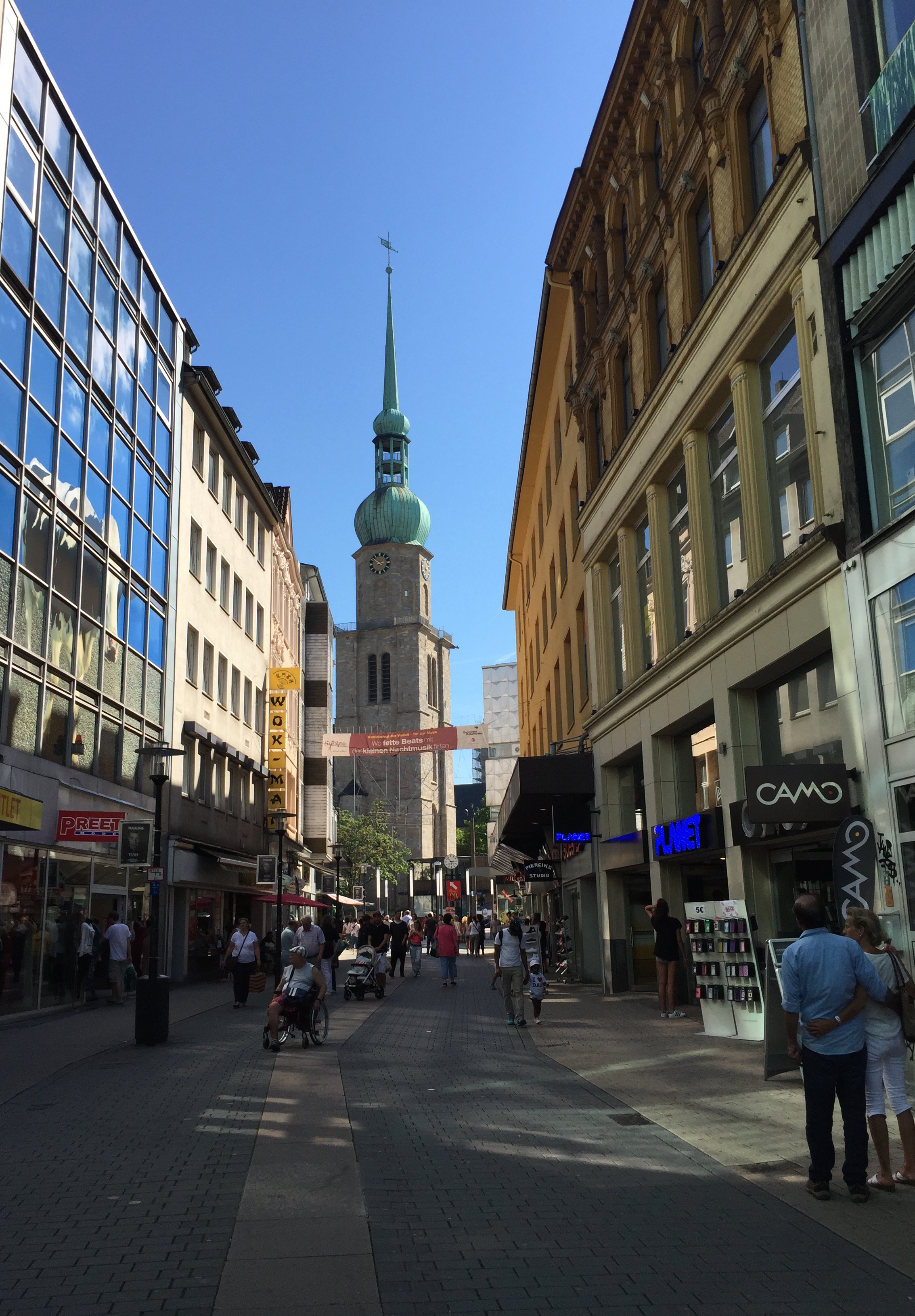
ブリュック通り

#### 小売業の指標
2014年の購買力指数はわずか93であり（連邦統計局のデータに基づくミヒャエル・バウアー・リサーチによる2023年の予想値は90.2）、比較的低い購買力を示した。その6年前の2008年には100.2とドイツ平均を上回っていたがその後確実に購買力は低下した。ボーフム、ウナ、ヴィッテンといった周辺都市との比較ではドルトムントの購買力は中程度と言える。特に市域の南に位置する市区であるヘルデッケやシュヴェルテは比較的高い購買力を維持しているが、リューネンなど北部に位置する市区では購買力が低い傾向にある。
2014年の小売中心指数は 124.0 で、ドルトムントはドイツ平均および周辺都市の平均よりも高い。これは、ドルトムントは市民の購買指数が比較的低いにもかかわらず、周辺地域からの購買力が流入することで高い小売中心指数を示していることを意味している。

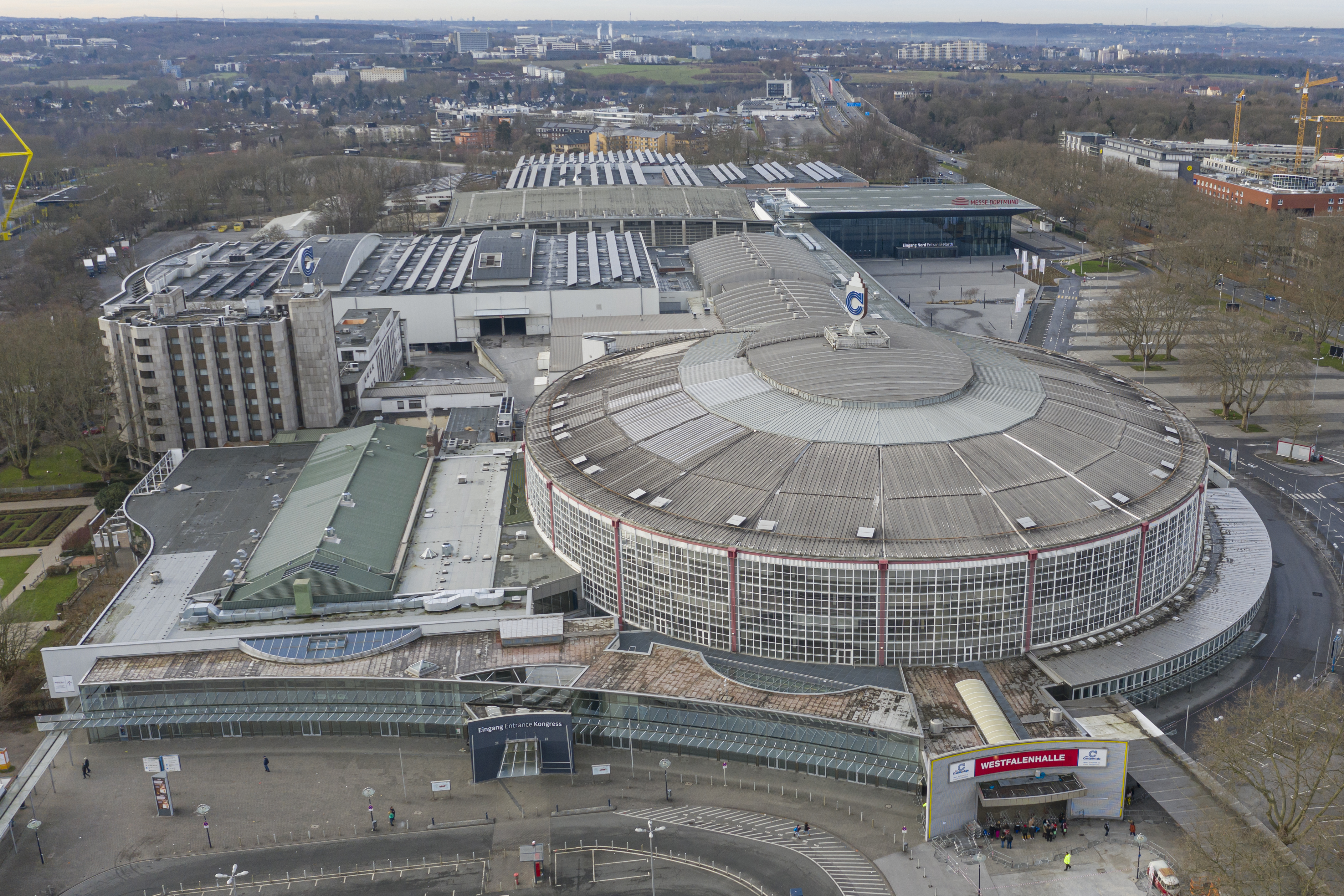
メッセセンター・ヴェストファーレンハレン。最前景の円形の建物がヴェストファーレンハレン。

|              | 2003年 | 2004年 | 2005年 | 2013年 |
| ------------ | ------ | ------ | ------ | ------ |
| 売上高比率   | 109.0  | 107.8  | 106.6  | 115.7  |
| 購買指数     | 101.3  |        | 101.8  | 93.0   |
| 小売中心指数 | 107.6  | 109.6  | 109.1  | 124    |

#### メッセ
メッセセンター・ヴェストファーレンハレンには、広さ1,000から10,600平方メートルの空調が完備された9つのホールが含まれる。メッセンセンター・ヴェストファーレンハレン全体の面積は、59,000 m2 である。このでは年間約60のメッセが開催され、約80万人が訪れる。
ヴェストファーレンハレンで開催される重要なメッセには以下がある。
- ジャーマン・コミック・コン、ファン＝カンバセーション（マルチジャンル＝カンバセーション）
- YOU ヨーロッパ・ユーゲントメッセ。
- ヤクト & フント、ヨーロッパ最大の狩猟メッセ。
- クレアティーヴァ、ヨーロッパ最大の創作メッセ。
- インターモデルバウ、模型制作および模型競技の世界最大のメッセ。
- インター・タバク、タバコ製品と喫煙具の国際専門メッセ。

### メディア

#### 新聞と雑誌
中央党の機関誌は、1933年まではレンジング出版が刊行する「ツァイトゥング・トレモニア」であった。
第二次世界大戦以前、ベルリン以外ではドイツ最大の発行部数であった全国紙「ゲネラル＝アンツァイガー・フュア・ドルトムント」がドルトムントで刊行されていた。1890年にフリードリヒ・ヴィルヘルム・ルーフスによって創刊されたこの左翼リベラリズムの新聞は、エミール・シュトゥンプによるヒトラーのカリカチュアが原因で国家社会主義者によって廃刊され、その後は「ヴェストフェリシェ・ランデスツァイトゥング - ローテ・エルデ」という名称で党の機関誌として刊行された。

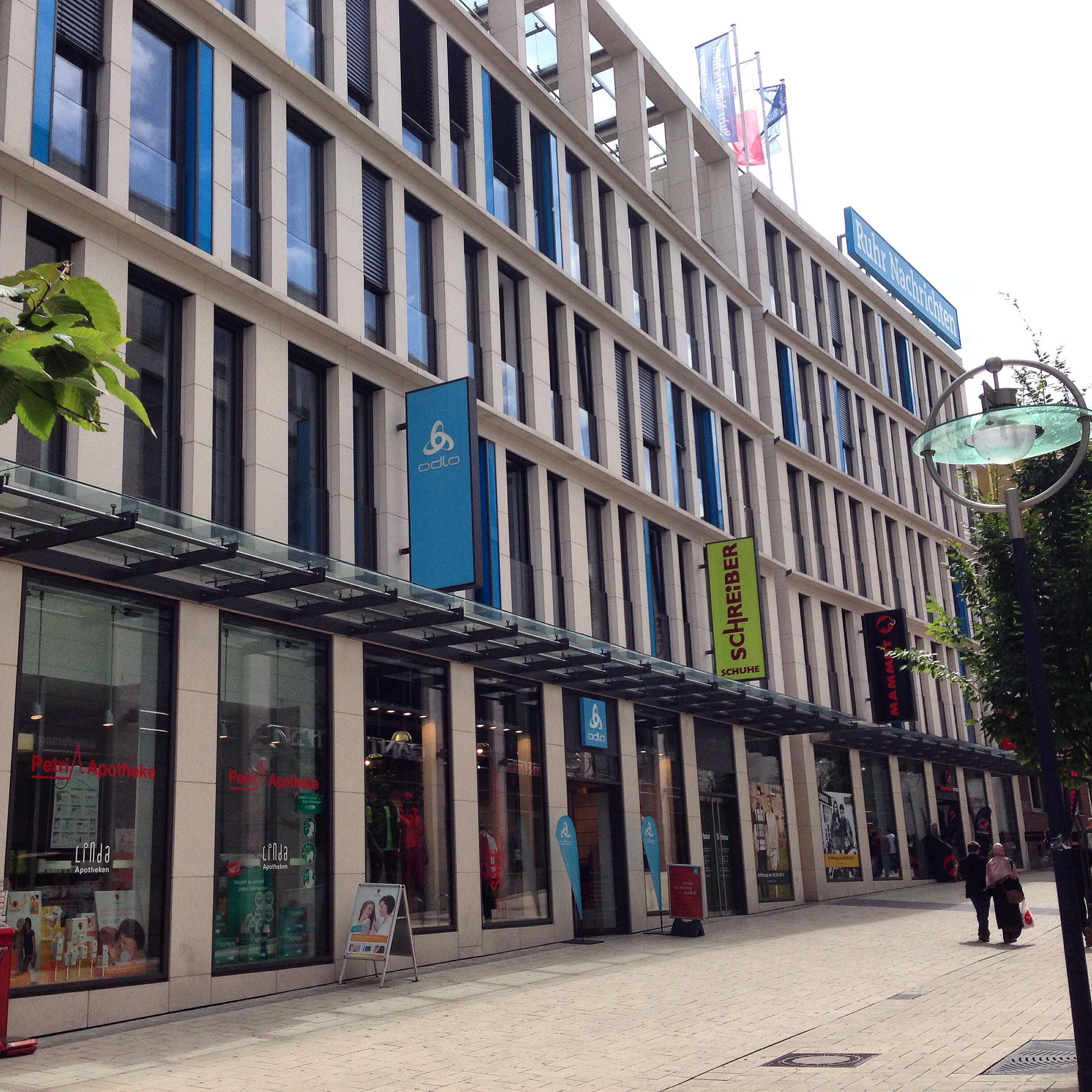
「ルール・ナハリヒテン」本社レンジング・カレー

戦後、出版の伝統を継続することはできなかった。現在は、「ヴェストフェリシェ・ルントシャウ」(WR)、「ヴェストドイチェ・アルゲマイネ・ツァイトゥング」(WAZ)、「ルール・ナハリヒテン」(RN) の3紙がこの街向けのローカル紙として刊行されている。しかし実態は、WRはフンケ・メディアグループに属し、ドルトムントの支社を廃止しており、ルール・ナハリヒテンの内容を取り込んでいる。ルール・ナハリヒテンの全国ニュースは、ウナのヴェストファーレン編集ネットワークによって提供されている。ストリート新聞「ボド」が月に1度刊行され、市内で販売されている。
ドルトムントでは、たとえば「シュタット＝アンツァイガー」や「ノルトアンツァイガー」をはじめとする数多くのフリーペーパーが無料で配布されている。これらは通常は週刊である。無料のイベント情報紙「クーリブリ」や「ハインツ」は月刊で、文化施設やレストランに置かれている。
ドルトムントにあるヴィジョンズ出版は、月刊の全国的な音楽雑誌「ヴィジョンズ」を刊行している。他にも、ヨーロッパ最大のロック、メタル専門誌「ロック・ハード」の編集部がケルネ地区にある。
ドルトムント工科大学では、学期ごとに3回大学新聞「プフレヒトレクテューレ」が刊行される。

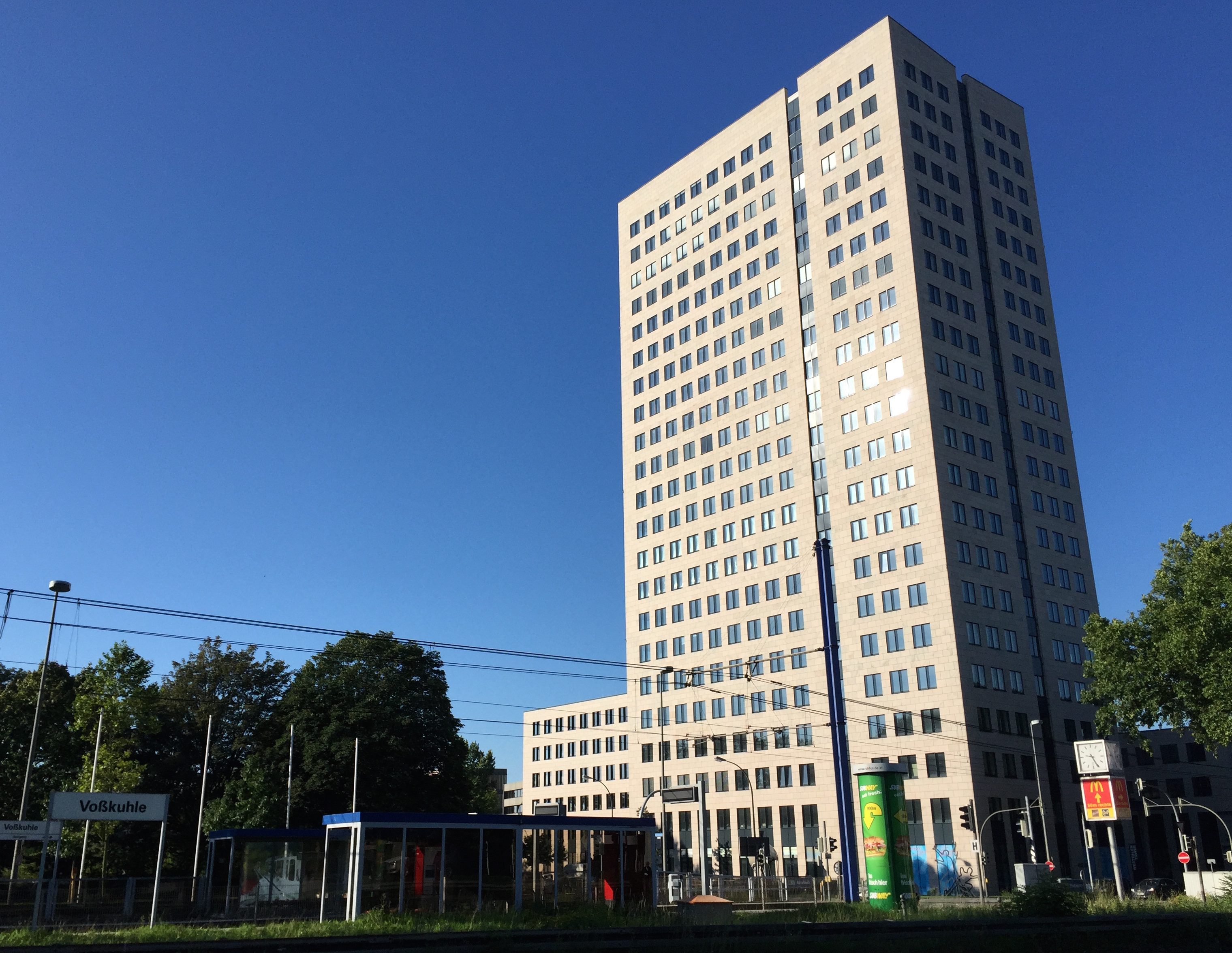
Sat.1のNRWローカルスタジオ

#### テレビ
西部ドイツ放送 (WDR) と Sat.1 は、ともにドルトムントに地方スタジオを有している。WDR は、ドルトムントで「プラネット・ヴィッセン」（直訳: 知識の惑星）、「ローカルツァイト・アウス・ドルトムント」（直訳: ドルトムントからのローカルニュース）、「ダ・ゲシェンクテ・ターク」（直訳: 贈られた日）といった番組を制作している。「ローカルツァイト・アウス・ドルトムント」は、この地域のニュースを毎日放送している。Sat.1 は、「17:30」のノルトライン＝ヴェストファーレン版をドルトムントで制作している。この他に、たとえば「Sat.1-フリューシュテュックスフェルンゼーエン」（直訳: Sat.1-朝食テレビ）をはじめとする様々な番組のための報道素材が制作されている。
州レベルのテレビ教育機関 NRWision がドルトムントにある。プログラムには、ノルトライン＝ヴェストファーレン州全土から編集者、アマチュア撮影者、市民グループが参加する。そのメディアライブラリーには、ノルトライン＝ヴェストファーレン州の都市ごと、あるいはこの地域のメディア制作者ごとにすべてのテレビ番組が保管されている。この教育機関は、ノルトライン＝ヴェストファーレン州のメディア担当部署の支援を受け、ドルトムント工科大学のジャーナリズム研究所によって開発・運営されている。
ドルトムントは、ロンドン、パリとともにグローバル・タミル・ヴィジョン (GTV) の拠点が置かれている街であり、GTV-ドイチュラントの本社所在地である。

#### ラジオ
WDR-ドルトムント・スタジオでは、WDR 2 および WDR 4 のラジオ番組の一部と交通情報が制作されている。民営のローカルラジオ局であるラジオ 91.2 は地域の情報やラジオ NRW のサポートプログラムを放送している。学生ラジオ局 eldoradio* は、24時間通しで音楽を流しているが、朝夕にはトーク番組も放送している。このラジオはアンテナ、ケーブルあるいはウェブラジオ経由で受信することができる。

#### オンラインサービス
最も多くの人に親しまれているオンラインマガジンが ボルシア・ドルトムント-ファンマガジン「schwatzgelb.de」と「gibmich-diekirsche.de」である。
NRWisionのオンラインサービスは、そのメディアライブラリーが所蔵するドルトムントに関するビデオ・オーディオ作品あるいは、ドルトムントの編集部やメディア制作者によって制作されたテレビ・ラジオ番組・映画をバンドルしている。
2013年から、何度も受賞歴のある地元ジャーナリスティックブログ「Nordstadtblogger」はほぼ毎日ノルトシュタットおよび市域全体について報告を行っている。
オンライン＝ニュースポータル「Dortmund24.de」が2016年6月からスタートしたが、2019年に「RUHR24.de」と改名された。このサイトはレンジング・メディア出版に属しており、姉妹ポータルの「RuhrNachrichten.de」とともにドルトムント最大のオンライン＝ニュースポータルを形成している。このサイトではドルトムント、ルール地方、ノルトライン＝ヴェストファーレン州、あるいはボルシア・ドルトムント、FCシャルケ04をテーマとした内容や地域サービスをテーマにした内容を発信している。RUHR24.de は、IPPEN.MEDIA の全国的なオンライン編集ネットワークに属している。

#### 出版
メディアハウス・レンジングは、ノルトライン＝ヴェストファーレン州で3番目に大きな独立系の新聞出版社である。ハーレンベルク出版は、専門誌「buchreport」や「シュピーゲル＝ベストセラーリスト」を刊行している。この出版社は、「Die Bibliophilen Taschenbücher」シリーズや、とりわけ20世紀の年代記によって一般に知られるようになった。ブーシェ出版社はホテル・レストラン業界のための出版社である。特に有名なのが毎年発行される「シュレンマー・アトラス」（直訳: 美食家地図）である。グラフィット出版は犯罪小説を出版している。
プラッテンラベル・センチュリー・メディアは、ドルトムントに本社があり、2015年からソニー・ミュージックエンタテインメントに属している。アクティブ・ムジーク出版社は、イーゲル＝レコードのレーベルで子供向けカセット、CD、子供向けオーディオブックを制作している。
この他のドルトムントにある出版社には、ボルクマン出版、IFS-出版、イングリート・レッシング出版、ケトラー出版、OCM出版、VBE-出版、フェアケールスブラット出版、モデルネス・レルネン出版、フォアザッツ出版がある。

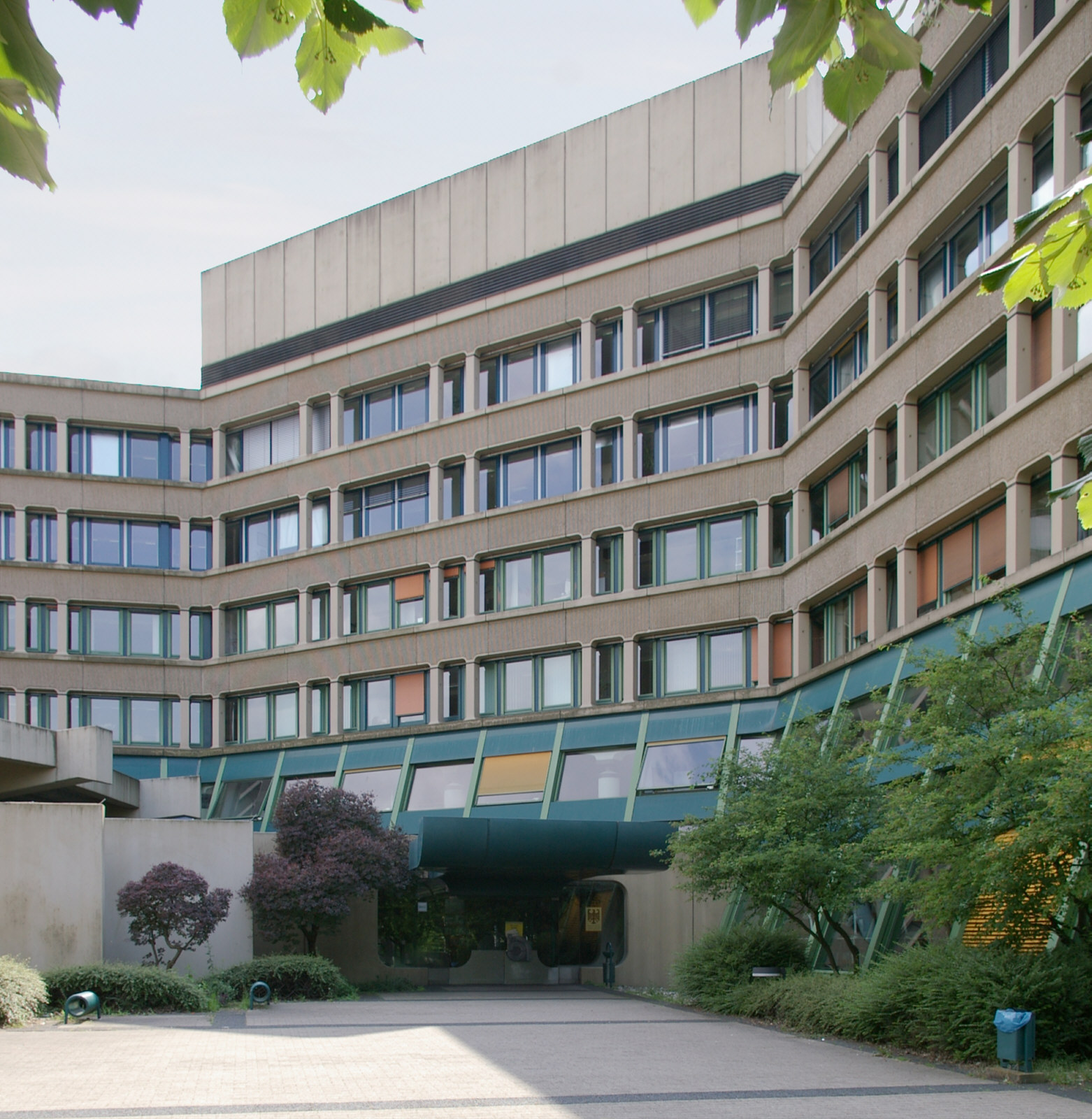
雇用促進・労働医学研究所

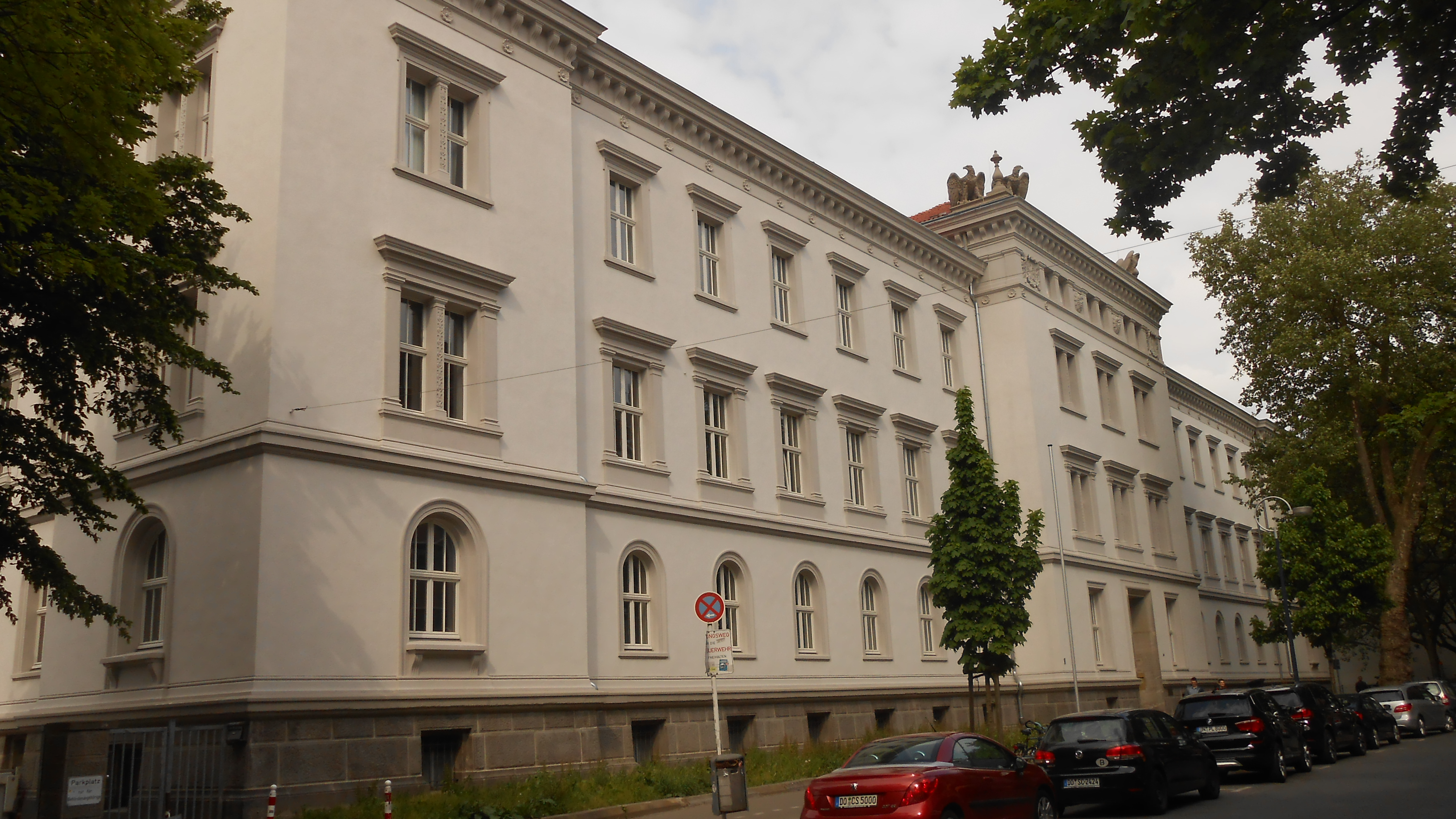
ドルトムント地方裁判所

### 公共機関
ドルトムントには以下の公共施設あるいは公共機関が存在する。
- 雇用促進・労働医学研究所 (BAuA)
- 不動産連邦機関 (BImA) の事務所
- ヴェストファーレン中部小売商連合会 e.V.
- ドルトムント手工芸組合、管轄範囲: ボーフム、ドルトムント、ハーゲン、ハム、ヘルネ、エネペ＝ルール郡（ドイツ語版、英語版）、ゾースト郡、ウナ郡
- ドルトムント商工組合 (IHK)、管轄範囲: ドルトムント、ハム、ウナ郡
- ヴェストファーレン＝リッペ保険医連合会 (KVWL)
- 教育研修の質保証と情報技術のための州立機関
- リッペ連合
- ノルトライン＝ヴェストファーレン素材試験局
- 大学学籍配分機関

ドルトムントは、この地域における重要な司法都市であり、地方裁判所、区裁判所、労働裁判所、社会裁判所が存在する。
この他にドルトムントには、イタリア領事館やバングラデシュ、ガーナ、カザフスタン、スロヴェニア、南アフリカ、チェコの名誉領事館がある。

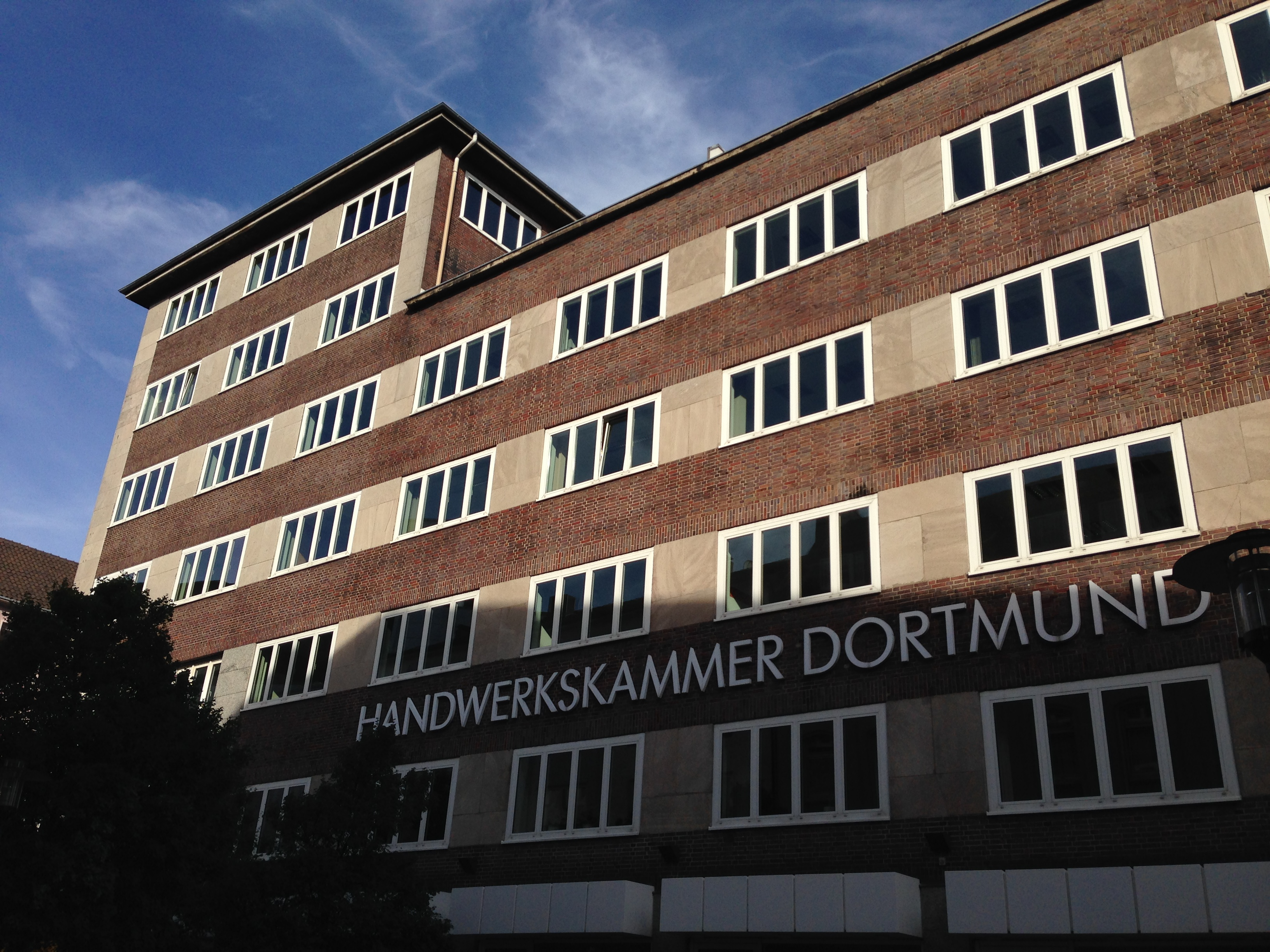
ドルトムント手工芸組合
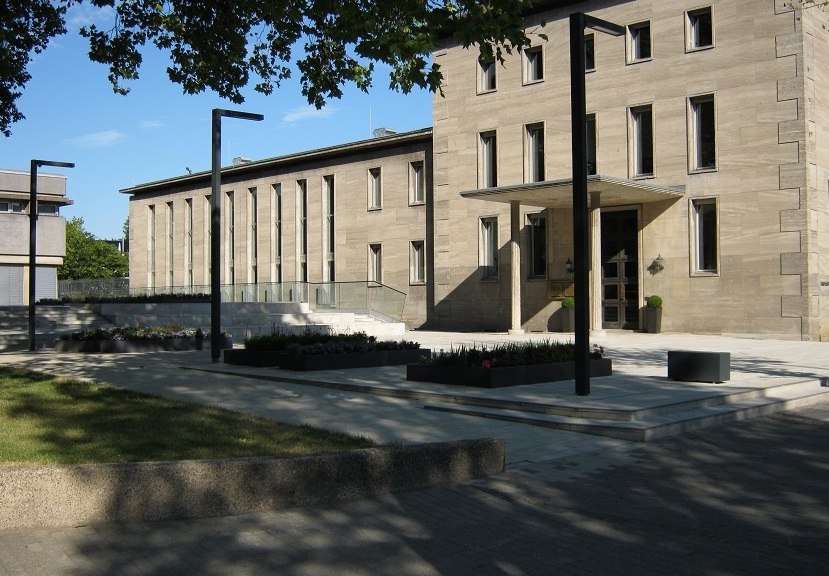
ドルトムント商工組合
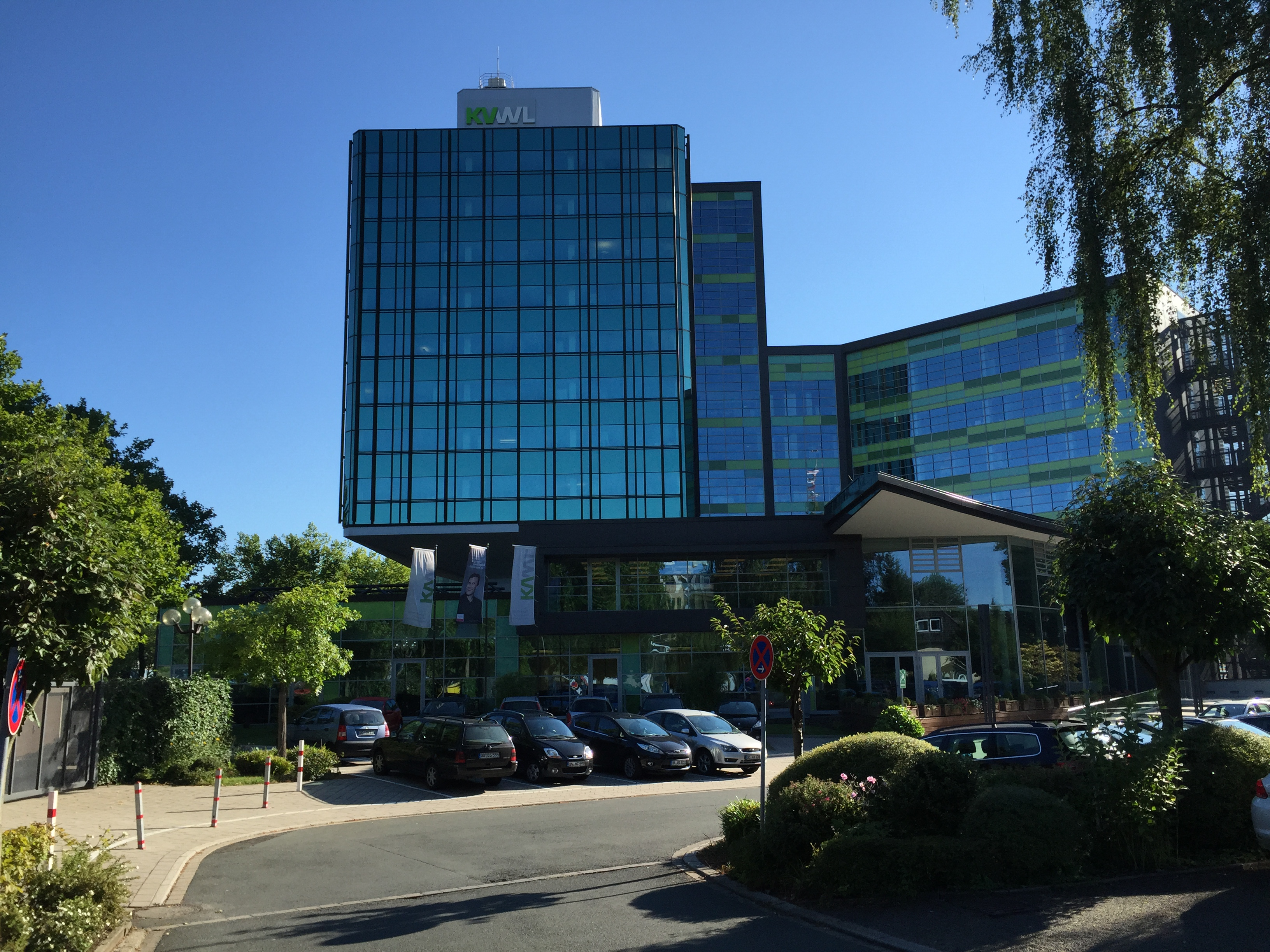
ヴェストファーレン＝リッペ保険医連合会本部
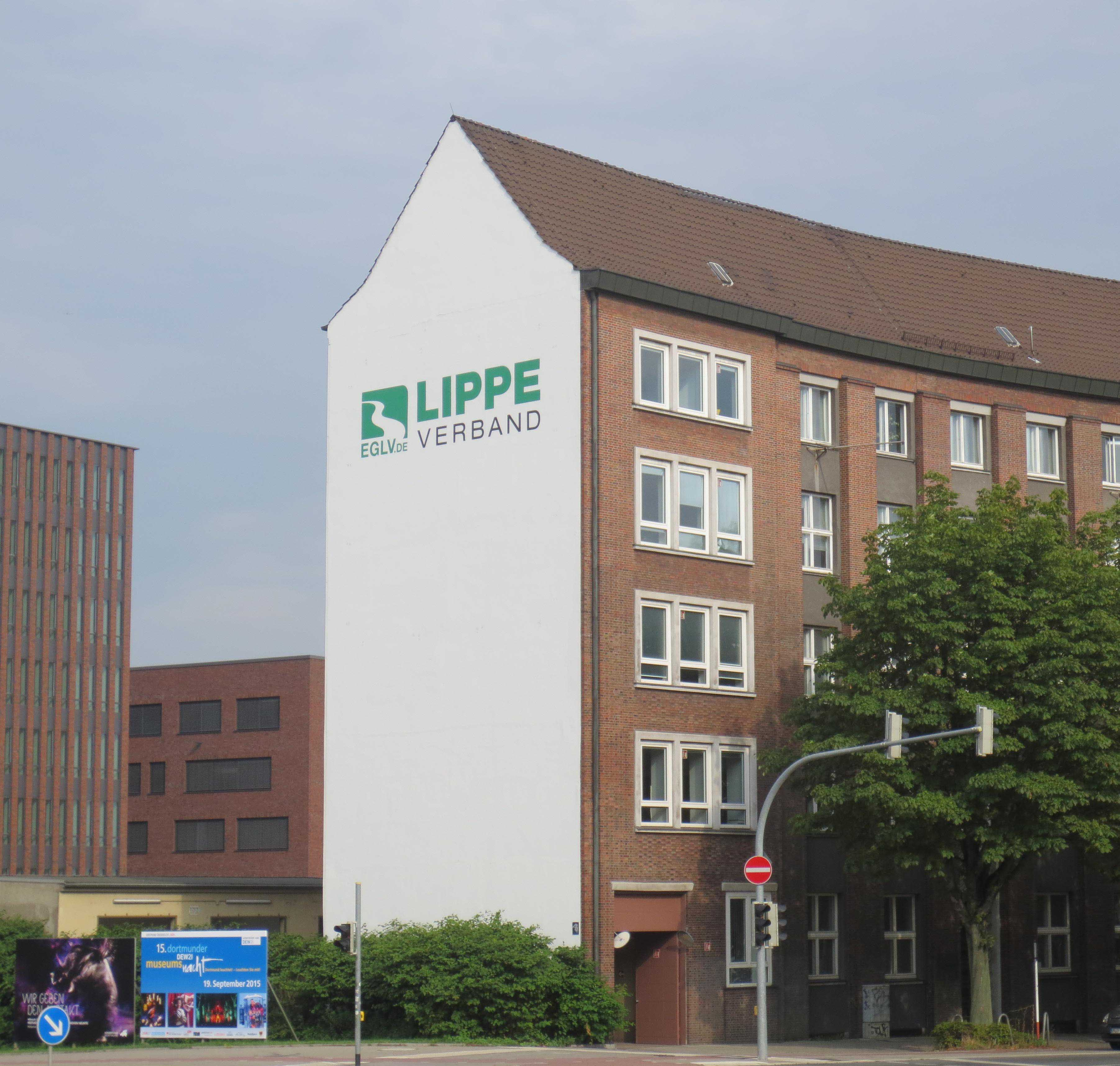
リッペ連合本部
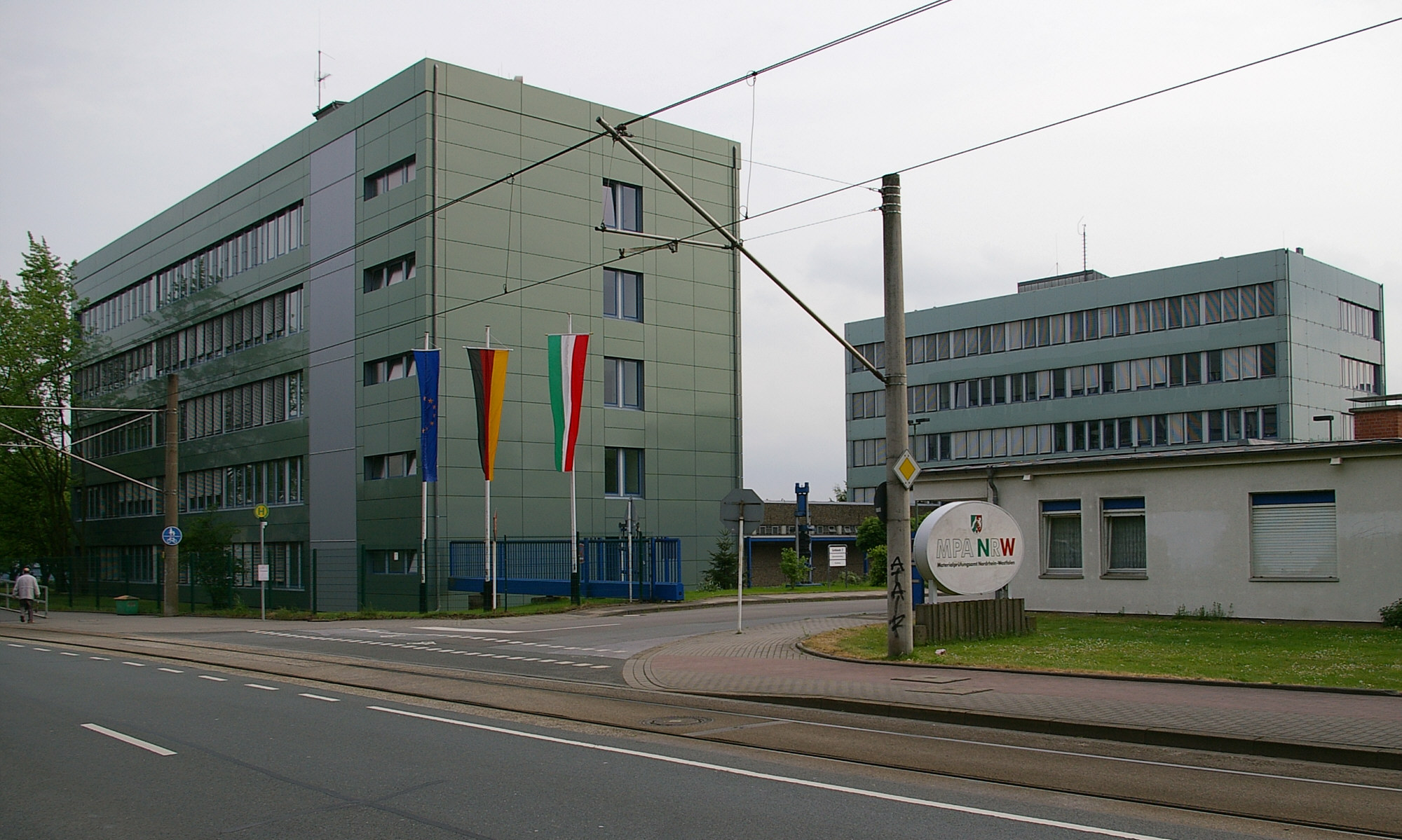
ノルトライン＝ヴェストファーレン素材試験局
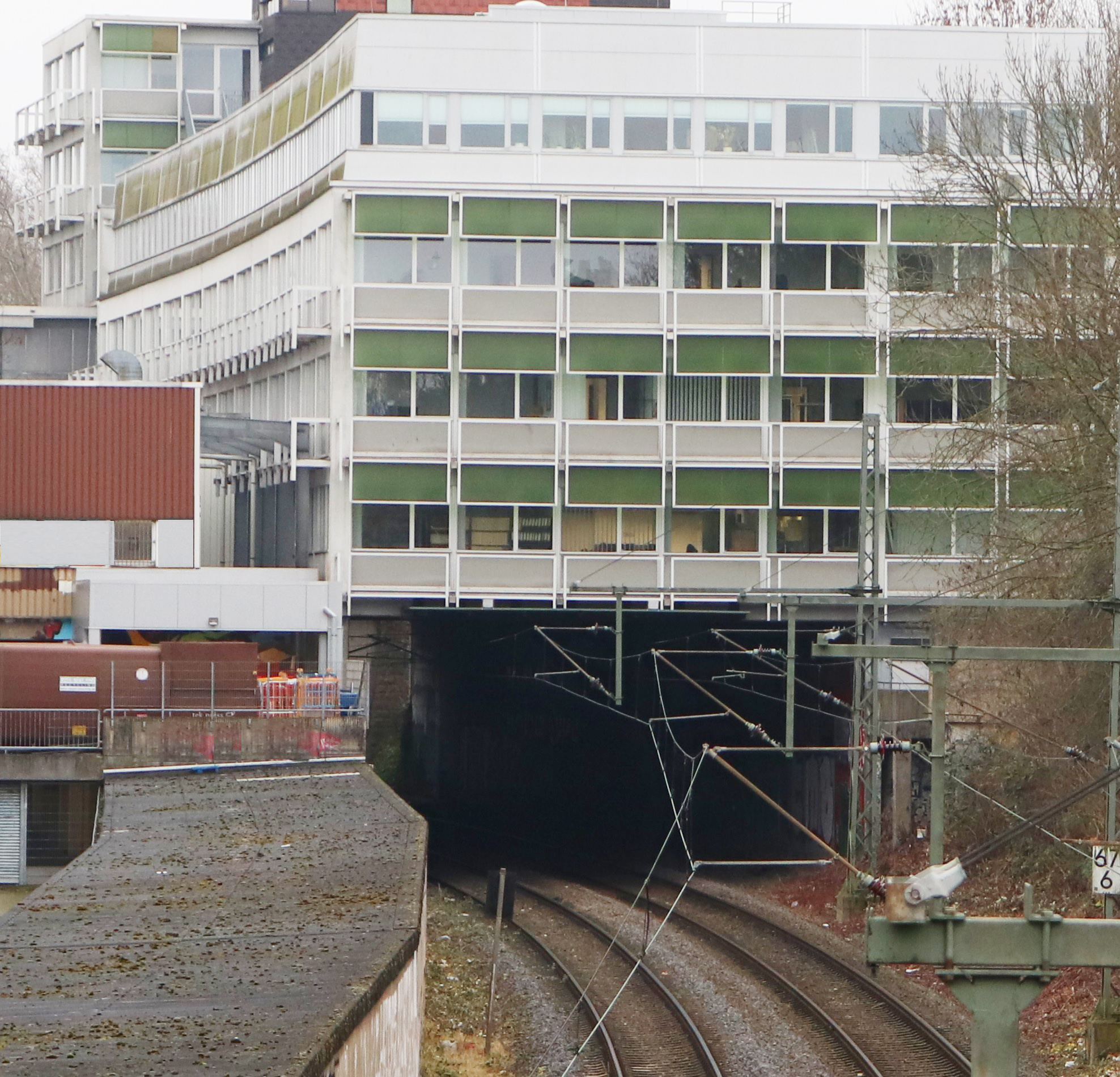
大学学籍配分機関
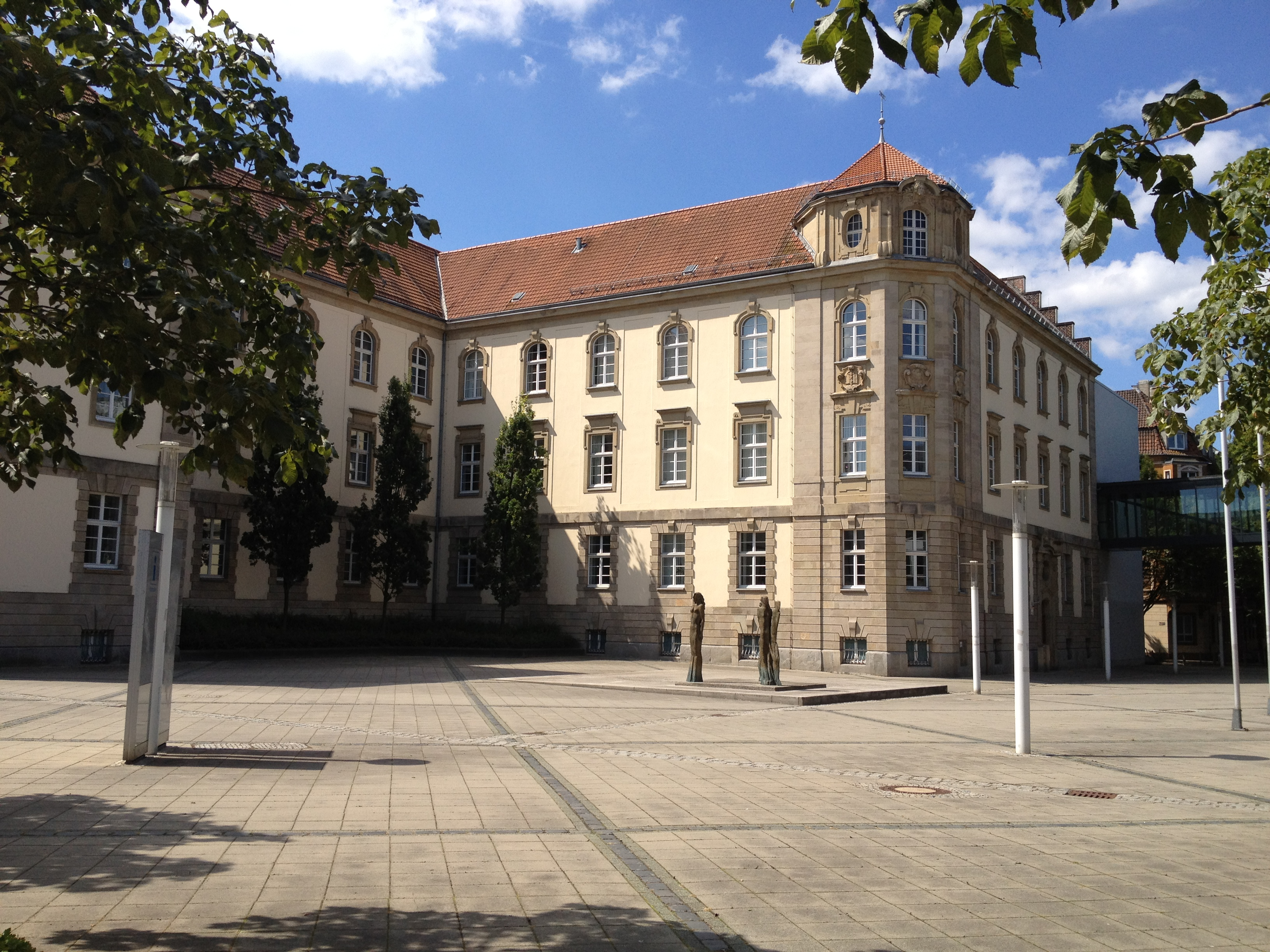
ドルトムント区裁判所

### 教育と研究

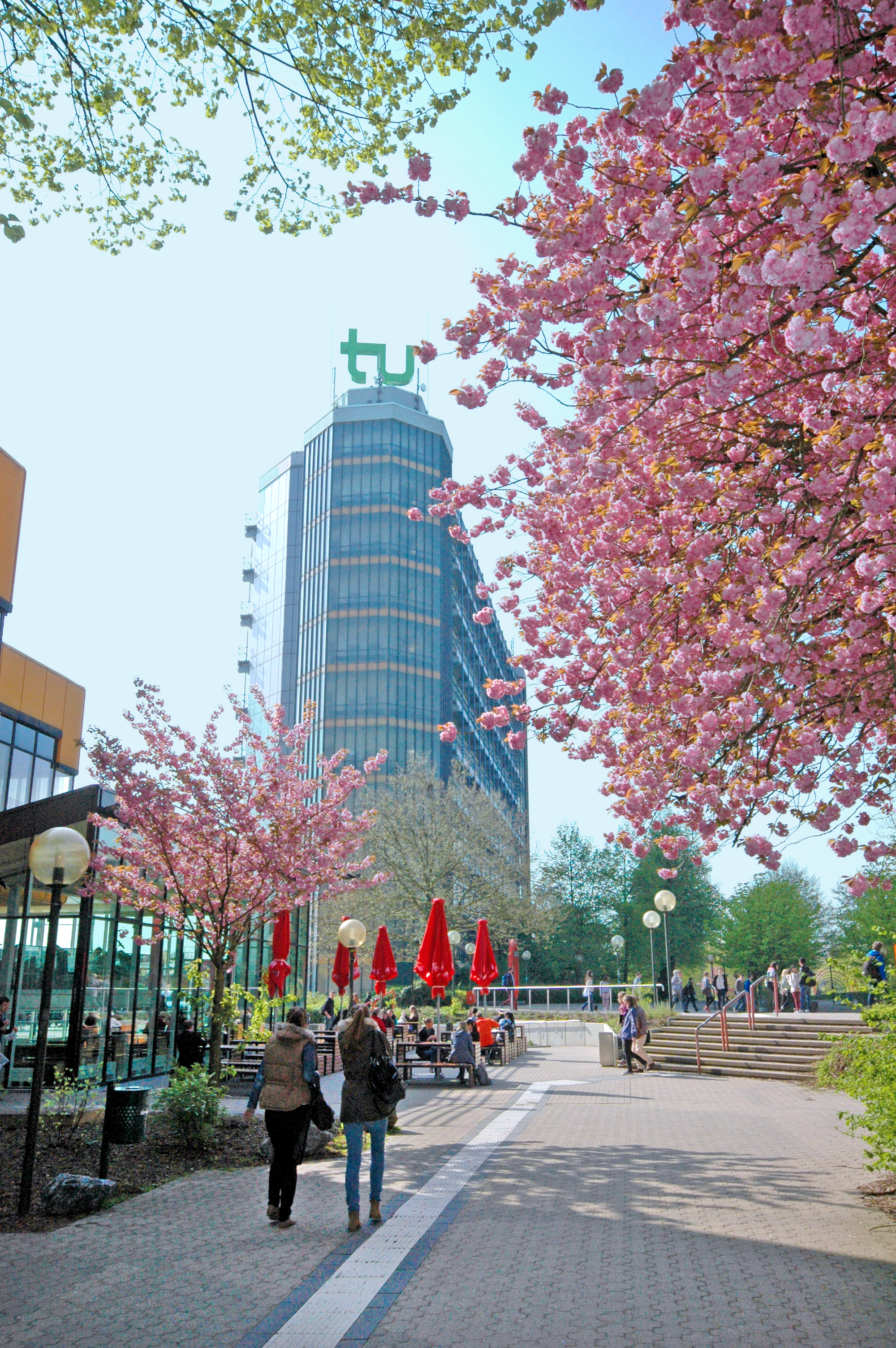
ドルトムント工科大学数学タワー

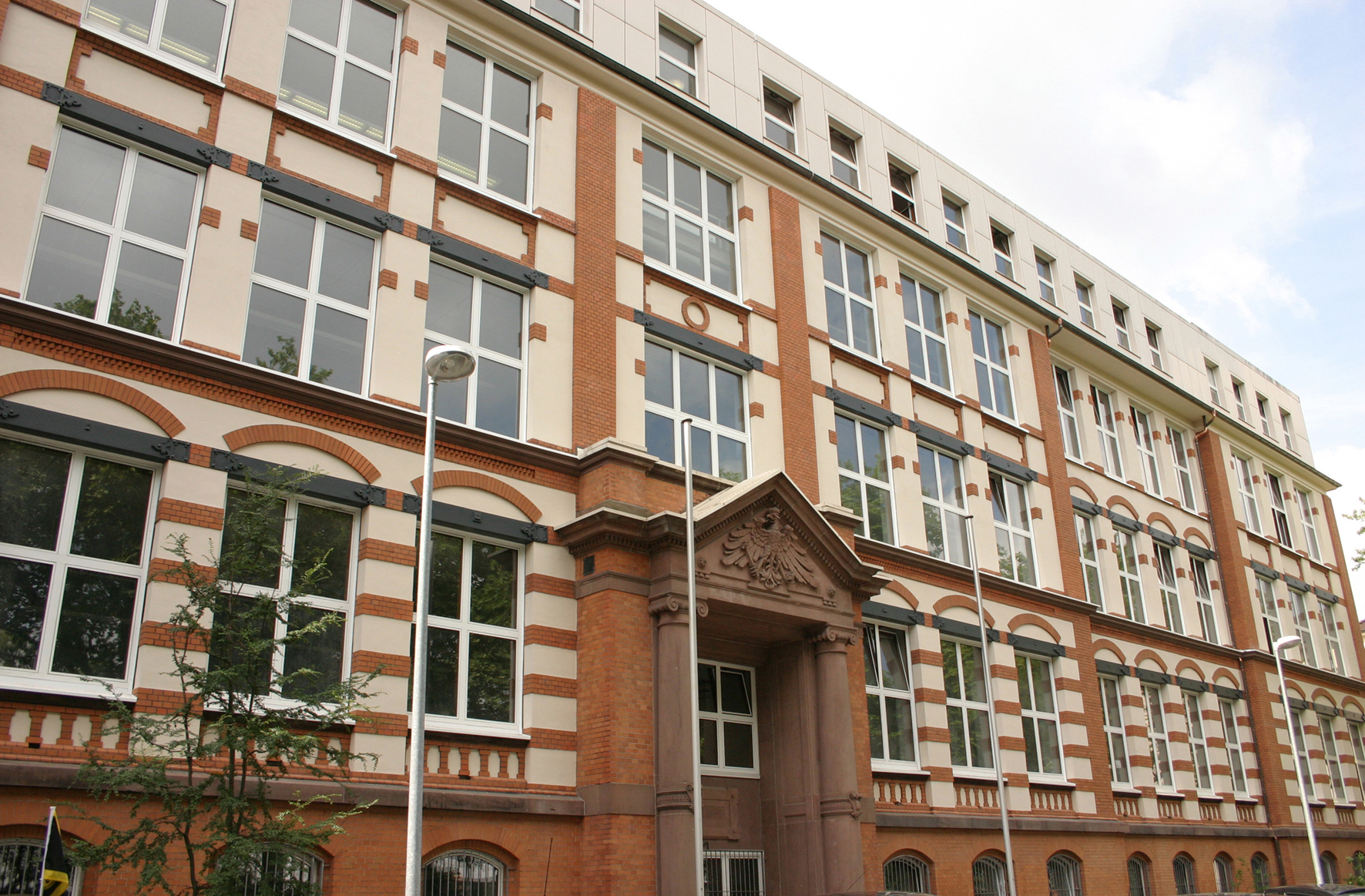
ドルトムント専門単科大学

#### 大学
- ドルトムント工科大学 (TU):　1968年に自然科学、技術工学、経済・計画学を重点に設立された。1980年にルール教育大学の専門学部を包含する形で拡張され、それ以来人文科学の課程も含まれるようになった。ドルトムント工科大学は、2007年までドルトムント大学（Universität Dortmund) という名称であった。2010年11月数学タワーにTUのロゴが掲げられた。
- ドルトムント専門単科大学: 1971年にかつての州立エンジニア学校の1つであったドルトムント工芸学校、社会福祉高等専門学校、社会教育専門高等学校、経済専門学校が統合されて創設された。
- FOM - 経済学・管理学単科大学ドルトムント校: 1993年にエッセンで設立された。2005年から大学センターを含む FOM 単科大学がドルトムントに移転した。この大学の建物はシュタットクローネ＝オストにある。
- ノルトライン＝ヴェストファーレン政治および行政専門単科大学: この専門単科大学は、5部門、9つのキャンパスからなる。ドルトムント校はゲルゼンキルヒェン部門に属している[167]。
- インターナショナル・スクール・オブ・マネージメント (ISM): 1990年創立の私立大学。1994年から州の認可を得ている。経営学分野の様々な課程の発展教育機関である。
- デトモルト音楽大学（ドイツ語版、英語版）ドルトムント校： 1947年にドイツ初の音楽大学の1つとしてデトモルトで創立された。これにドルトムント市立コンセルヴァトリウム（1901年創立）とミュンスターのヴェストファーレン音楽学校（1919年創立）プロミュージシャン養成部門が合併した。現在はデトモルト校のみが存続しており、ドルトムント校は2004年に廃止され、ミュンスター校はミュンスター大学に併合された。
- オーケストラセンター NRW: ブリュック通りのオーケストラセンターは、組織上はエッセンのフォルクヴァング芸術大学（ドイツ語版、英語版）に組み込まれている。ここでは、修士課程「オーケストラ演奏」の一環としてオーケストラ演奏家として働く準備を整える。

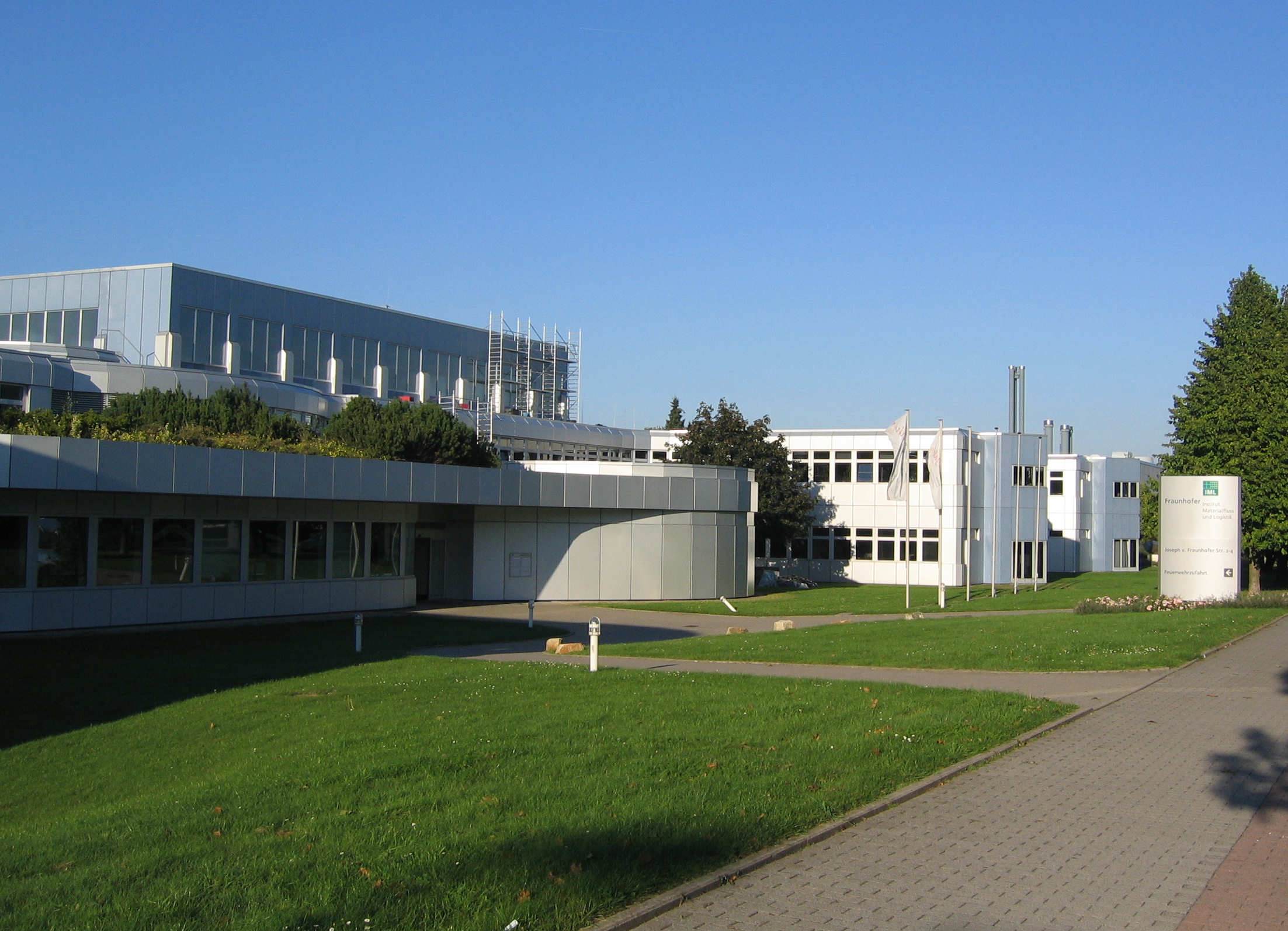
フラウンホーファー物資輸送および流通研究所

- IT-センター・ドルトムント: 2000年に設立された私立教育機関で、工科大学、専門単科大学、ISM、ドルトムント商工組合、ネットワーカー・ヴェストファーレン e.V. が運営している。情報技術分野の学士課程がある。
- IU 国際単科大学: IU 国際単科大学は私立で州認可の単科大学である。経済学、管理学の大学で、多くのキャンパスがある。ドルトムントもその1つである。
- 栄養学および食品学研究所 (IEL) 分館: ライン・フリードリヒ・ヴィルヘルム大学ボンの栄養疫学専門課程で、ドルトムント＝ブリューニングハウゼンにある。

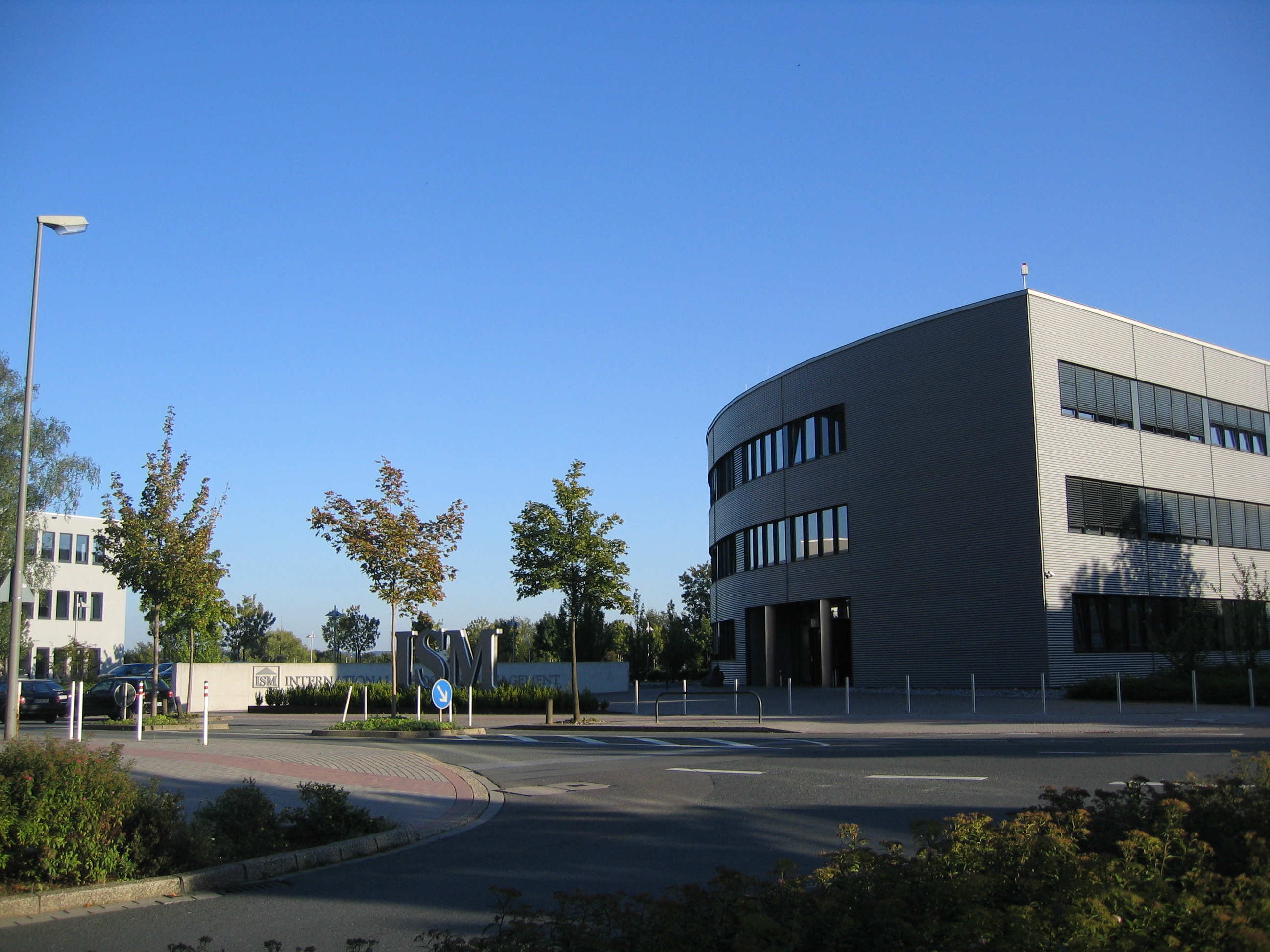
ISM ドルトムント・キャパス
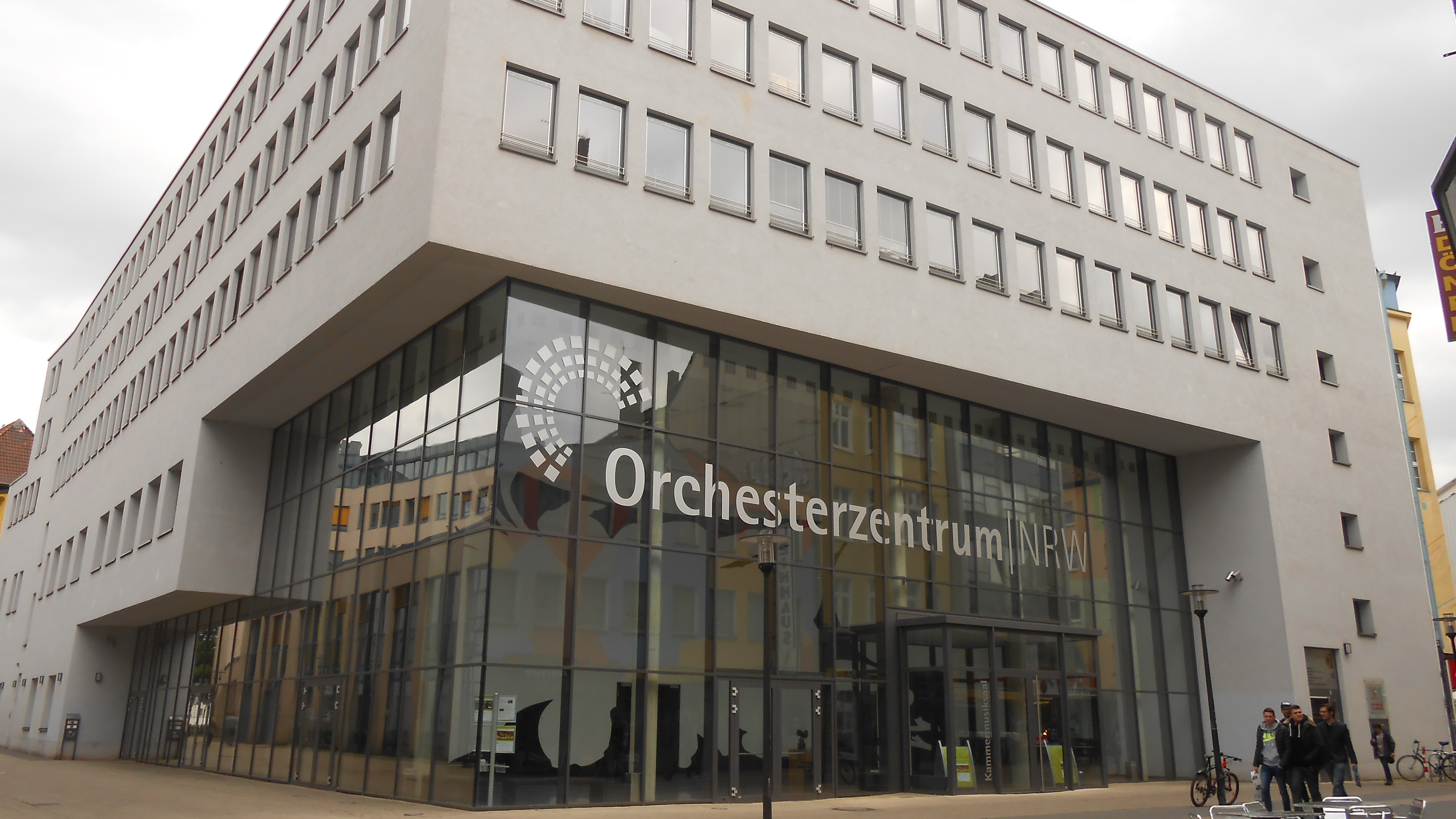
オーケストラセンター NRW

#### 研究機関
- 雇用促進・労働医学研究所
- フォルザ社会学研究所
- 小児栄養研究所 (FKE)
- 通信および協同研究所 (FTK)
- フラウンホーファー物資輸送および流通研究所 (IML)
- フラウンホーファー・ソフトウェアおよびシステム工学研究所 (ISST)
- ドイツおよび外国の労働者文学のためのフリッツ＝ヒューザー研究所
- ILS-国および都市発展研究所
- ロボット研究所
- 学校発展研究所 (IFS)
- 新聞研究所
- ライプニッツ分析科学研究所 (ISAS)
- ライプニッツ労働研究所 (IfADo)
- マックス＝プランク分子物理学研究所
- ドルトムント社会学研究所
- ドルトムント市立文書館（メルキシェ通り、旧アルテ・シュタットハウス）
- ヴェストファーレン経済資料館

ドルトムントの研究環境の基礎は、様々に異なる形態の学校風土にある。この他、ドルトムントはマックス・プランク協会の「共同研究会員」でもある。

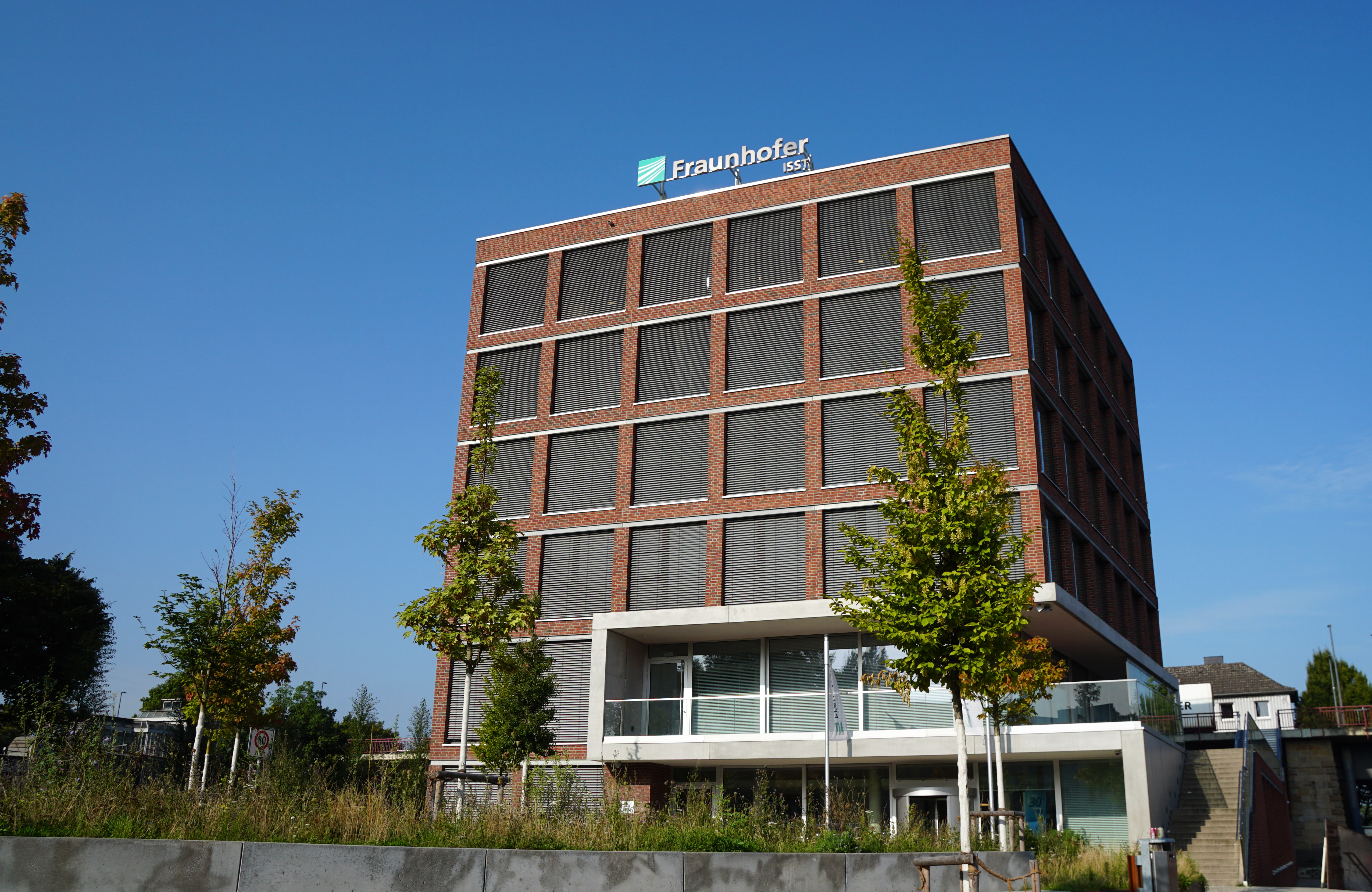
フラウンホーファー・ソフトウェアおよびシステム工学研究所
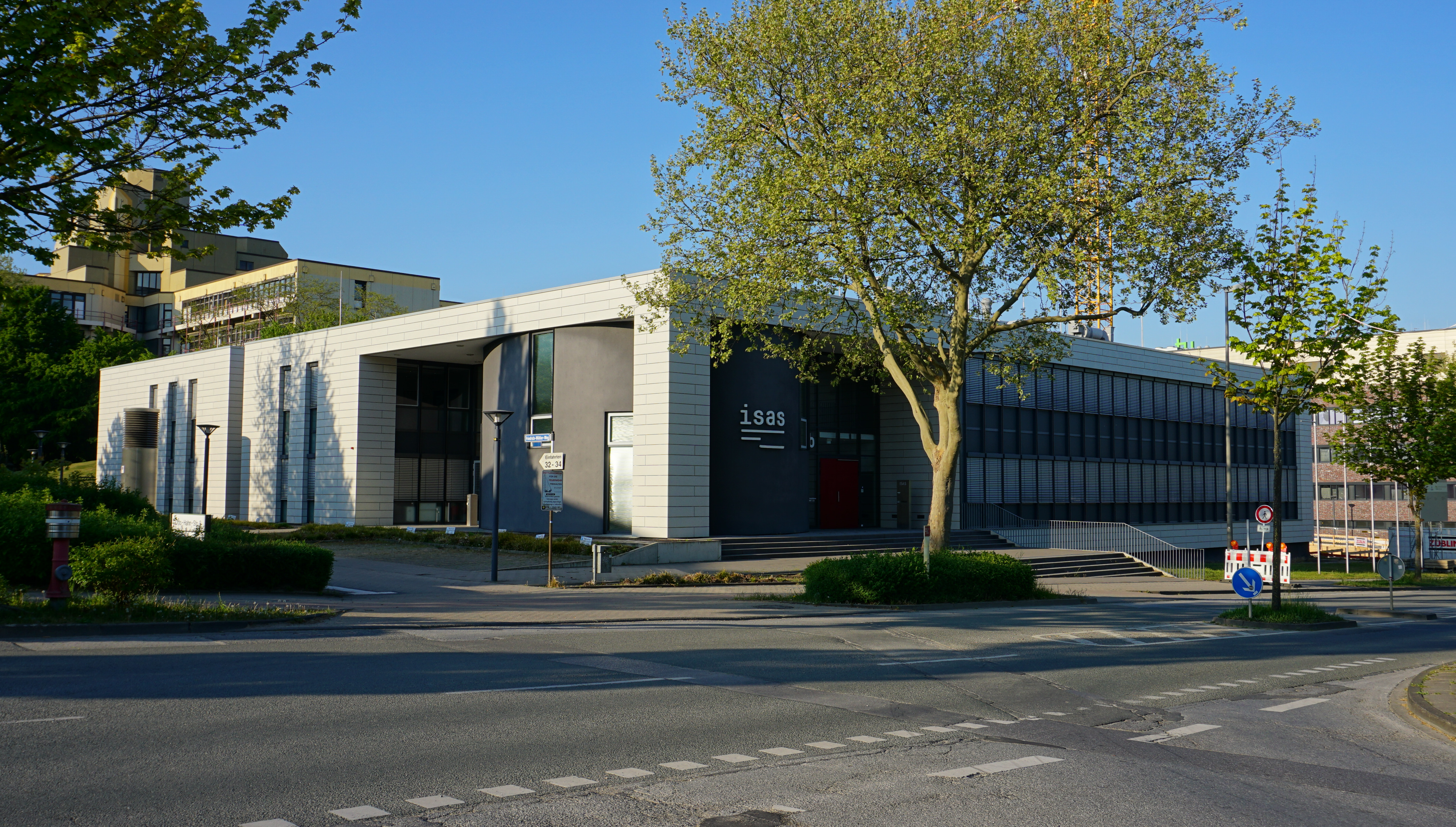
ライプニッツ分析科学研究所
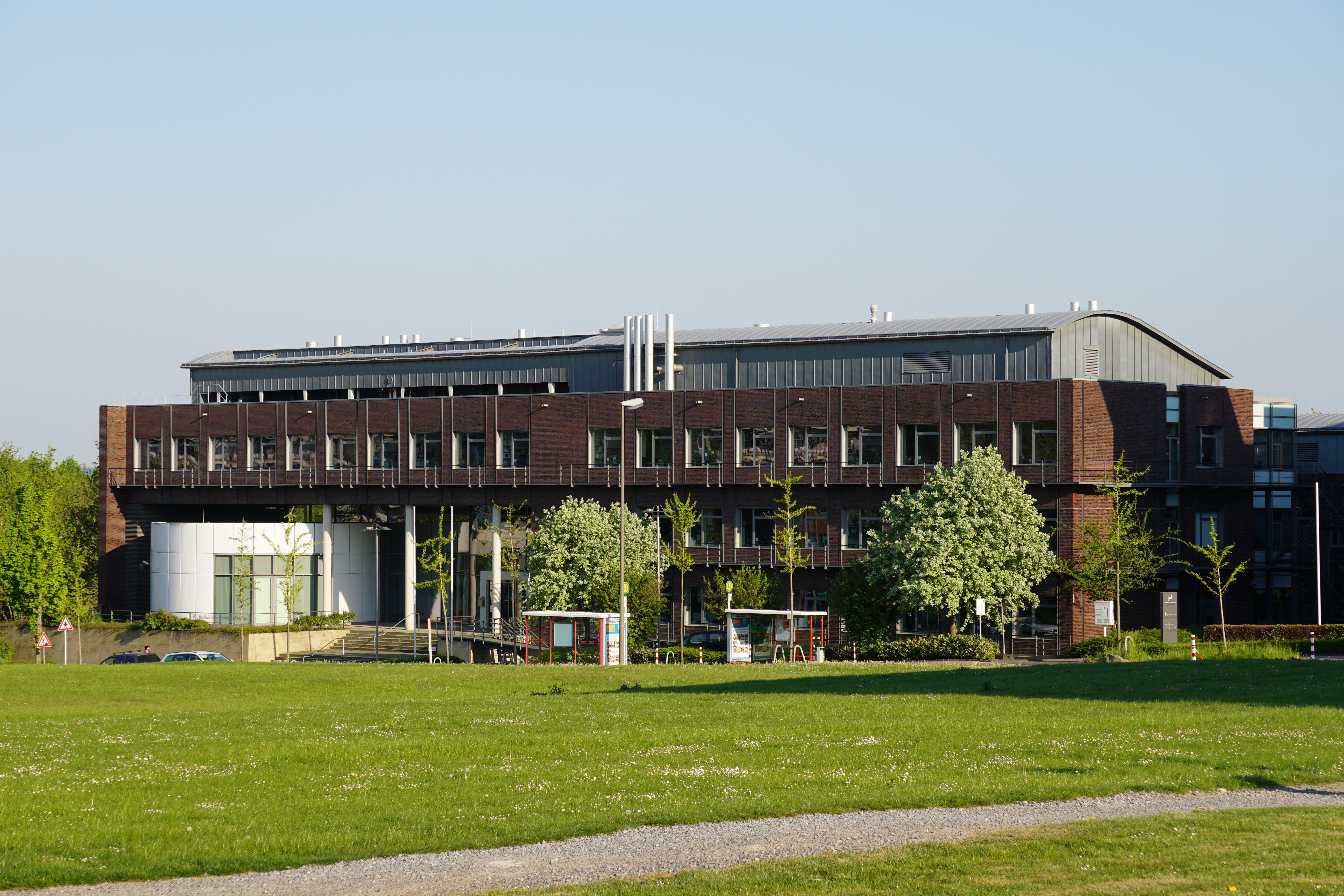
マックス＝プランク分子物理学研究所

#### 図書館
- ドルトムント大学図書館
- ドルトムント専門単科大学図書館
- ドルトムント市立・州立図書館
- 市立文書館図書室
- ドルトムントおよびマルク伯領歴史協会図書館（市立文書館内）
- 「ローラント・ツー・ドルトムント」（系譜学会）の図書館
- 受刑者および患者向けの本とメディアの貸し出し

#### 学校
ドルトムント市には160校を超える学校がある。ギムナジウムはそのうち16校（市立は14校）である。本市で1番古いギムナジウムはシュタットギムナジウム・ドルトムント（1543年創立）、2番目に古いのがマックス＝プランク＝ギムナジウム（1959年創立）である。ライプニッツ＝ギムナジウムは、ドイツ全体で約30校しかない国際バカロレア参加校の1つである。

## 人物
19世紀から20世紀の2/3までの移民の多さを考えれば「多くの有名なドルトムンダー（ドルトムントの人）は、ドルトムンダーではなく、ドルトムンダーになっただけだ」というのは真実だと思える。この街で生まれたドルトムンダーとして、特にサッカー選手が知られている。たとえば、ミヒャエル・ツォルク、トルステン・フィンク、クリスティアン・ネルリンガー、マルコ・ロイス、ケヴィン・グロスクロイツらである。他の有名な出身者としては、俳優のディートマール・ベア、マックス・ヘルプレヒター、アメリー・プラース＝リンク、コメディアンのトルステン・シュトレーター、演出家のペーター・トールヴァルト、マルティン・パピロフスキ、映画監督で脚本家のヤセミン・サムデレリ、作家のラルフ・フスマン、ジャーナリストのフレッディー・レッケンハウス、イェルク・タデウス、芸術家のエトガー・クノープ、ミュージシャンのフィリップ・ボア、キャバレー俳優のブルーノ・クヌスト、政治家のシュテフェン・カニッツ、マヌエル・ザラツィン、マルコ・ビューロウが挙げられる。
既に亡くなったドルトムント出身者には、出版者 F.A.ブロックハウスの創始者で発行責任者のフリードリヒ・アルノルト・ブロックハウス、起業家のレオポルト・ヘッシュ、ドイツ海軍大将ヴィルヘルム・カナリス、俳優のディーター・プファフ、ルドルフ・プラッテ、芸術家のマルティン・キッペンベルガー、サッカー選手のハンス・チルコフスキ、アウグスト・レンツ、ローター・エメリッヒらがいる。

## 関連図書
- Horst Appuhn (1970). Hermann Busen. ed. Dortmund. Westfälische Kunst. München: Deutscher Kunstverlag
- Gustav Luntowski; Thomas Schilp; Norbert Reimann; Günther Högl (1994). Stadtarchiv Dortmund. ed. Geschichte der Stadt Dortmund. Dortmunder Leistungen, Band 2. Dortmund: Harenberg. ISBN 978-3-611-00397-4
- Dieter Nellen, Christa Reicher, Ludger Wilde, ed (2016). PHOENIX – Eine neue Stadtlandschaft in Dortmund. Berlin: JOVIS Verlag. ISBN 978-3-86859-400-3
- Stefan Mühlhofer; Thomas Schilp; Daniel Stracke (2017). Dortmund. Deutscher Historischer Städteatlas, Band 5. Münster: Ardey. ISBN 978-3-87023-277-1
- Ludger Tewes (1997). ,Mittelalter im Ruhrgebiet. Siedlung am westfälischen Hellweg zwischen Essen und Dortmund (13. bis 16. Jahrhundert). Paderborn: Verlag Schoeningh. ISBN 978-3-506-79152-8
- Stefan Mühlhofer, Wolfgang Sonne, Barbara Welzel, ed (2019). Dortmunder Passagen – Ein Stadtführer. Berlin: JOVIS Verlag. ISBN 978-3-86859-572-7

### 注
1. ↑  グリュンダーツァイト (ドイツ語: Gründerzeit)とは普仏戦争後の会社設立ブームの時代を意味する。泡沫会社設立時代と訳されることもある。
2. ↑  連邦地図・測地局の報告書による。市自身はその統計年報で中心地すなわちレファレンスポイントとしてライノルディ教会西側の水準点を設定しており、海抜85.42 m、北緯 51° 30' 58" 東経 07° 28' 06" としている。
3. ↑  小売中心指数 (ドイツ語: Einzelhandelszentralität) は、街の購買力に対する小売業の売り上げの比で、100 (%) を超えることは他市町村の居住者がこの街で買い物をしていることを示す。